# Adolf Hitler
« Hitler » redirige ici. Pour les autres significations, voir Hitler (homonymie).
Adolf Hitler ([ˈadɔlf ˈhɪtlɐ] ), né le 20 avril 1889 à Braunau am Inn (Autriche-Hongrie) et mort suicidé le 30 avril 1945 à Berlin, est un idéologue d'extrême droite, et un homme d'État allemand d'origine autrichienne. Fondateur et figure centrale du nazisme, il arrive au pouvoir en Allemagne en 1933 et instaure une dictature totalitaire, impérialiste, antisémite, raciste, homophobe, xénophobe, eugéniste et génocidaire désignée sous le nom de Troisième Reich.
Établi dans sa prime jeunesse à Vienne puis à Munich, il essaie en vain de devenir artiste peintre, en autodidacte puisqu'il échoue aux Beaux-Arts. Bien qu'ayant tenté de se soustraire à ses obligations militaires, il participe à la Première Guerre mondiale au sein des troupes bavaroises. Après-guerre, il rentre à Munich où il mène une vie assez attentiste dans cette période troublée, avant d'adhérer au Parti ouvrier allemand (DAP), un groupuscule extrémiste de droite, ultranationaliste, völkisch qu'il transforme en Parti national-socialiste des travailleurs allemands (NSDAP) en 1920. Il s'impose par ses talents d'orateur à la tête du mouvement en 1921 et tente en 1923 un coup d'État qui échoue. Il met à profit sa courte peine de prison pour rédiger le livre Mein Kampf dans lequel il expose ses conceptions racistes et ultranationalistes.
Dans un climat de violence politique, il occupe une place croissante dans la vie publique allemande avec le parti nazi. Alors que la Grande Dépression fait rage, il se présente à l'élection présidentielle de 1932 contre le président du Reich Paul von Hindenburg, qui est réélu. Cependant, après les élections législatives de novembre 1932, celui-ci nomme Hitler chancelier en janvier 1933. Son gouvernement met très rapidement en place les premiers camps de concentration destinés à la répression des opposants politiques, notamment socialistes, communistes et syndicalistes.
En août 1934, après une violente opération d'élimination physique d'opposants et rivaux — connue sous le nom de Nuit des longs couteaux — et la mort de Hindenburg, il est plébiscité chef de l'État. Portant dès lors le double titre de « chancelier du Reich » et de « Führer » (guide), il saborde la république de Weimar et met ainsi fin à la première démocratie parlementaire en Allemagne. La politique qu'il conduit est pangermaniste, antisémite, revanchiste et belliciste. Son régime adopte en 1935 une législation anti-juive et les nazis prennent le contrôle de la société allemande (travailleurs, jeunesse, médias et cinéma, industrie militaire, sciences, etc.).
La volonté de Hitler de créer le Grand Reich germanique et de lui donner un espace vital à l'Est entraîne en 1938 l'annexion de l'Autriche et des Sudètes, puis en 1939, l'assujettissement du reste de la Tchécoslovaquie et d'une partie de la Lituanie, et enfin l'invasion de la Pologne, fait générateur de la Seconde Guerre mondiale. L'Allemagne connaît alors une période de victoires militaires, lors de la campagne de Norvège puis de la bataille de France, et occupe la majeure partie de l'Europe en 1940.
Mais l'invasion d'abord victorieuse de l'Union soviétique tourne au fiasco après 1942. Le Reich ne parvient plus à contenir la poussée des Alliés : à l'est les Soviétiques, à l'ouest les Anglo-Américains et leurs alliés, dont des forces issues des pays occupés par l'Allemagne. Au terme d'une guerre totale ayant atteint des sommets de destruction et de barbarie, Hitler, terré à Berlin dans son bunker, se suicide le 30 avril 1945 alors que la capitale du Reich en ruines est investie par les troupes soviétiques.
Le Troisième Reich, qui, selon Hitler, devait durer « mille ans », n'en aura duré que douze mais a provoqué la mort de dizaines de millions de personnes et la destruction d'une grande partie des villes et des infrastructures en Europe. Le génocide des Juifs européens et des Tziganes, la mort par la faim de millions de civils soviétiques, l'assassinat des personnes handicapées, les innombrables exactions contre les populations civiles, le traitement inhumain des prisonniers de guerre soviétiques ou encore les destructions et les pillages dont il est responsable, ainsi que le racisme radical singularisant sa doctrine et la barbarie des sévices infligés à ses victimes, valent à Hitler d'être jugé de manière particulièrement négative par l'historiographie et la mémoire collective. Sa personne et son nom sont considérés comme des symboles du mal absolu.

## Origine du nom
Selon Le Petit Robert des noms propres, « Hitler » serait une variante de « Hüttler », de l'allemand Hüttle signifiant « petite cabane » (peut avoir désigné un homme habitant une cabane ; en Bavière, désignait un charpentier).
Hitler porte le nom du beau-père de son père Alois, Johann Georg Hiedler, sous une orthographe différente, mais la prononciation est très proche. Celui-ci a épousé la grand-mère de Hitler, Maria Anna Schicklgruber, après la naissance d'Alois, sans que l'on sache s'il en était le père. Alois a été déclaré à l'état civil sous le nom de sa mère, avec la mention fils illégitime, et a adopté plus tard le nom de son beau-père, sous la forme Hitler,.
Hitler fut baptisé Adolphus Hitler. Au XIXe siècle, Adolf est un prénom fréquent dans les pays germanophones et scandinaves.
Selon la fiche signalétique établie par les renseignements français en 1924, le second prénom de Hitler serait Jakob (Jacques, en allemand), mais cette fiche contient diverses erreurs grossières, dont la date et le lieu de naissance de Hitler, et rien ne corrobore la thèse d'un second prénom.

## Jeunes années

### Origines et enfance
|                                                                                   |  |  |
| Les parents d'Adolf Hitler : Alois Hitler (1837-1903) et Klara Pölzl (1860-1907). |  |  |

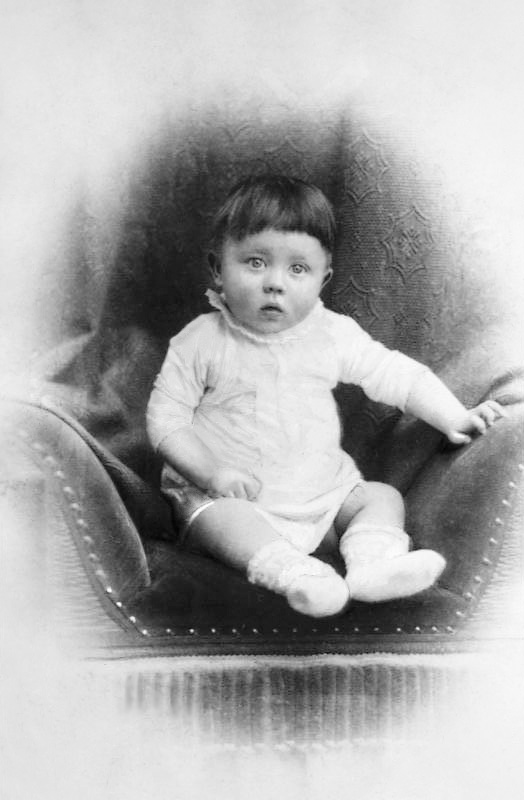
Adolf Hitler bébé.

Les sources traitant des premières années d'Adolf Hitler sont « extrêmement lacunaires et subjectives ». Les fonds d'archives, les témoins et Hitler lui-même donnent des interprétations très différentes de cette période qui s'étale de 1889 à 1919. De nombreux historiens se sont même penchés sur la possibilité d'une origine juive de Hitler, en concluant néanmoins à de simples rumeurs infondées.
Adolf Hitler naît le 20 avril 1889 à 18 h 30 à Braunau am Inn, une petite ville de Haute-Autriche près de la frontière austro-allemande ; il est baptisé deux jours plus tard à l'église de Braunau. Il est le quatrième enfant d'Alois Hitler (1837-1903) et de Klara Pölzl (1860-1907). Ses parents, unis par le mariage depuis le 6 janvier 1885, sont originaires de la région rurale du Waldviertel, pauvre et frontalière de la Bohême.
En 1894, la famille Hitler déménage pour Passau, du côté allemand de la frontière. Un an plus tard, le ménage retourne en Autriche lorsqu'Alois prend sa retraite et achète une petite ferme à Fischlham, près de Lambach, pour se consacrer à l'apiculture.
Adolf fait son entrée à l'école du village le 2 mai 1895. Son maître d'école, Karl Mittermaier, témoigne : « Je me souviens combien ses affaires de classe étaient toujours rangées dans un ordre exemplaire ».

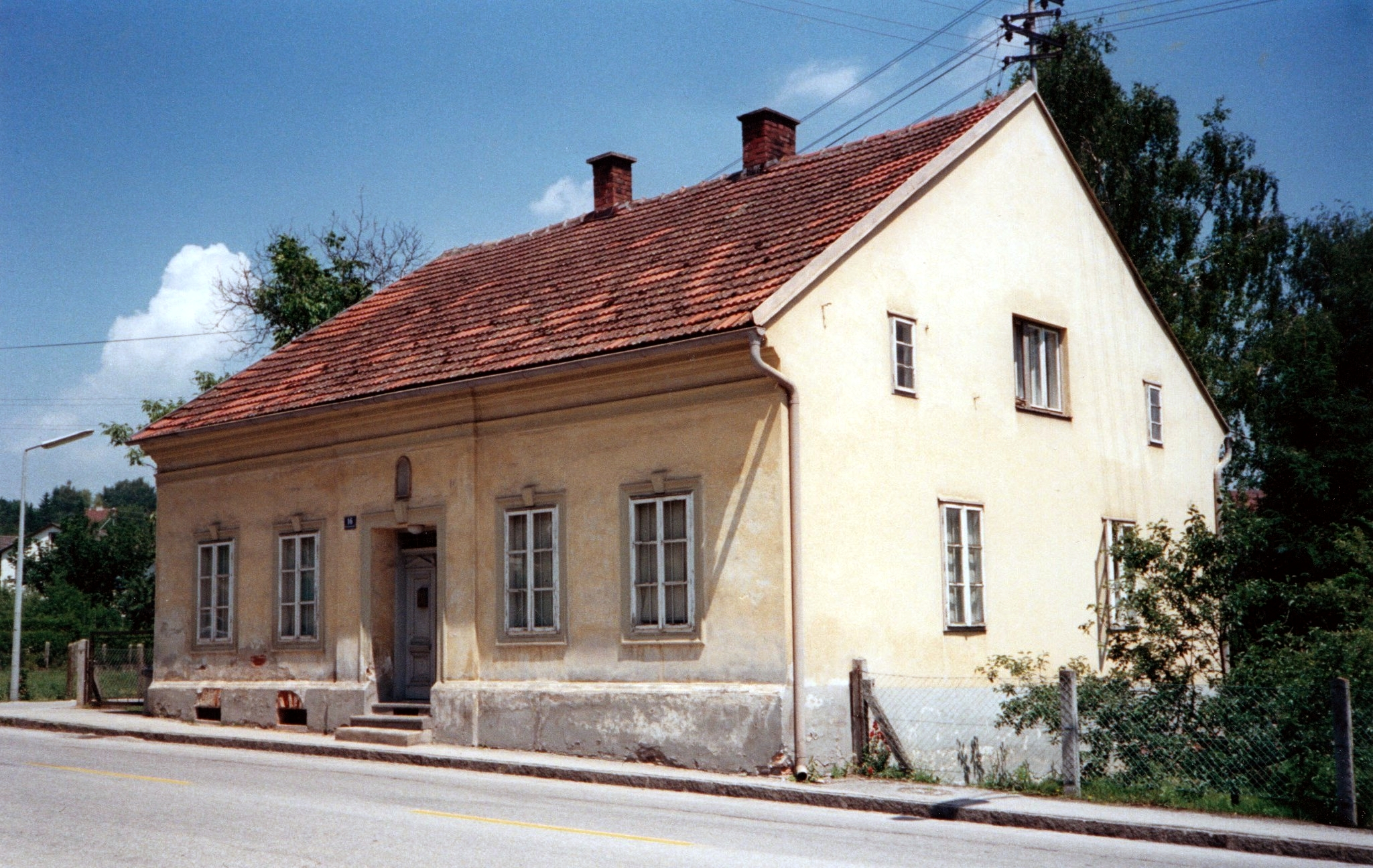
La maison familiale de Leonding (Autriche-Hongrie) où Adolf Hitler vit entre 1898 et 1905.

Au cours de l'été 1897, le patriarche décide de revendre sa ferme et installe sa famille à Lambach. Adolf devient élève au monastère du village où ses résultats restent bons. Il y devient enfant de chœur. En novembre 1898, Alois acquiert, dans le village de Leonding, une maison à proximité de l'église et du cimetière. Selon des témoins de l'époque, Adolf est un enfant qui aime le grand air et jouer aux cow-boys et aux Indiens comme de nombreux enfants de son âge. Sa sœur Paula déclarera à ce sujet : « Quand on jouait aux Indiens, Adolf faisait toujours le chef. Tous ses camarades devaient obéir à ses ordres. Ils devaient sentir que sa volonté était la plus forte ».

#### Les relations père-fils

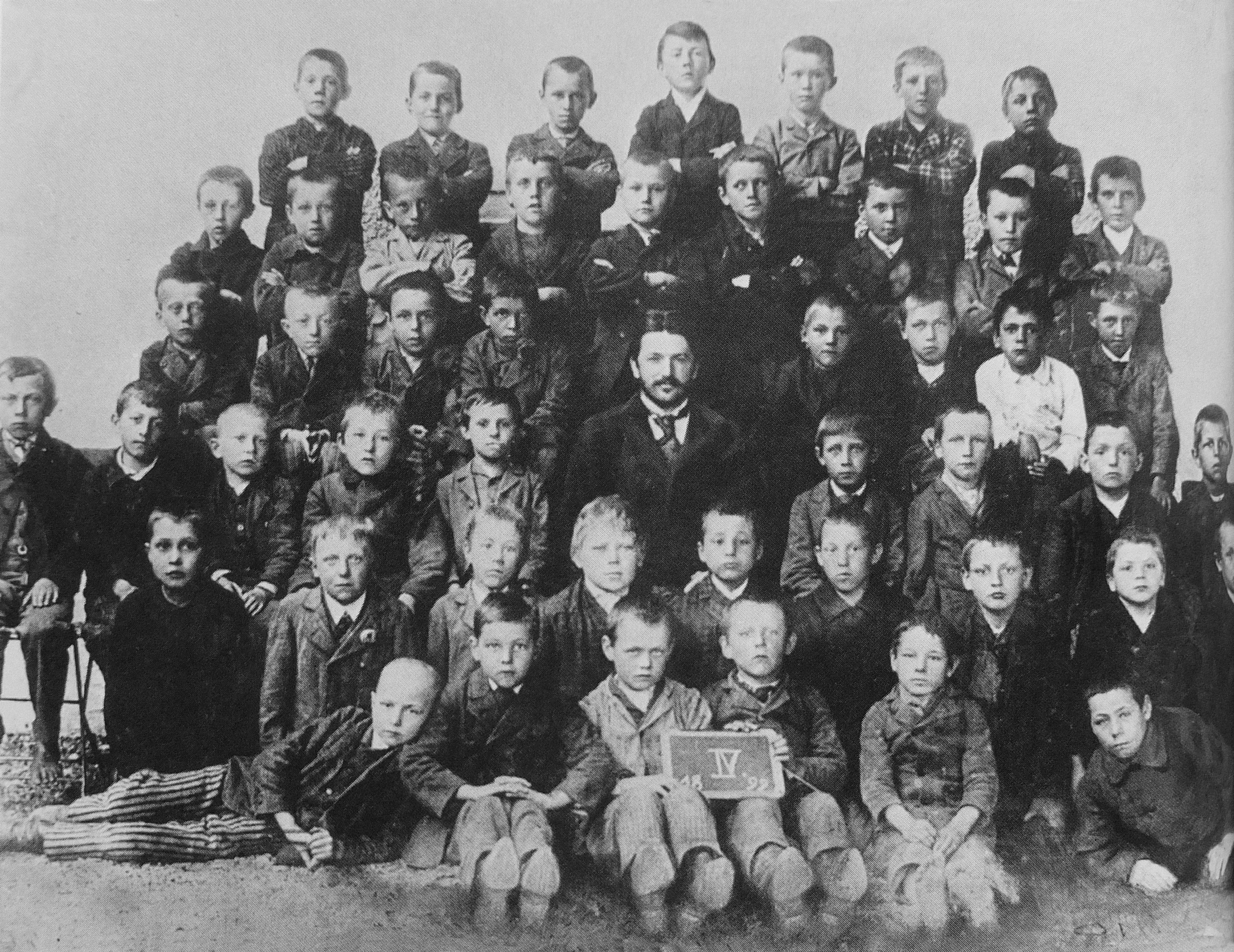
Photo de classe à l'école de Leonding en 1899 ; au centre de la rangée supérieure, Adolf Hitler.

À l'âge de 11 ans, en septembre 1900, Adolf Hitler est inscrit par son père Alois à la Realschule de Linz, à quatre kilomètres au nord-est de Leonding. Ses résultats scolaires s'effondrent alors. Il finit par redoubler, le conflit entre Adolf et son père devient inévitable. En effet, le père veut que son fils devienne fonctionnaire comme lui, alors que le jeune garçon souhaite devenir artiste peintre.

« Pour la première fois de ma vie, je pris place dans l'opposition. Aussi obstiné que put l'être mon père pour réaliser les plans qu'il avait conçus, son fils ne fut pas moins résolu à refuser une idée dont il n'attendait rien. Je ne voulais pas être fonctionnaire. Ni discours, ni sévères représentations ne purent réduire cette résistance. Je ne serai pas fonctionnaire, non, et encore non ! »

— Adolf Hitler, Mein Kampf, 1925.
Le 3 janvier 1903, Alois Hitler succombe à une crise cardiaque, un verre de vin à la main, dans la brasserie Wiesinger à Leonding. C'est un véritable tournant dans la vie du jeune Hitler. Mais les spécialistes sont divisés sur le sentiment de Hitler vis-à-vis de la mort de son père.

#### La fin de l'école

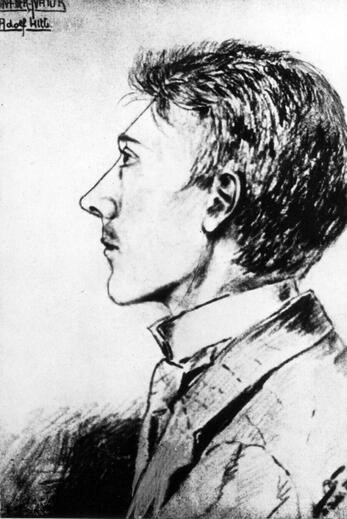
Adolf Hitler à l'âge de 16 ans, portrait dessiné par son camarade Sturmlechner de l'établissement de Steyr, vers 1904-1905.

Klara, devenue veuve, devient de fait la tutrice d'Adolf et de Paula Hitler âgés respectivement de quatorze et sept ans. Elle reçoit une aide de l'État de 600 couronnes et mensuellement la moitié de la pension de son défunt mari (soit 100 couronnes) puis 20 couronnes par enfant scolarisé. Son fils porte toujours la photographie de sa mère sur lui. Au printemps 1903, Klara place Adolf en pension à Linz afin qu'il réussisse dans ses études. Léopold Pötsch, son professeur d'histoire, est un partisan du pangermanisme, mais aucun document ne peut attester un militantisme nationaliste de la part d'Adolf Hitler à cette époque. En revanche, il baigne dans une société autrichienne d'esprit pangermaniste. Voici le portrait du collégien Hitler qu'en brosse son professeur principal lors du procès du putsch de Munich en 1923 :

« Il était incontestablement doué, quoique d'un caractère buté. Il avait du mal à se maîtriser, ou passait du moins pour un récalcitrant, autoritaire, voulant toujours avoir le dernier mot, irascible, et il lui était visiblement difficile de se plier au cadre d'une école. Il n'était pas non plus travailleur, car sinon […] il aurait dû parvenir à des résultats bien meilleurs. Hitler n'était pas simplement un dessinateur qui avait un beau brin de crayon, mais il était capable aussi, à l'occasion, de se distinguer dans les matières scientifiques […]. »

— Eduard Huemer, 1923.
À la rentrée scolaire de l'année 1904, pour une raison obscure, Hitler quitte l'école de Linz pour l'établissement de Steyr à quarante-cinq kilomètres de là. Ses résultats scolaires ne s'améliorent pas et il ne termine pas sa troisième. Il prétexte une mauvaise santé, simulée ou exagérée, et finit par abandonner définitivement l'école. De ces années 1904-1905, le seul document authentique connu est un portrait de Hitler fait par son camarade Sturmlechner. On y distingue « un visage maigre d'adolescent avec un duvet de moustache et l'air rêveur ».

### Vie de bohème (1907-1913)

#### Parcours à Vienne

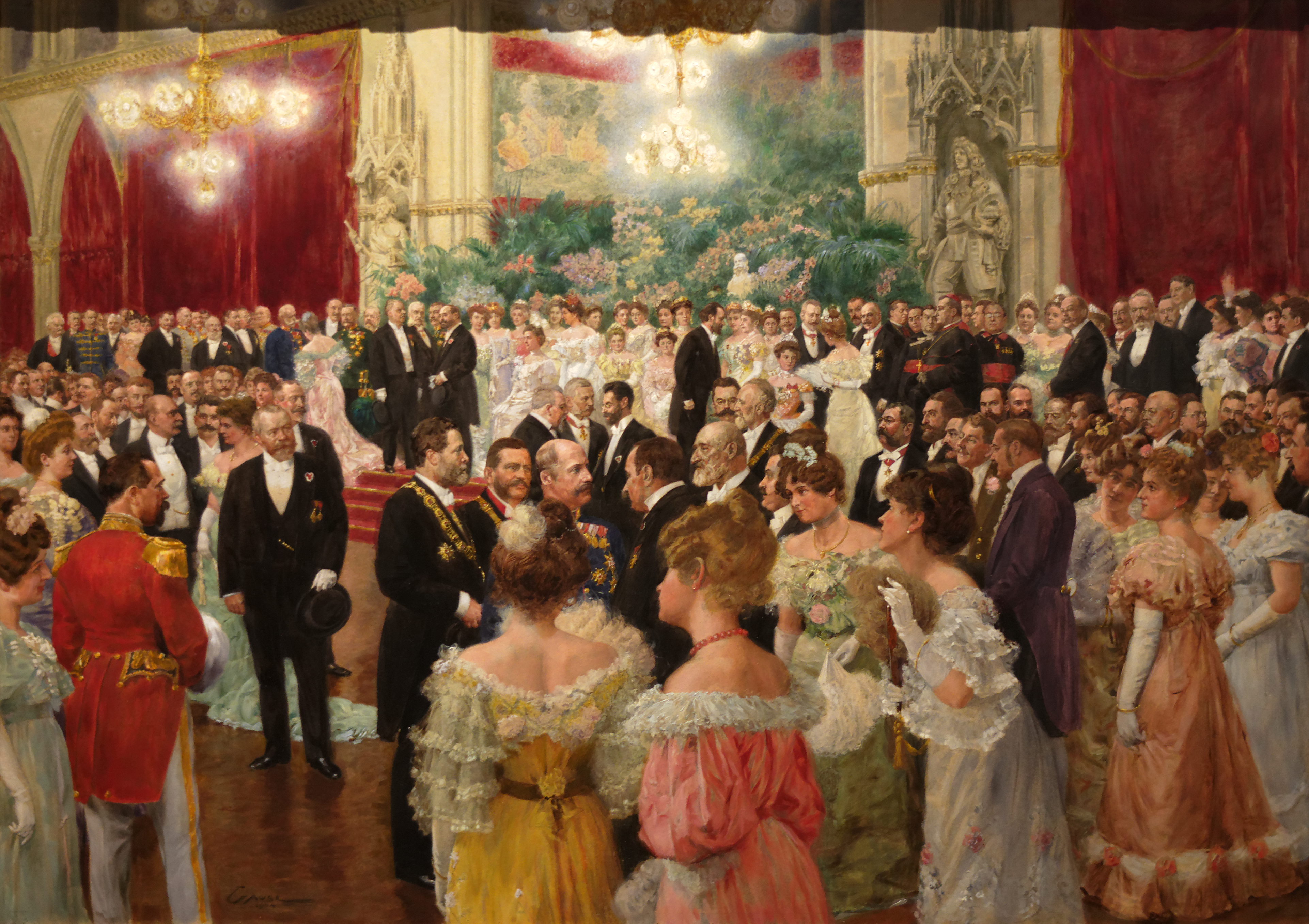
Bal à l'Hôtel de ville de Vienne (Wilhelm Gause, 1904). La politique antisémite de Karl Lueger, alors maire de Vienne, influença le jeune Adolf Hitler.

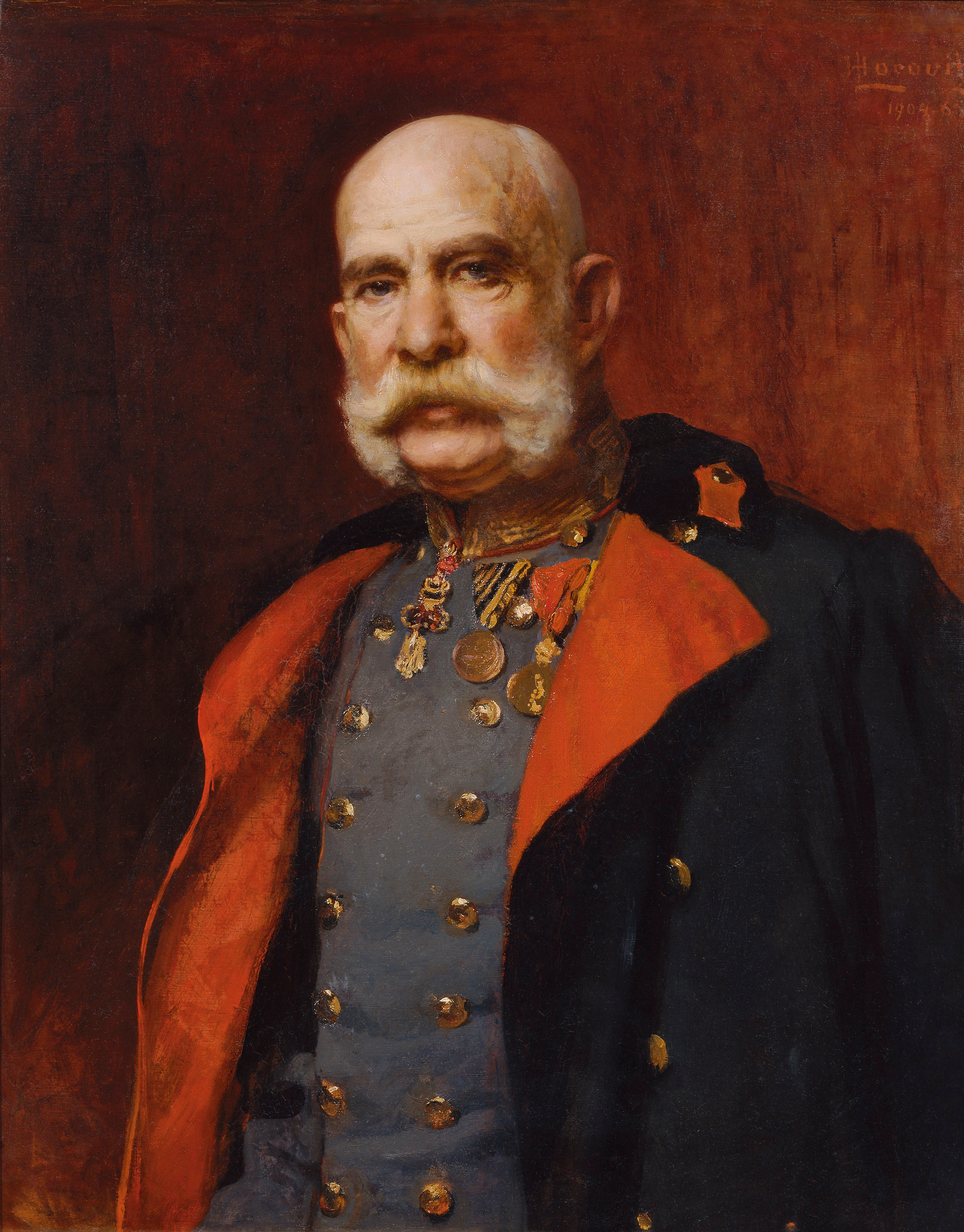
Pour le jeune Adolf Hitler, l'empereur François-Joseph incarnait le vieillissement de l'empire d'Autriche.

Au cours de l'été 1905, Klara Hitler vend la maison de Leonding pour s'installer en famille dans un appartement loué dans le centre de Linz au 31 de la Humboldtstrasse. Adolf reçoit de sa tante Johanna un peu d'argent de poche, qu'il utilise pour aller au cinéma et au théâtre. Il y rencontre, en novembre 1905, un apprenti tapissier : August Kubizek, passionné de musique. À en croire son ami, bien que sans emploi, Hitler se comporte en véritable « dandy » : fine moustache, manteau et chapeau noirs et canne au pommeau d'ivoire. Il boit de l'alcool, fume beaucoup et adhère à l'Association des amis du musée de Linz. En mai 1906, sa mère lui offre un séjour à Vienne où il assiste à deux opéras de Richard Wagner : Tristan et Le Hollandais volant. Il contemple la capitale impériale qui à la fois le fascine et le met mal à l'aise : l'empereur François-Joseph représente à ses yeux le symbole du vieillissement de l'Empire austro-hongrois. Il finit par revenir à Linz début juin. Ses discussions avec Kubizek lui donnent envie de devenir compositeur ; il convainc sa mère d'entamer des études de musique avant d'abandonner rapidement.
En janvier 1907, le médecin de famille, le docteur Eduard Bloch, examine Klara et diagnostique une tumeur du sein qui est opérée. Diminuée physiquement, Klara déménage de son appartement pour un logement à l'extérieur de Linz à Urfahr. Adolf possède sa propre chambre tandis que Klara, Paula et Johanna, la tante de Hitler, se partagent les deux autres pièces. Durant l'automne, il décide enfin de se présenter à l'examen d'entrée de l'Académie des beaux-arts de Vienne. Sa mère accepte à contrecœur mais Hitler échoue ; son travail est jugé « insuffisant ». Il mentionne ultérieurement cet événement dans Mein Kampf en ces termes : « J'étais si persuadé du succès que l'annonce de mon échec me frappa comme un coup de foudre dans un ciel clair. »
En octobre, le docteur Bloch déclare solennellement à la famille Hitler que l'état de Klara est irréversible : sa dernière volonté est de reposer aux côtés de son mari, Alois, à Leonding. Elle meurt le 21 décembre 1907, à l'âge de 47 ans. August propose à Hitler de passer les fêtes de Noël avec sa famille, mais celui-ci décline l'invitation. Selon le témoignage du docteur Bloch, « Klara Hitler était une femme simple, modeste et pleine de bonté. Grande, elle avait des cheveux bruns soigneusement tressés et un long visage ovale avec de beaux yeux gris bleu expressifs […]. Jamais je n'ai vu quiconque aussi terrassé par le chagrin qu'Adolf Hitler. »

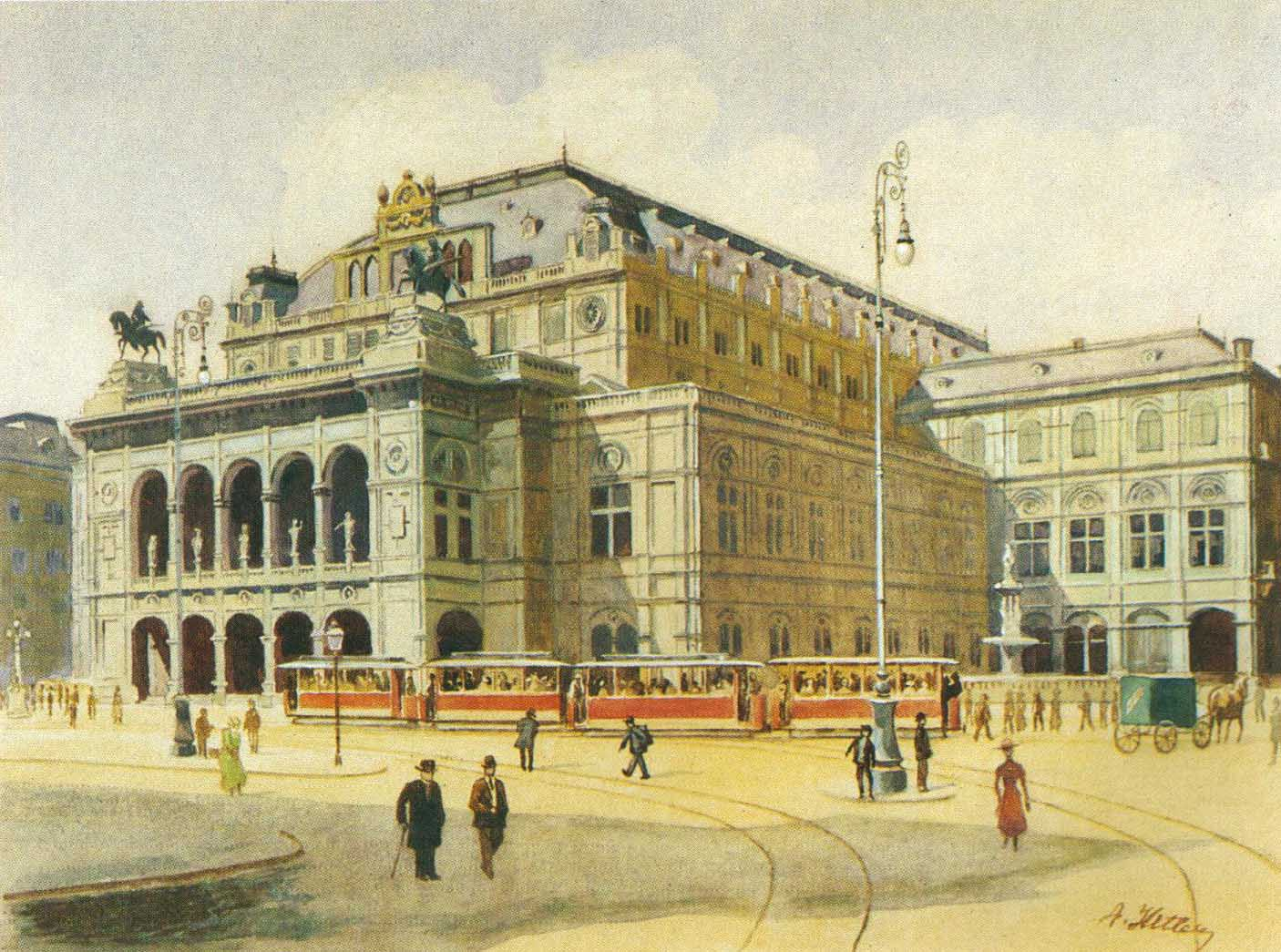
L'Opéra d'État de Vienne, une des peintures d'Adolf Hitler, réalisée en 1912.

Lorsqu'il était revenu à Linz au chevet de sa mère mourante, il n'avait pas osé lui avouer son échec à l'École des Beaux-Arts. Âgé de dix-neuf ans, Adolf Hitler est désormais un jeune homme mesurant 1,72 m et pesant 68 kilos. Entêté, il décide qu'il sera artiste peintre ou architecte et retente l'examen d'entrée à Vienne. Apparemment, à cette époque, Hitler n'est pas vraiment un nationaliste fanatique comme il le prétend dans Mein Kampf. En effet, pourquoi rejoindre une ville cosmopolite comme Vienne, aux nombreuses nationalités, plutôt que de rejoindre directement l'Allemagne ? Vienne représente à ses yeux un défi, une porte vers une ascension sociale. Hitler est subjugué par les représentations de Felix Weingartner puis de Gustav Mahler à l'Opéra. Depuis 1897, Vienne est dirigée par Karl Lueger (1844-1910), le fondateur du Parti chrétien-social. Le maire est violemment antisémite et rassemble une bonne partie de l'électorat catholique.

#### Le second échec aux Beaux-Arts

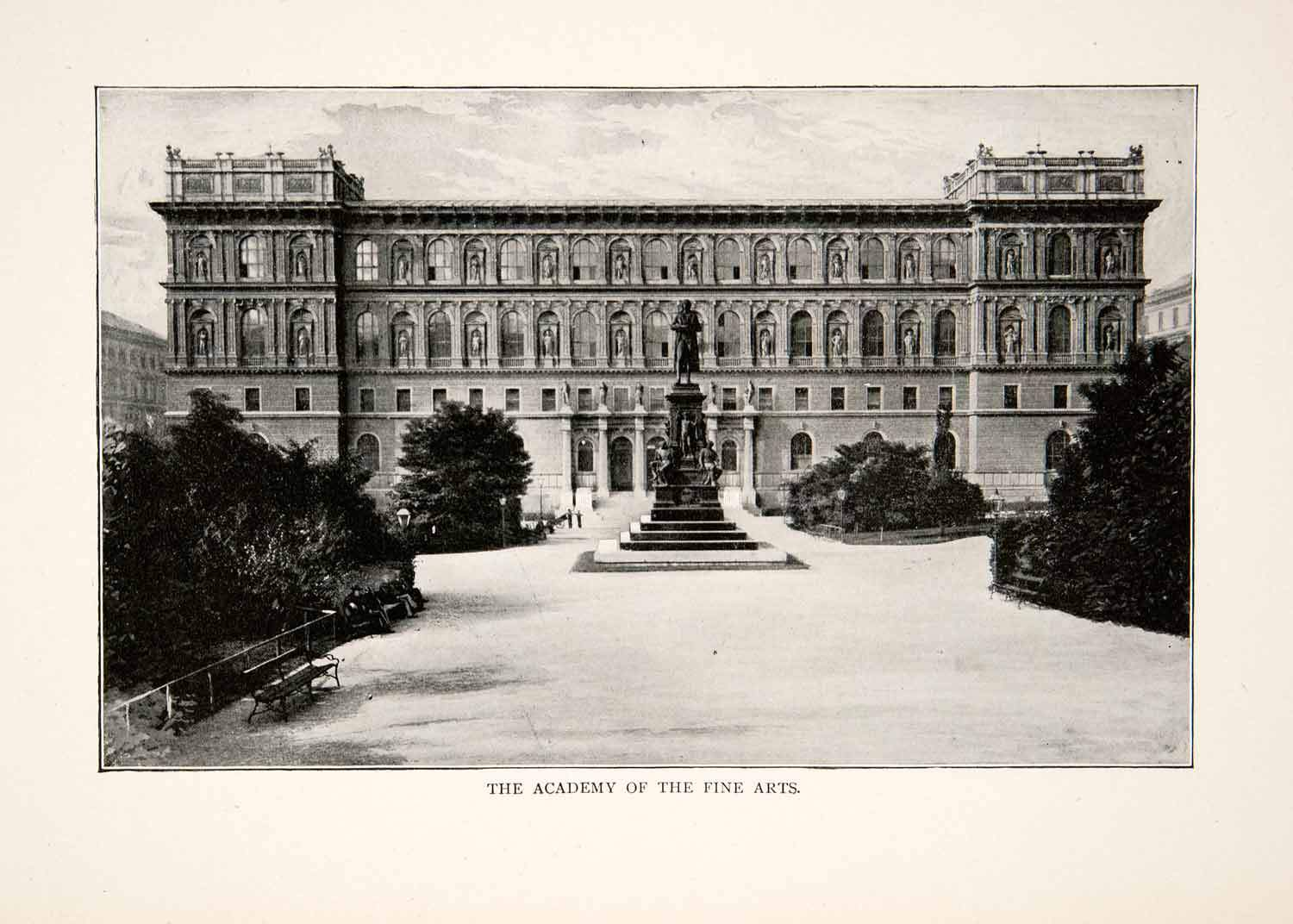
L'Académie des beaux-arts de Vienne.

Au cours du printemps 1908, August Kubizek rejoint Hitler à Vienne, où celui-ci loue un piano à queue pour parfaire ses gammes. Selon son témoignage, Hitler se prive régulièrement de nourriture afin de se rendre plusieurs fois au théâtre ou à l'opéra. Il prétend également que Hitler ne s'intéresse guère aux filles excepté une jeune bourgeoise prénommée Stefanie. Appelé par le service militaire, le musicien rentre à Linz en juillet. Durant l'été, Hitler rompt les liens à la fois avec Kubizek et avec le reste de sa famille résidant à Spital.
En octobre 1908, l'École des Beaux-Arts recale 96 élèves dont Adolf Hitler, qui « n'a pas été autorisé à passer l'épreuve ». Il n'est pas mauvais dessinateur, mais ne travaille pas assez et est incapable de se soumettre à une discipline. Il déménage en août 1909 rue Felbert, puis rue Sechshauser et enfin rue Simon-Denk. Incapable de payer son loyer, il est expulsé.

#### Le marginal

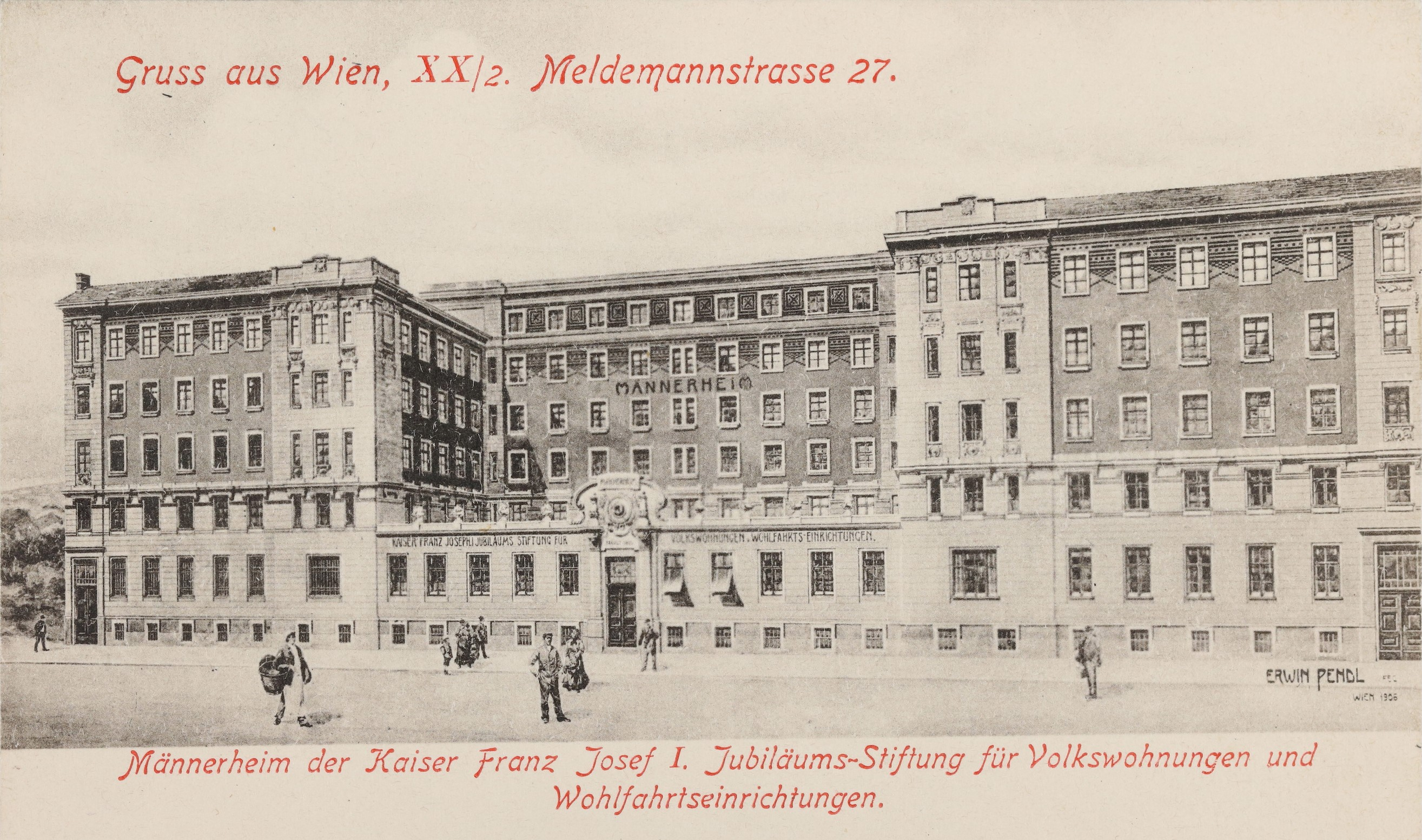
Foyer viennois pour hommes, sis au 27, rue Meldermann (carte postale, 1906).

Les registres de police de Vienne indiquent qu'à partir du 8 février 1910, Hitler est domicilié dans un foyer pour hommes, au 27 de la rue Meldermann. Grâce à Reinhold Hanisch, un jeune homme de cinq ans son aîné, qu'il a rencontré quelques mois plus tôt dans un foyer d'accueil pour sans-abris, Hitler gagne un peu d'argent en déblayant la neige ou en portant les valises des voyageurs encombrés de la gare de l'Ouest (Westbahnhof). Il se nourrit alors d'une soupe le matin et d'un croûton de pain le soir.
Selon Mein Kampf, il aurait été manœuvre et aide-maçon, mais aucun document ne le prouve. Certains témoins — dont Hanisch — insistent sur l'oisiveté de Hitler qui refuse de travailler. Grâce aux cinquante couronnes envoyées par sa tante Johanna, il fait l'acquisition du matériel d'artiste peintre : Hanisch se charge de vendre les peintures de Hitler en format carte postale,. Le 4 mai 1911, Angela Raubal réclame au tribunal de Linz la pension de Hitler afin d'élever dignement Paula, ce qu'il doit accepter malgré lui.

#### Antisémitisme et aryosophie
Après avoir touché le fond au cours de l'hiver 1909, le marginal Hitler vit toujours en 1912 de ses peintures vendues dans la rue. Selon Jacob Altenberg, l'un de ses marchands d'art juifs, « il avait pris l'habitude de se raser […], il se faisait régulièrement les cheveux et portait des vêtements qui, pour être vieux et usés, n'en étaient pas moins propres. » Hitler participe aux débats politiques qui éclatent dans le foyer. Deux sujets le mettent hors de lui : le Parti social-démocrate et la Maison de Habsbourg-Lorraine. Aucun témoin ne fait état de propos antisémites de sa part. Selon Mein Kampf, il serait devenu antisémite à son arrivée à Vienne :

« Un jour que je traversais la vieille ville, je rencontrai tout à coup un personnage en long caftan avec des boucles de cheveux noirs. Est-ce là aussi un Juif ? Telle fut ma première pensée. À Linz, ils n'avaient pas cet aspect-là. »

— Adolf Hitler, Mein Kampf, 1925.
Cet antisémitisme soudain est contredit par diverses sources. Kubizek affirme que son ami était déjà « farouchement antisémite » en arrivant à Vienne mais de nombreuses anecdotes qu'il rapporte sont clairement douteuses. Selon Reinhold Hanisch, avec qui Hitler s'était associé pour vendre ses peintures, celui-ci ne serait devenu antisémite que « plus tard » ; ce témoin insiste ainsi sur l'amitié entre le futur Führer et Joseph Neumann, un jeune Juif rencontré au foyer viennois pour hommes de la rue Meldermann. Toutefois, Ian Kershaw doute de la véracité des dires de Hanisch : selon l'historien, Hitler est bel et bien antisémite lors de son séjour viennois, mais il s'agit d'une « haine personnalisée » et intériorisée tant qu'il a besoin des Juifs pour vivre. Il semblerait donc, mais sans réelle preuve, que son antisémitisme exacerbé ne soit apparu qu'à la fin de la Grande Guerre, en 1918-1919, lorsqu'il « rationalis[e] sa haine viscérale en une vision du monde ».
Outre des brochures antisémites, Hitler lit alors très probablement la revue Ostara de Jörg Lanz von Liebenfels : selon Nicholas Goodrick-Clarke, « l'hypothèse d'une influence idéologique de Lanz sur Hitler peut être acceptée » ; ce dernier aurait « assimilé l'essentiel de l'aryosophie de Lanz : le désir d'une théocratie aryenne prenant la forme d'une dictature de droit divin des Germains aux cheveux blonds et aux yeux bleus sur les races inférieures ; la croyance dans une conspiration, continue à travers l'histoire, de ces dernières contre les héroïques Germains, et l'attente d'une apocalypse dont serait issu un millénium consacrant la suprématie mondiale des Aryens ». Ian Kershaw, pour sa part, pense également que la revue figurait parmi les lectures courantes de Hitler à cette époque, mais conclut plus prudemment sur la nature précise de l'influence de Lanz sur ses convictions. Il est en revanche improbable que Hitler ait connu alors l'aryosophe Guido von List et, s'il a pu être attiré par les aspects politiques de la pensée de List les plus similaires à celle de Lanz, il n'a jamais manifesté d'intérêt pour ses théories occultistes.

#### La vie à Munich

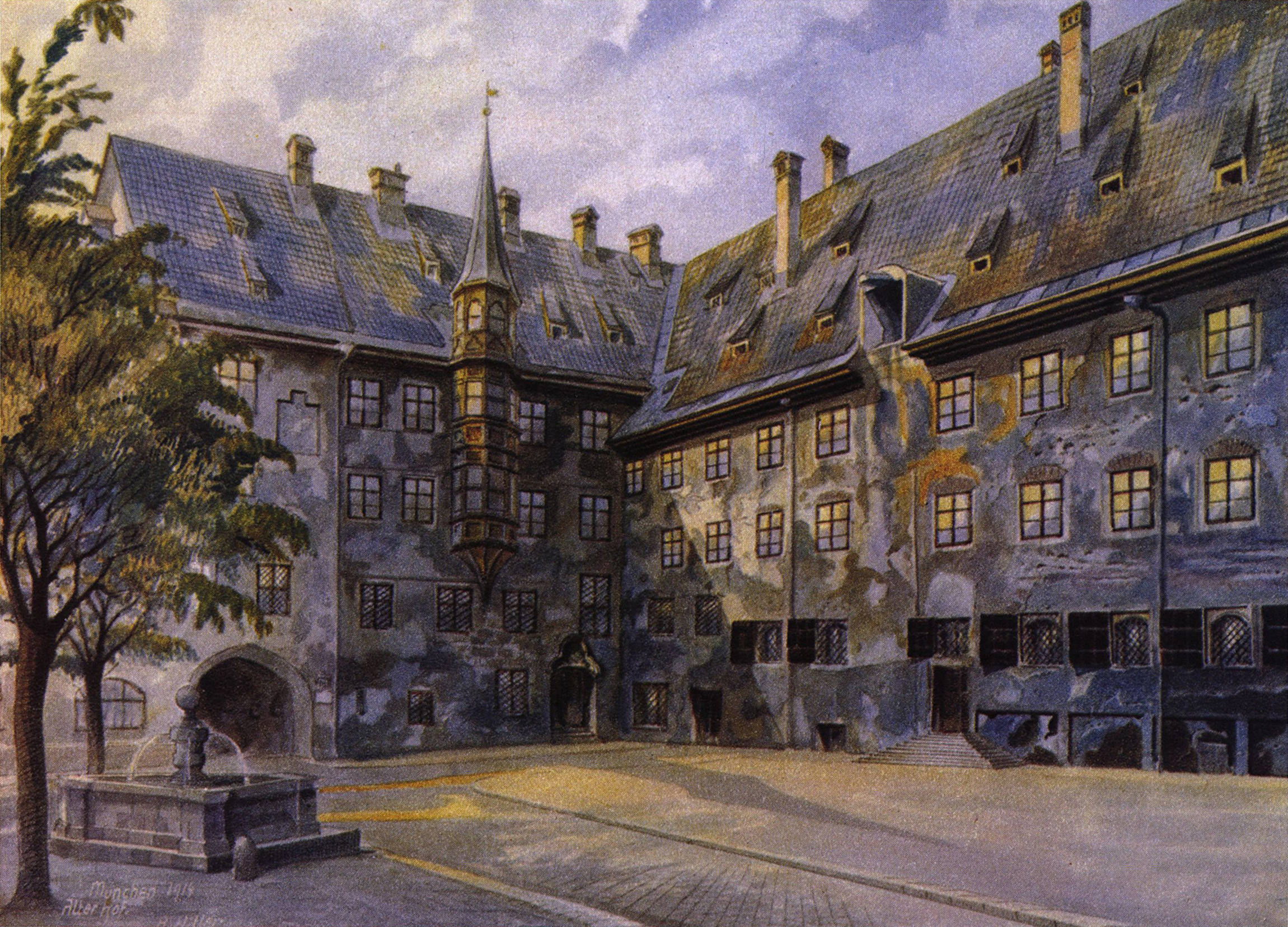
Cour d'une résidence à Munich, aquarelle peinte par Adolf Hitler en 1914.

Au printemps 1913, Adolf Hitler caresse l'espoir d'aller étudier à l'Académie des beaux-arts de Munich. Pour ses vingt-quatre ans, il attend la perception de son héritage paternel, de 819 couronnes. De plus, ayant omis de s'inscrire en 1909 pour effectuer son service militaire, il pense à présent que l'administration autrichienne l'a oublié et qu'il peut passer la frontière tranquillement. Le 24 mai, habillé correctement, portant une valise et accompagné d'un homme, le commis Rudolf Häusler, il quitte le foyer pour la gare. En plus d'être une ville d'art, Munich lui paraît familière car elle est proche de sa région natale. Arrivés sur place, Häusler et Hitler louent une chambre au 34 Schleissheim. Häusler montre ses papiers autrichiens, Hitler se déclare apatride.
En janvier 1914, Hitler reçoit l'ordre de se rendre au consulat d'Autriche dans les plus brefs délais pour rendre compte de sa désertion. Il explique qu'il se serait présenté à l'hôtel de ville de Vienne où il s'est fait enregistrer, mais que la convocation ne serait jamais arrivée. Qui plus est, il a peu de ressources et est affaibli par une infection. Le consul croit en sa bonne foi et le 5 février, Hitler est définitivement ajourné devant la commission militaire de Salzbourg. Pendant longtemps, la présence de Häusler aux côtés de Hitler à Munich sera gommée, car il est l'un des rares témoins à connaître le rappel à l'ordre de l'armée autrichienne à Adolf Hitler qui n'a toujours pas fait son service militaire. Hitler ne souhaitait pas dévoiler cet épisode embarrassant. En réalité, il avait fui l'Autriche en refusant de porter les armes pour les Habsbourg.
Comme à Vienne, Hitler vit de ses peintures. Il aime reproduire l'hôtel de ville, des rues, des brasseries, des magasins. Il vend chaque tableau entre cinq et vingt marks, soit une centaine de marks par mois. Dans Mein Kampf, Hitler déclare avoir beaucoup lu et appris en politique à cette époque, mais aucun document ne le prouve. Peut-être fréquente-t-il les bars et les brasseries où il discute de politique.

### Soldat pendant la Première Guerre mondiale

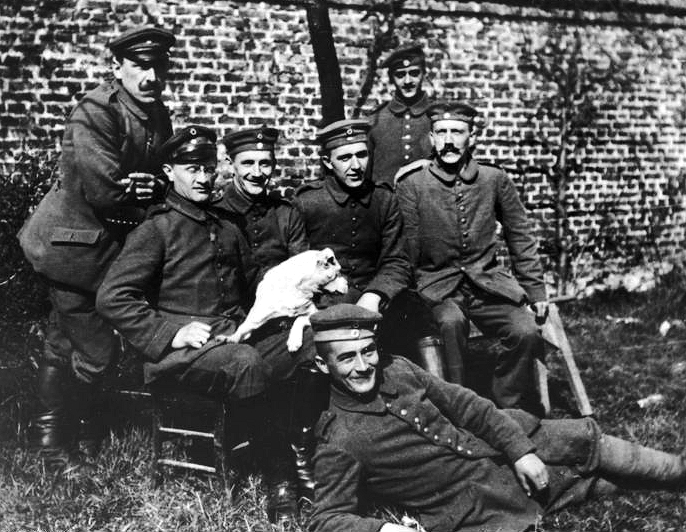
Adolf Hitler (assis à droite), soldat en 1915.

Le 28 juin 1914, l'archiduc François-Ferdinand, héritier du trône austro-hongrois, est assassiné à Sarajevo par un étudiant serbe. Le 31 juillet, la mobilisation générale est proclamée à Berlin. Le roi de Bavière, Louis III, envoie un télégramme à Guillaume II pour l'assurer de son soutien militaire.

#### Août 1914
Le 2 août 1914, au lendemain de la déclaration de guerre du Kaiser, des milliers de Munichois se pressent sur l'Odeonsplatz pour applaudir le roi de Bavière. Une photographie immortalise l'événement et Hitler y figure. Dans Mein Kampf, il se déclare heureux de partir en guerre. C'est pourtant oublier qu'il a tenté de se dérober à l'armée autrichienne quelques années plus tôt. D'après son livret militaire, il ne se serait présenté que le 5 août au bureau de recrutement. Il est définitivement incorporé le 16 août comme « volontaire » dans le 1er bataillon du 2e régiment d'infanterie de l'armée bavaroise. Le départ du 16e régiment d'infanterie royal bavarois de réserve (de) (régiment List, du nom de son colonel, Julius von List), dans lequel il vient d'être incorporé pour le front est fixé au 8 octobre 1914. Le train atteint la frontière belge le 22 octobre puis arrive à Lille le 23.

#### Combats
Le soldat Hitler connaît son baptême du feu le 28 octobre 1914 à Kruiseyck, lors de l'assaut de Geluveld, près d'Ypres. Au 1er novembre, son bataillon est décimé : sur 3 600 hommes, 611 seulement restent en état de combattre. Après seulement quelques jours en première ligne, il est affecté comme estafette le 9 novembre. Le 3 novembre précédent, il était nommé gefreiter, ce qui ne correspond pas, comme le proposent divers historiens, au grade de caporal, mais à la distinction soldat de première classe, sans prérogative de commandement sur d'autres soldats. Pour récompenser son courage (pour avoir ramené à l'abri, en compagnie de son coéquipier Anton Bachmann, le commandant du régiment, Philipp Engelhardt), Hitler est proposé par l'adjudant Gutmann à la décoration de la croix de fer de deuxième classe (et il recevra la première classe en 1918). Il a la position d'estafette auprès de l'état-major de son régiment : il va chercher les ordres des officiers pour les transmettre aux bataillons. En période de calme relatif, l'estafette Hitler sillonne la campagne des environs de Fournes pour peindre des aquarelles.
En 1918, au campement, Hitler, qui était sous les ordres du lieutenant von Tubeuf, fit la rencontre de Rudolf Hess lors de sa dernière mission en tant que fantassin.
Réputé pour son caractère difficile, il est néanmoins apprécié de ses camarades. Lui proposer de « coucher avec des Françaises » le met hors de lui, puisque cela serait « contraire à l'honneur allemand ». Il ne fume pas, il ne boit pas, il ne fréquente pas les prostituées. Le soldat Hitler s'isole pour réfléchir ou lire. Les quelques photographies connues de cette période présentent un homme pâle, moustachu, maigre et souvent à l'écart du groupe. Son véritable compagnon est son chien Foxl et un jour il s'angoisse à l'idée de ne pas le retrouver : « Le salaud qui me l'a enlevé ne sait pas ce qu'il m'a fait. » Hitler est un véritable fanatique, aucune fraternité, aucun défaitisme ne doivent être tolérés. Il écrit :

« Chacun d'entre nous n'a qu'un seul désir, celui d'en découdre définitivement avec la bande, d'en arriver à l'épreuve de force, quoi qu'il en coûte, et que ceux d'entre nous qui auront la chance de revoir leur patrie la retrouvent plus propre et purifiée de toute influence étrangère, qu'à travers les sacrifices et les souffrances consentis chaque jour par des centaines de milliers d'entre nous, qu'à travers le fleuve de sang qui coule chaque jour dans notre lutte contre un monde international d'ennemis, non seulement les ennemis extérieurs de l'Allemagne soient écrasés, mais les ennemis intérieurs soient aussi brisés. Cela aurait plus de prix à mes yeux que tous les gains territoriaux. »

— Adolf Hitler, lettre à Ernst Hepp, 5 février 1915.

#### Blessures

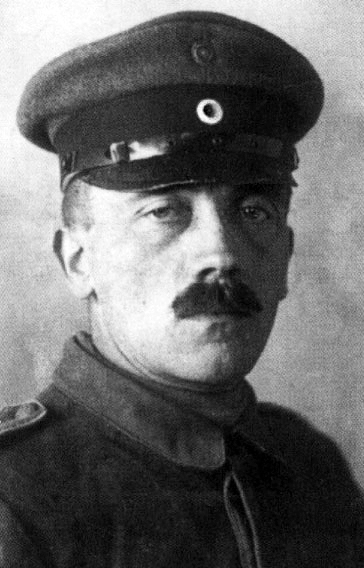
Portrait d'Adolf Hitler en 1921.

Le 7 octobre 1916, un obus explose dans l'abri des estafettes : Hitler est blessé à la cuisse gauche. Il est soigné à l'hôpital de Beelitz, près de Berlin. Après quelque temps au bataillon de dépôt, il demande à rejoindre son régiment ; le 7 mars 1917, il arrive à Vimy. À la fin du mois de septembre 1917, son régiment obtient deux semaines de permission, Hitler part pour Berlin. Dans la nuit du 13 octobre 1918 au 14, au lieu-dit La Montagne, à Wervicq-sud, il est gravement gazé. Il est envoyé à l'hôpital de Pasewalk, en Poméranie. Lors du procès à Munich en 1923, il explique :

« C'était une intoxication par l'ypérite, et pendant toute une période j'ai été presque aveugle. Après, mon état s'est amélioré, mais en ce qui concerne ma profession d'architecte je n'étais plus qu'un estropié complet, et je n'aurais jamais cru que je pourrais un jour lire de nouveau un journal. »

— Adolf Hitler, procès de Munich (1923)
Alors que l'Allemagne est sur le point de capituler, la révolution gagne Berlin et la Kaiserliche Marine se mutine. Le Kaiser Guillaume II abdique et se réfugie aux Pays-Bas. Le socialiste Philipp Scheidemann proclame la République. Deux jours plus tard, le nouveau pouvoir signe l'armistice de 1918.
Le séjour de Hitler à Pasewalk est un tournant dans sa vie. Il raconte dans Mein Kampf qu'étant incapable de lire les journaux, c'est par un pasteur venu l'annoncer aux convalescents qu'il apprend le 10 novembre la nouvelle de l'instauration d'une république en Allemagne. En larmes, il s'enfuit, dit-il, vers le dortoir : il se dit alors comme « frappé par la foudre » puis saisi d'une « révélation ». De son lit d'hôpital, alors qu'il avait recouvré la vue, Hitler est anéanti par cette annonce et redevient aveugle. Il affirme dans Mein Kampf y avoir eu une vision patriotique et avoir sur le coup « décidé de faire de la politique ». Un mythe s'est construit sur cette « cécité hystérique » soignée par le médecin psychiatre Edmund Forster, spécialiste des névroses de guerre, qui aurait entrepris une hypnothérapie sur Hitler à la suite de laquelle se seraient structurées la paranoïa, la psychose et la vision patriotique du futur Führer, éléments invérifiables car le rapport médical de Hitler a disparu et le docteur Forster, surveillé par la Gestapo, s'est suicidé en 1933.

#### Attentisme
Hitler arrive à Munich le 21 novembre 1918. Sans famille, sans travail et sans domicile, il souhaite avant tout rester dans l'armée. Le 3 décembre, il part pour le camp de prisonniers de Traunstein dans le sud de la Bavière comme gardien militaire. Puis, le camp étant fermé, le soldat Hitler est renvoyé dans sa caserne le 25 janvier 1919 et arrive à Munich autour du 12 février. À Munich, les combats de rue s'intensifient, les ouvriers en armes défilent dans la ville et Kurt Eisner, le premier Ministre de Bavière, est assassiné en pleine rue par un étudiant nationaliste. « Homme de confiance » de son état-major, Hitler est nommé en avril à la tête de la commission d'enquête de son régiment sur les événements révolutionnaires. Mais, comme le fait remarquer L. Richard, contrairement à ce qu'il déclare dans Mein Kampf, l'armistice n'a pas été pour lui la « révélation » politique de sa vie. Il ne s'est pas précipité au-devant des événements mais a profité de sa proximité avec les officiers. Il n'a pris aucun engagement politique particulier (ni Freikorps ni garde civique bavaroise). Le soldat Hitler d'alors n'est pas un militant dynamique, ni un fanatique antisémite ; c'est un adepte de l'attentisme.
Toute sa vie, Hitler adhère au mythe du « coup de poignard dans le dos », professé par la caste militaire, selon lequel l'Allemagne n'aurait pas été vaincue militairement, mais trahie de l'intérieur par les Juifs, les forces de gauche, les républicains. Jusqu'à ses derniers jours, le futur maître du Troisième Reich reste obsédé par la destruction totale de l'ennemi intérieur. Il veut à la fois châtier les « criminels de novembre », effacer novembre 1918 et ne jamais voir se reproduire cet évènement traumatique, à l'origine de son engagement en politique.

#### Un héros de propagande
L'image du combattant héroïque de la Grande Guerre façonnée par Hitler dans Mein Kampf, puis par la propagande nazie de la fin des années 1920, fait l'objet en 2011 d'une étude approfondie par l'historien Thomas Weber, qui s'appuie sur les archives du régiment List dont l'histoire officielle a été publiée en 1932. Dans son ouvrage La Première Guerre d'Hitler, il conclut à une large part de mystification, notamment due aux récits hagiographiques de Hans Mend et de Balthasar Brandmayer. Son régiment avait une très médiocre valeur militaire (unité peu entraînée, mal équipée, composée pour l'essentiel de paysans démotivés,) et n'a pas été engagé dans des combats décisifs. Hitler lui-même et la propagande auraient brodé par la suite sur l'image de l'estafette héroïque en première ligne, or Hitler a une mission d'estafette de régiment transportant les dépêches quelques kilomètres en arrière de la ligne de front et non d'estafette de bataillon ou de compagnie. Hitler aurait surtout été attaché à conserver son affectation auprès du commandement de son régiment, qui lui permettait de se tenir aussi protégé que possible des dangers de la première ligne.

#### Une expérience fondatrice contestée
Thomas Weber insiste également sur les incohérences entre ce que révèle son étude à partir des sources disponibles sur le « régiment List » (notamment les lettres et cartes expédiées par le soldat Hitler) et l'image propagée par Hitler lui-même selon laquelle la Première Guerre mondiale aurait été pour lui un événement idéologiquement et politiquement décisif. S'opposant fortement aux conclusions antérieures de l'historien australien John Williams, il relève que « si cette approche était fondée, Hitler devrait être le personnage principal de cette histoire régimentaire de 1932 et non une figure fugace d'arrière-plan, cantonnée à un rôle presque insultant de second couteau » et conclut qu'à l'issue de la guerre, « son atterrissage dans les rangs ultranationalistes et contre-révolutionnaires semble avoir été dicté par des considérations de pur opportunisme autant que par de solides convictions ».

## Ascension politique
À sa sortie d'hôpital en novembre 1918, Hitler retourne dans son régiment de Munich. Il écrira plus tard que la guerre avait été « le temps le plus inoubliable et le plus sublime ».

### Année 1919

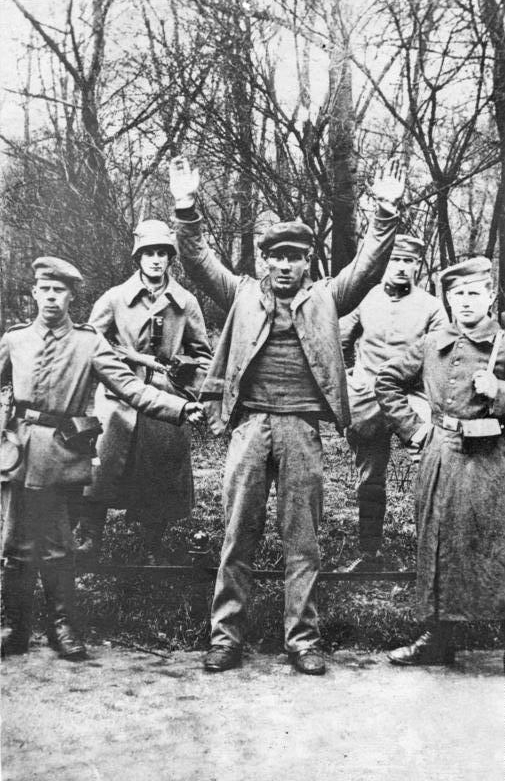
Des soldats des corps francs avec un prisonnier rouge lors de l'écrasement de la République des conseils de Bavière en mai 1919.

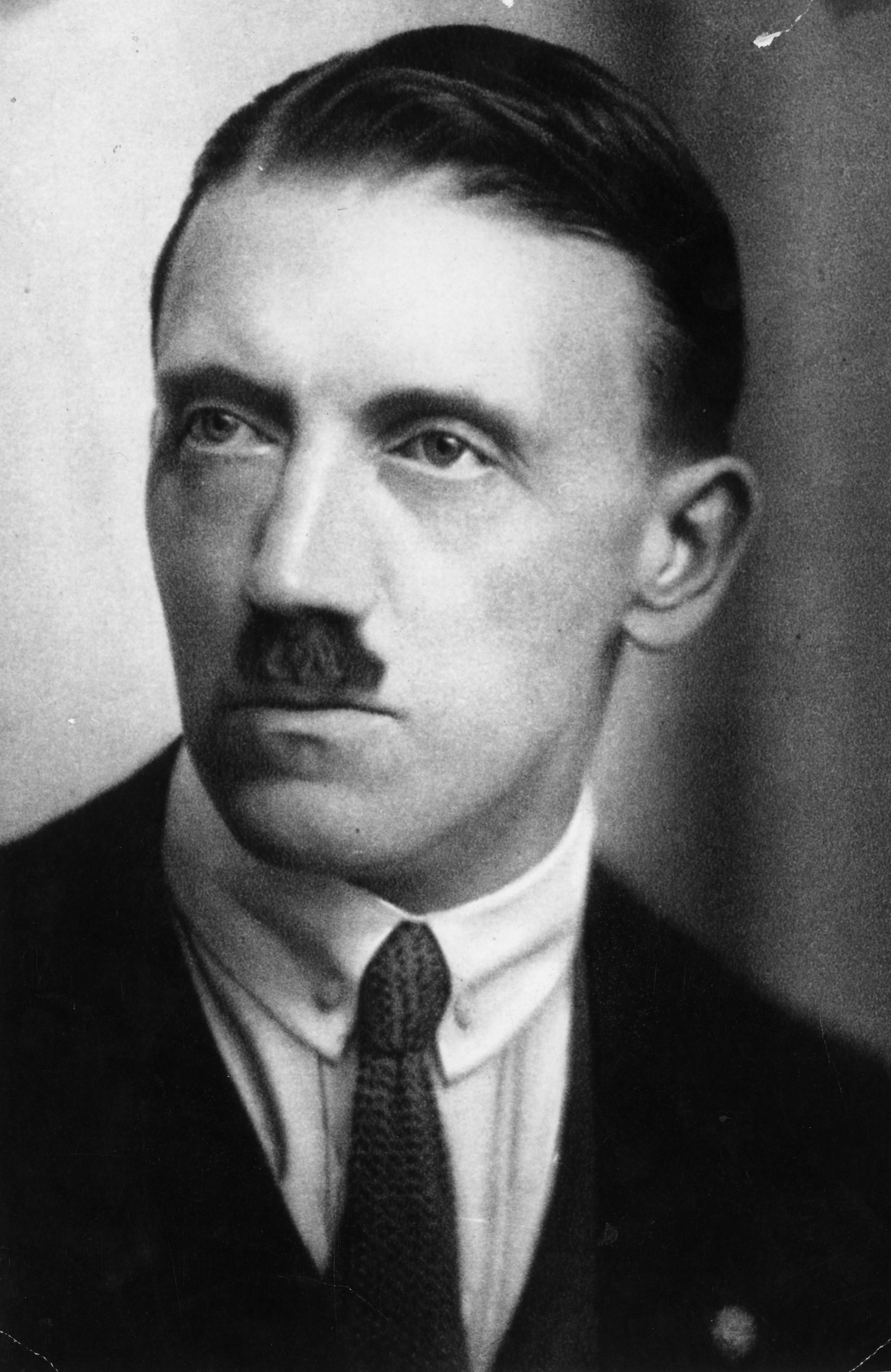
Adolf Hitler au début des années 1920.

Bien que Hitler ait écrit dans Mein Kampf avoir décidé de s'engager en politique dès l'annonce de l'armistice du 11 novembre 1918, il s'agit là surtout d'une reconstruction rétrospective. Comme le note Ian Kershaw, Hitler s'abstient encore de s'engager dans les premiers mois de 1919, ne songeant nullement par exemple à rejoindre les nombreux corps francs — des unités paramilitaires formées par les anciens combattants d'extrême droite pour écraser les insurrections communistes en Allemagne puis la jeune république de Weimar elle-même. Sous l'éphémère république des conseils de Munich, il est resté discret et passif, et a probablement fait extérieurement allégeance au régime.
Depuis le 9 novembre 1918, la Bavière est en effet entre les mains de la Räterepublik ou « république des conseils », un gouvernement révolutionnaire proclamé par le socialiste Kurt Eisner et virant de plus en plus à gauche après l'assassinat de ce dernier début 1919. La propre caserne de Hitler est dirigée par un conseil. Dégoûté, Hitler quitte Munich pour Traunstein. Cependant, en 1919, alors que le pouvoir est hésitant entre communistes du KPD et sociaux-démocrates du SPD, il se fait élire délégué de sa caserne, une première fois lorsque le pouvoir en Bavière est aux mains du SPD, puis une seconde fois en tant que délégué adjoint sous l'éphémère régime communiste (avril-mai 1919), juste avant la prise de Munich par les troupes fédérales et les corps francs. Il n'a pas cherché à combattre ces régimes, sans pour autant avoir adhéré à aucun de ces partis, et il est probable que les soldats connaissaient ses opinions politiques nationalistes,.
Hitler reste théoriquement dans l'armée jusqu'au 31 mars 1920. En juin 1919, alors que la répression de la révolution fait rage en Bavière, son supérieur, le capitaine Karl Mayr, le charge de faire de la propagande anticommuniste auprès de ses camarades. C'est au cours de ses conférences parmi les soldats que Hitler découvre ses talents d'orateur et de propagandiste et que pour la première fois un public se montre spontanément séduit par son charisme.
C'est aussi de cette époque que date le premier écrit antisémite de Hitler, une lettre qu'il adresse, le 16 septembre 1919, à un certain Adolf Gemlich, sur l'initiative de son supérieur, le capitaine Karl Mayr. Après une virulente attaque antisémite, dans laquelle il qualifie l'action des Juifs de « tuberculose raciale des peuples », il y oppose « antisémitisme instinctif » et « antisémitisme raisonné » : « L'antisémitisme instinctif s'exprimera en dernier ressort par des pogroms. L'antisémitisme raisonné, en revanche, doit conduire à une lutte méthodique sur le plan légal et à l'élimination des privilèges du Juif. Son objectif final doit être cependant, en tout état de cause, leur bannissement ». Pour Ernst Nolte, cette lettre est aussi un témoignage de l'antibolchévisme naissant de Hitler et de l'association qu'il fait entre Juifs et révolution : Hitler termine en effet sa lettre avec une remarque selon laquelle les Juifs « sont en effet les forces motrices de la révolution ».

### Orateur charismatique du parti nazi (1919-1922)

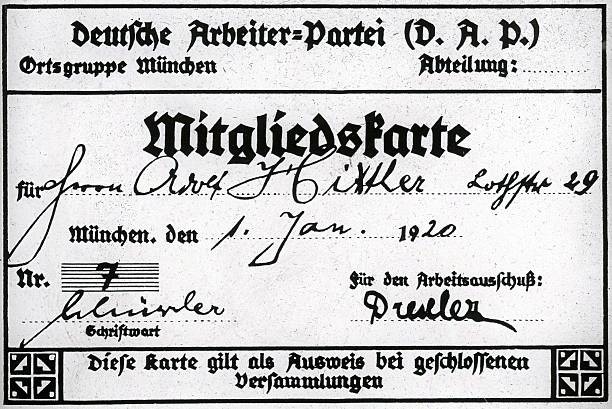
Carte de membre du DAP (futur NSDAP) d'Adolf Hitler, 1920.

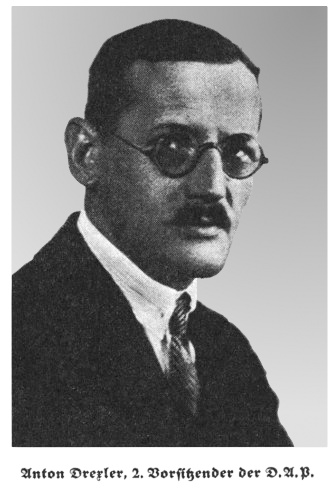
Anton Drexler.

Début septembre 1919, le capitaine Karl Mayr charge le caporal Hitler et l'adjudant Alois Grillmeier d'une mission de propagandeau sein d'un groupuscule politique ultranationaliste et völkisch, le DAP (Deutsche Arbeiterpartei, Parti ouvrier allemand), fondé au début de l'année 1919 par Anton Drexler et Karl Harrer. Le 12 septembre 1919, Hitler se rend à une réunion du parti en compagnie de l'adjudant Alois Grillmeier ainsi que de six autres anciens agents de propagande, placés sous les ordres de Karl Mayr. Ce dernier était également attendu à cette réunion, comme l'atteste une note sur la liste de présence. À la fin de cette réunion, Hitler prend la parole à l'improviste pour fustiger la proposition d'un intervenant, favorable à la sécession de la Bavière. Remarqué par Drexler, il adhère au DAP, probablement aussi sur ordre de ses supérieurs. Une demande d'adhésion de Hitler au Parti socialiste-allemand (Deutschsozialistische Partei), un autre parti d'extrême droite, avait été rejetée cette même année. Son numéro d'adhérent, le 555, est le reflet de la tradition, dans les partis politiques marginaux, de faire débuter les listes de membres au numéro 501. Cependant, les premiers numéros ne furent pas attribués dans l'ordre d'adhésion des membres mais, vers la fin 1919 et début 1920, selon l'ordre alphabétique de leur nom. Ce n'est qu'à partir de la carte de membre 714 (25 janvier 1920) que les numéros suivirent l'ordre chronologique. La seule certitude est que Hitler faisait partie des quelque deux cents premiers membres qui rejoignirent le parti avant la fin de l'année 1919. En février 1920, Hitler est devenu l'orateur principal du DAP, qu'il transforme en Parti national-socialiste des travailleurs allemands (NSDAP), pour le distinguer de formations comparables en Autriche ou dans les Sudètes.

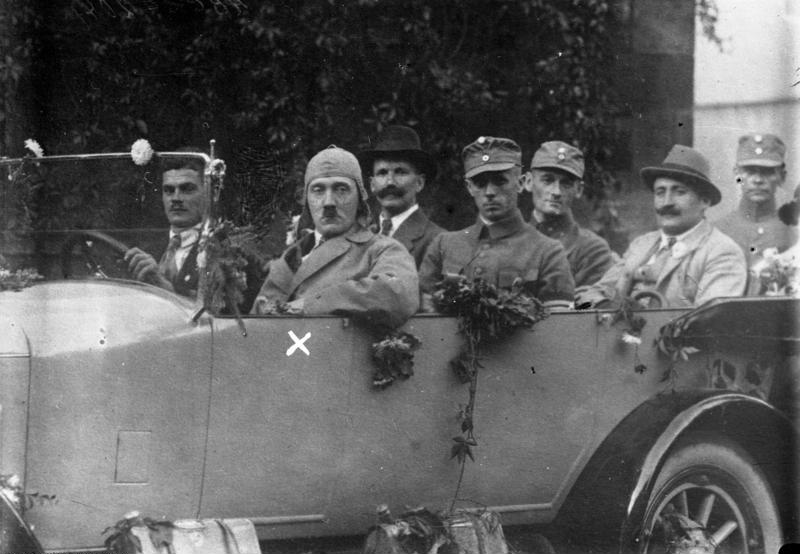
Hitler en tournée de propagande en 1923.

Son charisme et ses capacités d'orateur en font un personnage prisé des réunions publiques des extrémistes de brasserie. Ses thèmes favoris — antisémitisme, antibolchevisme, nationalisme — trouvent un auditoire réceptif. En effet, il emploie un langage simple, utilise des formules percutantes et utilise abondamment les possibilités de sa voix. Mobilisant de plus en plus de partisans séduits par ses discours, tant par ses idées que par sa gestuelle, il se rend indispensable au mouvement au point d'exiger la présidence du mouvement, que le groupe dirigeant initial lui abandonne dès avril 1921 après un ultimatum de sa part. Du fait de ses talents d'agitateur politique, le parti gagne rapidement en popularité, tout en restant très minoritaire.

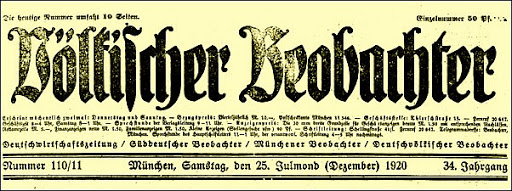
Le Völkischer Beobachter (25 décembre 1920).

Hitler dote son mouvement d'un journal, le Völkischer Beobachter, lui choisit le drapeau à croix gammée pour emblème, fait adopter un programme en 25 points (en 1920) et le dote d'une milice agressive, les Sturmabteilung (SA). Il change également de style vestimentaire, s'habille constamment de noir ou porte une tenue militaire et c'est à cette époque qu'il taille sa moustache en brosse à dents qui devient, avec sa mèche sur le front, la plus célèbre de ses caractéristiques physiques. Hitler porte cette moustache courte car elle évoquerait celle des soldats de la première guerre mondiale chez qui elle serait répandue car des moustaches plus longues empêchaient le port du masque à gaz. Ses tenues martiales et cette moustache seraient donc un signal envoyé aux anciens combattants et aux revanchards allemands.
Au début de son parcours politique, Hitler se présente comme un simple « tambour » chargé d'ouvrir la voie à un futur sauveur de l'Allemagne, encore inconnu. Mais le culte spontanément apparu autour de sa personnalité charismatique dans les rangs des SA et des militants le convainc bientôt qu'il est lui-même ce sauveur providentiel. À partir de 1921-1922, la conviction intime qu'il est désigné par le destin pour régénérer et purifier l'Allemagne vaincue ne le quitte plus,. Son narcissisme et sa mégalomanie ne font en conséquence que s'accentuer, comme sa prédominance absolue au sein du mouvement nazi. C'est ce qui le différencie de Mussolini, au départ simple primus inter pares d'une direction collective fasciste, ou de Staline, qui ne croit pas lui-même à son propre culte, fabriqué tardivement. Au contraire, le culte du Führer s'organise rapidement et conduit à la structuration du parti autour du Führerprinzip : tout tourne autour du Führer, qui crée un lien de dépendance, au sens féodal du terme, entre ses fidèles et lui ; la réponse de Hitler à ceux qui le saluent est en réalité une acceptation de l'hommage de ces derniers.
Inspiré par la lecture du psychologue Gustave Le Bon, Hitler met au point une propagande violente mais efficace.
« L'idée centrale de Hitler est simple : lorsqu'on s'adresse aux masses, point n'est besoin d'argumenter, il suffit de séduire et de frapper. Les discours passionnés, le refus de toute discussion, la répétition de quelques thèmes assénés à satiété constituent l'essentiel de son arsenal propagandiste, comme le recours aux effets théâtraux, aux affiches criardes, à un expressionnisme outrancier, aux gestes symboliques dont le premier est l'emploi de la force. Ainsi, quand les SA brutalisent leurs adversaires politiques, ce n'est pas sous l'effet de passions déchaînées, mais en application des directives permanentes qui leur sont données ».
Hitler n'a jamais accepté le moindre débat rationnel ou contradictoire et s'est toujours exprimé devant des auditoires acquis.
En janvier 1922, Hitler est condamné à trois mois de prison (dont deux avec sursis) pour « troubles à l'ordre public ». Il purge cette peine à la prison de Stadelheim de Munich entre juin et juillet 1922. Il est même menacé d'être expulsé de Bavière.

### Putsch manqué de Munich (9 novembre 1923)

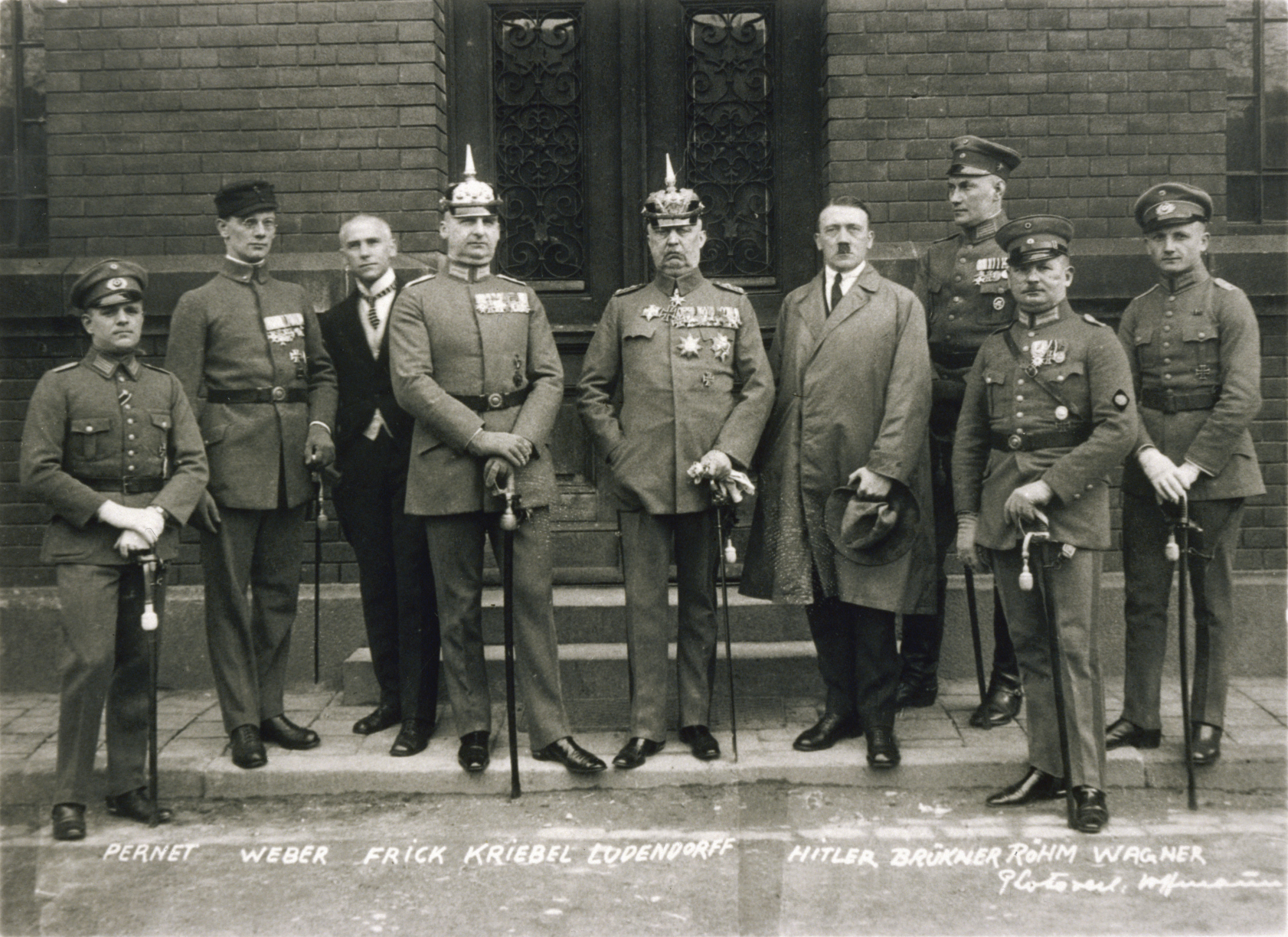
Les personnalités inculpées lors du procès d'Adolf Hitler en 1924, photo d'Heinrich Hoffmann.

Admirateur fervent de Mussolini (dont un buste ornera durablement son bureau), Hitler rêve d'avoir à son tour sa « marche sur Rome » qui le fasse accéder au pouvoir par la force. En novembre 1923, alors que l'économie s'est effondrée avec l'occupation de la Ruhr, que le Papiermark rongé par l'hyperinflation ne vaut plus rien et que des entreprises séparatistes ou communistes secouent certaines parties de l'Allemagne, Hitler croit le moment venu pour prendre le contrôle de la Bavière avant de marcher sur Berlin et d'en chasser le gouvernement élu. Les 8 et 9 novembre 1923, il conduit avec le général Erich Ludendorff le coup d'État avorté de Munich connu comme le putsch de la Brasserie. Le complot, bâclé, est facilement mis en déroute et, lors d'un heurt de ses troupes avec la police devant la Feldherrnhalle, Hitler est lui-même blessé tandis que sont tués seize de ses partisans, promus ultérieurement « martyrs » du nazisme.
Le NSDAP est aussitôt interdit. En fuite, Hitler est arrêté le 11 novembre, inculpé de conspiration contre l'État et incarcéré à la prison de Landsberg am Lech. À partir de cet instant, il se résoudra à se tourner tactiquement vers la seule voie légale pour arriver à ses fins. Mais dans l'immédiat, il sait exploiter son procès en se servant de la barre comme d'une tribune. Le procès pour haute trahison (Hitler-Prozess ou Hitler-Ludendorff Prozess) se tient du 26 février au 1er avril 1924 à l'École d'infanterie de la Reichswehr à Munich : la médiatisation de ce procès permet à Hitler de se mettre en vedette et de se faire connaître à travers le reste de l'Allemagne. Les magistrats, reflétant l'attitude des élites traditionnelles peu attachées à la république de Weimar, se montrent assez indulgents à son égard. Le 1er avril 1924, il est condamné à cinq ans de détention à la forteresse de Landsberg am Lech pour « haute trahison », ce qui fait scandale, même au sein des conservateurs. Détenu en forteresse, à l'image des criminels ayant agi pour des motifs nobles, il purge sa peine dans une vaste cellule au sein de laquelle il peut recevoir des visites, et surtout où il a aménagé un véritable cabinet de travail, dans lequel il lit énormément et dicte à ses proches les premières ébauches de Mein Kampf. Condamné à cinq ans de forteresse, il est libéré au terme de neuf mois.

### Constitution définitive d'une idéologie (1923-1924)

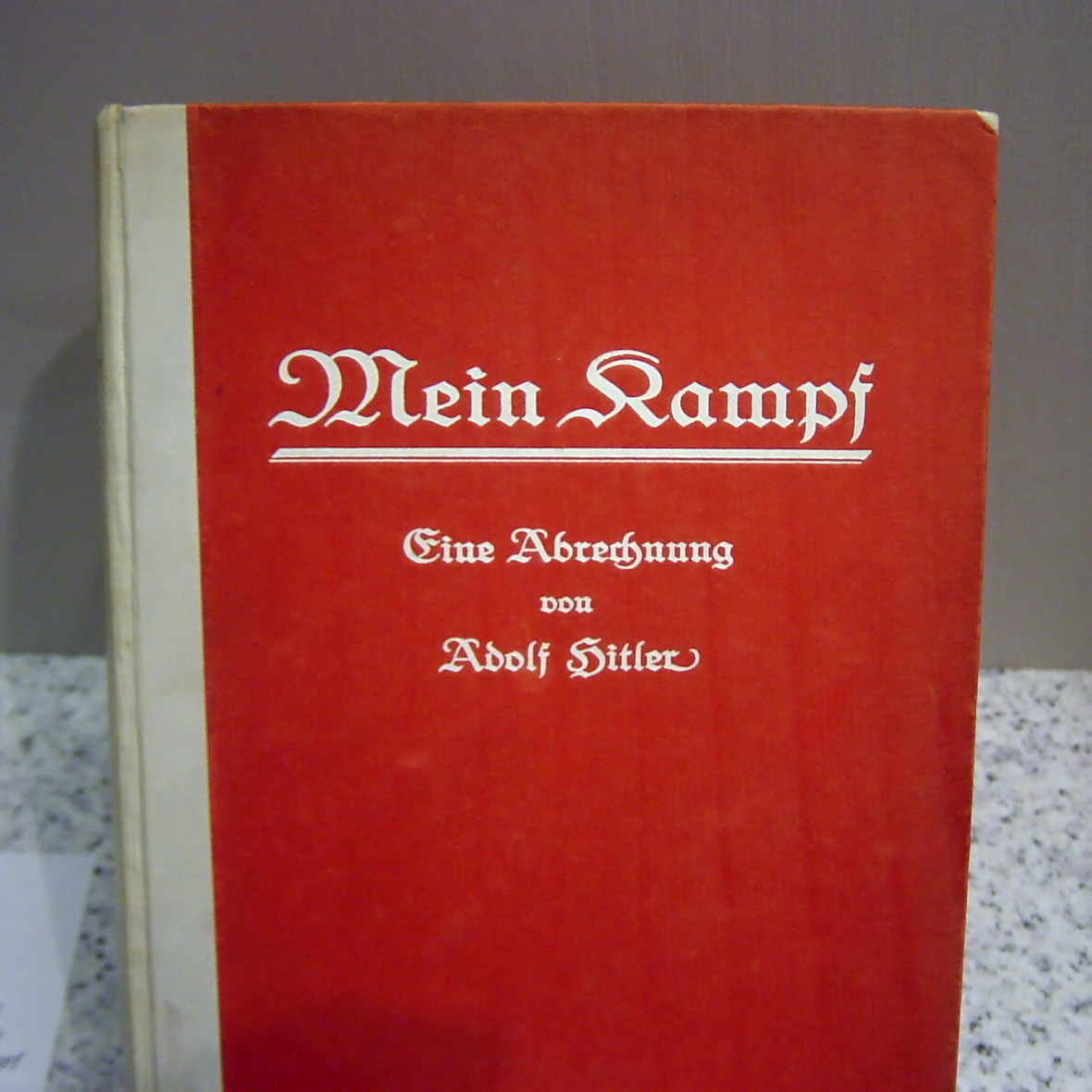
Première édition de Mein Kampf, juillet 1925.

Sa détention à la prison de Landsberg est considérée par Hitler comme « son université aux frais de l'État », qui lui permet de lire des ouvrages de Friedrich Nietzsche, Houston Stewart Chamberlain, Ranke, Treitschke, Karl Marx et les mémoires d'Otto von Bismarck et de généraux et hommes d'État alliés ou allemands. Elle lui donne l'occasion de dicter à son secrétaire Rudolf Hess son ouvrage Mein Kampf, récit autobiographique et manifeste politique, appelé à devenir le manifeste du mouvement nazi. Hitler y dévoile sans fard l'idéologie redoutable qu'il a achevé d'élaborer depuis 1919 (Weltanschauung), dont il ne variera plus et qu'il cherchera à mettre en pratique.
Outre sa haine de la démocratie, de la France « ennemie mortelle du peuple allemand », du socialisme et du « judéo-bolchevisme », sa doctrine repose sur sa conviction intime à base pseudo-scientifique d'une lutte darwinienne entre différentes « races » foncièrement inégales. Au sommet d'une stricte pyramide, se trouverait la « race allemande » ou « race des Seigneurs », qualifiée tantôt de « race nordique » et tantôt de « race aryenne » et dont les plus éminents représentants seraient les grands blonds aux yeux bleus. Cette « race supérieure » doit être « purifiée » de tous les éléments étrangers, « non allemands », juifs, homosexuels, ou malades, et doit dominer le monde par la force brute. Au traditionnel pangermanisme visant à regrouper tous les Allemands ethniques dans un même État, Hitler ajoute la conquête d'un Lebensraum indéfini, à arracher notamment à l'Est aux « sous-hommes » slaves. Enfin, Hitler parle constamment d'« éradiquer » ou d'« anéantir » les juifs qu'il compare à de la vermine, des asticots ou des poux et qui sont pour lui une « race » radicalement inférieure, mais aussi radicalement dangereuse.
Hitler a principalement emprunté sa vision ultra-raciste à H. S. Chamberlain et à Arthur de Gobineau, son culte de l'homme supérieur à Nietzsche, dont il a mal interprété le thème du surhomme, son obsession de la décadence à Oswald Spengler et, enfin, les concepts de race nordique et d'espace vital à Alfred Rosenberg, idéologue du parti. Il puise aussi dans la « révolution conservatrice » animée par Arthur Moeller van den Bruck, dont il a lu l'ouvrage Le Troisième Reich.
Selon la fiche signalétique établie par les renseignements français en 1924, Hitler est inscrit comme journaliste et est qualifié de « Mussolini allemand » avec ces notes : « Ne serait que l'instrument de puissances supérieures : n'est pas un imbécile mais très adroit démagogue. Aurait Ludendorf derrière lui. Organise des Sturmtruppen genre fasciste. Condamné à cinq ans de forteresse avec possibilité de sursis après six mois de détention. ».
Après treize mois de détention (dont neuf depuis sa condamnation) et malgré l'opposition déterminée du procureur Ludwig Stenglein à Munich, il bénéficie d'une libération anticipée le 20 décembre 1924.

### Réorganisation du parti (1925-1928)
À sa sortie de prison le 20 décembre 1924, Hitler retrouve un parti déchiré entre différentes tendances centrifuges.
Sous la menace d'une expulsion vers l'Autriche, menace vite réduite à néant par le refus du gouvernement autrichien de l'accueillir, il est interdit de séjour dans le Land de Prusse et de parole dans de nombreux autres Länder. Devenu apatride le 30 avril 1925 et interdit de parole en public jusqu'au 5 mars 1927, il reconstruit le NSDAP sur de nouvelles bases et retrouve une certaine popularité.

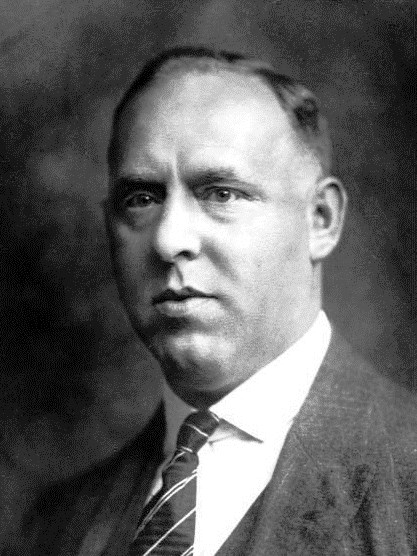
Gregor Strasser en 1928.

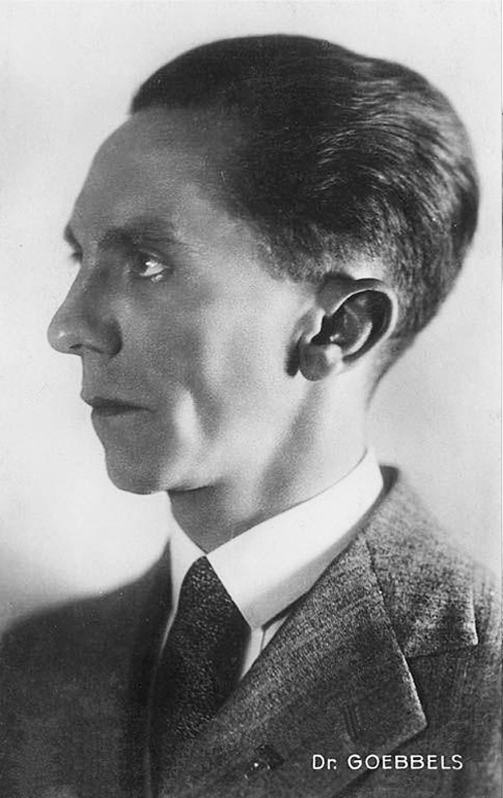
Joseph Goebbels.

En effet, il exploite son aura de putschiste pour faire du NSDAP un instrument à sa main. Durant cette période, il discipline les Sturmabteilung (SA), leur interdisant tout lien avec d'autres formations paramilitaires d'extrême-droite, et encourageant la création de la Schutzstaffel (SS), petite troupe d'élite, confiée dès 1925 à Heinrich Himmler, « le fidèle Heinrich » en qui il place toute sa confiance et qui voue au Führer une admiration fanatique. Cette mise à l'écart de la SA, troupe indisciplinée, suscite l'opposition de Röhm, qui se retire un temps du NSDAP ; ensuite, il sape l'influence de Ludendorff, son grand rival, en le poussant à se présenter à l'élection présidentielle de 1925. Enfin, Hitler lance la transformation en profondeur du NSDAP, écartant Gregor Strasser, menaçant en raison de ses qualités d'organisateur et de son influence dans le Nord du Reich, où Hitler l'a envoyé pour implanter le parti en profondeur ; Strasser, appuyé entre autres sur Goebbels, tente de mettre en place un NSDAP non directement lié à Hitler, qualifié lui-même de « petit-bourgeois » ; ce parti refondé par le groupe de Strasser serait plus centré sur un programme de tendance socialisante et la lutte contre la ploutocratie occidentale, y compris au moyen d'une alliance avec l'URSS, que sur un lien direct entre un chef de parti et des militants. Pour reprendre la main sur Strasser et ses partisans, Hitler organise le 14 février 1926 une réunion des cadres à Bamberg, en Franconie, fief de Julius Streicher. Ce rassemblement se solde par la victoire de Hitler sur Strasser, malgré le maintien de ce dernier grâce à de nombreux appuis. Cette défaite entraîne le ralliement de Goebbels à Hitler au cours de cette année, malgré la proximité du futur ministre de la propagande avec les idées de Strasser. En définitive, Strasser est balayé par l'absence de résultats tangibles dans sa stratégie de conquête réelle d'un électorat ouvrier, et par une réorientation stratégique de la propagande du parti, dorénavant dirigée vers le milieu rural. Mais la tactique de toucher l'ensemble de la société, par la création d'organisations spécifiques, que Strasser a amorcée, est reprise systématiquement après sa défaite ; en effet, des éléments d'une nouvelle société et d'un nouvel État nationaux-socialistes, susceptibles de se substituer de plain-pied au pouvoir d'État, se mettent progressivement en place, axés sur la loyauté envers le Führer ; les premiers membres de chacune de ces structures comptent parmi les proches de Hitler et le restent pratiquement jusqu'à la fin du régime.
Le rassemblement de Weimar de juillet 1926 constitue l'occasion de la mise en scène de ce succès : selon les statuts du parti, Hitler est confirmé à sa place de dirigeant du NSDAP ; mais surtout, par un cérémonial centré sur la personne du Führer, le rassemblement fournit l'occasion de prestations de serments de soumission et d'allégeance à la personne de Hitler, Führer du NSDAP.
Les premiers succès du parti en milieu rural, en Saxe, dans le Mecklembourg, dans le Land de Bade valident son approche politique et renforcent la popularité de Hitler au sein du parti. Commencent alors à se développer les prémices du culte de la personnalité : le salut Heil Hitler devient obligatoire, même en l'absence du Führer ; les rassemblements de Nuremberg, en 1927, puis en 1929 prennent une nouvelle orientation, dorénavant axée sur l'enthousiasme généré par le discours de Hitler. De même, la Ligue de jeunesse du parti, existante depuis 1922, devient en 1926 les Jeunesses hitlériennes, rapidement encadrées, à partir de 1928, par un thuriféraire, Baldur von Schirach.
Les principes mis en avant pour réorganiser le parti sont tous axés sur la capacité des cadres à conquérir puis à conserver leur place, définissant ainsi une nébuleuse, le NSDAP, constamment en équilibre instable, avec des changements fréquents aux différents échelons locaux du parti, Hitler se bornant alors à arbitrer entre les différents chefs locaux qui se dégagent de ces luttes ; de plus, lors de ces affrontements, chaque cadre peut se réclamer de la volonté du Führer, demeurant volontairement floue.
En 1929, pour mieux mener campagne contre le plan Young sur les réparations de guerre dues à la France, soumis à référendum, le patron de presse et chef nationaliste Alfred Hugenberg s'est allié à Hitler, dont il a besoin des talents oratoires, et a financé la campagne de propagande qui a permis au Führer des nazis de se faire connaître dans toute l'Allemagne.
Ayant écarté, rallié à lui, ou circonvenu les principaux partisans d'un socialisme national, Hitler, dont le train de vie personnel ne cesse par ailleurs de s'embourgeoiser, s'attache aussi à se rendre respectable et rassurant aux yeux des élites traditionnelles. Pour rallier celles-ci et faire oublier son image d'agitateur plébéien et révolutionnaire, il se prononce par exemple, lors du référendum de juin 1926, en faveur de l'indemnisation des princes régnants renversés en 1918. Le magnat de la Ruhr, Fritz Thyssen, lui apporte ainsi son soutien public.
La SA, la brutale milice du parti qui s'illustre dans des agressions et des combats de rues, pose plus de problèmes à Hitler par son recrutement plébéien assez large et par sa discipline souvent incertaine. La base des SA est partisane d'une « seconde révolution » et est exaspérée par les compromis que doit faire le parti nazi dans sa conquête du pouvoir. Leurs sections berlinoises, commandées par Walter Stennes, iront même jusqu'à saccager à plusieurs reprises les locaux du parti nazi entre 1930 et 1931. Dès 1930, confronté à cette grave mutinerie de leur part, Hitler rappelle de Bolivie son ancien complice du putsch de 1923, Ernst Röhm, qu'il avait mis lui-même sur la touche en 1925 : ce dernier reprend leur tête et rétablit en partie l'ordre dans leurs rangs.

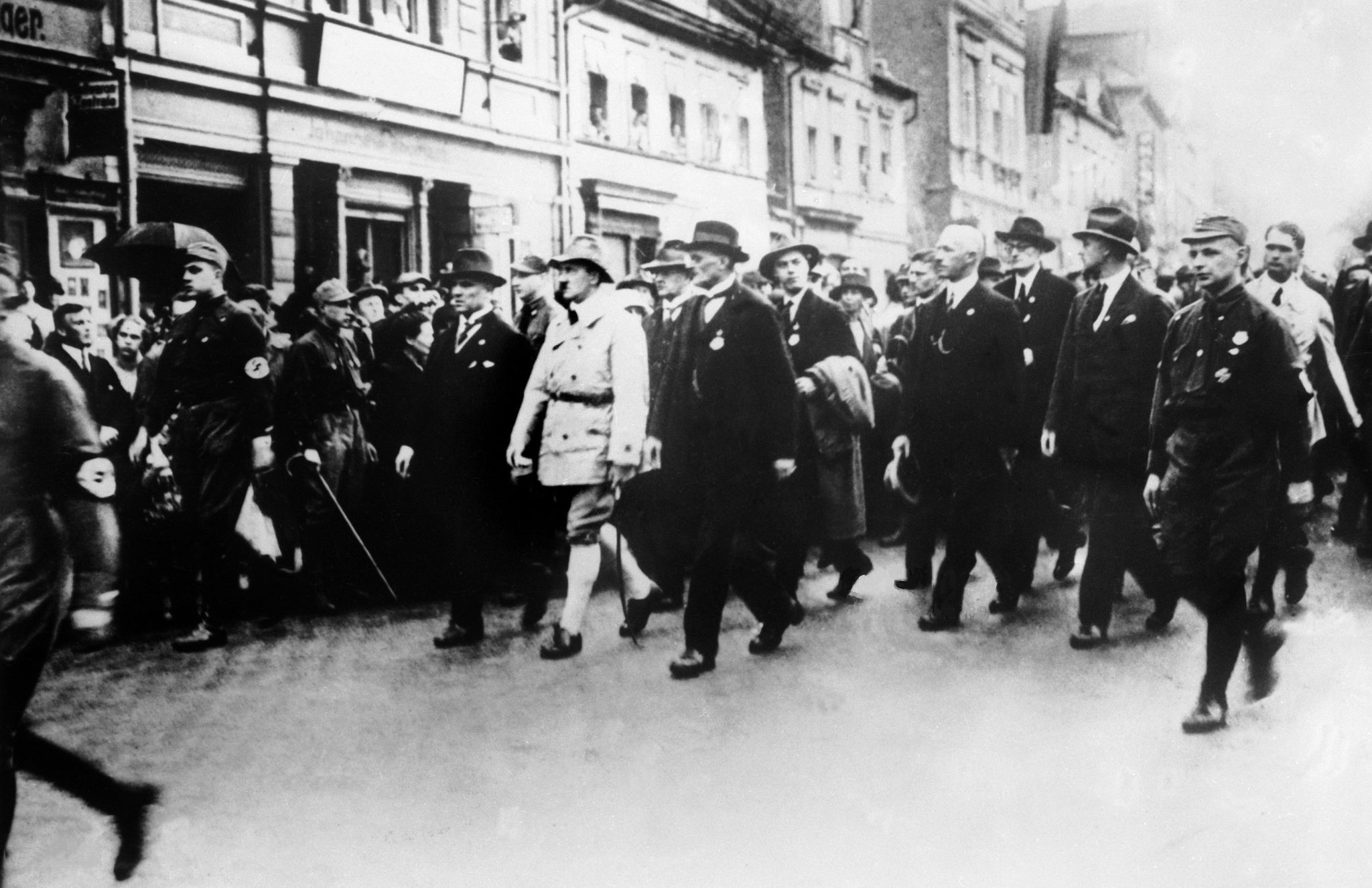
Hitler défile avec les chemises brunes lors du congrès du NSDAP à Weimar, en 1926.
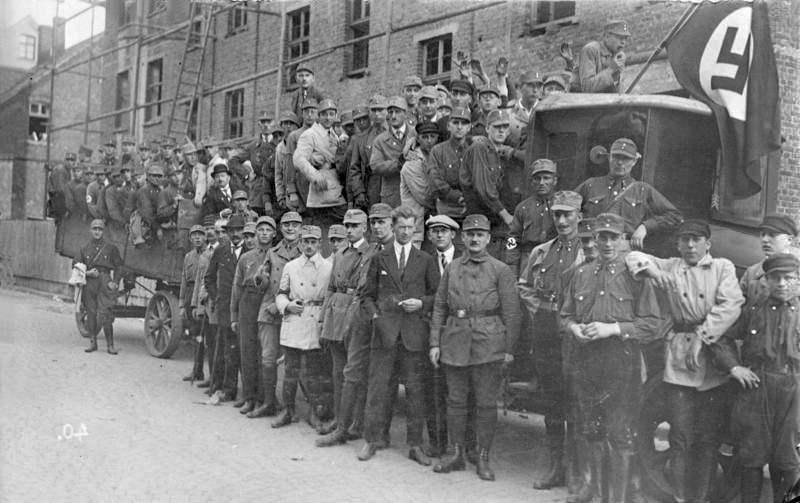
La SA d'Essen en 1926.
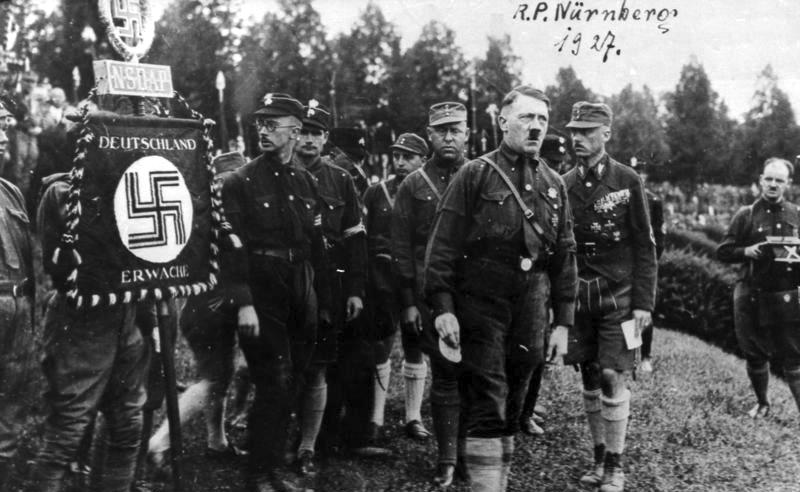
Congrès du NSDAP à Nuremberg, en 1927 ; derrière Hitler, on distingue, de gauche à droite, Himmler, Hess, Gregor Strasser, Franz Pfeffer von Salomon.

### «Résistible ascension» (1929-1932)

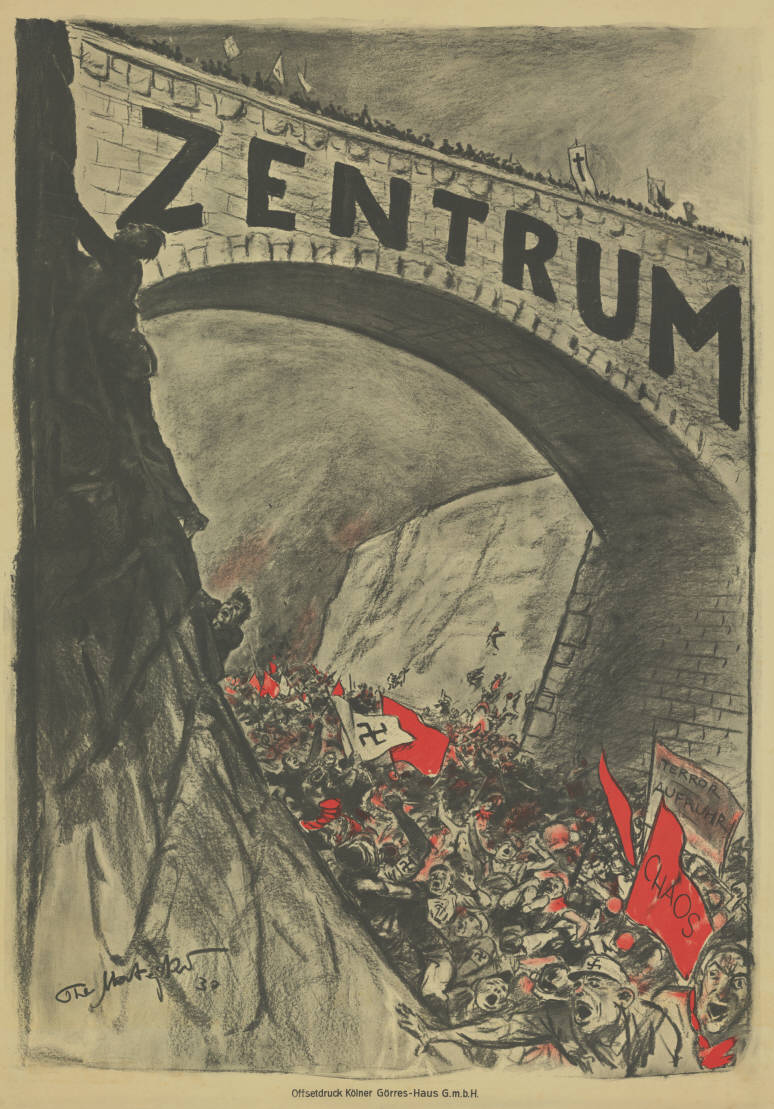
Affiche électorale du Zentrum (1930). Ce parti démocrate-chrétien est dépeint ici par l'illustrateur Theo Matejko comme un pont surplombant fermement la terreur et le chaos incarnés par les nazis et les communistes.

Comme le suggère Bertolt Brecht par le titre de sa pièce La Résistible Ascension d'Arturo Ui, âpre satire antinazie, la marche au pouvoir d'Adolf Hitler ne fut ni linéaire ni irrésistible. Toutefois, elle fut favorisée après 1929 par un contexte de crise exceptionnel, et par les faiblesses, les erreurs ou le discrédit de ses adversaires et concurrents politiques.
L'Allemagne n'avait derrière elle en 1918 qu'une faible tradition démocratique. Née d'une défaite et d'une révolution, la république de Weimar s'était mal enracinée, d'autant que serviteurs et nostalgiques du Kaiser restaient très nombreux dans l'armée, l'administration, l'économie et la population. Le Zentrum catholique, parti membre de la coalition fondatrice de la République, s'engage dans une dérive autoritaire à partir de la fin des années 1920, tandis que communistes, nationalistes du DNVP et nazis continuent de refuser le régime et de le combattre. Enfin, le culte traditionnel des grands chefs et l'attente diffuse d'un sauveur providentiel prédisposaient une bonne part de sa population à s'en remettre à Hitler. État-nation très récent et fragile, traversé de multiples clivages géographiques, religieux, politiques et sociaux, l'Allemagne entre en plus dans une nouvelle phase d'instabilité politique à partir de 1929. Après le décès de Gustav Stresemann, artisan avec Aristide Briand du rapprochement franco-allemand, la chute du chancelier Hermann Müller en 1930 est celle du dernier gouvernement parlementaire. Il est remplacé par le gouvernement conservateur et autoritaire de Heinrich Brüning, du Zentrum.

Évolution en pourcentage du chômage en Allemagne de 1928 à 1940.

Monarchiste convaincu, le très populaire maréchal Paul von Hindenburg, porté à la présidence de la République en 1925, cesse de jouer le jeu de la démocratie à partir de 1930. Il se met à gouverner par décrets, nommant des cabinets à ses ordres de plus en plus dépourvus de la moindre majorité au Parlement, usant et abusant de son droit de dissolution du Reichstag — utilisé pas moins de quatre fois de 1930 à 1933. Les institutions de Weimar sont donc vidées de leur substance bien avant que Hitler ne leur porte le coup de grâce.
Les conséquences catastrophiques de la crise de 1929 sur l'économie allemande, très dépendante des capitaux rapatriés aux États-Unis immédiatement après le krach de Wall Street, apportent bientôt au NSDAP un succès foudroyant et imprévu. Aux élections du 14 septembre 1930, avec 6,5 millions d'électeurs, 18,3 % des voix et 107 sièges, le parti nazi devient le deuxième parti au Reichstag. La déflation sévère et anachronique menée par Brüning ne fait qu'aggraver la crise économique et précipite de nombreux Allemands inquiets dans les bras de Hitler. En constituant avec ce dernier le « Front de Harzburg » en octobre 1931, dirigé contre le gouvernement et la République, Hugenberg et les autres forces des droites nationalistes jouent involontairement le jeu de Hitler, dont la puissance (électorale et parlementaire) en fait désormais un personnage de premier plan sur la scène politique.
Le 8 mai 1931, Adolf Hitler est convoqué par le tribunal à la barre des témoins dans le cadre d'un procès mettant en cause des activistes nazis de la section 33 de la SA, qui ont blessé par balle des militants communistes. L'avocat Hans Litten lui fait alors subir un contre-interrogatoire de près de trois heures duquel Hitler sortira fort ébranlé.
Le septennat du président Hindenburg se terminant le 5 mai 1932, la droite et le Zentrum, afin d'éviter de nouvelles élections, proposent de renouveler tacitement le mandat présidentiel. L'accord des nazis étant nécessaire, Hitler exige la démission du chancelier Brüning et de nouvelles élections parlementaires. Hindenburg refuse, et le 22 février 1932, Joseph Goebbels annonce la candidature d'Adolf Hitler à la présidence de la République. Le 25 février, Hitler est nommé conseiller de gouvernement (Regierungsrat) auprès de la légation de l'État libre de Brunswick à Berlin (poste de fonctionnaire qu'il occupe formellement jusqu'à sa mise en congé le 8 novembre 1932, précédant sa démission de la fonction publique en février 1933), ce qui lui confère automatiquement la nationalité allemande, quelques jours seulement avant le premier tour qui a lieu le 13 mars,. Jean-Christophe Brisard dans son ouvrage biographique d'Hitler rapporte qu'il s'agit de sa septième tentative ou occasion manquée d'obtenir la nationalité allemande entre 1925 et 1932.

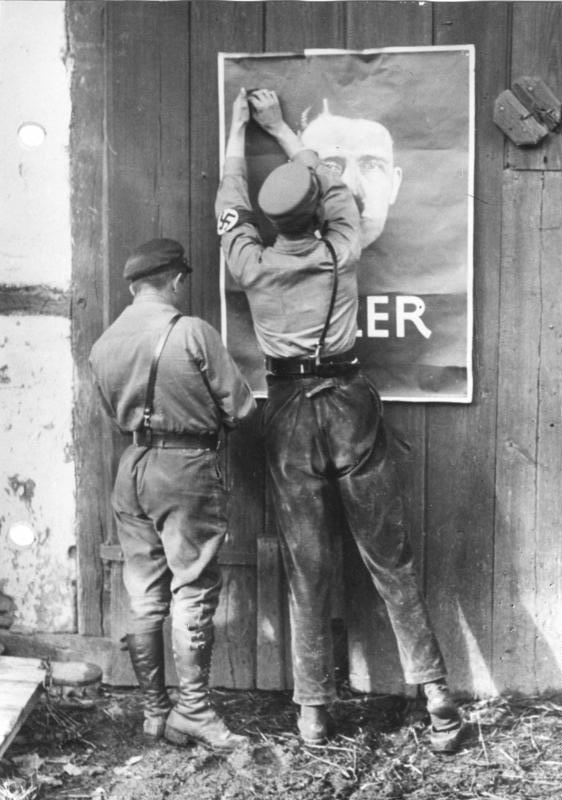
Membres du NSDAP collant une affiche électorale à l'effigie d'Hitler en 1932.

Sa campagne électorale est sans précédent sur le plan de la propagande. En particulier, l'usage alors inédit et spectaculaire de l'avion dans ses déplacements électoraux permet à Goebbels de placarder des affiches : « Le Führer vole au-dessus de l'Allemagne ».

La montée du NSDAP au Reichstag.

Hitler obtient 30,1 % des voix au premier tour le 13 mars 1932 et 36,8 % au second tour en avril, soit 13,4 millions de suffrages qui se portent sur sa personne, doublant le score des élections législatives de 1930. Soutenu en désespoir de cause par les socialistes, Hindenburg est réélu à 82 ans. Mais lors des scrutins régionaux qui suivent l'élection présidentielle le NSDAP renforce ses positions et arrive partout en tête, sauf dans sa Bavière d'origine. Aux élections législatives du 31 juillet 1932, il confirme sa position de premier parti d'Allemagne, avec 37,3 % des voix et devient le premier groupe parlementaire. Hermann Göring, bras droit de Hitler depuis 1923, devient président du Reichstag. Né d'un groupuscule, le culte de Hitler est devenu en moins de deux ans un phénomène de masse capable de toucher plus du tiers des Allemands.
Hitler réussit à faire l'unité d'un électorat très diversifié. Contrairement à une idée reçue, ce ne sont pas les chômeurs qui ont mis leur espoir en lui (c'est parmi eux que Hitler fait ses moins bons scores), mais les classes moyennes, qui redoutent d'être les prochaines victimes de la crise. Si l'électorat féminin votait fort peu à l'extrême-droite dans les années 1920, la popularité bien connue du Führer auprès des femmes s'est jointe au rapprochement structurel entre vote féminin et vote masculin pour lui assurer des renforts de voix supplémentaires après 1930. Les protestants ont davantage voté pour lui que les catholiques, mais une bonne part du vote de ces derniers était fixée par le Zentrum. Les campagnes, éprouvées par la crise et soumises en Prusse à la rude exploitation quasi féodale des Junkers, se sont servies du vote envers Hitler à des fins protestataires. Les ouvriers ont moins voté nazi que la moyenne, même si une part non négligeable a été tentée. Quant aux fonctionnaires, aux étudiants ou aux médecins, leur haut niveau d'instruction ne les a pas empêchés d'être sur-représentés dans le soutien au doctrinaire de Mein Kampf.
Allié à la droite nationaliste, bénéficiant du discrédit du Zentrum et de l'obligation pour le SPD de soutenir l'impopulaire Franz von Papen « pour éviter le pire », Hitler multiplie aussi les déclarations hypocrites où il se pose en démocrate et en modéré, tout en flattant les élites traditionnelles et jusqu'aux Églises par un discours plus traditionaliste qu'avant.
Les communistes du KPD, qui réduisent Hitler à un simple pantin du grand capital, lui rendent service en combattant avant tout les socialistes, au nom de la ligne « classe contre classe » dictée par le Komintern stalinien, et en refusant toute action commune avec eux contre le NSDAP. Le KPD va jusqu'à coopérer avec les nazis lors de la grève des transports à Berlin en 1932. Fin 1932, la situation se dégrade encore sur les plans économique et social (plus de 6 millions de chômeurs à la fin de l'année). L'agitation et l'insécurité politique sont à leur comble, les rixes avec implication de SA hitlériens sont permanentes. Le gouvernement très réactionnaire de Von Papen est incapable de réunir plus de 10 % des députés et des électeurs.
Engagé dans un bras de fer personnel avec Hitler, le président Hindenburg refuse toujours de le nommer chancelier : le vieux maréchal prussien, ancien chef de l'armée allemande pendant la Grande Guerre, affiche son mépris personnel pour celui qu'il qualifie de « petit caporal bohémien » et dont il affirme qu'il a « tout juste l'envergure pour faire un ministre des Postes ». Toutes les tentatives de conciliation échouent. Fin 1932, le mouvement nazi traverse une phase difficile. Sa crise financière devient aiguë. Les militants et les électeurs se lassent de l'absence de perspectives, des discours à géométrie variable de Hitler et des contradictions internes du programme nazi. Bien des SA parlent de déclencher tout de suite un soulèvement suicidaire dont Hitler ne veut à aucun prix, et Gregor Strasser menace de faire scission avec l'appui du chancelier Kurt von Schleicher. Enfin, les élections législatives de novembre 1932 ont consacré une baisse de popularité du NSDAP qui perd 2 millions de voix et 34 sièges. C'est le moment où Léon Blum, en France, écrit dans Le Populaire que la route du pouvoir est définitivement fermée pour Hitler et que toute espérance d'y accéder est pour lui révolue. Pourtant, ces revers n'entament en rien sa détermination.

Caricatures d'Adolf Hitler publiées dans le journal satirique allemand Der wahre Jacob.
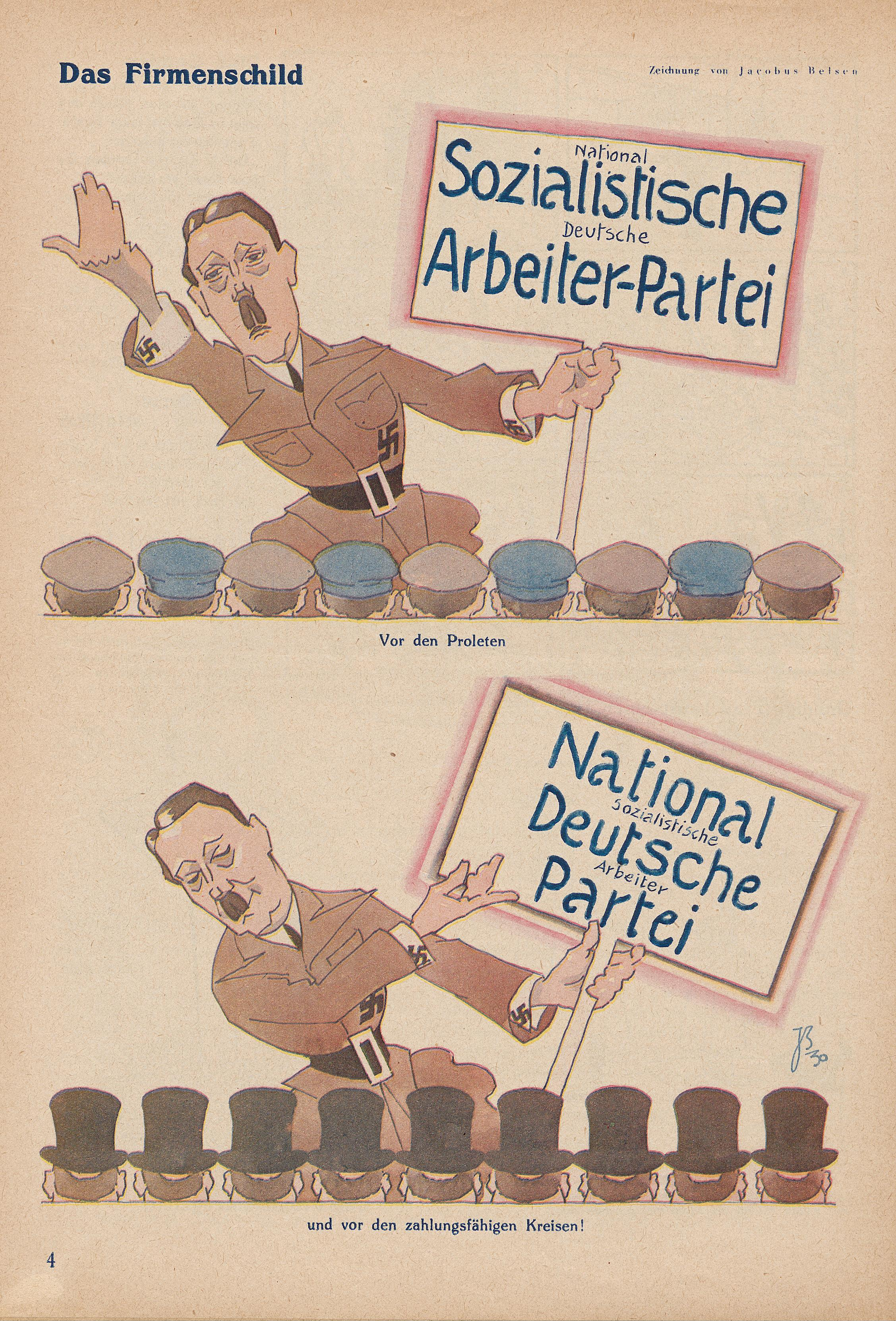
Selon la composition de son auditoire alternativement ouvrier ou financier, Hitler accentue tour à tour tel ou tel vocable du nom du parti national-socialiste des travailleurs allemands. Illustration de Jacobus Belsen, 1930.
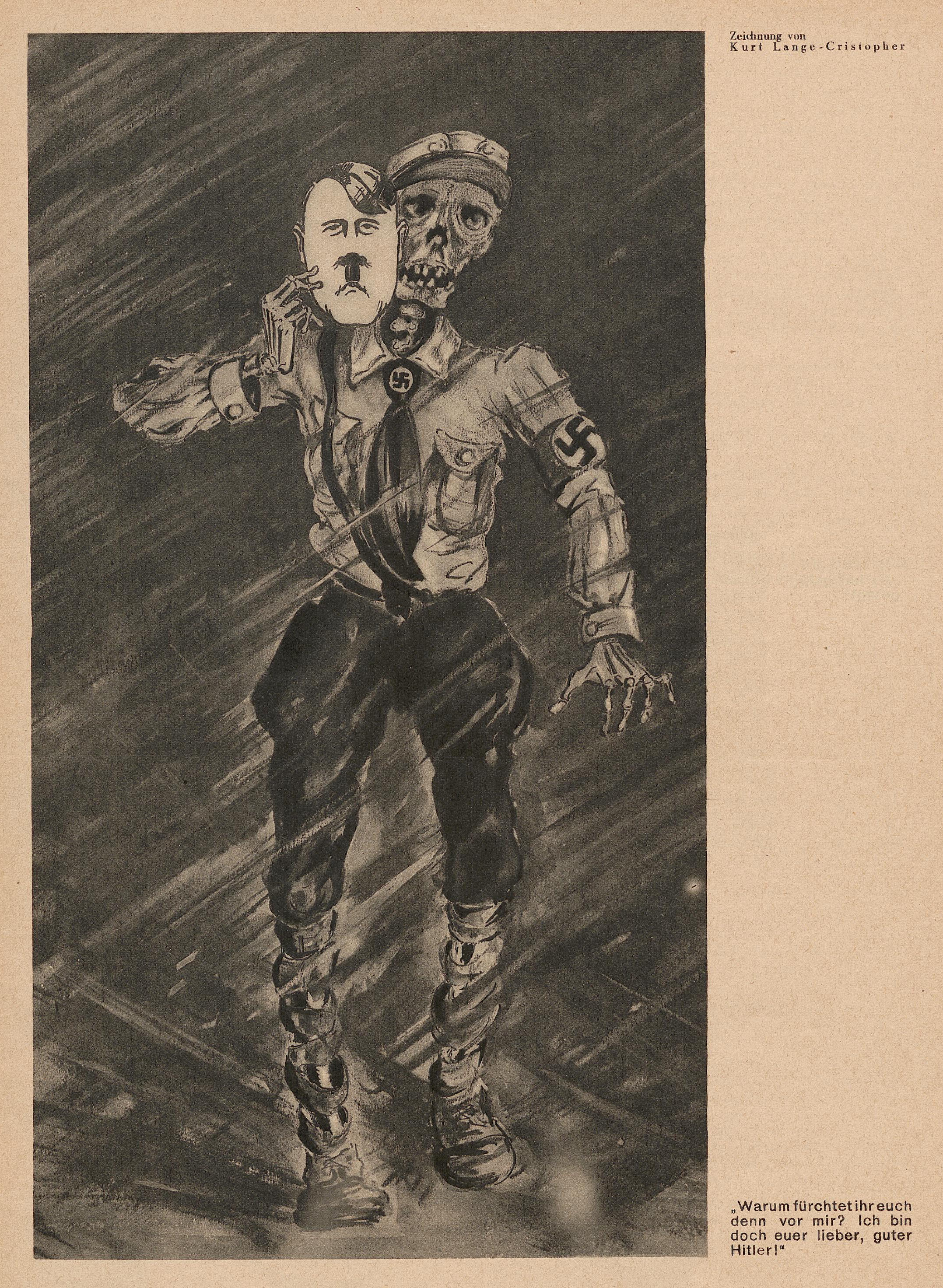
« Mais pourquoi donc avez-vous peur de moi ? Je suis votre cher et tendre Hitler ! » Illustration de Kurt Lange-Christopher, 1931.
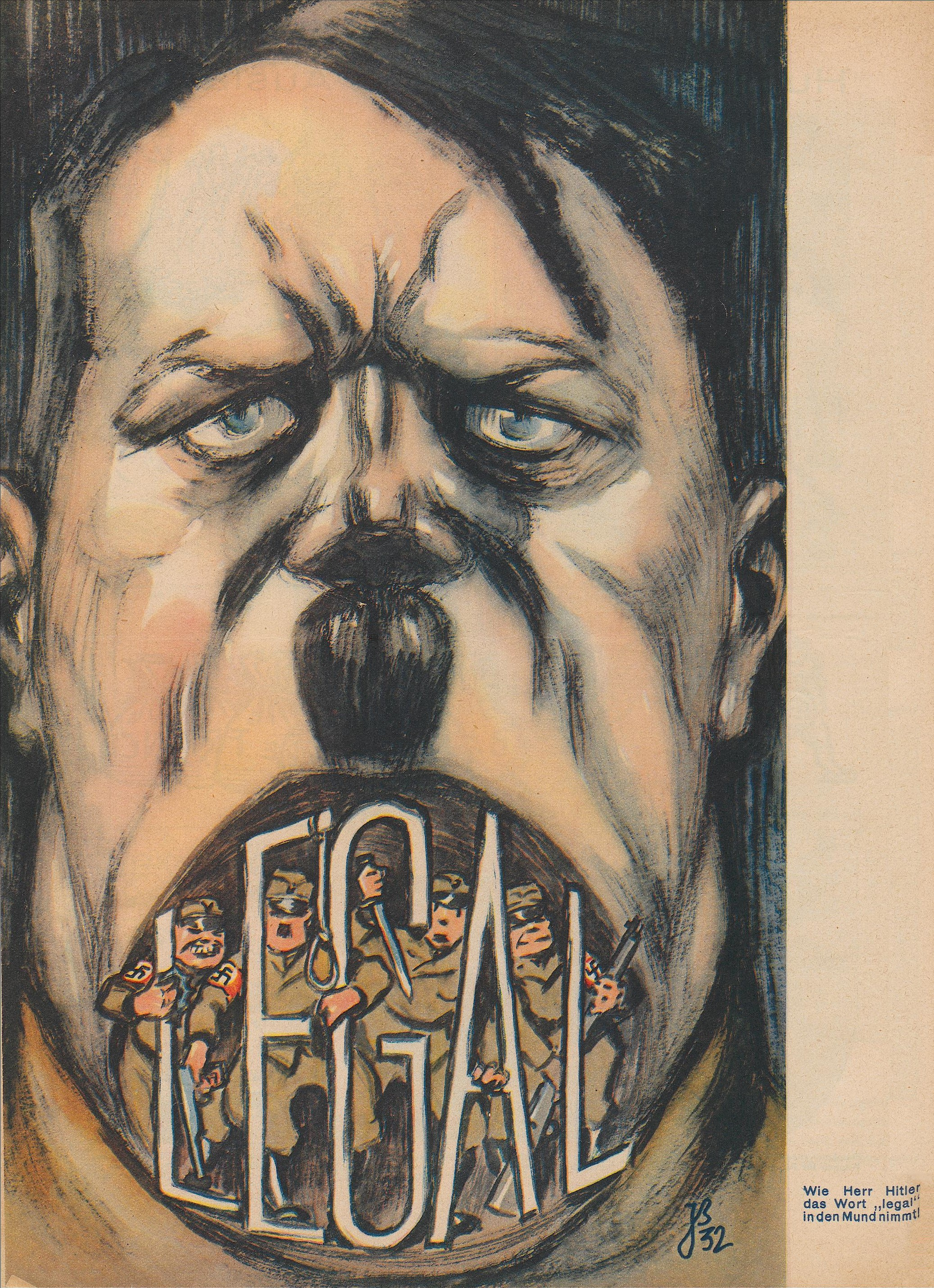
Comment Hitler a le mot « légal » à la bouche. Illustration de Jacobus Belsen, 1932.

## Accession au pouvoir absolu
Le 30 janvier 1933 vers midi, Adolf Hitler atteint son but : il est nommé chancelier de la république de Weimar après un mois d'intrigues au sommet organisées par l'ancien chancelier Franz von Papen, et grâce au soutien de la droite et à l'implication du Parti populaire national allemand (DNVP). Le soir même, des milliers de SA effectuent un défilé nocturne triomphal sur l'avenue Unter den Linden, sous le regard du nouveau chancelier, marquant ainsi la prise de contrôle de Berlin et le lancement de la chasse aux opposants. Le quotidien Deutsche Allgemeine Zeitung (DAZ), proche de la droite conservatrice, écrivit le 31 janvier 1933 : « En tout cas, c'est une décision hardie et audacieuse, et aucun homme politique conscient de ses responsabilités ne sera enclin à applaudir ». Le quotidien catholique Regensburger Anzeiger mit en garde contre « un saut dans l'obscurité ».

### Destruction de la démocratie (1933-1934)

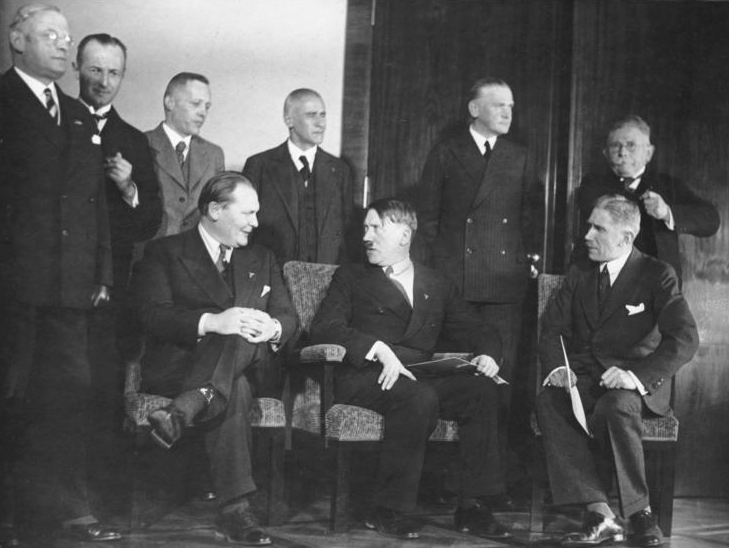
Le cabinet Hitler en janvier 1933.

Contrairement à une idée reçue fréquente, Hitler n'a jamais été « élu » chancelier par les Allemands. Il a été nommé chancelier par le président conformément à la constitution de Weimar et choisi en qualité de chef du parti remportant les élections législatives de novembre 1932, même si Ian Kershaw rappelle que « la nomination de Hitler à la chancellerie aurait sans doute pu être évitée », et ce jusqu'au dernier moment. Les tractations avec le président qui se sont en fait révélées indispensables à sa nomination amènent certains à considérer qu'il a été « hissé au pouvoir » par une poignée d'industriels et d'hommes de droite,. Et en dépit de son énorme poids électoral, jamais une majorité absolue des électeurs ne s'est portée sur lui, puisque même en mars 1933, après deux mois de terreur et de propagande, son parti n'obtiendra que 43,9 % des suffrages. Toutefois, il a atteint son objectif poursuivi depuis fin 1923 : arriver au pouvoir légalement. Et il est hors de doute que le ralliement de la masse des Allemands au nouveau chancelier s'est fait très vite et moins par la force que par adhésion à sa personne.
Lors de la formation du premier gouvernement de Hitler, le DNVP d'Alfred Hugenberg espère être, avec le Zentrum de von Papen, en mesure de contrôler le nouveau chancelier — bien que le DNVP ne représente que 8 % des voix alors que les nazis en ont 33,1 %. De fait, le premier gouvernement de Hitler ne compte, outre le chancelier lui-même, que deux nazis : Göring, responsable en particulier de la Prusse, et Wilhelm Frick, au ministère de l'Intérieur.
Mais Hitler déborde rapidement ses partenaires et met immédiatement en route la mise au pas de l'Allemagne. Dès le 1er février 1933, il obtient de Hindenburg la dissolution du Reichstag. Le 3 février, il s'assure le soutien de l'armée. Pendant la campagne électorale, Von Papen, Thyssen et Schacht obtiennent des milieux industriels et financiers, jusque-là plutôt réservés envers Hitler, qu'ils renflouent les caisses du NSDAP et financent sa campagne. La SA et la SS, milices du parti nazi, se voient conférer des pouvoirs d'auxiliaires de police. De nombreux morts marquent les rencontres des partis d'opposition, notamment du Parti social-démocrate (SPD) et du parti communiste (KPD). Des opposants sont déjà brutalisés, arrêtés, torturés, voire assassinés.

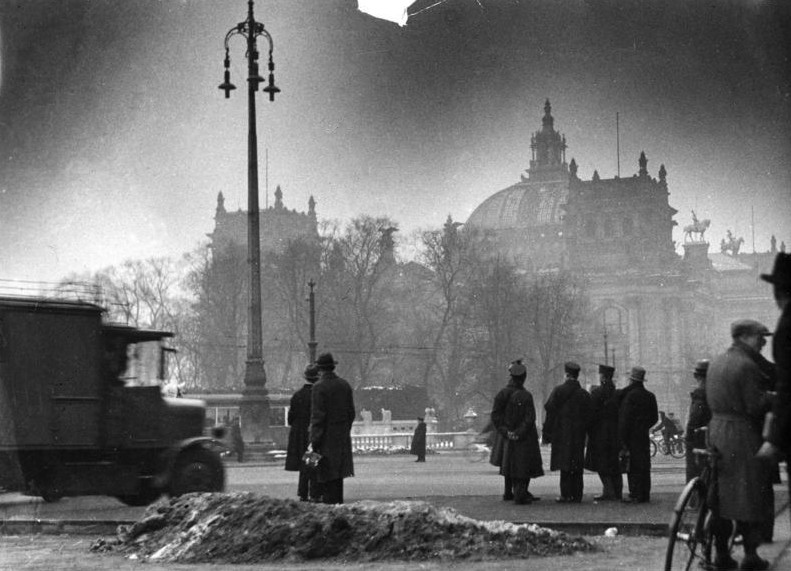
Incendie du palais du Reichstag le 28 février 1933.

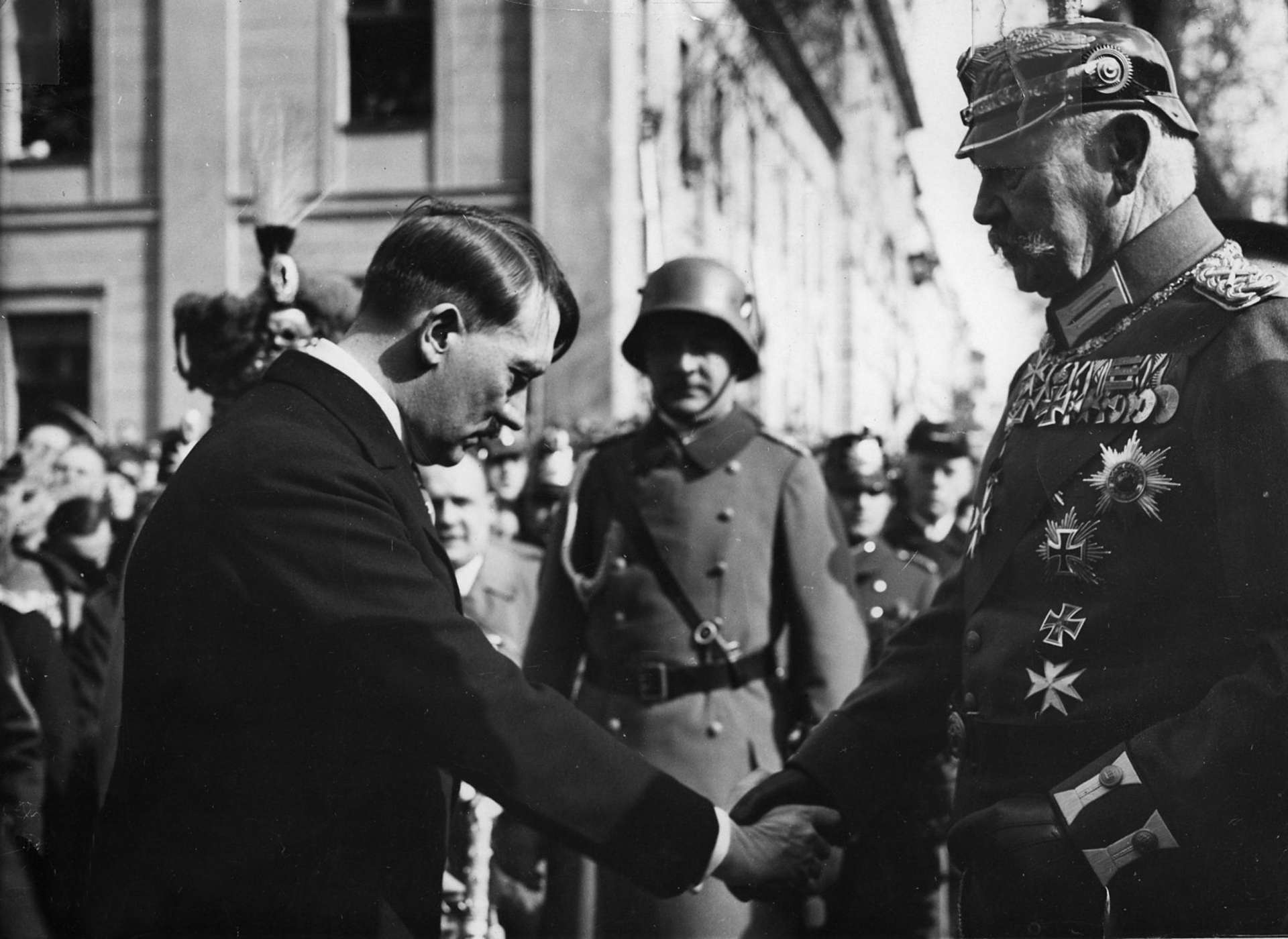
Pour la journée de Potsdam, le 21 mars 1933, inauguration de la session du nouveau Parlement au Reichstag, Adolf Hitler s'incline devant le président du Reich Hindenburg qui l'a nommé quelques semaines plus tôt au poste de chancelier ; deux jours plus tard, le 23 mars 1933-, est votée la loi des pleins pouvoirs, deuxième étape de l'instauration de la dictature, après le décret sur l'incendie du Reichstag.

L'énigmatique incendie du Reichstag, le 27 février, sert de prétexte à Hitler pour suspendre toutes les libertés civiles garanties par la Constitution de Weimar et radicaliser l'élimination de ses opposants politiques, notamment des députés communistes du KPD, illégalement arrêtés.
Le NSDAP remporte les élections du 5 mars 1933 avec 17 millions de voix, soit 43,9 % des suffrages. Dans les jours qui suivent, dans tous les Länder d'Allemagne, les nazis s'emparent par la force des leviers locaux du pouvoir. Le 20 mars, au cours d'une grandiose cérémonie de propagande sur le tombeau de Frédéric II de Prusse à Potsdam, où il s'affiche en grand costume aux côtés de Hindenburg, Hitler proclame l'avènement du Troisième Reich, auquel il promettra ultérieurement une durée de « mille ans ». Le 23 mars, grâce aux voix du Zentrum, auquel le chancelier a promis en échange la signature d'un concordat avec le Vatican, et malgré l'opposition du seul SPD (les députés du KPD étant arrêtés), le Reichstag vote la loi des pleins pouvoirs qui accorde à Hitler les pouvoirs spéciaux pour quatre ans. Il peut désormais rédiger seul les lois, et celles-ci peuvent s'écarter de la Constitution de Weimar que Hitler ne se donna même pas la peine d'abolir formellement.
C'est une étape décisive du durcissement du régime. Sans même attendre le vote de la loi, les nazis ont ouvert le premier camp de concentration permanent le 20 mars à Dachau, sous la houlette de Himmler. Ce dernier jette en Allemagne du Sud, tout comme Göring en Prusse, les bases de la redoutable police politique nazie, la Gestapo. Le 2 mai, vingt-quatre heures après avoir accepté de défiler devant le chancelier, les syndicats sont dissous et leurs biens saisis. Le 10 mai, le ministre de la Propagande Joseph Goebbels préside à Berlin une nuit d'autodafé lors de laquelle des étudiants nazis brûlent pêle-mêle en public des milliers de « mauvais livres » d'auteurs juifs, pacifistes, marxistes ou psychanalystes comme Marx, Freud ou Kant. Des milliers d'opposants, de savants et d'intellectuels fuient l'Allemagne comme Albert Einstein. Le 14 juillet, le NSDAP devient le parti unique. Hitler met fin aussi rapidement aux libertés locales. L'autonomie des Länder est définitivement supprimée le 30 janvier 1934 : un an après son accession à la chancellerie, Hitler devient le chef du premier État centralisé qu'ait connu l'Allemagne.
En tout, entre 1933 et 1939, de 150 000 à 200 000 personnes sont internées et entre 7 000 et 9 000 sont tuées par la violence d'État. Des centaines de milliers d'autres doivent fuir l'Allemagne.

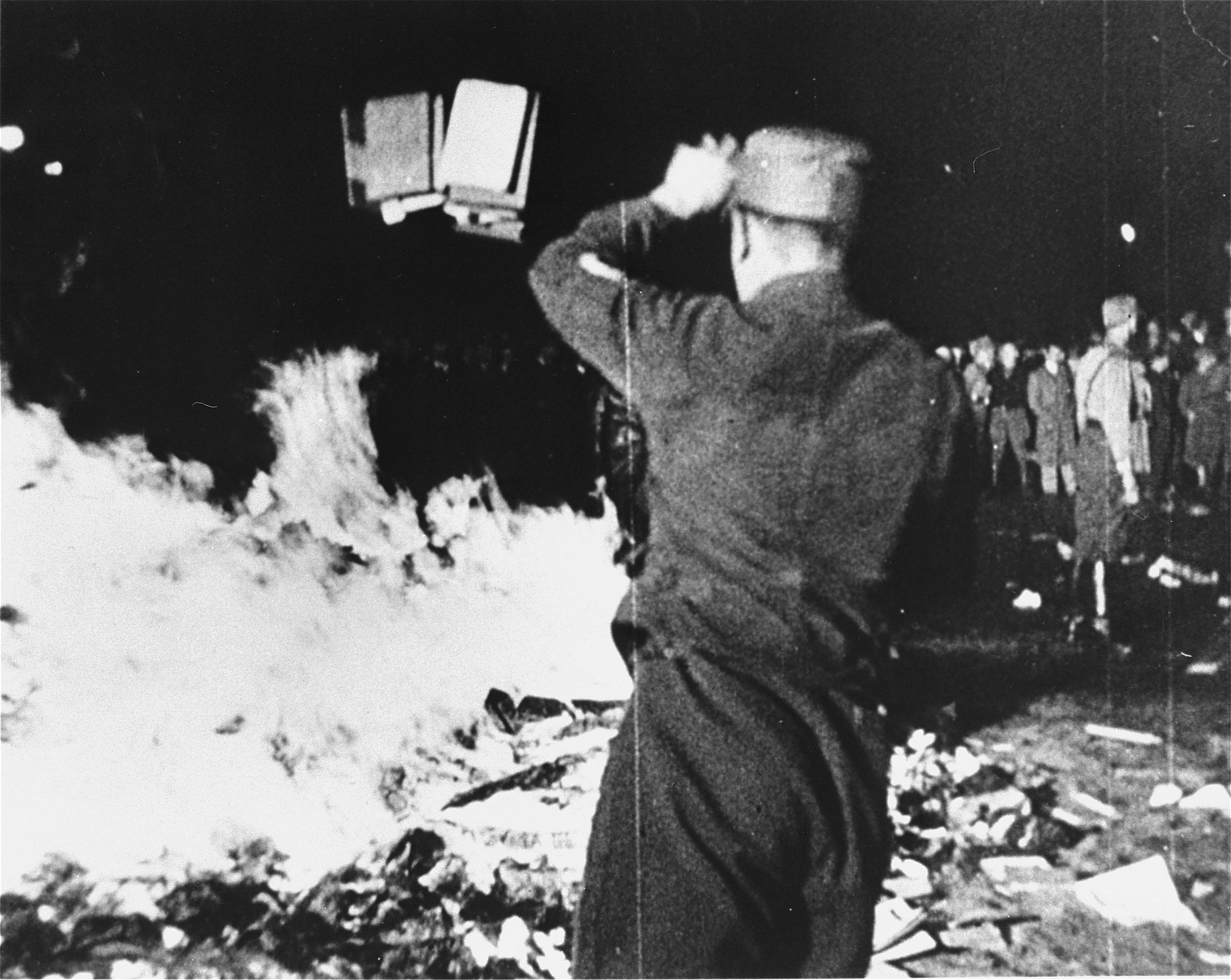
En mai 1933, des membres de la Sturmabteilung (la SA) brûlent les livres proscrits en public.

Les nazis condamnent l'« art dégénéré » et les « sciences juives », et détruisent ou dispersent de nombreuses œuvres des avant-gardes artistiques. Le programme pour « purifier » la race allemande est également très tôt mis en œuvre. Une loi du 7 avril 1933 permet à Hitler de destituer aussitôt des centaines de fonctionnaires et d'universitaires juifs, tandis que les SA déclenchent au même moment une campagne brutale de boycott des magasins juifs. Hitler impose aussi personnellement à l'été 1933 une loi prévoyant la stérilisation forcée des malades et des handicapés : elle est appliquée à plus de 350 000 personnes. Détestant particulièrement le mélange des populations (qualifié de « honte raciale »), le chef allemand ordonne de stériliser en particulier, en 1937, les 400 enfants nés dans les années 1920 d'Allemandes et de soldats noirs des troupes françaises d'occupation. Les persécutions envers les homosexuels commencent aussi, les bars et les lieux de rassemblement des homosexuels sont fermés. Les homosexuels subissent brutalités et tortures et certains sont envoyés à Dachau. Certains se voient proposer l'« émasculation volontaire ».

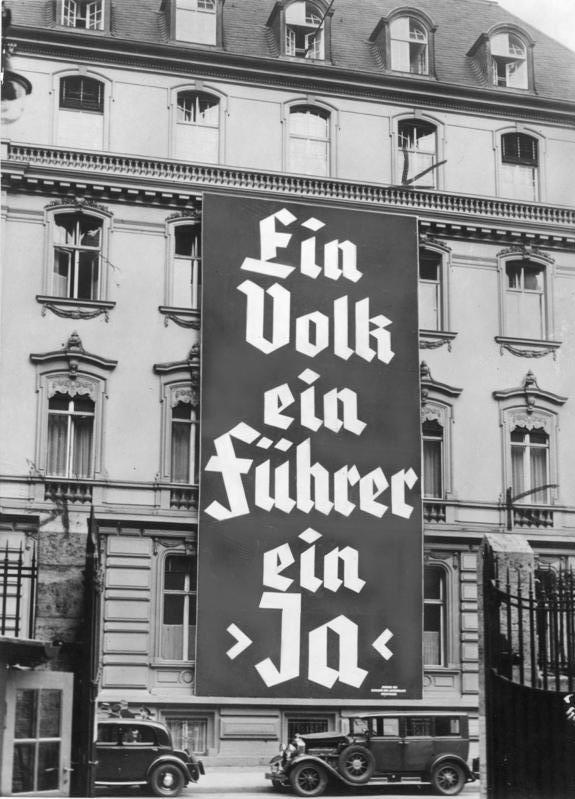
Le plébiscite de novembre 1933 entérine la fin de la démocratie en Allemagne.

En novembre 1933, après avoir fait disparaître toute forme d'opposition, le nouveau dictateur fait plébisciter sa politique quand 95 % des votants approuvent le retrait de la Société des Nations et que la liste unique du NSDAP au Reichstag fait 92 % des voix.
Les SA de Röhm exigent que la « révolution » nationale-socialiste prenne un tour plus anticapitaliste, et rêvent notamment de prendre le contrôle de l'armée, ce qui compromettrait dangereusement l'alliance nouée entre le chancelier et les élites conservatrices traditionnelles (présidence, militaires, milieux d'affaires). Des faux documents forgés par Heydrich achèvent aussi de persuader Hitler que Röhm complote contre lui. Le soir du 29 juin 1934 et les trois jours qui suivent, durant la Nuit des longs couteaux, fort du soutien bienveillant de l'armée et du président Hindenburg, Hitler fait assassiner environ deux cents de ses partisans et de ses anciens ennemis politiques. Parmi eux, Gregor Strasser et Ernst Röhm, chef de la SA, mais aussi le docteur Erich Klausener, chef de l'Action catholique, ou encore son prédécesseur à la chancellerie, Schleicher, ainsi que Kahr, qui lui avait barré la route lors du putsch de 1923. Ne pouvant croire à son élimination par Hitler, Röhm refuse de se suicider et crie Heil Hitler ! avant d'être abattu dans sa cellule par Theodor Eicke et Michel Lippert.
Le 2 juillet, le vieil Hindenburg félicite Hitler, qu'il apprécie de plus en plus, pour sa fermeté en cette affaire. Sa mort le 2 août tranche le dernier lien vivant avec la république de Weimar. En vertu de la Constitution de Weimar, le chancelier exerce temporairement les pouvoirs du président défunt. Le même jour, le Reichstag vote une loi de fusion des deux fonctions en une seule : Hitler devient « Führer und Reichskanzler », guide et chancelier. Le plébiscite du 19 août (89,93 % de oui) achève de donner au Führer le pouvoir absolu.

### Absence de concurrence
Après la reprise en main du mouvement, et jusqu'aux derniers jours du conflit, Hitler, appuyé sur ses proches, a joui, tout d'abord au sein du parti, puis rapidement au sein de l'État, d'un monopole de fait du pouvoir politique.
Tout d'abord, aucun des responsables nationaux-socialistes, à l'exception de Röhm, rapidement éliminé, n'a mené de politique de prise du pouvoir et ce n'est que dans la dernière semaine de la bataille de Berlin que les appétits de ces derniers se sont aiguisés, lorsqu'il a été clair pour ses successeurs potentiels que Hitler se suiciderait dans son bunker.
Appuyé sur le Führerprinzip au sein du parti, et sur la concentration des pouvoirs au sein de l'État, Hitler et ses proches vident progressivement les instances collégiales de décision de leur capacité à exercer une quelconque autorité sur le fonctionnement politique du parti et de l'État : ainsi, lorsque sont proposées, la première fois en 1927 par Arthur Dinter, la mise en place d'une instance collégiale — le sénat du parti — puis une seconde fois après 1933 — la création d'une instance collégiale élue — Hitler et ses proches s'empressent de repousser à plus tard le projet.

### Culte du Führer

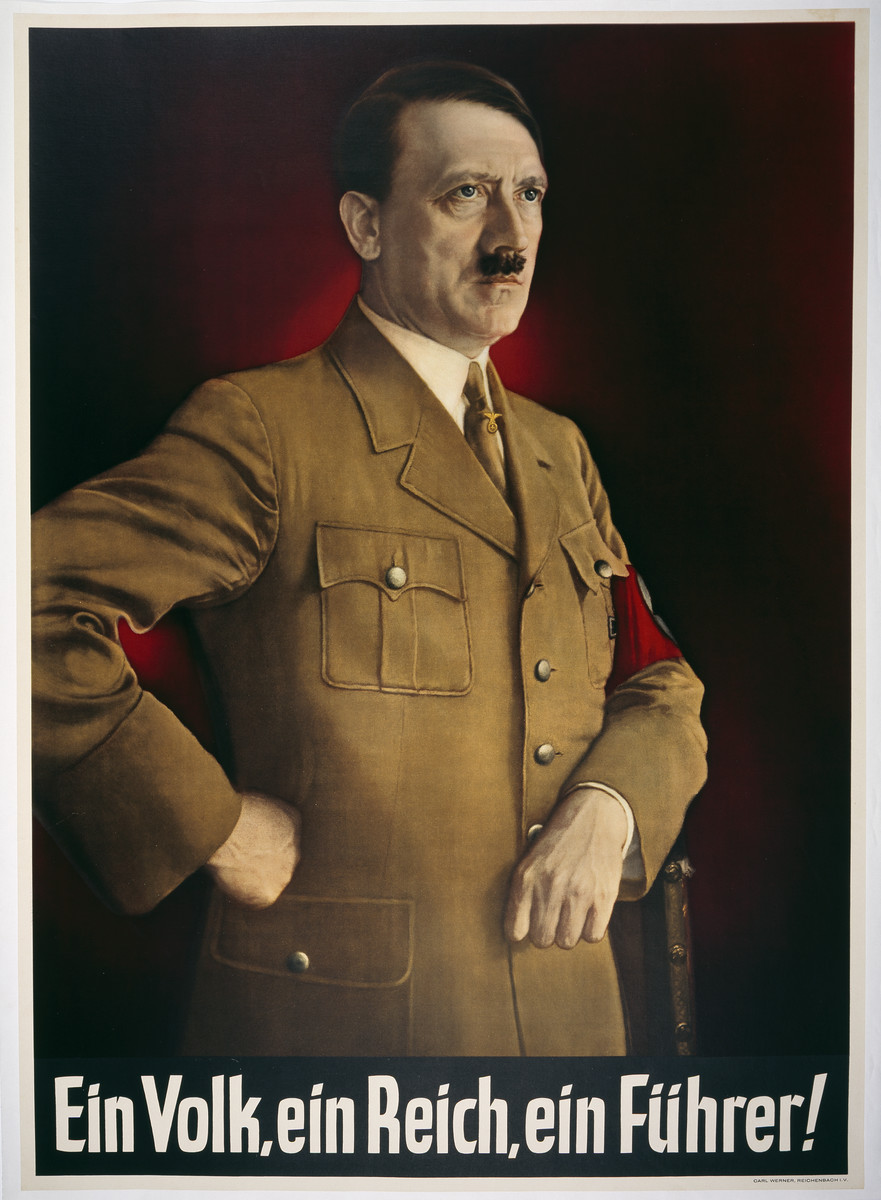
Ein Volk, ein Reich, ein Führer ! (Un peuple, un empire, un chef).
Affiche de propagande nazie peinte par Heinrich Knirr.

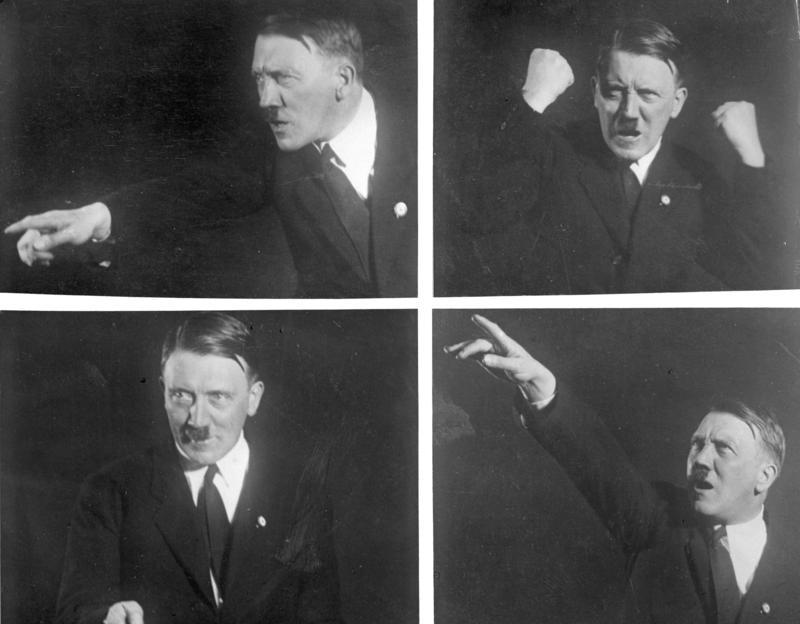
Quelques poses d'Adolf Hitler en train de discourir, photos de Heinrich Hoffmann, en 1930.

Entouré d'un culte de la personnalité intense, qui le célèbre comme le sauveur messianique de l'Allemagne, Hitler exige un serment de fidélité à sa propre personne. Celui-ci est prêté notamment par les militaires, ce qui rendra très difficiles les futures conspirations au sein de l'armée, beaucoup d'officiers rechignant profondément, en conscience, à violer leur serment.
Ce culte se met en place progressivement dès avant le putsch de la Brasserie, lorsque Hitler, à la fois orateur et théoricien du national-socialisme, par opposition avec le cercle des premiers nazis, composé de reîtres (Röhm), de théoriciens (Rosenberg), d'organisateurs (Strasser) et de démagogues (Streicher), commence à disposer d'auditoires de plus en plus importants : son sens des formules, sa mémoire des détails impressionnent tant ses proches, que ses auditoires. Ainsi se met en place ce que Kershaw appelle une communauté charismatique centrée sur un homme, Hitler, dont la présence neutralise les rivalités entre disciples. Ses fidèles se disputent la place d'intime auprès du grand homme : Göring, « paladin du Führer » ; Frank, « littéralement fasciné » ; Goebbels le voit comme « un génie » ; Schirach est « enchanté par ses premiers contacts »…
L'ambition totalitaire du régime et la primauté du Führer sont symbolisées par la nouvelle devise du régime : « Ein Volk, ein Reich, ein Führer » (« Un peuple, un empire, un chef »), dans laquelle le titre de Hitler prend de façon idolâtre la place de Dieu dans l'ancienne devise du Deuxième Reich : « Ein Volk, ein Reich, ein Gott » (« Un peuple, un empire, un dieu »).
Le Führerprinzip devient le nouveau principe de l'autorité non seulement au sommet de l'État, mais aussi, par délégation, à chaque échelon. La loi proclame par exemple officiellement le patron comme Führer de son entreprise, comme le mari est Führer de sa famille, ou le gauleiter Führer du parti dans sa région.

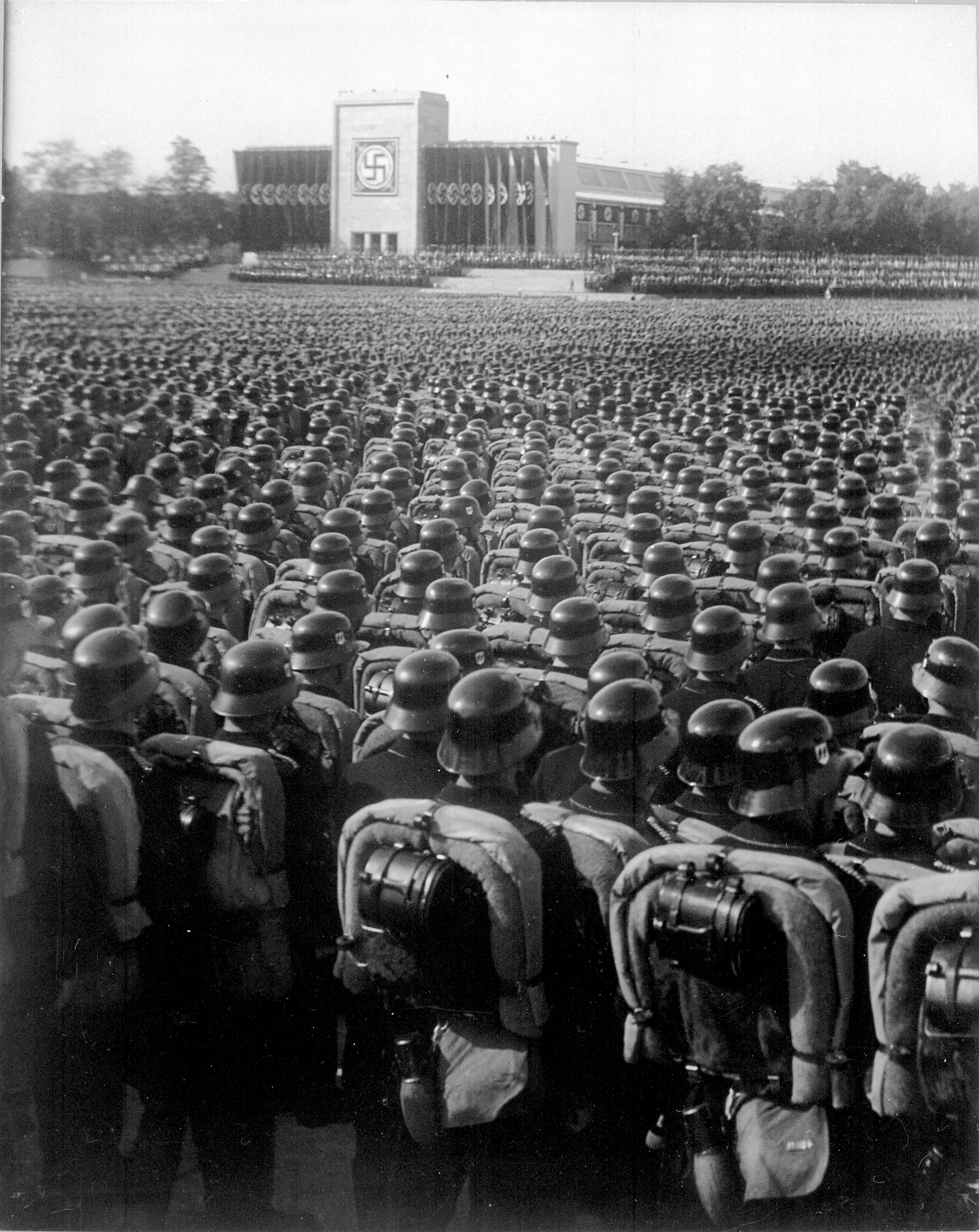
Le 11 septembre 1935 à Nuremberg : grand rassemblement (« grand appel ») de troupes paramilitaires allemandes faisant partie de la SA, de la SS ou de la NSKK.

Hitler entretient son propre culte par ses interventions à la radio : à chaque fois, le pays tout entier doit suspendre son activité et les habitants écouter religieusement dans les rues ou au travail son discours retransmis par les ondes et par les haut-parleurs. À chaque congrès tenu à Nuremberg lors des « grand'messes » du NSDAP, il bénéficie d'une savante mise en scène orchestrée par son confident, l'architecte et technocrate Albert Speer : son talent oratoire électrise l'assistance, avant que les masses rassemblées n'éclatent en applaudissements et en cris frénétiques pour acclamer le génie de leur chef.
Inversement, la moindre critique, la moindre réserve sur le Führer mettent leur auteur en péril. Lors de la traversée du désert, les années 1924-1930, les frères Strasser sont marginalisés puis éliminés en raison de leur insensibilité à la personne de Hitler. Sur les milliers de condamnations à mort prononcées par le Tribunal du peuple du juge Roland Freisler, un bon nombre des personnes envoyées à la guillotine après des parodies de justice l'ont été pour des paroles méprisantes ou sceptiques à l'égard du dictateur.
Le salut nazi devient obligatoire pour tous les Allemands. Quiconque essaie, par résistance passive, de ne pas faire le Heil Hitler ! de rigueur est immédiatement singularisé et repéré.
Au printemps 1938, le Führer accentue encore sa prédominance et celle de ses proches dans le régime. Il élimine les généraux Von Fritsch et Von Blomberg, et soumet la Wehrmacht en plaçant à sa tête les serviles Alfred Jodl et Wilhelm Keitel, connus pour lui être aveuglément dévoués. Aux Affaires étrangères, il remplace le conservateur Konstantin von Neurath par le nazi Joachim von Ribbentrop, tandis que Göring, qui s'affirme plus que jamais comme le no 2 officieux du régime, prend en charge l'économie autarcique en évinçant le Dr Hjalmar Schacht.
La population allemande est encadrée de la naissance à la mort, soumise à l'intense propagande orchestrée par son fidèle Joseph Goebbels, pour lequel il crée le premier ministère de la Propagande de l'histoire. Les loisirs des travailleurs sont organisés — et surveillés — par la Kraft durch Freude du Dr Robert Ley, également chef du syndicat unique, le DAF. La jeunesse subit obligatoirement un endoctrinement intense au sein de la Hitlerjugend qui porte le nom du Führer, et qui devient le 1er décembre 1936 la seule organisation de jeunesse autorisée.

### Système nazi: interprétations et débats
L'école historique allemande dite des « intentionnalistes » insiste sur la primauté de Hitler dans le fonctionnement du régime. La forme extrême de pouvoir personnel et de culte de la personnalité autour du Führer ne serait pas compréhensible sans son « pouvoir charismatique ». Cette notion importante est empruntée au sociologue Max Weber : Hitler se considère depuis 1920 comme investi d'une mission providentielle, et surtout, il est considéré sincèrement comme l'homme providentiel par ses partisans, puis par la masse des Allemands sous le Troisième Reich.
Alors que le culte de Staline a été imposé tardivement et artificiellement au parti bolchevik par un apparatchik victorieux, mais dépourvu de talent de tribun comme de rôle de premier plan dans la révolution d'Octobre, le culte de Hitler a existé dès les origines du nazisme, et y a une importance primordiale. L'appartenance au parti nazi signifie avant tout une allégeance absolue à son Führer, et nul n'occupe de place dans le Parti et l'État que dans la mesure où il est plus proche de la personne même de Hitler. Hitler veille d'ailleurs personnellement à renforcer son image de chef inaccessible, solitaire et supérieur, en s'abstenant de toute amitié personnelle, et en interdisant à quiconque de le tutoyer ou de l'appeler par son prénom — même sa maîtresse Eva Braun doit s'adresser à lui en lui disant Mein Führer.
D'autre part, pour les intentionnalistes, sans le caractère redoutablement cohérent de l'idéologie (la Weltanschauung) qui anime Hitler, le régime nazi ne se serait pas engagé dans la voie de la guerre et des exterminations de masse, ni dans le reniement de toutes les règles juridiques et administratives élémentaires qui régissent les États modernes et civilisés.
Par exemple, sans son pouvoir charismatique d'un genre inédit, Hitler n'aurait pas pu autoriser l'euthanasie massive de plus de 150 000 handicapés mentaux allemands par quelques simples mots griffonnés sur papier à en-tête de la chancellerie (opération T4, 3 septembre 1939). De même, Hitler n'aurait pu déclencher la « Solution finale » sans jamais laisser un seul ordre écrit. Aucun exécutant du génocide des Juifs ne demanda jamais, justement, à voir un ordre écrit : un simple ordre du Führer (Führerbefehl) était suffisant pour faire taire toute question et entraînait l'obéissance quasi religieuse et aveugle des bourreaux.
L'école rivale des « fonctionnalistes », conduite par l'historien allemand Martin Broszat (1926-1989), a cependant nuancé l'idée de la toute-puissance du Führer. Comme elle l'a démontré, le Troisième Reich n'a jamais tranché entre le primat du parti unique et celui de l'État, d'où des rivalités de pouvoir et de compétence interminables entre les hiérarchies doubles du NSDAP et du gouvernement du Reich. Surtout, l'État nazi apparaît comme un singulier enchevêtrement de pouvoirs concurrents aux légitimités comparables. C'est le principe de la « polycratie ».
Or, entre ces groupes rivaux, Hitler tranche rarement, et décide peu. Fort peu bureaucratique, ayant hérité de sa jeunesse bohème à Vienne un manque total de goût pour le labeur suivi, travaillant de façon très irrégulière (sauf dans la conduite des opérations militaires), le Führer apparaît comme un « dictateur faible » ou encore un « dictateur paresseux » selon Martin Broszat. Il laisse en fait chacun des rivaux libre de se réclamer de lui, et il attend seulement que tous marchent dans le sens de sa volonté.
Dès lors, a démontré le biographe britannique Ian Kershaw, dont les travaux font la synthèse des acquis des écoles intentionnalistes et fonctionnalistes, chaque individu, chaque clan, chaque bureaucratie, chaque groupe fait de la surenchère, et essaye d'être le premier à réaliser les projets fixés dans leurs grandes lignes par Adolf Hitler. C'est ainsi que la persécution antisémite va s'emballer et passer graduellement de la simple persécution au massacre puis au génocide industriel. Le Troisième Reich obéit structurellement à la loi de la « radicalisation cumulative », et le système hitlérien ne peut ainsi en aucun cas se stabiliser.
Ce « pouvoir charismatique » de Hitler explique aussi que beaucoup d'Allemands soient spontanément allés au-devant du Führer. Ainsi, en 1933, les organisations d'étudiants procèdent d'elles-mêmes aux autodafés, tandis que des partis et des syndicats se rallient au chancelier et se sabordent d'eux-mêmes après avoir exclu les Juifs et les opposants au nazisme. L'Allemagne se donne largement au Führer dans lequel elle reconnaît ses rêves et ses ambitions, plus que ce dernier ne s'empare d'elle.
Selon Kershaw, le Führer est donc l'homme qui rend possibles les plans caressés de longue date à la « base » : sans qu'il ait nul besoin de donner d'ordres précis, sa simple présence au pouvoir autorise par exemple les nombreux antisémites d'Allemagne à déclencher boycotts et pogroms, ou les médecins nazis, tel Josef Mengele, à pratiquer les atroces expériences pseudo-médicales et les opérations d'euthanasie massives dont l'idée préexistait avant 1933.
Ce qui explique aussi, toujours selon Ian Kershaw et la plupart des fonctionnalistes, la tendance du régime hitlérien à l'« autodestruction ». Le Troisième Reich, retour à l'« anarchie féodale », se décompose en effet en une multitude chaotique de fiefs rivaux. Hitler ne peut ni ne veut y mettre aucun ordre, car stabiliser le régime selon des règles formelles et fixes rendrait la référence perpétuelle au Führer moins importante. C'est ainsi qu'en 1943, alors que l'existence du Reich est en danger après la bataille de Stalingrad, tous les appareils dirigeants du Troisième Reich se disputent pendant des mois pour savoir s'il faut interdire les courses de chevaux — sans trancher.
Le régime substitue donc aux institutions rationnelles modernes le lien féodal d'allégeance personnelle, d'homme à homme, avec le Führer. Or, aucun dirigeant nazi ne dispose du charisme de Hitler. Le culte de ce dernier existe dès les origines du nazisme et est consubstantiel au mouvement puis au régime. Chacun ne tire sa légitimité que de son degré de proximité avec le Führer. De ce fait, en l'absence de tout successeur (« En toute modestie, je suis irremplaçable », propos de Hitler à ses généraux rapporté par Hannah Arendt), la dictature de Hitler n'a aucun avenir et ne peut lui survivre (selon Kershaw). La fin du Troisième Reich et celle de son dictateur se sont d'ailleurs pratiquement confondues.

### Opinion publique allemande
L'adhésion des Allemands à sa politique (et plus encore à sa personne) fut importante, surtout au début.
L'« autre Allemagne », « une Allemagne contre Hitler », a certes existé, mais ces expressions mêmes soulignent après coup son caractère désespérément minoritaire et isolé. Toute opposition a été vite réduite par l'exil, la prison ou l'internement en camp. Démocrates, socialistes et communistes ont payé par milliers le plus lourd tribut, ainsi que tous ceux qui refusaient la guerre, le salut nazi ou tout signe d'allégeance à l'idolâtrie entourant le Führer. La délation de masse a sévi et plongé le pays dans une atmosphère de crainte, où nul ne peut plus s'ouvrir sans risques à son voisin, des enfants endoctrinés allant jusqu'à dénoncer leurs parents.
Rares sont ceux qui au nom de leurs principes humanistes, marxistes, syndicalistes, libéraux, chrétiens ou patriotiques, ou tout simplement par humanité et au nom de leur conscience, oseront douter du Führer, le braver en s'abstenant du salut nazi, en transgressant les multiples interdits de la société nazie, ou en venant en aide à des persécutés — a fortiori en entrant en résistance active. Par mépris, le très nationaliste écrivain Ernst Jünger appelait Hitler Kniebolo dans son journal de guerre. Le communiste Bertolt Brecht le mettra en scène sous les traits du gangster Arturo Ui. Le démocrate Thomas Mann le dénoncera à la radio américaine, tout en reconnaissant que « cet homme est une calamité, d'accord, mais ce n'est pas une raison pour ne pas trouver son cas intéressant ». Pour les étudiants chrétiens de la Rose blanche, revenus de leurs illusions initiales, il représentait l'Antéchrist. Mgr Lichtenberg, mort déporté pour avoir prié à Berlin pour les Juifs, dira à la Gestapo : « Je n'ai qu'un seul Führer : Jésus-Christ ».
Malgré son interdiction et la violente répression qui s'abat sur ses membres, le KPD parvient à conserver une organisation clandestine structurée autour de l'« Orchestre rouge », qui diffuse tracts et brochures et infiltre les sommets de l'appareil d'État allemand,. Les autres courants marxistes sont également actifs dans la résistance anti-nazie clandestine (c'est le cas du futur chancelier Willy Brandt), en lien avec leurs directions en exil pour les partis les plus importants (SPD, SAP, KPD-O).
La terreur et la répression menées par la Gestapo limitèrent l'impact de la résistance allemande au nazisme. L'antisémitisme et le racisme du nazisme faisaient écho à des préjugés très répandus, mais sauf pour une faible minorité, ils ne furent pas l'unique motivation du vote en faveur de Hitler ni du soutien à sa dictature — ils n'eurent guère non plus d'effet dissuasif. La large popularité du Führer avant-guerre provient surtout du rétablissement brutal de l'ordre public, de son anticommunisme, de son opposition au « Diktat » de Versailles, des succès diplomatiques et économiques obtenus (notamment l'importante réduction du chômage) et de sa politique de réarmement.
Ces succès ne doivent cependant masquer ni les conditions sociales et politiques dans lesquelles les améliorations économiques ont été obtenues, ni les pénibles situations de pénurie alimentaire, l'imposition d'ersatz de pauvre qualité en remplacement des importations condamnées par l'autarcie, et le manque de devises dès 1935. En particulier, le pouvoir d'achat des ouvriers a baissé entre 1933 et 1939. Les femmes ont été renvoyées de force au foyer. L'exode rural s'est accéléré. Les lois nazies encourageant la concentration des entreprises et du commerce ont conduit à 400 000 fermetures de petites entreprises dès avant-guerre. Les catégories sociales qui avaient mis leurs espoirs en Hitler sont donc loin d'avoir toujours été satisfaites.

Hitler en parade à Nuremberg, septembre 1935. Aux congrès annuels du Parti, culmine autour de lui la ferveur populaire à la fois obligatoire et authentique.

Par ailleurs, beaucoup d'Allemands reprennent au profit de Hitler la distinction ancestrale entre le bon monarque et ses mauvais serviteurs. Alors que les « bonzes », les privilégiés du Parti-État, sont généralement méprisés et haïs pour leurs abus et leur corruption fréquente, on considère spontanément Hitler comme exempt de ces tares et comme un recours contre eux. Beaucoup d'Allemands croient spontanément que le Führer est laissé dans l'ignorance des « excès » de ses hommes ou de son régime. En quelques années, Hitler s'est de fait identifié à la nation, canalisant au profit de sa personne le sentiment patriotique même de citoyens réservés envers le nazisme. L'aspect de « religion civile » revêtu par le nazisme a séduit aussi nombre d'Allemands, et le culte messianique organisé autour de Hitler a soudé la population autour de lui. Bien des esprits se sont laissés fasciner aussi par l'irrationalisme nazi, avec son culte néo-romantique de la nuit, du sang, de la nature, son goût des uniformes et des défilés, ses rituels et ses cérémonies spectaculaires ressuscitant un univers médiéval ou païen, et par l'appel efficace aux héros mythiques du passé national (Arminius, Barberousse, Frédéric II du Saint-Empire, Frédéric II de Prusse, Andreas Hofer, Otto von Bismarck…), mobilisés rétrospectivement comme précurseurs du Führer providentiel.
Pourtant victimes de maintes tracasseries, les Églises en tant qu'institutions ont peu cherché à s'opposer à Hitler. Celui-ci s'est toujours bien gardé de mettre en application les projets d'éradication du christianisme nourris par son bras droit Martin Bormann ou l'idéologue du parti Alfred Rosenberg. Il a joué sur l'anticommunisme, l'antiféminisme et les aspects réactionnaires de son programme pour séduire les électorats religieux. La signature du concordat avec le Vatican, en juin 1933, a été un triomphe personnel, qui a lié les mains à l'épiscopat et renforcé sa stature internationale. Se défendant de « faire de la politique », évêques, curés et pasteurs ne s'opposaient que sur des points matériels ou confessionnels et terminaient leurs sermons en priant « pour la patrie et pour le Führer ». L'encyclique du pape Pie XI, Mit brennender Sorge (1937), distribuée dans le plus grand secret aux paroisses catholiques allemandes pour y être lue le 21 mars 1937, proteste contre les manquements de l'État allemand au concordat de 1933, et dénonce avec une rare virulence les excès idéologiques du régime nazi comme la divinisation de la race et le culte de la personnalité du chef de l'État. Elle exhorte les prêtres et les laïcs à résister à la dissolution des structures catholiques et à la mainmise de l'éducation officielle sur la morale des enfants, sans toutefois condamner le régime politique en place. En somme, l'église catholique, minoritaire parmi les églises chrétiennes allemandes, choisit une attitude de composition avec le régime nazi. Un petit nombre de catholiques choisissent cependant de résister au régime, par exemple en sauvant des Juifs même non mariés à des catholiques.
Contrairement à une légende, Hitler n'était avant 1933 ni le candidat ni l'instrument des milieux d'affaires. Mais le grand patronat s'est vite rallié à lui, et a amplement bénéficié de la restauration de l'économie puis du pillage de l'Europe, allant souvent jusqu'à se compromettre dans l'exploitation de la main-d'œuvre concentrationnaire (IG Farben à Auschwitz, Siemens à Ravensbrück). Alors que tous les éléments conservateurs (militaires, aristocrates, hommes d'Église) ont fourni leur tribut à la (faible) résistance allemande, le patronat y est resté remarquablement peu présent. Une des rares exceptions est paradoxalement celle de son très ancien partisan Fritz Thyssen, qui rompt avec Hitler et fuit le Reich en 1939, avant de lui être livré l'an suivant par l'État français et interné.
L'historien Götz Aly insiste quant à lui sur le fait que les bénéfices matériels de l'aryanisation et du pillage de l'Europe, plus que l'idéologie, ont rendu maints Allemands redevables et complices de leur Führer. Les centaines de trains de biens volés aux Juifs assassinés n'ont pas été perdus pour tout le monde, ni les milliers de logements vacants qu'ils étaient contraints d'abandonner.

### Politique économique et sociale

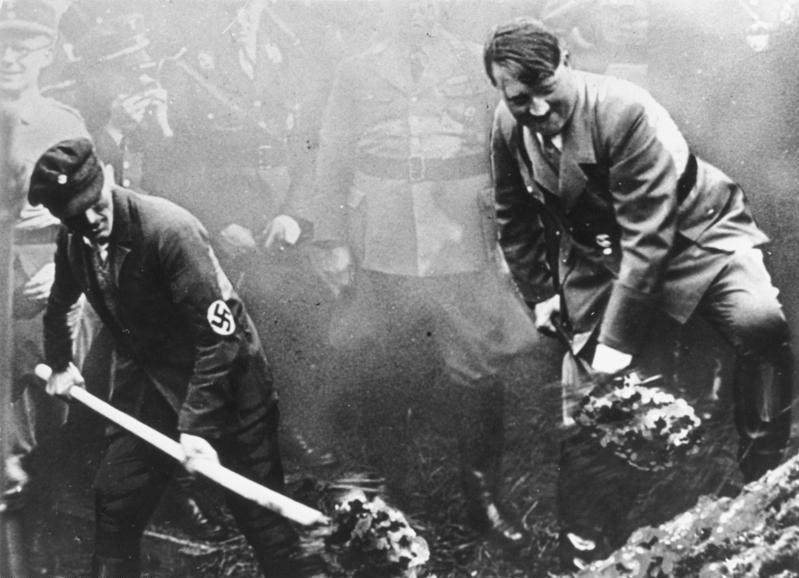
Photomontage de propagande nazie : Hitler participant au lancement de la construction de l'autoroute de Francfort-sur-le-Main, septembre 1933.

Hitler rejette dans un même mépris capitalisme et marxisme. Son nationalisme raciste est l'élément essentiel. Il est fortement marqué à droite, y compris dans les alliances nouées. Un objectif fondamental pour lui est la reconstitution d'une « communauté nationale » (Volksgemeinschaft), unie par une race et une culture communes, débarrassée des divisions démocratiques et de la lutte des classes, tout comme des Juifs et des éléments considérés comme racialement impurs, et où l'individu enfin n'a aucune valeur et n'existe qu'en fonction de son appartenance à la communauté. Après les divisions civiles des années 1920, certains Allemands ne demandent qu'à partager cette vision.

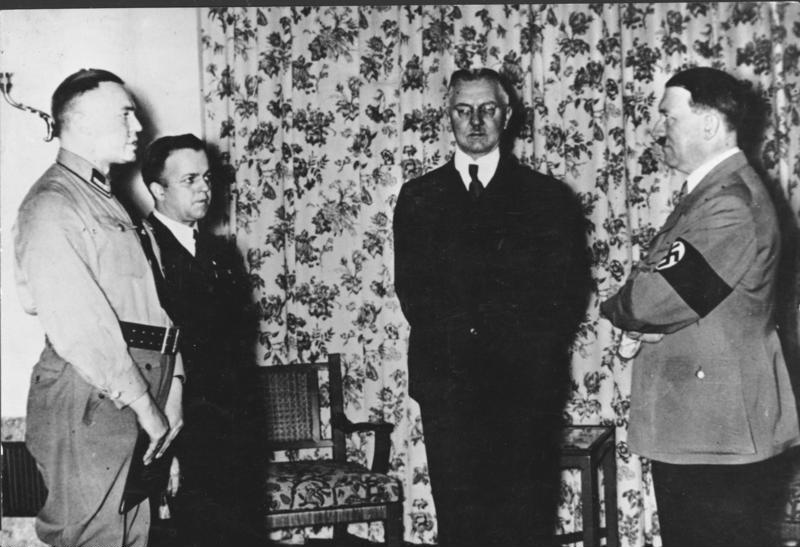
Hjalmar Schacht (au centre), ministre de l'Économie du Reich, en présence d'Adolf Hitler, 1936.

Ayant déjà pris ses distances avec la partie socialisante du programme nazi à la fin des années 1920, Hitler achève de refuser l'idée d'une révolution sociale après la purge de Röhm et la liquidation des SA. Peu doué lui-même en économie, le Führer fait très vite contre la crise le choix d'un pragmatisme brutal, écartant du gouvernement le vieux théoricien économique nazi Gottfried Feder au profit du sympathisant et brillant spécialiste plus classique Hjalmar Schacht, ancien directeur de la Reichsbank. En quelques années, l'économie est remise sur pied entre autres grâce à des emplois publics créés par l'État (autoroutes déjà planifiées sous la république de Weimar, ligne Siegfried, grands travaux spectaculaires de l'ingénieur nazi Fritz Todt, logements également dans la continuité de l'œuvre de Weimar, etc.). Le réarmement n'intervient que plus tard (accéléré par le Plan de quatre ans à partir de 1936), après relance de l'économie, aidée par une conjoncture de reprise mondiale.
Dès mai 1933, les syndicats dissous laissent la place au Front allemand du travail (DAF), organisation corporatiste nazie, dirigée par Robert Ley. Le DAF interdit la grève et permet aux patrons d'exiger davantage des salariés, tout en garantissant à ceux-ci une sécurité de l'emploi et la sécurité sociale. Officiellement volontaire, l'adhésion au DAF est de fait obligatoire pour tout Allemand désirant travailler dans l'industrie et le commerce. Plusieurs sous-organisations dépendaient du DAF, dont la Kraft durch Freude chargée d'encadrer les loisirs des travailleurs ou d'embellir leurs cantines et leurs lieux de travail.
Entre 1934 et 1937, Schacht a pour mission de soutenir l'intense effort de réarmement. Pour atteindre cet objectif, il met en place des montages financiers tantôt ingénieux (comme les bons MEFO), tantôt hasardeux, creusant le déficit de l'État. Par ailleurs, la politique de grands travaux développe une politique keynésienne d'investissements publics. D'après William L. Shirer, Hitler diminue également tous les salaires de 5 %, ce qui permet de dégager des ressources pour relancer l'économie, ce qui semble confirmer selon lui la nature interventionniste de ses directives.
Le chômage baisse nettement, passant de six millions de chômeurs en 1932 à 200 000 en 1938. En 1939, la production industrielle dépasse de peu son niveau de 1929. Cependant, Schacht considère que les investissements dans l'industrie militaire menacent à terme l'économie allemande et souhaite infléchir cette politique. Devant le refus de Hitler, qui considère le réarmement comme une priorité absolue, Schacht quitte son poste début 1939 au profit de Göring. Seuls la fuite en avant dans l'expansion, la guerre et le pillage ont sans doute permis à Hitler d'éviter une grave crise financière et économique finale.

## Diplomatie hitlérienne
La diplomatie du Troisième Reich est essentiellement conçue et dirigée par Hitler en personne. Ses ministres des Affaires étrangères successifs, Konstantin von Neurath puis Joachim von Ribbentrop, relayent ses directives sans faire preuve d'initiatives personnelles. La diplomatie hitlérienne, par son jeu d'alliances, d'audaces, de menaces et de duperies, est un rouage essentiel des buts stratégiques que poursuit le Führer. Ses discours tonitruants au Reichstag ou aux congrès nazis de Nuremberg scandent les crises diplomatiques qu'il provoque l'une après l'autre ; ils alternent avec ses entretiens hypocritement rassurants accordés aux journaux ou aux représentants étrangers.
Assimilant complètement son destin personnel à celui de l'Allemagne, et identifiant le cours biologique de sa vie avec la destinée du Reich, Hitler est obsédé par la possibilité de son vieillissement prématuré, et il veut donc pouvoir déclencher sa guerre avant de fêter ses 50 ans. Le regard porté par le dictateur sur lui-même a donc un rôle direct dans l'accélération des événements par lesquels il conduit l'Europe à la Seconde Guerre mondiale.[réf. nécessaire]

### Opposition au traité de Versailles

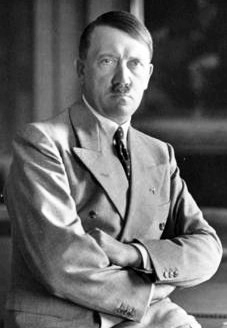
Adolf Hitler en 1936 au Berghof, sa résidence des Alpes bavaroises à Obersalzberg (quartier de Berchtesgaden).

Le 14 octobre 1933, Hitler retire l'Allemagne de la Société des Nations et de la Conférence mondiale pour le désarmement, tout en prononçant des discours pacifistes. Le 13 janvier 1935, la Sarre plébiscite massivement (90,8 % de « Oui ») son rattachement à l'Allemagne.
Le 16 mars 1935, Hitler annonce le rétablissement du service militaire obligatoire et décide de porter les effectifs de la Wehrmacht (le nouveau nom des forces armées allemandes) de 100 000 à 500 000 hommes, par la création de 36 divisions supplémentaires. Il s'agit de la première violation flagrante du traité de Versailles. En juin de la même année, Londres et Berlin signent un accord naval, qui autorise le Reich à devenir une puissance maritime. Hitler lance alors un programme de réarmement massif pour reconstituer notamment des forces navales (Kriegsmarine) et aériennes (Luftwaffe).
Les Jeux olympiques d'hiver de 1936 à Garmisch-Partenkirchen ont constitué une formidable vitrine pour la propagande, surtout pour faire oublier sa politique du fait accompli et mettre au pied du mur le Royaume-Uni et la France. En janvier 1936, Bertrand de Jouvenel, jeune journaliste français se trouvant aux Jeux d'hiver, prend l'initiative de contacter Otto Abetz, représentant itinérant du Reich, pour lui demander une interview de Hitler. Abetz y voit une bonne occasion de communication pour contrecarrer la ratification du Traité franco-soviétique dont le vote de la Chambre des députés doit avoir lieu le 27 février. La veille de la publication, le propriétaire de Paris-Soir, Jean Prouvost, interdit la diffusion de l'article, à la demande du président du conseil Albert Sarraut. Finalement, l'article est publié le lendemain du vote dans le journal Paris-Midi du 28 février.
Le but des Allemands était de faire retarder la publication pour ensuite pouvoir dire que les (prétendues) bonnes intentions de Hitler avaient été cachées aux Français et ainsi adopter des contre-mesures.
Les propos de Hitler rapportés par de Jouvenel sont calibrés pour le public français et représentatifs de ses talents de manipulateur. Il dit ainsi sa « sympathie » pour la France et expose ses volontés pacifiques : « La chance vous est donnée à vous. Si vous ne la saisissez point, songez à votre responsabilité vis-à-vis de vos enfants ! Vous avez devant vous une Allemagne dont les neuf dixièmes font pleine confiance à leur chef, et ce chef vous dit : « Soyons amis ! »
Les réactions à cette interview sont toutes convergentes à travers l'Europe, de Londres à Rome en passant par Berlin. Tous les commentateurs saluent les paroles de paix de Hitler et chacun y voit le début d'un rapprochement à quatre.
Dès le 7 mars 1936, Hitler contredit son discours rassurant en remilitarisant la Rhénanie, violant ainsi une nouvelle fois le traité de Versailles ainsi que les accords de Locarno. C'est un coup de bluff typique de sa méthode personnelle. Hitler a ordonné à ses troupes de se retirer en cas de réaction militaire française. Cependant, bien que l'armée allemande, à ce moment-là soit bien plus faible que ses adversaires, ni les Français, ni les Britanniques ne jugent utile d'intervenir pour empêcher la remilitarisation et faire respecter le traité de Versailles. Le succès est éclatant pour Hitler.

### Complaisances à l'étranger
La fascination exercée par Hitler dépasse largement à l'époque les frontières de l'Allemagne. Pour de nombreux sympathisants du fascisme, il incarne l'« ordre nouveau » qui remplacera les sociétés bourgeoises et démocratiques « décadentes ». Certains intellectuels font ainsi le pèlerinage du congrès de Nuremberg, comme le futur collaborationniste Robert Brasillach. Le journaliste Fernand de Brinon, premier Français à interviewer le nouveau chancelier en 1933, sera un militant proche du nazisme et le représentant du régime de Vichy en zone nord dans Paris occupé. Le 13 juin 1933, le premier ministre fascisant de Hongrie, Gyula Gömbös, est le premier chef de gouvernement étranger à rendre une visite officielle au nouveau chancelier allemand.
Chez les conservateurs de toute l'Europe, beaucoup s'obstinent pendant des années à ne voir en Hitler que le rempart contre le bolchevisme ou le restaurateur de l'ordre et de l'économie en Allemagne. La spécificité et la nouveauté radicales de sa pensée et de son régime ne sont pas perçues ; on ne voit en lui qu'un nationaliste allemand classique, guère plus qu'un nouveau Bismarck. On veut souvent croire aussi que l'auteur de Mein Kampf s'est assagi avec l'exercice des responsabilités. Au printemps 1936, Hitler reçoit spectaculairement à sa résidence secondaire de Berchtesgaden le vieil homme d'État britannique David Lloyd George, un des vainqueurs de 1918, qui ne tarit pas d'éloges sur le Führer et les succès de son régime. En 1937, il reçoit de même la visite du duc de Windsor (l'ex-roi d'Angleterre Édouard VIII).
À l'été 1936, Hitler inaugure les Jeux olympiques de Berlin. C'est l'occasion d'un étalage de propagande nazie, ainsi que de réceptions grandioses destinées à séduire les représentants des establishments étrangers présents sur place, notamment les Britanniques. Le Grec Spyrídon Loúis, vainqueur du marathon aux premiers Jeux de 1896, remet à Hitler un rameau d'olivier venu du bois d'Olympie. La France a renoncé à boycotter les Jeux et sa délégation olympique défile devant Hitler en faisant le salut olympique, bras tendu, qui est semblable au salut nazi. En revanche, la délégation américaine s'est refusée à tout geste ambigu lors de son passage devant le dictateur. Plus tard, pendant les épreuves, Hitler quitte la tribune officielle, mais ce geste n'aurait pas eu pour but, contrairement à une idée répandue, d'éviter d'avoir à serrer la main du champion noir américain Jesse Owens,,,, mais d'éviter de devoir féliciter tous les vainqueurs, décision qui englobe Owens sans le viser spécifiquement.
Le 2 janvier 1939, Hitler est élu « Homme de l'année 1938 » par Time Magazine.

### Alliances

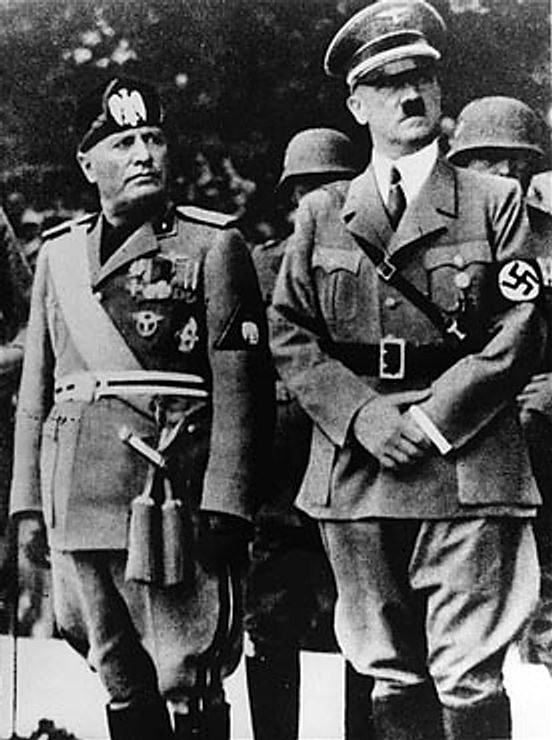
Adolf Hitler et Benito Mussolini assistent à un défilé lors de la visite officielle du Duce à Munich en 1937.

Dès juillet 1936, dans les jours qui suivent le coup d'État militaire en Espagne, Hitler apporte son soutien aux rebelles putschistes en répondant immédiatement à la demande d'aide du général Franco. Il envoie des avions de transport pour permettre aux troupes coloniales du Maroc espagnol de franchir le détroit de Gibraltar lors des premiers jours cruciaux de l'insurrection. Tout comme Mussolini, il envoie ensuite du matériel militaire ainsi qu'un corps expéditionnaire, la Légion Condor, qui permettra de tester de nouvelles tactiques, notamment les bombardements aériens sur les populations civiles, lors de la destruction de Guernica en 1937.
L'Allemagne et l'Italie, qui ont combattu dans deux camps ennemis lors de la Grande Guerre, étaient initialement en froid à la suite de leur désaccord sur l'Anschluss. En juin 1934 à Venise, lors de leur première rencontre, Mussolini a pris de haut Hitler, vêtu en civil et mal à l'aise face à celui qui lui a longtemps servi d'inspirateur. Le dictateur italien empêche en juillet l'annexion de l'Autriche en envoyant des troupes au col du Brenner après l'assassinat du chancelier autoritaire Engelbert Dollfuss par les nazis autrichiens. Mais après le départ de l'Italie de la Société des Nations, à la suite de son agression contre l'Éthiopie, et avec leur intervention commune en Espagne, les deux dictateurs se rapprochent et concluent une alliance, une relation décrite par Benito Mussolini comme l'Axe Rome-Berlin, fondé en octobre 1936.
En novembre 1936, l'Allemagne et le Japon signent le pacte anti-Komintern, traité d'assistance mutuelle contre l'URSS, auquel se joint l'Italie en 1937. Cette même année Hitler rencontre à Nuremberg le prince Yasuhito Chichibu, frère cadet de l'empereur Hirohito, afin de raffermir les liens entre les deux États. En septembre 1940, la signature du Pacte tripartite entre le Troisième Reich, l'Italie et l'empire du Japon, formalise la coopération entre les puissances de l'Axe pour établir un « nouvel ordre ». Après l'attaque de Pearl Harbor, le 7 décembre 1941, Hitler déclare la guerre aux États-Unis, sans bénéfice aucun pour l'Allemagne. Il sous-estime ce pays qu'il ne connaît pas et fait ainsi entrer en lice contre le Reich l'immense potentiel économique de l'Amérique, qui reste hors d'atteinte pour l'Allemagne.
En mai 1939, l'Allemagne et l'Italie signent un traité d'alliance militaire inconditionnel, le Pacte d'acier : l'Italie s'engage à aider l'Allemagne même si celle-ci n'est pas l'agressée.

### Anschluss

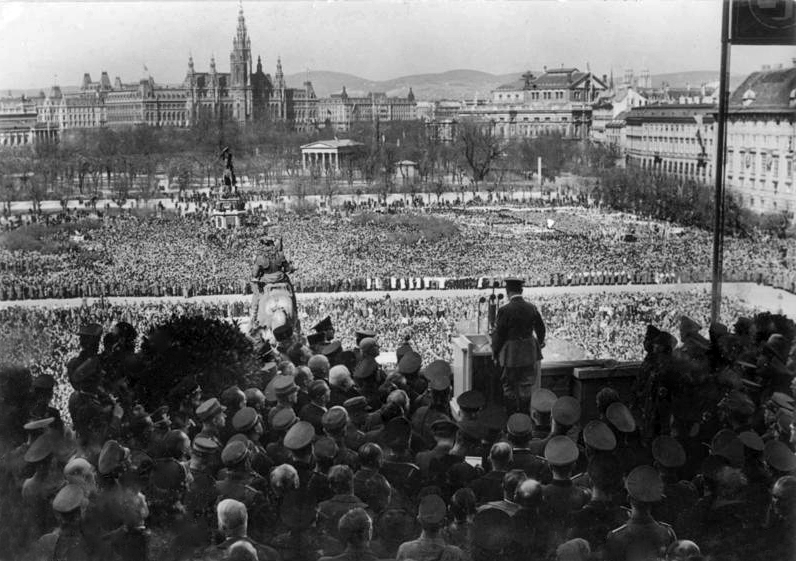
Hitler, vu de dos, s'adressant à la foule rassemblée sur la Heldenplatz à Vienne le 14 mars 1938.

Afin de réaliser l'Anschluss, rattachement (en traduction littérale) de l'Autriche au Troisième Reich, interdit par le traité de Versailles, Hitler s'appuie sur l'organisation nazie locale. Celle-ci tente de déstabiliser le pouvoir autrichien, notamment par des actes terroristes. Un coup d'État échoue en juin 1934, malgré l'assassinat du chancelier Engelbert Dollfuss. L'Italie a avancé ses troupes dans les Alpes pour contrer les velléités expansionnistes allemandes, et les nazis autrichiens sont sévèrement réprimés par un régime autrichien de type fasciste. Début 1938, l'Allemagne est davantage en position de force et s'est alliée avec l'Italie. Hitler exerce alors des pressions sur le chancelier autrichien Kurt von Schuschnigg, le sommant, lors d'une entrevue à Berchtesgaden en février, de faire entrer des nazis dans son gouvernement, dont Arthur Seyss-Inquart au ministère de l'Intérieur. Devant la menace croissante des nazis, Schuschnigg annonce en mars l'organisation d'un référendum pour confirmer l'indépendance de l'Autriche.
Hitler lance alors un ultimatum exigeant la remise complète du pouvoir aux nazis autrichiens. Le 12 mars 1938, Seyss-Inquart est nommé chancelier, et la Wehrmacht entre en Autriche. Hitler se rend lui-même sur place en passant par la ville-frontière de Braunau am Inn, qui est aussi sa ville natale, puis arrive à Vienne où il est triomphalement acclamé par une foule en délire. Le lendemain, il proclame le rattachement officiel de l'Autriche au Reich, ce qui est approuvé par référendum (99 % de oui) le mois suivant. La Grande Allemagne (en allemand : « Grossdeutschland ») est ainsi constituée, avec la réunion des deux États à population germanophone. Rares sont alors les Autrichiens à s'opposer à l'annexion, à l'image de l'archiduc Otto de Habsbourg, exilé.
En Autriche annexée, la terreur s'abat aussitôt sur les Juifs et sur les ennemis du régime. Un camp de concentration est ouvert à Mauthausen près de Linz, qui acquiert vite la réputation méritée d'être l'un des plus terribles du système nazi. Le pays natal de Hitler, qui se targua après la guerre d'avoir été la « première victime du nazisme » et refusa longtemps toute indemnisation des victimes du régime, s'est en fait surtout distingué par sa forte contribution aux crimes du Troisième Reich. L'historien britannique Paul Johnson souligne que les Autrichiens sont surreprésentés dans les instances supérieures du régime (outre Hitler lui-même, on peut citer Adolf Eichmann, Ernst Kaltenbrunner, Arthur Seyss-Inquart) et qu'ils ont en proportion beaucoup plus participé à la Shoah que les Allemands. Un tiers des tueurs des Einsatzgruppen étaient ainsi autrichiens, tout comme quatre des six commandants des principaux centres d'extermination nazis et près de 40 % des gardes des camps. Sur 5 090 criminels de guerre recensés par la Yougoslavie en 1945, on compte 2 499 Autrichiens.

### Crise des Sudètes et accords de Munich
Poursuivant ses objectifs pangermanistes, Hitler menace ensuite la Tchécoslovaquie. Les régions de la Bohême et de la Moravie situées le long des frontières du Grossdeutschland, appelé Sudètes, sont majoritairement peuplées par la minorité allemande. Comme pour l'Autriche, Hitler affirme ses revendications en s'appuyant sur les agitations de l'organisation nazie locale, menée par Konrad Henlein. Le Führer évoque le « droit des peuples » pour exiger de Prague l'annexion au Reich des Sudètes.
Bien qu'alliée à la France (et à l'Union soviétique), la Tchécoslovaquie ne peut compter sur son soutien. Paris veut absolument éviter le conflit militaire, incitée en cela par le refus britannique de participer à une éventuelle intervention. Le souvenir de la Grande Guerre influence également cette attitude : si les Allemands ont développé le désir de revanche, les Français entretiennent quant à eux une ambiance générale résolument pacifiste.

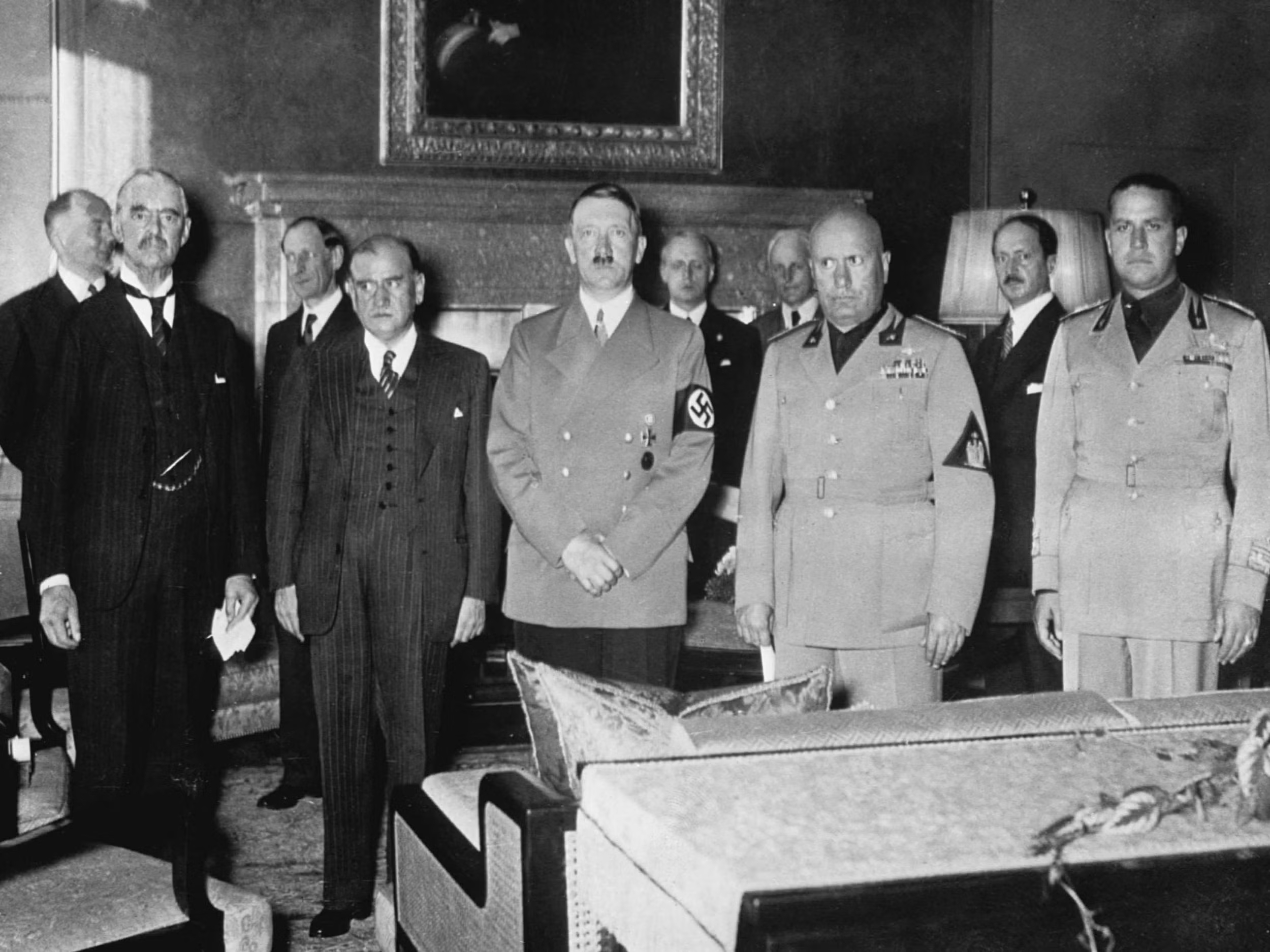
Chamberlain, Daladier, Hitler, Mussolini et Ciano à Munich, le 29 septembre 1938.

Le 29 septembre 1938, conformément à une proposition de Mussolini faite la veille, Adolf Hitler, le président du Conseil français Édouard Daladier, le Premier ministre britannique Neville Chamberlain et le Duce italien Benito Mussolini, réunis dans la capitale bavaroise, signent les accords de Munich. La France et le Royaume-Uni acceptent que l'Allemagne annexe les Sudètes, pour éviter la guerre. En échange, Hitler, manipulateur, assure que les revendications territoriales du Troisième Reich s'arrêteront là. Le lendemain, la Tchécoslovaquie, qui avait commencé à mobiliser, est obligée de s'incliner. Parallèlement, le Troisième Reich autorise la Pologne et la Hongrie à s'emparer respectivement de la ville de Teschen et du sud de la Tchécoslovaquie.
Maître-d'œuvre de la politique d'« apaisement » avec le Reich, le Premier ministre britannique Neville Chamberlain a alors ce mot fameux : « Hitler est un gentleman ». Mais alors que les opinions publiques française et britannique sont enthousiastes, Winston Churchill commente : « Entre le déshonneur et la guerre, vous avez choisi le déshonneur. Et vous allez avoir la guerre ». De fait, Hitler rompt sa promesse à peine quelques mois plus tard.
En mars 1939, la République slovaque, encouragée par Berlin, proclame son indépendance ; son chef, Jozef Tiso place son pays sous l'orbite allemande. Hitler, lors d'une entrevue dramatique à Berlin avec le président tchécoslovaque Emil Hácha (remplaçant le président démissionnaire Edvard Beneš), menace de bombarder Prague si la Bohême et la Moravie ne sont pas incorporées au Reich. Le 15 mars, Hácha cède et l'armée allemande entre à Prague sans combat le lendemain. La Bohême et la Moravie deviennent le protectorat de Bohême-Moravie, dirigé par Konstantin von Neurath à partir de novembre 1939, puis de 1941 à son exécution par la résistance tchèque en mai 1942, par le haut chef SS Reinhard Heydrich, surnommé « le boucher de Prague ».
En mettant la main sur la Bohême-Moravie, le Reich s'empare par la même occasion d'une importante industrie sidérurgique et notamment des usines Škoda, qui permettent de construire des chars d'assaut. En annexant des populations slaves et non plus allemandes, Hitler a jeté le masque : ce qu'il poursuit n'est plus le pangermanisme classique mais, ainsi qu'il l'avoue sans fard à ses généraux le 23 mai 1939, la conquête d'un espace vital illimité.

### Pacte germano-soviétique et agression de la Pologne

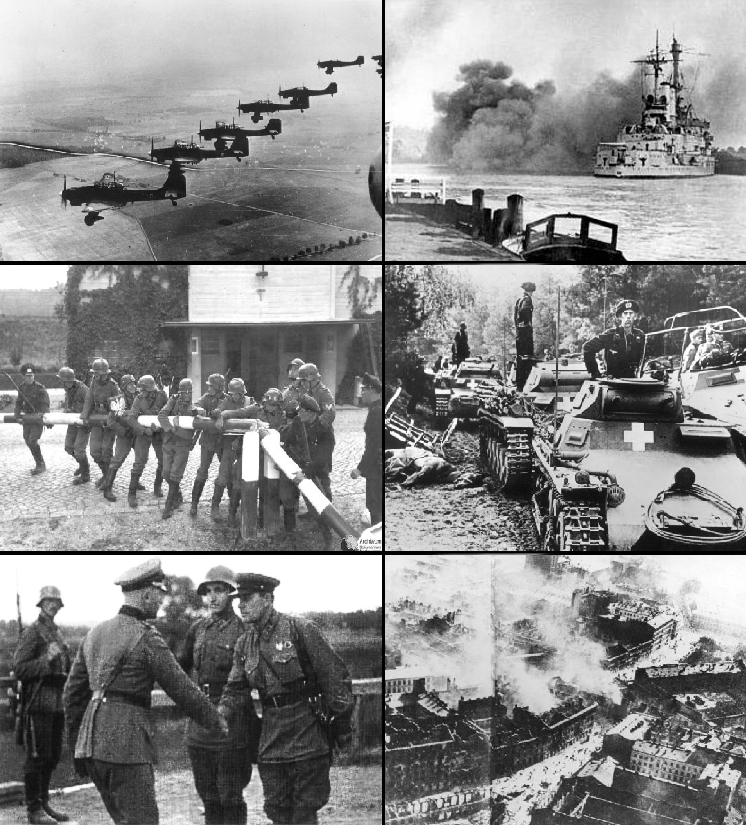
Invasion de la Pologne en 1939.

Après l'Autriche et la Tchécoslovaquie, vient le tour de la Pologne. Coincée entre deux nations hostiles, la Pologne de Józef Piłsudski a signé avec le Reich un traité de non-agression en janvier 1934, pensant ainsi se prémunir contre l'Union soviétique. L'influence de la France, alliée traditionnelle de la Pologne, en Europe centrale a ainsi considérablement diminué, tendance qui s'est confirmée ensuite avec le démembrement de la Tchécoslovaquie et la désagrégation de la Petite Entente (Prague, Bucarest, Belgrade), alliance placée sous le patronage de Paris.
Au printemps 1939, Hitler revendique l'annexion de la Ville libre de Dantzig.
En mars, l'Allemagne a déjà annexé la ville de Memel, possession de la Lituanie. Ensuite, Hitler revendique directement le corridor de Dantzig, territoire polonais perdu par l'Allemagne avec le traité de Versailles en 1919. Cette région donne à la Pologne un accès à la mer Baltique et sépare la Prusse-Orientale du reste du Reich.
Le 23 août 1939, le lendemain du discours d'Hitler à Obersalzberg, Ribbentrop et Viatcheslav Molotov, ministres des Affaires étrangères de l'Allemagne et de l'Union soviétique signent un pacte de non-agression. Ce pacte est un nouveau revers pour la diplomatie française. En mai 1935, le gouvernement de Pierre Laval avait signé avec l'URSS un traité d'assistance mutuelle, ce qui eut pour conséquence de refroidir les relations de la France avec la Pologne, mais aussi avec les Tories au pouvoir à Londres. Avec le pacte de non-agression germano-soviétique, la France ne peut plus compter sur l'URSS pour menacer une Allemagne expansionniste. En outre, la Pologne est prise en tenaille. L'Allemagne et l'URSS sont convenus d'un partage des pays situés entre elles : Pologne occidentale pour la première, Pologne orientale (Polésie, Volhynie, Galicie orientale) et Pays baltes pour la seconde.
Le 30 août 1939, Hitler lance un ultimatum pour la restitution du corridor de Dantzig. La Pologne refuse. Cette fois-ci, la France et le Royaume-Uni sont décidés à soutenir le pays agressé. C'est le début de la Seconde Guerre mondiale.

### Durant la guerre

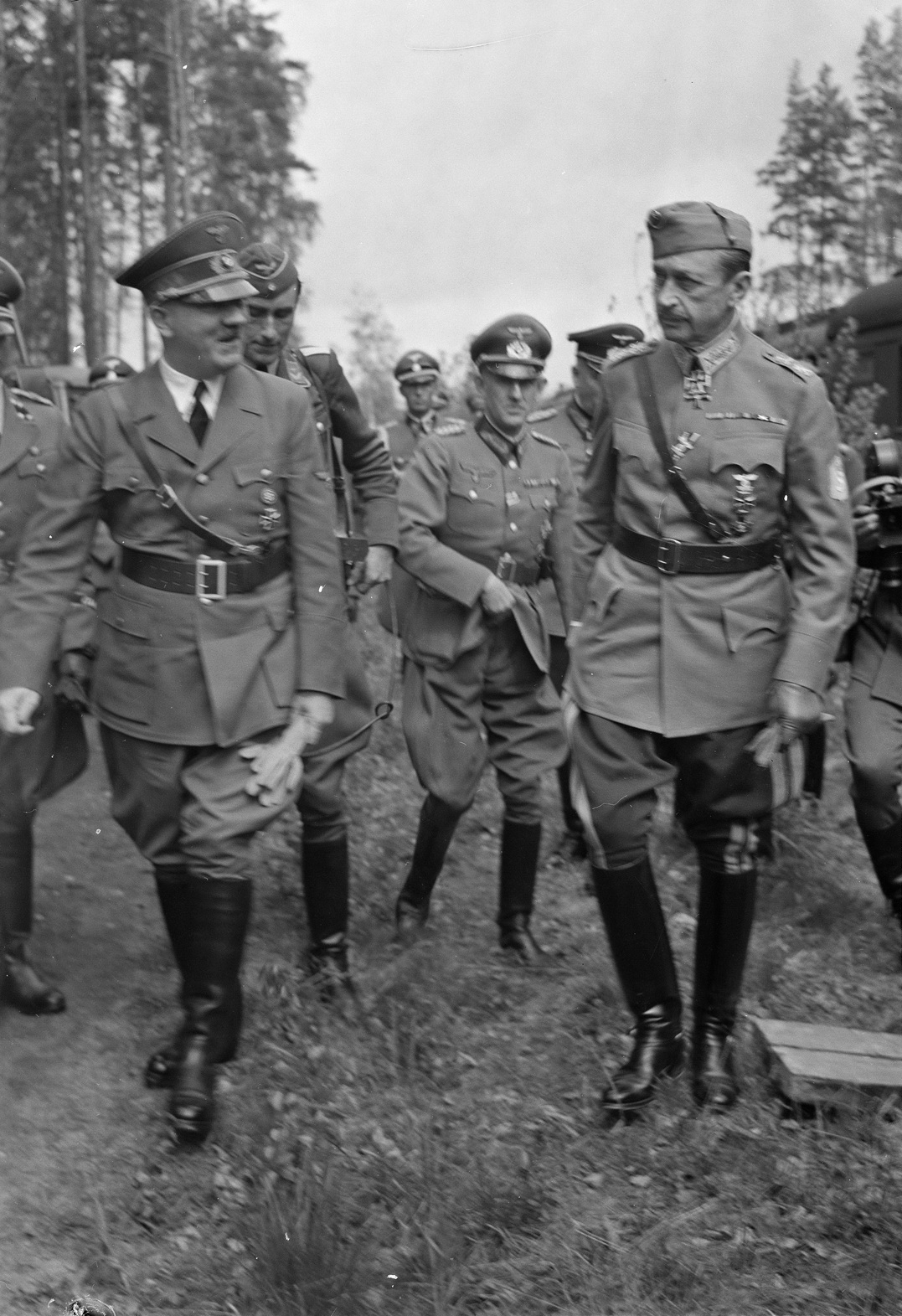
Adolf Hitler et le maréchal finlandais Mannerheim le 4 juin 1942.

Une fois la France vaincue en 1940, Hitler satellise les pays d'Europe centrale : Slovaquie, Hongrie, Roumanie, Bulgarie. Hitler obtient l'adhésion de la Hongrie et de la Bulgarie, anciens vaincus de la Première Guerre mondiale, en leur offrant respectivement la moitié de la Transylvanie et la Dobroudja, cédées par la Roumanie, où le général pro-hitlérien Ion Antonescu prend le pouvoir en septembre 1940. À partir de juin 1941, Hitler entraîne la Slovaquie, la Hongrie, et la Roumanie dans la guerre contre l'URSS, ainsi que la Finlande, qui y voit une occasion de réparer les torts de la guerre russo-finlandaise.
Cependant, Hitler échoue à faire entrer en guerre l'Espagne franquiste. Comptant sur la reconnaissance du Caudillo qui a gagné la guerre civile espagnole, il le rencontre à Hendaye le 23 octobre 1940. Hitler espère l'autorisation de Franco pour conquérir Gibraltar et couper les voies de communications anglaises en Méditerranée. Prudent, le dictateur espagnol sait que l'Angleterre ne peut plus déjà être envahie ni vaincue avant 1941, et que le jeu reste ouvert. Les contreparties exigées par Franco (notamment des compensations territoriales en Afrique du Nord française), dont le pays est par ailleurs ruiné et dépendant des livraisons américaines, sont irréalisables pour Hitler, qui souhaite ménager quelque peu le régime de Vichy pour l'amener sur la voie de la collaboration. Sorti furieux de l'entrevue au point de qualifier Franco de « porc jésuite », Hitler a cependant bénéficié plus tard de l'envoi en URSS des « volontaires » espagnols de la division Azul, qui participe jusqu'en 1943 à tous les combats (et à toutes les exactions) de la Wehrmacht, et le Caudillo l'a toujours ravitaillé en minerais stratégiques de première importance.

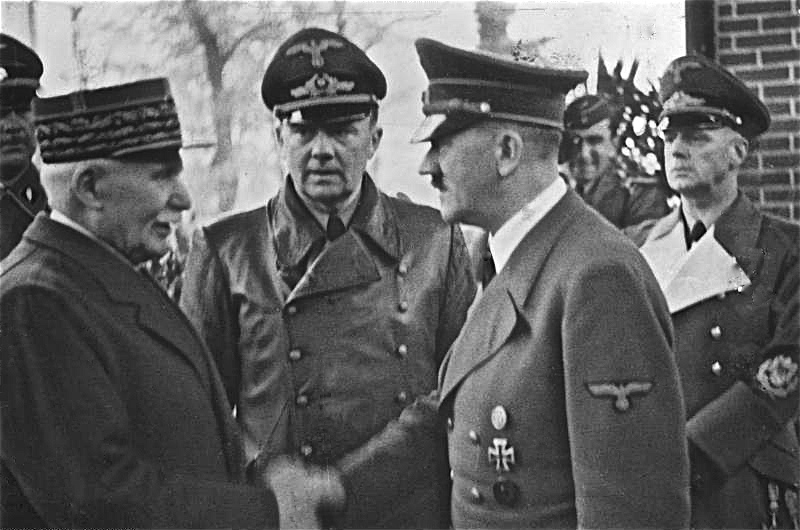
Philippe Pétain et Adolf Hitler le 24 octobre 1940, Montoire-sur-le-Loir.

Au lendemain de l'entrevue de Hendaye, le 24 octobre, Hitler s'arrête à Montoire où la collaboration d'État française est officialisée au cours d'une entrevue avec Pétain. La poignée de main symbolique entre le vieux maréchal et le chancelier du Reich frappe de stupeur l'opinion française.
En novembre 1941, le Grand mufti de Jérusalem, Amin al-Husseini, rencontre Adolf Hitler et Heinrich Himmler, souhaitant les amener à soutenir la cause nationaliste arabe. Il obtient de Hitler la promesse « qu'une fois que la guerre contre la Russie et l'Angleterre sera gagnée, l'Allemagne pourra se concentrer sur l'objectif de détruire l'élément juif demeurant dans la sphère arabe sous la protection britannique ». Amin al-Husseini relaie la propagande nazie en Palestine et dans le monde arabe et participe au recrutement de combattants musulmans, concrétisé par la création des divisions de Waffen-SS Handschar, Kama et Skanderberg, majoritairement formées de musulmans des Balkans.
Ce soutien des nazis au Grand mufti de Jérusalem est contradictoire avec la politique antisémite dans les années 1930, qui a pour conséquence l'émigration d'une grande partie des Juifs allemands vers la Palestine. Quant au Grand Mufti, sa stratégie est guidée par le principe selon lequel l'ennemi de ses ennemis (en l'occurrence les Anglais et les Juifs) doit être son allié. Du point de vue hitlérien, il s'agit essentiellement d'ébranler les positions de l'Empire britannique au Moyen-Orient devant l'avancée de l'Afrikakorps et de permettre le recrutement d'auxiliaires, notamment pour lutter contre les partisans, alors que l'hémorragie de l'armée allemande devient problématique.

### Visite à Paris
Selon une légende entretenue par les carnets du préfet de police de Paris, Roger Langeron, le 18 juin 1940, Hitler visite Paris pour la première fois. Il passe en revue les troupes des détachements de la Wehrmacht qui défilent devant les généraux Brauchitsch et Bock. Le soir, il rentre à Munich pour rencontrer Benito Mussolini et examiner la demande de cessation d'hostilités adressée par Philippe Pétain. Cette visite n'existe que dans les carnets publiés par Langeron, et n'est pas reprise par les historiens. Maurice Schumann la qualifie de légende.

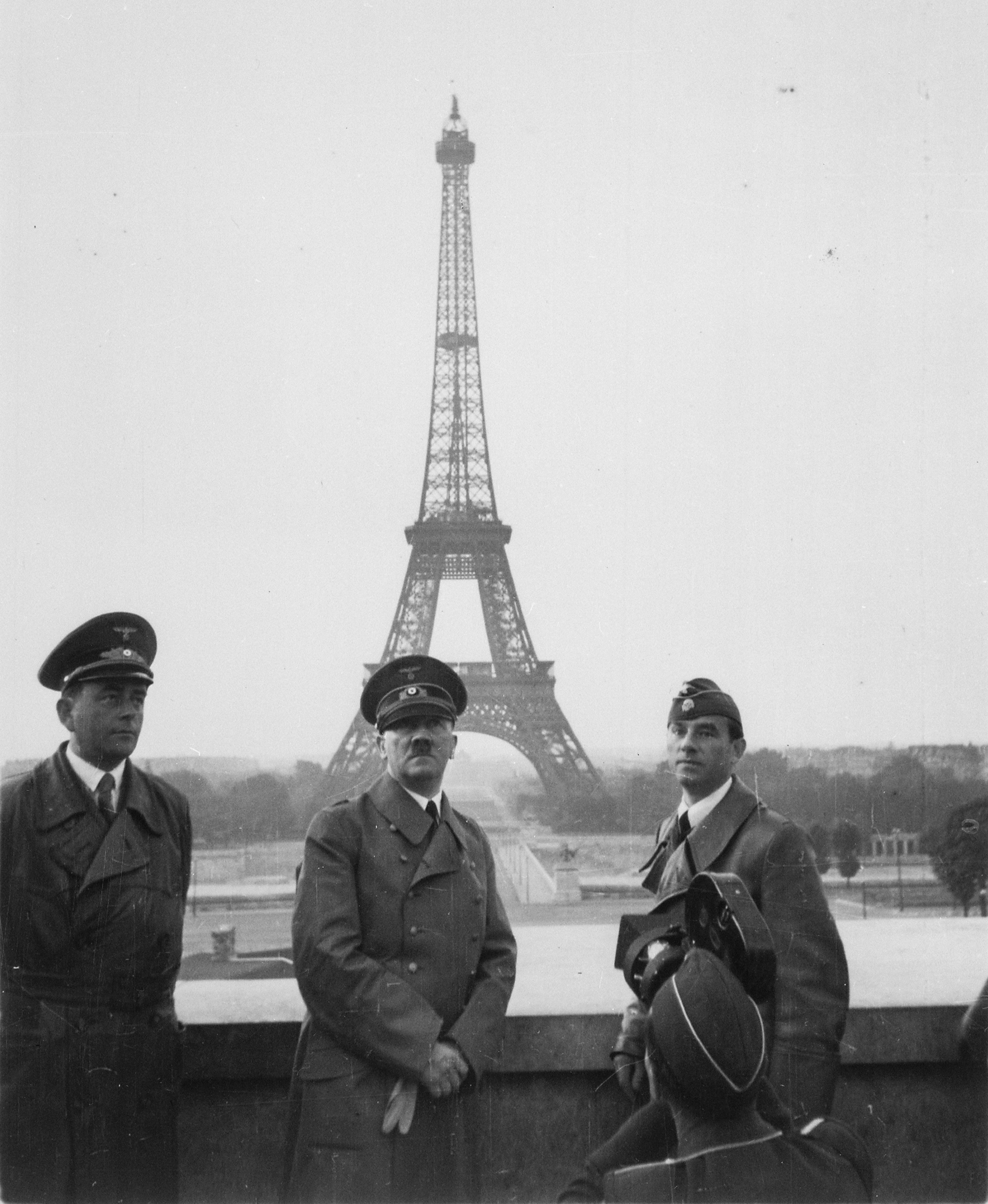
Adolf Hitler au Trocadéro le 23 juin 1940, tournant le dos à la tour Eiffel. Il est accompagné d'Albert Speer (à gauche) et d'Arno Breker (à droite).

Le 23 juin, il visite la capitale française (une deuxième fois selon le préfet Langeron, une première sinon), toujours de façon brève et discrète (trois véhicules) en compagnie d'Arno Breker et Albert Speer, essentiellement pour s'inspirer de son urbanisme (il avait donné l'ordre d'épargner la ville lors des opérations militaires). Dès six heures du matin, en provenance de l'aérodrome du Bourget, il descend la rue La Fayette, entre à l'opéra Garnier, qu'il visite minutieusement. Il prend le boulevard de la Madeleine et la rue Royale, arrive à la Concorde, puis à l'Arc de Triomphe. Le cortège descend l'avenue Foch, puis rejoint le palais de Chaillot. Hitler pose pour les photographes sur l'esplanade du Trocadéro, dos tourné à la tour Eiffel. Ils se dirigent ensuite vers l'École militaire, puis vers les Invalides et il médite longuement devant le tombeau de Napoléon Ier (c'est également aux Invalides qu'il fera transférer les cendres du fils de Napoléon Ier, l'Aiglon). Ensuite, il remonte vers le jardin du Luxembourg qu'il visite, mais ne souhaite pas visiter le Panthéon. Pour finir, il descend le boulevard Saint-Michel à pied, ses deux gardes du corps à distance. Place Saint-Michel, il remonte en voiture. Ils arrivent alors sur l'île de la Cité, où il admire la Sainte-Chapelle et Notre-Dame, puis la rive droite (le Châtelet, l'hôtel de ville, la place des Vosges, les Halles, le Louvre, la place Vendôme). Ils remontent ensuite vers l'Opéra, Pigalle, le Sacré-Cœur, avant de repartir à 8 h 15. Un survol de la ville complète sa visite. Il ne reviendra plus jamais à Paris,.

### Triomphe à Berlin
Le 6 juillet 1940, Hitler revient à Berlin pour célébrer la victoire écrasante de l'Allemagne sur la France : il est reçu en triomphe entre la gare centrale et la chancellerie où il passe en revue quelques divisions revenues du front. C'est son dernier défilé militaire et la dernière fois qu'il est ovationné.

## Seconde Guerre mondiale

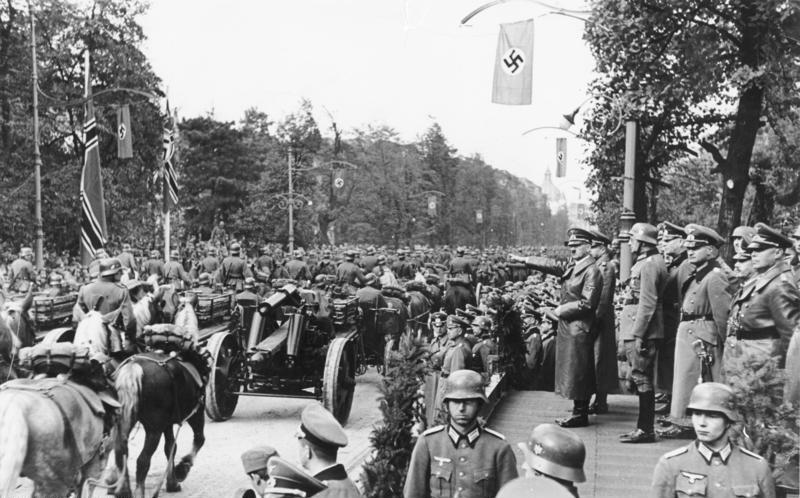
Parade triomphale devant Adolf Hitler, à Varsovie, le 5 octobre 1939.

Hitler a eu de « brillantes » intuitions, lors de la première phase de la Seconde Guerre mondiale. La Wehrmacht dira plus tard avoir appliqué le Blitzkrieg (guerre éclair, impliquant un emploi massif et concentré des bombardiers et des blindés), qui lui permet d'occuper successivement la Pologne (septembre 1939), le Danemark (avril 1940), la Norvège (avril-mai 1940), les Pays-Bas, le Luxembourg et la Belgique (mai 1940), la France (mai-juin 1940), la Yougoslavie (avril 1941) et la Grèce (avril-mai 1941). Dans le cas de la France, la désobéissance des généraux allemands est la première cause de la victoire-éclair qui fait plus ou moins l'objet d'une reconstruction a posteriori après-guerre et amène la consécration de la notion de guerre-éclair, pas aussi précisément envisagée en 1940.[pas clair]
La défaite rapide de la France, en juin 1940, est un véritable triomphe pour Hitler, qui est acclamé par une foule massive à son retour à Berlin en juillet. Cependant, cet éternel joueur de dés remet tout en jeu en agressant l'URSS le 22 juin 1941, décision à terme fatale.
La guerre radicalise son régime et lui fait prendre ses traits les plus meurtriers. De même que l'attaque de la Pologne donne le signal du massacre des handicapés mentaux ou de la répression de masse contre les peuples slaves, c'est dans la guerre d'extermination (Vernichtungskrieg) planifiée contre les populations soviétiques que s'élabore notamment la « Solution finale ». Toute l'Europe occupée est livrée à la terreur et au pillage, à des degrés divers selon le sort que Hitler réserve à chaque « race » et à chaque pays.

### Succès et conquête d'une grande partie de l'Europe (1939-1940)
Son mépris total du droit international a facilité la tâche à Hitler, tout comme son absence complète de scrupules et la passivité frileuse ou la naïveté de nombre de ses victimes. Ainsi, six de ces pays (Danemark, Norvège, Pays-Bas, Luxembourg, Belgique, Yougoslavie) sont des États neutres, attaqués par surprise, sans même la formalité d'une déclaration de guerre. Hitler a souvent exprimé à ses proches son sentiment selon lequel les traités diplomatiques ou de non-agression qu'il signait au nom de l'Allemagne n'étaient, pour lui, que des papiers sans réelle valeur, uniquement destinés à endormir la méfiance adverse. Au procès de Nuremberg, le Troisième Reich se verra reprocher la violation de 34 traités internationaux.
De même, Hitler n'hésite pas à recourir à des méthodes de terreur pour faire plier l'ennemi. Il ordonne ainsi la destruction par les airs du centre de Rotterdam le 14 mai 1940, ou le bombardement de Belgrade (6-9 avril 1941), en représailles à un putsch antihitlérien d'officiers serbes hostiles à l'adhésion à l'Axe. La Wehrmacht s'illustre aussi lors de sa progression par un certain nombre de crimes de guerre, ainsi le massacre de 1500 à 3 000 soldats noirs des troupes coloniales en France, premières victimes dans ce pays du racisme hitlérien.
Autodidacte en matière militaire, Hitler juge que les généraux de la vieille école dominant la Wehrmacht, souvent issus de l'aristocratie prussienne (généralement méprisée par les nazis qui se considèrent issus du peuple), sont trop prudents et dépassés par les conceptions de la guerre moderne (le Blitzkrieg et la guerre psychologique). Les succès sont avant tous ceux de jeunes généraux talentueux tels Heinz Guderian ou Erwin Rommel, qui savent faire preuve d'audace, d'initiative, et ont une conception de la guerre plus novatrice que leurs adversaires.

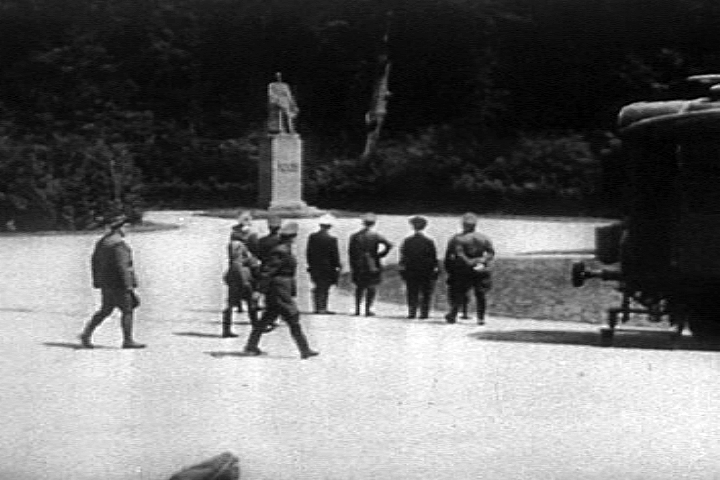
Le 21 juin 1940 à Rethondes, juste avant le début des négociations de l'armistice avec la France, Adolf Hitler (de dos, main sur la hanche), accompagné de ses principaux généraux et de hauts dignitaires nazis, contemple la statue du maréchal Foch. L'armistice est signé le lendemain en l'absence de Hitler.

Toutefois, Hitler fait preuve d'une certaine habileté et d'audace stratégique. Il est ainsi persuadé que ni la France ni la Grande-Bretagne n'interviendront pendant l'invasion de la Pologne, ce qui évitera à l'Allemagne de combattre sur deux fronts, et c'est effectivement le scénario de la drôle de guerre. Il est également en grande partie à l'origine du plan dit « von Manstein », qui permet, en envahissant la Belgique et les Pays-Bas, de piéger les forces franco-britanniques projetées trop en avant et de les prendre à revers par une percée dans les Ardennes dégarnies, pour isoler le meilleur des troupes adverses acculées à Dunkerque en mai-juin 1940. Cependant, le 24 mai, Hitler, redoutant qu'une avance trop rapide ne fournisse à l'ennemi l'occasion d'une improbable deuxième victoire de la Marne, appuie l'ordre - longtemps attribué à Hitler  - que Gerd von Rundstedt donne à ses troupes de marquer un arrêt devant le port, d'où rembarquent alors 300 000 soldats britanniques, décision qualifiée plus tard de « miracle de Dunkerque ». Le 17 juin 1940, après la demande de l'armistice Wilhelm Keitel appelle Hitler « le plus grand général de tous les temps » (Größter Feldherr aller Zeiten). Plus tard, à l'issue de la bataille de Stalingrad, ses collègues utilisent l'acronyme Gröfaz en tournant Hitler en ridicule. Le 22 juin, dans la clairière de Rethondes, lors de l'Armistice franco-allemand dont il a symboliquement exigé la signature dans la même clairière et le même wagon qu'en 1918, Hitler exulte devant les caméras des actualités allemandes.
Avant l'invasion de la Russie un an plus tard, l'Allemagne hitlérienne domine donc l'Europe, ajoutant au printemps 1941 la Yougoslavie et la Grèce à son empire, envahies pour venir en aide à Mussolini, jaloux des succès de Hitler mais lui-même vite empêtré dans les Balkans. Avec ses succès militaires et la disparition de l'influence française en Europe centrale, la Slovaquie, la Hongrie, la Roumanie (dont les champs de pétrole sont une obsession continuelle pour Hitler durant la guerre) et la Bulgarie, en adhérant au Pacte tripartite, tombent dans l'orbite de l'Allemagne et mettent à sa disposition des bases pour de futures opérations.
Entre juin 1940 et juin 1941, le seul adversaire de l'Allemagne nazie reste le Royaume-Uni, appuyé par le Commonwealth. Hitler est plutôt enclin à des relations cordiales avec les Britanniques, considérés comme racialement proches des Allemands. Il espère que le gouvernement britannique finira par négocier la paix et qu'il acceptera de se contenter de son empire colonial et maritime sans plus intervenir en Europe. Hitler compte sur l'action de la Luftwaffe, puis les attaques des sous-marins contre les convois de marchandises (bataille de l'Atlantique), pour faire plier le Royaume-Uni.

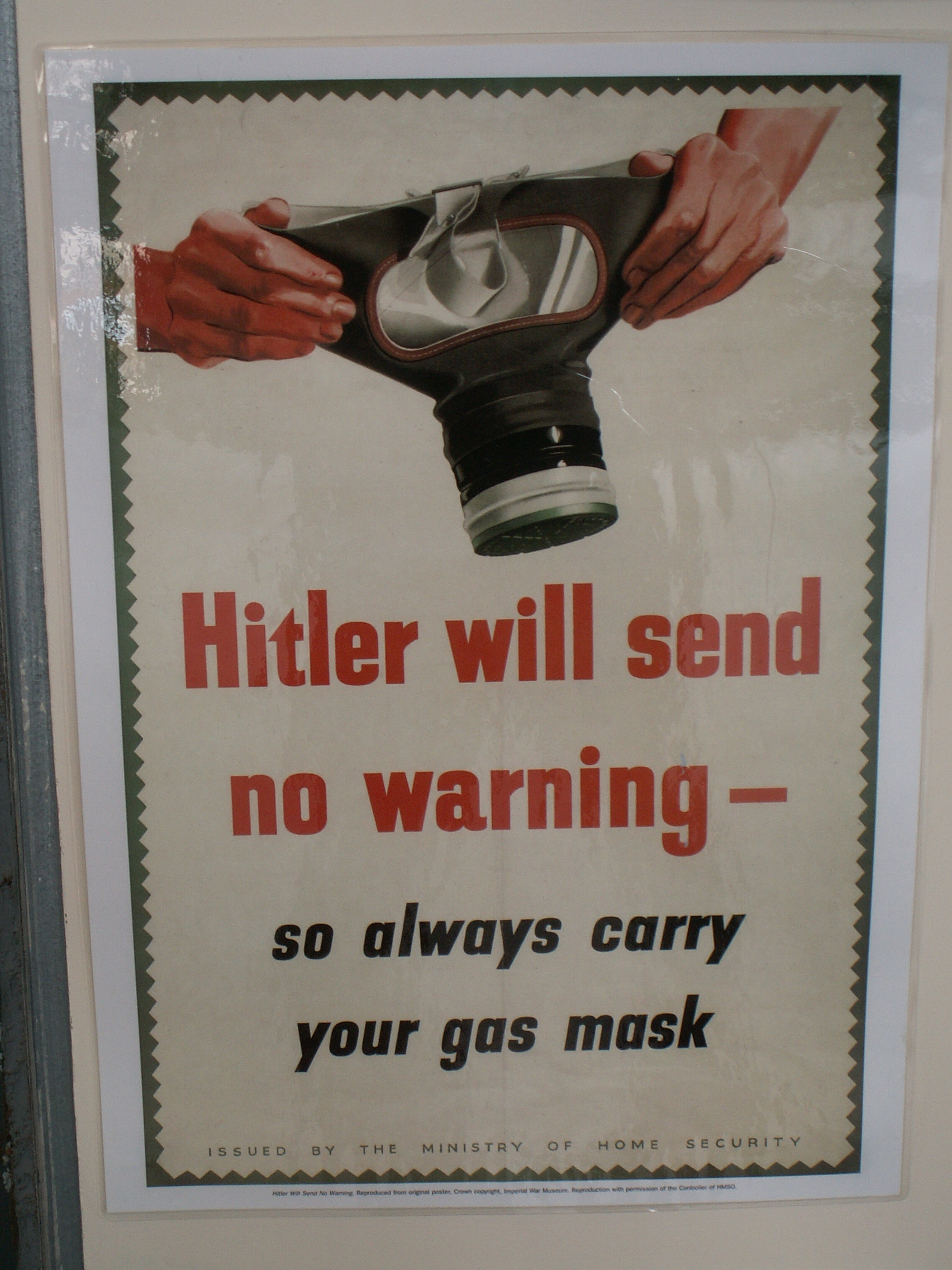
Hitler ne préviendra pas : aie toujours ton masque à gaz. Affiche britannique pendant le Blitz.

Mais sur ce point, la détermination de Winston Churchill, arrivé au pouvoir le 10 mai 1940, contraste avec les atermoiements de ses prédécesseurs. Refusant toute paix de compromis, galvanisant la population britannique, il contrarie les plans du Führer. Dès le 15 septembre 1940, la bataille d'Angleterre (10 juillet au 31 octobre 1940) est virtuellement perdue pour l'Allemagne, l'héroïsme des pilotes de la Royal Air Force ayant fait échec aux rodomontades de Göring, maître de la Luftwaffe, dont la semi-disgrâce auprès du Führer commence. La bataille aérienne a pris fin comme un pat militaire, mais elle est une défaite politique et stratégique pour Hitler, qui n'a pas réussi, pour la première fois, à imposer sa volonté à un adversaire.
Furieux, Hitler ajourne dès le 12 septembre l'opération Seelöwe — son plan de débarquement en Angleterre, au demeurant improvisé trop tardivement à l'été 1940, et irréalisable tant que le Royaume-Uni a encore sa flotte navale et aérienne. Il déchaîne alors les bombardements destinés à terroriser les populations civiles britanniques : le Blitz s'abat chaque jour outre-Manche, en particulier sur Coventry, rasée par l'aviation allemande le 26 novembre 1940, ou sur la vieille City de Londres, incendiée notamment dans les nuits de décembre 1940 et du 10 au 11 mai 1941. Mais la détermination populaire britannique reste intacte.
En 1942, en représailles aux premiers grands raids britanniques sur les cités allemandes, Hitler ordonne encore de détruire une à une les villes d'art britanniques par les airs (les « raids Baedeker », du nom d'un guide touristique célèbre), de même qu'il déchaînera en 1944 les missiles V1 et V2 sur l'Angleterre, sans plus de succès.
Par ailleurs, la guerre sous-marine à outrance rapproche le Royaume-Uni des États-Unis, soucieux de la liberté de commerce et de navigation. Hitler commence à considérer que la guerre avec l'Amérique, « foyer du capitalisme juif » à ses yeux, devient inéluctable. Au printemps 1940, l'Allemagne se trouve dans une situation de guerre critique et a un choix à faire : attaquer la Grande-Bretagne ou trouver un accord avec celle-ci. Cependant, Halifax ne semble pas prêt à négocier et l'annonce publiquement dans un discours radiodiffusé. À la suite de la décision de l'Angleterre de continuer la guerre, Hitler se retrouve face à deux possibilités : « infliger une défaite militaire à la Grande Bretagne ou la forcer à reconnaître la suprématie allemande sur le continent en écrasant l'Union soviétique dans une défaite rapide. » Hitler envisage alors d'attaquer l'Union soviétique afin de garder sa position de force en éliminant le principal grand allié possible de la Grande-Bretagne. De plus, la destruction de la Russie permettrait à l'Allemagne d'étendre son territoire et ainsi de renforcer sa puissance. La volonté de Hitler n'est pas uniquement territoriale, mais également idéologique, l'URSS étant à ses yeux un moyen de la domination juive. « Autrement dit, l'espace vital en Russie serait synonyme de destruction de la puissance juive. » Cependant, la décision d'attaquer l'Union soviétique au printemps suivant n'est pas aussi évidente que prévu en raison des désaccords au sein de la direction des forces armées. Effectivement, les avis divergent, le commandant en chef de l'Armée de terre, le feld-maréchal Werner Brauchitsch et le chef de l'état-major général de l'Armée de terre, le colonel-général Halder, déclarent qu'il est préférable d'entretenir de bonnes relations avec la Russie. Ils focalisent ainsi leurs efforts militaires sur la possibilité d'attaquer les positions britanniques en Méditerranée. En réaction, Raeder, commandant en chef de la Marine allemande, décide de mettre en place une stratégie méditerranéenne dans le but d'y remplacer la puissance britannique. Cette stratégie échoue principalement à cause de la taille trop restreinte de la flotte allemande, en particulier si la guerre devenait mondiale avec l'entrée en guerre des États-Unis[pas clair]. Malgré le manque de soutien, Hitler reste sur sa position d'attaquer l'Union soviétique mais décide avant cela de mettre en place « la stratégie périphérique » qui consiste à cibler les possessions britanniques à Gibraltar et au Moyen-Orient, notamment par crainte de l'entrée en guerre de l'Amérique aux côtés de l'Angleterre. Cette stratégie vise à faire sortir la Grande-Bretagne de la guerre[pas clair] afin de pouvoir se concentrer, par la suite, uniquement sur l'Union soviétique. La prise de Gibraltar est également sérieusement envisagée par Hitler, celle-ci lui permettant d'obliger la Grande-Bretagne à quitter la Méditerranée afin que l'Axe soit entièrement en sa possession. La domination de la Méditerranée était effectivement d'une grande importance dans la continuation de la guerre mais cette stratégie ne marchera pas, en partie en raison du refus de l'Espagne d'entrer en guerre. La prise de Gibraltar reste malgré tout réalisable mais engendrerait un coût militaire et politique trop élevé. En janvier 1941, Hitler se heurte à des conditions politiques défavorables. Effectivement, ne pouvant satisfaire à la fois l'Espagne, la France et l'Italie, il se retrouve sans alliés et décide de ne plus s'en prendre frontalement à la Grande-Bretagne. Aucun des plans présentés à la fin de l'été et à l'automne ne sera mis en œuvre, étant considérés comme trop risqués au vu de la situation de l'Allemagne. Hitler prend donc la décision de renoncer à cette attaque pour se tourner vers l'assaut contre l'URSS, dont il pense sortir victorieux.
Le déclenchement du second conflit mondial inaugure un processus de décapitalisation de Berlin, la capitale du Reich : la volonté de Hitler d'être au plus près des opérations militaires, accompagné de son état-major, en est la cause. Mais cet état de fait est nuancé par le décret du 30 août 1939, qui met en place un conseil ministériel de défense du Reich, organisé autour de Göring et conçu comme un organe de décision collégiale, ce qui n'a pas été le cas par la suite, laissant dans les faits l'autorité de décision aux responsables administratifs du Reich. Après la disparition de Rudolf Hess, la place qu'il occupait est progressivement occupée par Martin Bormann, qui s'appuie sur une hypothétique volonté du Führer. Au cours du conflit, il est de plus en plus difficile pour les ministres d'avoir accès direct au chancelier. En effet, au fil du conflit, avec un Führer de plus en plus éloigné de la gestion quotidienne de l'État, se raréfient les canaux d'accès au chancelier : les nombreuses chancelleries créées en temps de paix en 1933-1934 doivent compter avec l'équipe des aides de camp du Führer, qui contrôle l'emploi du temps de Hitler. In fine, ces chancelleries, par ailleurs en lutte féroce les unes contre les autres, forment un écran efficace entre le chancelier du Reich et certains de ses ministres, écran dont Bormann fait un instrument de pouvoir personnel très efficace.
Surpris à la fois par la déclaration de guerre de la Grande-Bretagne et de la France, ainsi que par la rapidité de la défaite polonaise, Hitler défend cependant l'idée, contre son état-major, qu'il n'y aura pas d'offensive alliée majeure sur le front de l'Ouest ; les faits lui ayant donné raison, il propose le transfert rapide des unités engagées contre la Pologne vers l'ouest en vue d'une offensive éclair, à la fois contre la France, mais aussi contre les Pays-Bas et la Belgique, pour s'emparer des ports belges et néerlandais, malgré les réserves de ses officiers, réserves réactivant les réseaux conservateurs acteurs de la conjuration de 1938. De plus, rendu furieux par les événements de l'automne et de l'hiver (explosion d'une bombe lors d'une de ses apparition publique le 8 novembre 1939, capture par les Alliés d'officiers ayant sur eux les plans de l'offensive prévue, report en raison de conditions météorologiques peu propices), Hitler prête l'oreille, sur les conseils d'un de ses aides de camp et malgré les réserves de Franz Halder et de son état-major, au plan élaboré en commun par Erich von Manstein et Heinz Guderian, car il rencontre chez ces officiers la traduction opérationnelle de son idée de franchissement de la Meuse par surprise. De même, il se montre sensible, après avoir reçu des renseignements d'un ancien ministre norvégien, chef d'un parti nationaliste alors de médiocre importance, Quisling, aux conceptions développées par le Grand Amiral Raeder, qui préconise, inspiré par un kriegsspiel joué dans les années 1920, l'invasion de la Scandinavie ; celle-ci, menée partiellement (la Suède n'est pas attaquée, contrairement au Danemark et à la Norvège) et à l'encontre des principes de la guerre navale, ce qui plait à Hitler, se révèle un franc succès, malgré des pertes navales importantes.
Non content de participer à l'élaboration des plans de l'offensive prévue au printemps 1940, Hitler s'implique également dans la guerre psychologique menée contre les Alliés : il coordonne les actions de harcèlement des postes défensifs français, il élabore, avec les services du ministère de la propagande, les tracts largués sur les positions alliées et ordonne la diffusion régulière d'émissions, préparées par la radio allemande, à destination des positions françaises : Hitler est ainsi à l'origine de l'idée, diffusée auprès des soldats français, que l'attaque allemande n'a pas lieu uniquement dans le but de chercher une solution politique au conflit[pas clair], ce qui participe au fléchissement du moral des troupes françaises et renforce les rancœurs de celles-ci à l'égard du corps expéditionnaire britannique.

### Erreurs et premiers échecs (1941)

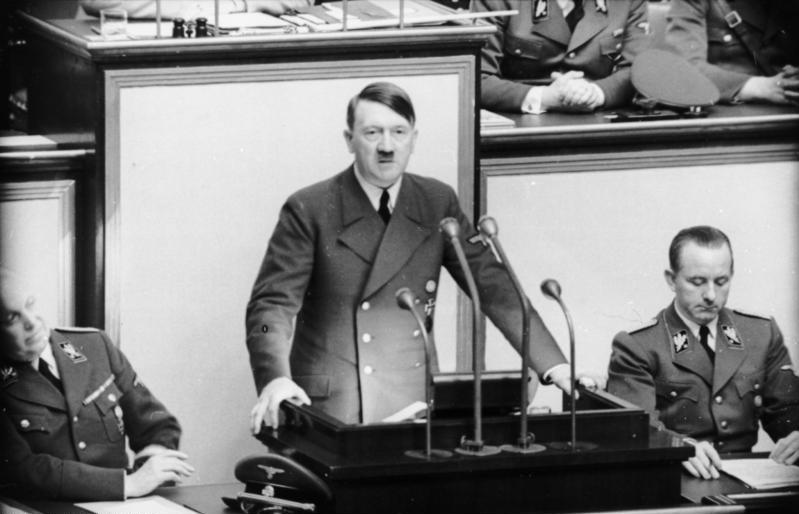
Discours d'Adolf Hitler au Reichstag, en avril 1941.

Hitler s'avère aussi et surtout être un commandant en chef brouillon et imprévisible, dédaigneux de l'opinion de son état-major. Il peut compter sur la très grande servilité de celui-ci, et en premier lieu du chef de l'Oberkommando der Wehrmacht (OKW, haut commandement des forces armées), Wilhelm Keitel. Chez Hitler, un manque fréquent de réalisme se double souvent d'impairs stratégiques. En outre, le Führer est inconscient de bien des problèmes du front. Comme Adolf Hitler accueille très mal les mauvaises nouvelles et tout ce qui ne correspond pas à ses plans, ses subordonnés hésitent à lui transmettre certaines informations.
Dès les premiers mois de l'offensive à l'Est, passé l'euphorie des premiers succès, Hitler se montre réservé, en privé, sur les chances de succès rapide dans la guerre contre l'Union soviétique : ainsi, en août 1941, devant Guderian et d'autres généraux, il évoque l'échec de la première phase de la campagne, puis, lors d'une visite de Mussolini à Rastenburg, à la fin du mois, il assume la responsabilité de la situation. Au cours des conférences qui suivent, il se montre partisan de la conquête de l'Ukraine et de ses ressourcescontre l'avis de Guderian, Halder et Brauchitsch, qui mettent aussi en avant le caractère stratégique que constituerait la prise de Moscou, un nœud ferroviaire entre les deux parties du front. Si la conquête de l'Ukraine constitue un grand succès militaire, ce n'en reste pas moins une défaite contre le temps, qui est appelé à faire défaut lorsque la prise de Moscou devient la priorité.
Sa première grave erreur a été d'ouvrir un deuxième front, en envahissant l'immense Union soviétique sans avoir terminé la guerre contre le Royaume-Uni. Toujours persuadé d'avoir une tâche monumentale qu'il aura du mal à réaliser en une seule vie, il souhaite attaquer l'URSS, principal réservoir d'« espace vital » et ennemi principal doctrinal, dans des délais rapides. À partir de décembre 1940, il planifie une guerre d'extermination terroriste à l'Est : il ne s'agit pas seulement de détruire le bolchevisme, mais au-delà, comme déjà en Pologne asservie, de détruire l'État, de réduire les populations civiles à l'état d'esclaves et de sous-hommes, de vider par les massacres et les déportations les territoires conquis de leurs Juifs et de leurs Tsiganes, afin de laisser la place à des colons allemands. Selon Peter Padfield, le 10 mai 1941, Hitler a envoyé Rudolf Hess, le « successeur désigné » du Führer, en Grande-Bretagne avec un traité de paix détaillé, en vertu duquel les Allemands se retireraient de l'Europe de l'Ouest, en échange de la neutralité britannique sur l'attaque imminente sur l'URSS,.
Au lancement de l'opération Barbarossa contre l'Union soviétique en juin 1941, Hitler, considérant que l'Armée rouge s'écroulera rapidement, envisage d'atteindre avant la fin de l'année une ligne Arkhangelsk-Astrakhan. Il interdit à ses troupes d'emporter du matériel d'hiver.
Il divise son armée en trois groupes : le groupe d'armées Nord (GAN) ayant pour objectif Leningrad, le groupe d'armées Centre (GAC) ayant pour objectif Moscou, et le Groupe d'armées Sud (GAS) ayant pour objectif l'Ukraine. À ce dispositif s'ajoutent les alliés finlandais au Nord, hongrois, roumains et italiens au Sud, ces derniers étant considérés comme peu fiables par Hitler et son état-major.
En août 1941, Hitler donne la priorité à la conquête de l'Ukraine, objectif économique primordial avec ses terres céréalières et ses mines, par le GAS, mais aussi objectif stratégique, car une très grosse part de l'Armée rouge est concentrée autour de Kiev : marcher directement sur Moscou avant d'avoir détruit ces réserves, comme le voudraient de nombreux généraux allemands, exposerait dangereusement le flanc de la Wehrmacht aux yeux de Hitler. Ce faisant, le Führer oblige le GAC à stopper, alors qu'il était parvenu à 300 kilomètres de Moscou. L'offensive sur ce secteur reprend en octobre, mais ce contretemps fait intervenir un adversaire redoutable : l'hiver russe.

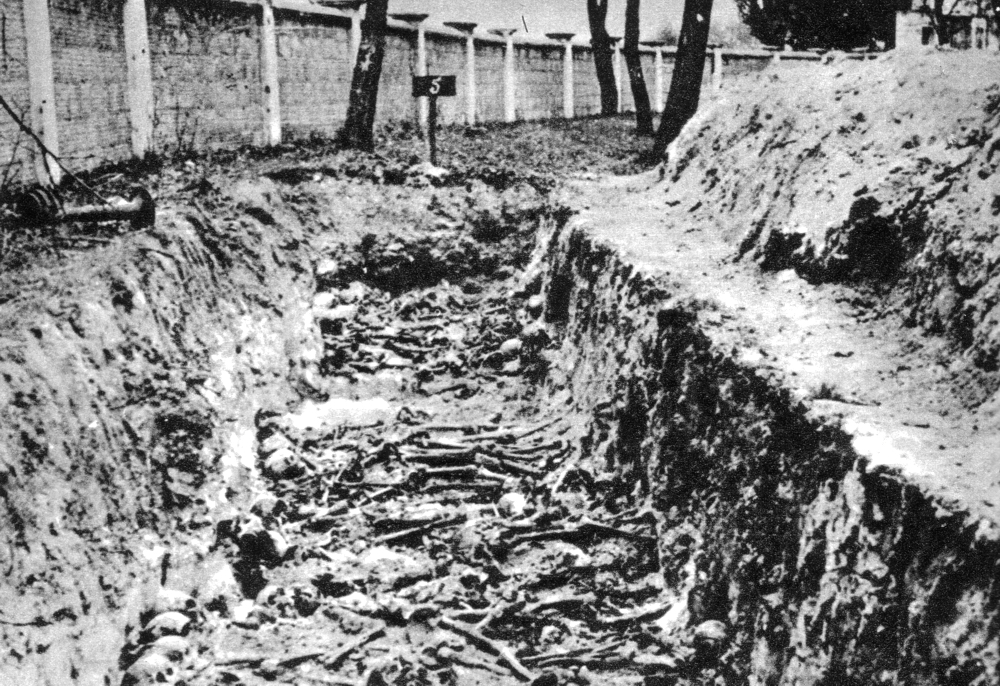
Fosse commune de quelques-uns des 3,5 millions de prisonniers de guerre soviétiques exterminés par les nazis.

Hitler a négligé ce facteur autant qu'il a sous-estimé, par haine des Slaves et du communisme, la qualité et la combativité des « sous-hommes » soviétiques. Son racisme lui fait aussi interdire formellement à l'armée d'invasion de se chercher des alliés parmi les nationalistes locaux et les ennemis du régime stalinien.
Au contraire, les déchaînements de cruautés contre les civils et la mise en œuvre des crimes de masse prémédités aliènent très vite à Hitler les populations soviétiques, rejetées dans les bras d'un Staline qui sait proclamer l'union sacrée. L'arrivée de troupes fraîches de Sibérie permet de dégager Moscou et de faire reculer des Allemands mal préparés aux dures conditions climatiques. La Wehrmacht a alors perdu 700 000 hommes (tués, blessés, prisonniers), soit un quart de son effectif sur ce front.
Le 19 décembre 1941, alors que la retraite menace de se transformer en débâcle incontrôlable comme celle qui avait fait disparaître la Grande Armée napoléonienne en 1812, Hitler prend directement le commandement de la Wehrmacht sur le front russe, évinçant le général von Brauchitsch ainsi que Guderian, von Bock et von Rundstedt. Il interdit catégoriquement toute retraite, tout repli même stratégique, allant jusqu'à faire condamner à mort des officiers et des généraux qui en effectuent en lui désobéissant. Les ordres draconiens du Führer parviennent de fait à stabiliser le front à quelque 150 km de Moscou, au prix de terribles souffrances des soldats.
Désormais, la guerre-éclair a fait son temps et Hitler a perdu tout espoir d'une guerre courte. De surcroît, c'est au même moment qu'il déclare la guerre aux États-Unis, le 11 décembre 1941, peu après l'attaque de Pearl Harbor le 7, dont ses alliés japonais ne l'avaient même pas prévenu, et sans bénéfice aucun pour le Reich, puisque l'empire du Japon ne déclare nullement la guerre à l'URSS. Le Führer a fait donc inconsidérément entrer en lice le plus grand potentiel économique du monde, hors d'atteinte de ses Panzer et de ses bombardiers.
Hitler est désormais le maître absolu de l'armée et des opérations (même Staline laisse après 1942 la bride sur le cou à ses généraux, tandis que Churchill, Roosevelt et de Gaulle ne prennent guère que des décisions politiques). Si l'échec frustrant devant Moscou radicalise encore ses projets meurtriers (sa décision d'exterminer tous les Juifs d'Europe est prise au moment du ralentissement de l'avancée en Russie), Hitler dispose encore de forces armées redoutables et reste pour l'heure le maître tout-puissant de l'Europe conquise, des portes de Moscou à l'Atlantique.

### Exploitation et terreur sur l'Europe
« L'Ordre Nouveau » promis par la propagande nazie n'a jamais signifié pour Hitler que la domination absolue et l'exploitation systématique de son « espace vital » par la « race des Seigneurs ».

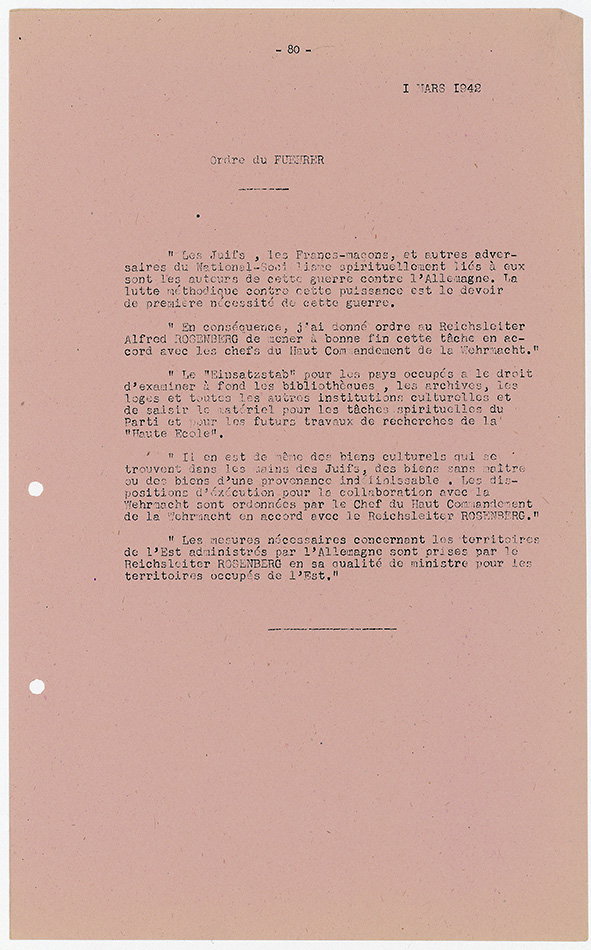
Ordre d'Adolf Hitler de piller les archives et les bibliothèques des Juifs (traduction française conservée aux Archives nationales françaises).

Partout les économies locales sont donc placées sous tutelle, au profit exclusif du Troisième Reich et de son effort de guerre. Des tributs financiers exorbitants sont exigés des vaincus, les matières premières drainées en Allemagne ainsi que les produits agricoles et industriels (sans oublier les œuvres d'art, dont des trains entiers sont raflées par Göring et Rosenberg). Le pillage de l'Europe occupée est d'autant plus radical que Hitler tient absolument à maintenir un haut niveau de vie à la population allemande même en pleine guerre, pour éviter que ne se reproduise la révolte de novembre 1918.
Le 21 mars 1942, pour pallier la pénurie de main-d'œuvre causée par la mobilisation massive des Allemands sur le front de l'Est, Hitler nomme le gauleiter Fritz Sauckel plénipotentiaire au recrutement des travailleurs. Placé sous l'autorité directe du seul Führer, Sauckel parvient, à force de chasses à l'homme et de rafles massives à l'Est, et en usant à l'Ouest davantage d'intimidations et de mesures coercitives (conscription du travail et STO), à amener en deux ans plus de 8 millions de travailleurs forcés sur le territoire du Grand Reich. Parmi eux, les travailleurs polonais et soviétiques (Ostarbeiter) ont été soumis à un traitement brutal et extrêmement discriminatoire, leur laissant à peine le minimum vital pour subsister.
Parallèlement, le 8 février 1942, Hitler a chargé son confident et architecte préféré, le jeune technocrate Albert Speer, de réorganiser l'économie de guerre du Reich. En ce début d'année 1942, l'économie allemande n'est pas entièrement consacrée à la production de guerre. En centralisant la gestion de la production de guerre dans son ministère, le tout nouveau ministre de l'armement obtient rapidement des résultats permettant à l'économie allemande de soutenir l'effort de guerre. Mais il met longtemps à vaincre les réticences de Hitler à proclamer la guerre totale voulue par Goebbels, le Führer ne voulant pas imposer aux Allemands des sacrifices susceptibles de nuire à son image et de les pousser à la révolte.
Himmler de son côté exploite jusqu'à la mort la main-d'œuvre forcée des camps de concentration, dont le taux de mortalité explose à partir de début 1942. Le 9 décembre 1941, Hitler a pris personnellement le décret Nacht und Nebel, cosigné par Keitel, qui prévoit de faire littéralement disparaître les résistants déportés « dans la nuit et le brouillard » (expression empruntée par le Führer à un opéra de Wagner). Au sein du système concentrationnaire nazi, ce sont donc les détenus de toute l'Europe classés « NN » qui connaîtront les pires traitements et le taux de mortalité le plus important.
La domination nazie réintroduit largement en Europe des pratiques disparues depuis le XVIIIe siècle : torture, prise d'otages, réduction des populations en esclavage, destruction de villages entiers deviennent des pratiques banales qui signent la brève hégémonie de Hitler.
On peut y ajouter l'enrôlement forcé dans les troupes allemandes des Malgré-Nous alsacien-mosellans ou polonais, dont les territoires annexés sont soumis à une intense germanisation forcée, ou l'enlèvement aux mêmes fins de germanisation de centaines de milliers d'enfants européens aux traits « aryens », confiés aux Lebensborn que supervise Martin Bormann, secrétaire du Führer.
Hitler a ainsi personnellement fixé le taux de 100 otages à fusiller par soldat allemand tué. Strictement appliquées à l'Est, faisant des victimes par dizaines de milliers, ces représailles massives sur les civils sont plus modérées à l'Ouest, où le racisme hitlérien ne méprise pas autant les populations, et où il faut tenir compte du plus haut niveau de développement et d'organisation des sociétés. Elles n'en sont pas moins appliquées.
Aussi, après une série d'attentats inaugurée par le coup de feu du colonel Fabien contre un officier allemand en plein Paris, Hitler ordonne personnellement l'exécution d'un certain nombre d'otages, qui seront fusillés notamment au camp de Châteaubriant. En mars 1944, lorsque la Résistance italienne tue 35 soldats allemands dans Rome occupée, Hitler exige que cent otages soient fusillés pour chaque tué : le maréchal Kesselring réduit le taux au demeurant irréaliste à dix pour un, et ce sont tout de même 355 Italiens qui périssent aux Fosses Ardéatines.
Le 10 juin 1942, à la suite de l'exécution de son fidèle Heydrich par la résistance tchèque, Hitler ordonne la destruction totale du village de Lidice.

### Des revers à la débâcle (1942-1944)
Au fil de l'évolution du conflit, la place grandissante dans la gestion au quotidien de la guerre affecte Hitler de diverses manières, physiquement et psychologiquement. De plus, il intervient aussi bien dans le domaine militaire que technique et industriel, marquant de sa patte des choix dont certains se révèlent désastreux. Dans le même temps, le processus de décapitalisation de Berlin, initié dès le déclenchement du conflit, s'accentue au fil des déménagements des QG de campagne du Führer et chancelier.
Ainsi, l'état physique du commandant en chef, atteint d'une maladie mal diagnostiquée, décline rapidement. Guderian, en février 1943, et Hossbach, convoqué le 19 juillet 1944 à Rastenburg pour se voir confier le commandement de la 4e armée, découvrent un homme prématurément vieilli, fatigué par ses insomnies à répétition, atteint d'un tremblement au bras gauche, au teint blême et au regard vague. Outre son état de fatigue générale, il est mal soigné par son médecin, le Dr Theodor Morell. Du fait de ses insomnies, il adopte au fil du conflit un rythme de vie totalement décalé : le petit déjeuner est pris en fin de matinée, et le déjeuner en début de soirée, et le thé est servi à ses invités et à ses proches collaborateurs tard dans la soirée.
La résistance soviétique transformant le conflit en guerre d'usure, Hitler assigne désormais à chacune des opérations sur le front de l'Est une dimension stratégique de conquête de lieux de production stratégiques : le bassin industriel du Donetz, les pétroles du Caucase.
À partir du lancement de l'opération Fall Blau, Hitler se querelle sans cesse avec son chef d'état-major, Halder, soutenu par Alfred Jodl. À la base de ces querelles, Halder et Hitler ont deux approches de la campagne de 1942 : Halder, en militaire, développe une approche qui trahit la préférence obsessionnelle des officiers allemands pour les questions tactiques ; Hitler se place dans un projet stratégique général : il souhaite donner au Reich les moyens d'une guerre longue face aux Anglo-Saxons. Cependant, Hitler, obnubilé par la conquête de l'espace vital, ne tire pas forcément de ses conceptions stratégiques les conclusions qui découlent de ses analyses stratégiques.
Rapidement, il prend conscience de l'impasse militaire générée par ses choix et commence à se désintéresser de la situation militaire sur le terrain. Hitler devient ainsi de plus en plus méfiant à l'égard de ses généraux, limoge List et Halder durant le mois de septembre, remplace Halder par Zeitzler, peu expérimenté, tout en donnant dans les directives édictées, non seulement des consignes impossibles à tenir, mais aussi un luxe de détails. Il balaie ainsi les objections de Zeitzler sur les difficultés d'approvisionnement d'armées engagées à plus de 2 000 km de leurs bases, insiste sur le caractère symbolique de la prise de Stalingrad qu'il conçoit comme la base de départ de l'offensive de l'été suivant (il ne peut alors y renoncer, sous peine de perdre son prestige et d'écorcher durablement le mythe d'invincibilité du Führer).
Mais la défaite l'oblige à mettre en place une stratégie défensive, fortement inspirée de son expérience du front durant la Grande Guerre, causant des pertes probablement supérieures à ce qu'elles auraient dû être si un autre système de défense avait été adopté.
De plus, Hitler perd fréquemment le contrôle de ses nerfs en présence de ses principaux officiers, même s'il ne s'est jamais roulé par terre, comme l'affirme la légende : Halder, Zeitzler, Guderian, par exemple : ce dernier, après son retour en grâce, s'oppose régulièrement à Hitler lors de scènes très violentes ; de plus, il s'isole au sein même des équipes qui l'entourent à l'état-major, ne prend plus ses repas avec ses principaux collaborateurs et n'assiste plus régulièrement aux briefings.
Malgré ses déconvenues, Hitler continue d'exercer une forte influence sur ses généraux, entre autres par sa capacité à analyser en termes politiques un certain nombre d'événements ayant des implications militaires, analyses que les militaires ne sont pas en mesure de formuler. C'est cette analyse politique qui constitue le socle de l'admiration de nombreux militaires, même dans les moments les plus critiques, et malgré le fait, que, jusqu'à une date avancée d'avril 1945, Hitler continue d'ordonner perpétuellement à ses troupes, sur quelque front que ce soit, de ne pas reculer, en dépit des rapports de force largement en faveur de ses adversaires, ou des conditions de combat sur le terrain. En 1944, il est devenu impossible aux officiers allemands de remettre en cause les analyses de Hitler, y compris en avançant des arguments raisonnés; cette impossibilité crée les conditions d'un divorce entre Hitler, arcbouté sur ses ordres de ne pas céder un pouce de terrain, et les états-majors, dont les recommandations sont en général ignorées par ce dernier : se développe ainsi dans les organes de commandement militaire du Reich le sentiment de l'incapacité de Hitler non seulement à mener le Reich, sinon vers la victoire, du moins vers la sortie du conflit, mais aussi à définir des objectifs stratégiques dans la conduite de la guerre. Cette défiance d'une partie du commandement à l'égard de Hitler, secret de polichinelle selon un conjuré du complot du 20 juillet 1944, Günther Smend, lors de ses aveux, crée les conditions de la préparation et de l'exécution d'un putsch militaire contre Hitler et la direction nazie.
En outre, plus le conflit avance vers sa fin, plus les ordres donnés sont irréalisables sur le terrain, ce qu'il ne constate jamais sur place : les dernières consignes militaires de dégagement de Berlin par quatre armées squelettiques ou dotées de moyens sans commune mesure avec l'objectif affiché constituent le dernier exemple chronologique de cette tendance.
Les premières défaites l'obsèdent, Stalingrad en premier. Dans Stalingrad investie par les troupes de l'Axe, les opérations deviennent pendant des mois un enjeu symbolique, théâtre d'un duel direct entre lui et Joseph Staline. Depuis Vinnytsia, d'où il supervise personnellement les opérations, il s'oppose durant tout l'automne à tout retrait de la ville, déjà partiellement investie, contre l'avis de ses généraux. Il interdit formellement de faire autre chose que de résister sur place. Après une bataille urbaine acharnée, la VIe Armée, encerclée dans la ville, se rend. La veille, Friedrich Paulus, son général, était élevé au grade ultime de Generalfeldmarschall : aucun maréchal allemand n'ayant jamais capitulé, cette promotion est en réalité une invitation à un suicide héroïque pour servir la propagande. L'échec de Stalingrad, au-delà des erreurs tactiques et stratégiques est une conséquence de la centralisation des pouvoirs militaires, autour de Halder d'abord, autour de Hitler ensuite, Hitler que ses généraux ne contredisent plus, malgré ses mauvaises estimations des rapports de force, ses ordres inadaptés et son désarroi face à une situation qui lui échappe de plus en plus. De même, le refus obstiné d'évacuer la Tunisie entraîne la captivité de 250 000 soldats de l'Axe en mai 1943.
Très réservé sur l'offensive de Koursk — sa dernière sur le front de l'Est, et la plus grande bataille de blindés de l'Histoire — Hitler ne fait aucune difficulté pour l'arrêter, le 13 juillet 1943, quand, à son échec flagrant, vient s'ajouter le débarquement allié en Italie : il se voit contraint de retirer du front de l'Est des unités envoyées aussitôt sur d'autres théâtres d'opérations européens ; ainsi, le débarquement de Sicile l'oblige à dégarnir le front russe et précipite le renversement de Benito Mussolini. L'Italie est à partir de cette période, le parent pauvre des fronts européens, sur la foi d'une analyse de la guerre en termes de capital-espace ; dans cette perspective, la fin de l'année 1943 voit un renforcement de l'Europe occidentale, au détriment du front de l'Est, ce qui entraîne des tensions avec les généraux commandant sur ce théâtre d'opérations : il décide de la stratégie et se préoccupe de la moindre des répercussions tactiques de ces décisions sur le terrain, malgré les demandes de Kluge et Manstein. Il passe ainsi la majeure partie du deuxième semestre 1943 à Rastenburg, de plus en plus isolé.

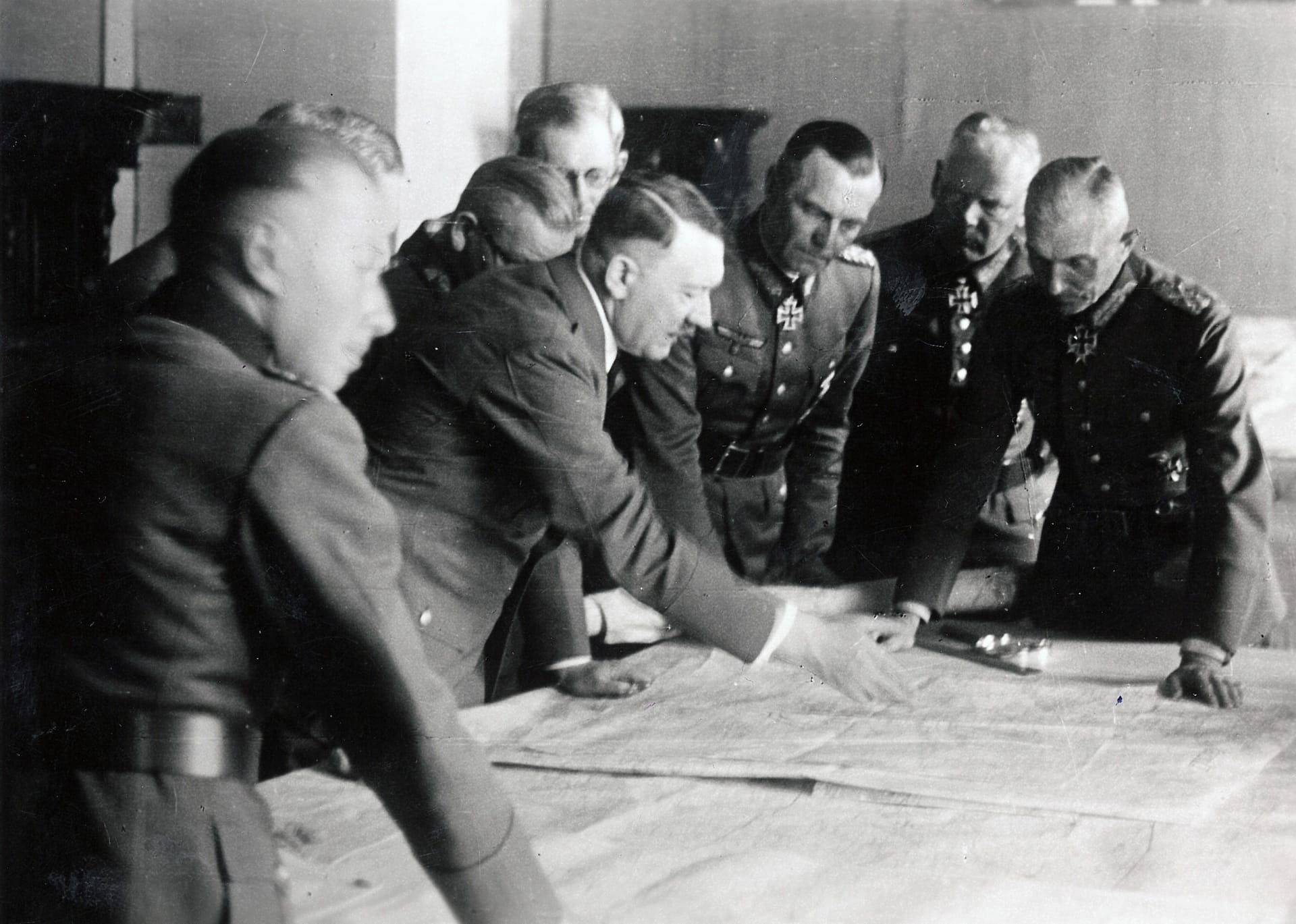
Analyse de la situation au quartier général du groupe d'armées Sud, Pottava, 1er juin 1942.

Pendant l'offensive d'été en Russie du Sud en 1942, Hitler répète l'erreur de l'année précédente en divisant un groupe d'armée en deux, le rendant ainsi plus vulnérable. Le groupe A se dirige vers le Caucase et ses champs de pétrole, le groupe B se dirige vers Stalingrad.
Sceptique sur les échanges alliés décryptés par les services allemands (opération Fortitude) dans la période précédant le débarquement de Normandie, Hitler retarde cependant l'envoi de Panzerdivisionen pour rejeter les forces débarquées, pensant que l'opération Overlord est une diversion et que le vrai débarquement doit avoir lieu au Nord de la Seine (la rumeur qui attribue la perte de la bataille au refus de Jodl de réveiller Hitler doit être considérée comme une légende). Il ne change pas d'avis avant la fin de la bataille de Normandie. En août 1944, il ordonne au maréchal von Kluge d'effectuer une contre-attaque à Mortain pour sectionner la percée des troupes américaines à Avranches, dans des conditions telles que l'offensive est vouée à l'échec dès sa préparation. De plus, le lancement de l'offensive soviétique, le 22 juin 1944, provoque une nouvelle crise entre Hitler et ses généraux : en effet, partisan de la défense statique, il ordonne la création de 29 places fortes et la création d'un pôle de résistance en Courlande, points d'appui pour la reconquête ; dans ce contexte, il procède à de nombreux changements au sein des états-majors, changements démultipliés par la répression de l'attentat du 20 juillet.
De même, dans le domaine industriel, si Hitler assiste à de nombreuses présentations de matériel militaire, il n'en est pas moins responsable de choix désastreux pour la conduite de la guerre. S'il donne carte blanche (ou presque) à Albert Speer, celui-ci doit compter avec Sauckel, compétent pour tout ce qui touche à la main-d'œuvre, et avec l'administration dont il a la responsabilité, mais qui est dirigée au quotidien par Karl Otto Saur. En outre, la compétence certaine de Hitler en matière d'armements est limitée par son manque de vision d'ensemble. Ainsi, il multiplie les erreurs de choix, par exemple en privilégiant les chars lourds peu maniables, comme le Tigre, à la différence des Soviétiques qui font le choix du T-34, plus maniable ; de même, ses hésitations sur la production d'avions à réaction se révèlent dommageables : le Me 262, d'abord armé comme avion de chasse, est équipé pour le bombardement à l'été 1944, à la demande de Hitler, puis, toujours à sa demande, est transformé en avion de chasse en mars 1945.
S'il est devenu évident pour tous, jusqu'au sein même de ses serviteurs, que la défaite est inéluctable et que Hitler mène l'Allemagne à la catastrophe, aucune cessation des combats n'est possible tant qu'il reste en vie. Or, en Allemagne même, Hitler exerce une lourde répression après avoir survécu à l'attentat du 20 juillet 1944.

### Complot du 20 juillet 1944

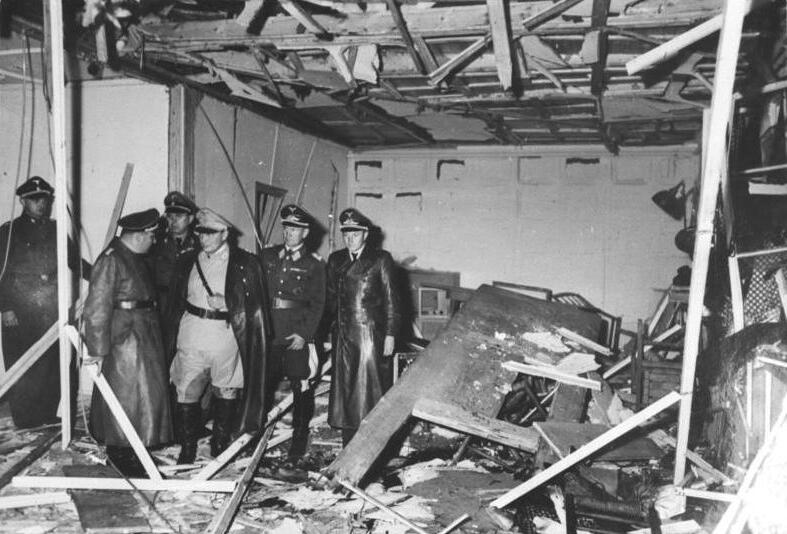
Göring (en uniforme clair) et Bormann (à gauche, de profil en manteau de cuir) visitent la salle de conférence de la Wolfsschanze après l'attentat du 20 juillet 1944.

Le pouvoir absolu de Hitler ne cesse de se renforcer au cours de la guerre. Ainsi en avril 1942, lors d'une cérémonie au Reichstag, il se fait donner officiellement droit de vie et de mort sur chaque citoyen allemand. Tandis que l'étoile de Göring pâlit et que son successeur désigné, Rudolf Hess, s'est mystérieusement enfui en Écosse en mai 1941, son secrétaire particulier Martin Bormann s'affirme de plus en plus comme une éminence grise, filtrant les accès à Hitler, gérant ses biens et jouant un rôle actif dans la mise en œuvre des projets nazis en Europe.
Ses victoires de 1939-1941 ont renforcé la croyance de la population dans son infaillibilité, et rendu impossible la tâche de ceux qui auraient voulu le renverser. Même certains futurs résistants comme le pasteur Martin Niemöller, les étudiants martyrs de la Rose blanche à Munich ou le comte de Stauffenberg, héros de l'attentat du 20 juillet 1944, ont été initialement séduits par la personne charismatique du Führer et par ses succès.
Cependant, si le soutien au moins passif des masses reste pratiquement acquis jusqu'à la fin, depuis la crise des Sudètes en 1938, des individus ou des groupes isolés ont compris que seule la mort de Hitler peut encore permettre d'éviter un désastre total à l'Allemagne.
La « chance du diable » assez peu ordinaire dont bénéficie Adolf Hitler lui a permis d'échapper de peu à plusieurs tentatives d'assassinat. Mais il faut aussi compter avec la difficulté d'accéder jusqu'à lui, puisqu'il se terre dans son QG prussien après 1941, son incapacité à se tenir à des horaires réguliers et prévisibles, la foule ou la garde SS qui l'entourent, et ses précautions prises — ses déplacements de guerre sont secrets, le fond de sa casquette est blindé, il porte un gilet pare-balles et ses aliments sont goûtés préalablement par son médecin —. En novembre 1938 à Munich, le catholique suisse Maurice Bavaud a tenté de tirer sur lui, il sera guillotiné. Le 8 novembre 1939, lors de la commémoration annuelle de son putsch manqué à la brasserie Bürgerbräukeller, Hitler échappe à un attentat orchestré par Johann Georg Elser. La bombe explose vingt minutes après le départ de Hitler qui avait dû écourter son discours à cause des mauvaises conditions climatiques l'obligeant à prendre le train plutôt que l'avion.
Au fur et à mesure que l'issue de la guerre se précisait dans le sens d'une défaite, plusieurs gradés ont comploté avec des civils pour éliminer Hitler. Bien que les Alliés aient exprimé le choix d'une reddition sans conditions lors de la conférence d'Anfa, en janvier 1943, les conjurés espèrent renverser le régime afin de négocier un règlement politique du conflit. Parmi eux, l'amiral Wilhelm Canaris, chef de l'Abwehr (services secrets), Carl Friedrich Goerdeler, l'ancien maire de Leipzig, ou encore le général Ludwig Beck. Ce dernier, après la défaite de Stalingrad, met en marche le complot sous le nom d'opération Flash, mais la bombe placée le 13 mars 1943 dans l'avion de Hitler, de retour d'une visite sur le front de l'Est, n'explose pas. Une autre tentative quelques jours plus tard, le 21 mars, où le colonel von Gersdorff doit se faire sauter en présence de Hitler lors d'une visite d'une exposition au Zeughaus à Berlin échoue aussi.
Le 20 juillet 1944 à 12 h 42, à la Wolfsschanze, son quartier général en Prusse-Orientale, Hitler est blessé dans un attentat exécuté par le colonel von Stauffenberg lors d'une tentative de coup d'État d'officiers, anciens officiers et civils résistants, qui est durement réprimée. Compromis, les maréchaux von Kluge et Rommel, et d'autres officiers généraux, sont conduits au suicide, tandis que l'amiral Canaris est envoyé dans un camp de concentration où il est pendu, aux côtés du pasteur Dietrich Bonhoeffer, en avril 1945, lorsque les Alliés s'approchent de leur lieu de détention.
En tout, plus de 5 000 personnes sont arrêtées et assassinées dans la répression qui suit. En vertu d'une conception totalitaire de la responsabilité collective, et se référant aux antiques coutumes de vengeance des peuplades germaniques (Sippenhaft), Hitler fait envoyer les familles des conjurés dans des camps de concentration. Les conjurés, maltraités et ridiculisés, sont traînés devant le Volksgerichtshof (Tribunal du peuple) de Roland Freisler, qui les abreuve d'injures et d'humiliations au cours de parodies de justice ne sauvant même pas les apparences élémentaires du droit, avant de les envoyer à la mort. Beaucoup périssent pendus à des crocs de boucher, le jour même de leur condamnation, à la prison berlinoise de Plotzensee. Hitler fait filmer les exécutions pour pouvoir les visionner dans sa salle privée, bien qu'il semble que les films n'aient finalement jamais été projetés.
Le jour même de l'attentat, Hitler reçoit Mussolini en accomplissant tous les devoirs imposés par le protocole et dans un calme olympien, assurant lui-même le service du thé et lui servant de guide pour la visite des lieux de l'explosion. La réaction de la population à l'annonce de l'attentat est protéiforme : le parti organise des meetings de soutien, dont le succès est inégal à travers l'Allemagne, mais la population, globalement prudente, attend la suite des évènements.

### Défaite finale et mort

#### Aux abois
Les ordres de Hitler à ses troupes deviennent de moins en moins possibles à exécuter, compte tenu de l'écrasante supériorité de l'Armée rouge et des Alliés. Les réunions entre Hitler et son chef d'état-major Heinz Guderian, nommé en juillet 1944, sont de plus en plus houleuses et celui-ci finit par être renvoyé le 28 mars 1945.

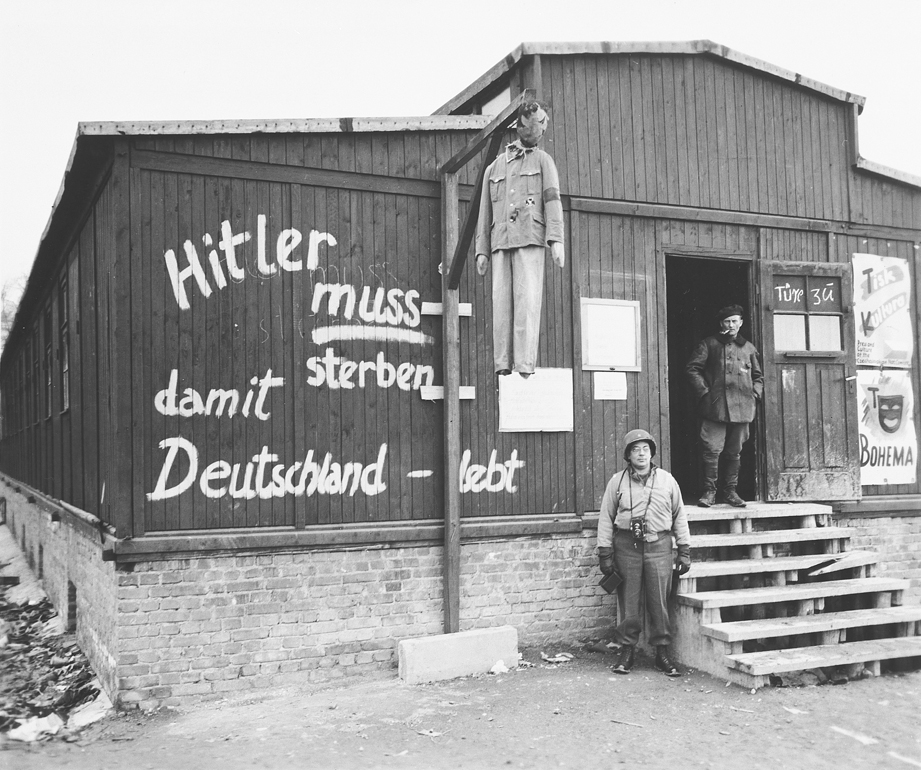
Hitler doit mourir pour que l'Allemagne vive : graffiti sur une baraque du camp de Buchenwald, libéré par l'armée américaine, avec Hitler pendu en effigie (avril 1945).

Hitler motive ses proches en invoquant les « armes miracles », comme les V1 et V2, les premiers missiles ou les premiers chasseurs à réaction Messerschmitt Me 262, censées renverser la situation, ou encore un retournement d'alliance in extremis.
En fait, depuis la conférence de Casablanca en janvier 1943, les Alliés exigent sans ambiguïté une capitulation sans condition, la dénazification de l'Allemagne et le châtiment des criminels de guerre. Quant aux « armes nouvelles », elles auraient été tout à fait insuffisantes, et Hitler a lui-même gâché ses dernières chances en affichant longtemps son mépris pour les « sciences juives » dont la physique nucléaire (une des causes du retard pris par les recherches sur la bombe atomique), ou encore en exigeant, contre l'avis de tous les experts, de construire les avions à réaction comme bombardiers — pour pouvoir reprendre la destruction des villes anglaises — et non pas comme chasseurs, ce qui aurait pu faire basculer la guerre aérienne.
Dans les derniers mois du conflit, Hitler, dont la santé décline rapidement (en raison de la maladie de Parkinson), n'apparaît plus en public, ne parle plus guère à la radio, et reste la plupart du temps à Berlin. Même les Gauleiter, pour la plupart membres du parti depuis les années 1920, sont frappés par la décrépitude physique de Hitler : le 24 février 1945, Hitler s'adresse à eux pour la dernière fois, à l'occasion du 25e anniversaire de la publication du programme du parti, et Karl Wahl, gauleiter de Souabe, est marqué par la déchéance de Hitler ; après un discours jugé décevant par les participants à cette rencontre, Hitler se lance dans un monologue qui lui fait reprendre sa verve et son entrain. C'est Joseph Goebbels, le chef de la propagande, par ailleurs commissaire à la défense de Berlin et responsable de la Volkssturm, qui pallie cette lacune et se charge d'exhorter les troupes et les foules. Le lien entre les Allemands et le Führer se distend. Hitler n'a jamais visité une ville bombardée ni un hôpital civil, il n'a jamais vu aucun des réfugiés qui fuient l'avancée de l'Armée rouge par millions à partir de janvier 1945, il ne se rend plus de longue date au chevet de soldats blessés, et a cessé depuis fin 1941 de prendre ses repas avec ses officiers ou ses soldats. Sa glissade hors du réel s'accentue.

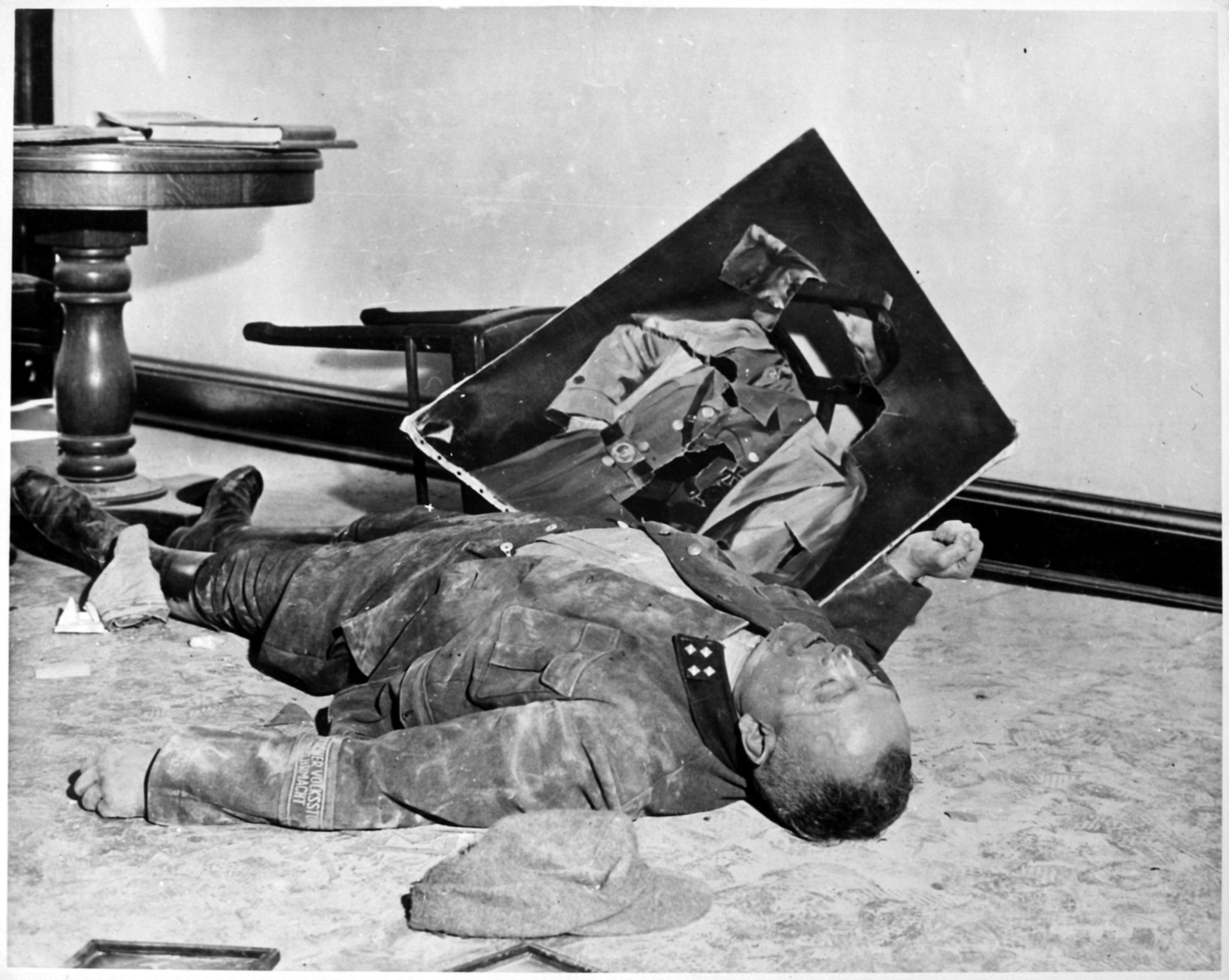
Officier nazi du Volkssturm, suicidé auprès d'un portrait lacéré du Führer, printemps 1945.

À la suite de l'offensive d'hiver soviétique, en janvier 1945, Hitler se désintéresse du sort des Allemands habitant dans les régions menacées par la poussée soviétique et ordonne à la fois l'évacuation de la population civile, de tout ce qui peut être évacué, ainsi que la destruction systématique de ce qui ne peut être envoyé vers l'ouest. Il connaît des crises de fureur à chaque annonce d'effondrement des lignes de défense à l'Est : ainsi, l'abandon de Varsovie par Harpe, malgré des ordres stricts, entraîne son remplacement par Ferdinand Schörner dans un accès de fureur, à l'image du remplacement de Rheinardt par Rendulic, compétent, mais impuissant face aux moyens déployés par les Soviétiques. D'autres généraux, comme Friedrich Hossbach, sont simplement limogés pour n'avoir pas été en mesure de parvenir aux objectifs qui leur avaient été assignés (dans son cas, la reconquête de Varsovie). Avec Joseph Goebbels, il présente à travers la presse l'affrontement comme une version moderne des guerres puniques, une guerre de la civilisation européenne contre une invasion barbare, qui sera gagnée grâce à un effort suprême par la nation et ses chefs. Dans la même ligne, le Völkischer Beobachter explique à ses lecteurs la nature du conflit en cours en insistant sur le poids des unités mongoles au sein de l'Armée rouge.
De plus, devant le refus systématique essuyé à chaque demande de retraite de leurs unités, des officiers de plus en plus nombreux dissimulent certains mouvements de troupes à Hitler : ainsi, le 17 janvier 1945, dans le contexte dramatique de l'offensive d'hiver soviétique, le général Burgdorf, aide de camp de Hitler pour la Wehrmacht, est soupçonné par certains généraux commandant sur le Front de l'Est, de cacher à Hitler la gravité de la situation militaire allemande en Pologne. De même, à partir du 20 janvier, l'ordre de retraite ayant enfin été donné, le général Rheinhardt chargé de la défense de la Prusse Orientale, n'informe pas Koch, Gauleiter de Prusse Orientale, de la retraite allemande et de l'abandon de positions directement menacées par l'Armée rouge dans la région de Lötzen, malgré les ordres stricts de Hitler et de son état-major le plus proche. Ces autorisations de retraite trop tardives contribuent à amplifier le désastre en cours et rendent chaque repli plus problématique encore. De même, Keitel et Jodl n'informent Hitler ni de la vanité des efforts destinés à constituer la 12e armée, ni de l'ensemble des manœuvres ordonnées aux unités qui composent cette armée en vue de dégager la ville de Berlin, ni de l'échec de la tentative de Felix Steiner de dégager Berlin par le nord.
Au début du mois d'avril 1945, il continue de s'opposer, entouré de ses proches conseillers, à toute manœuvre de raccourcissement du front de l'Oder, et balaie toutes les objections que lui présente Gotthard Heinrici, commandant de l'armée chargée de défendre Berlin, en insistant sur le rôle que doit jouer le commandant : insuffler foi et confiance aux unités placées sous ses ordres, tout en lui constituant des réserves de soldats inexpérimentés, puisés dans la SS, la Luftwaffe et la marine.
De plus, convaincu que le peuple allemand ne mérite pas de lui survivre puisqu'il ne s'est pas montré le plus fort, Hitler ordonne le 19 mars 1945 une politique de terre brûlée d'une ampleur inégalée, incluant la destruction des industries, des installations militaires, des magasins et des moyens de transport et de communication, mais aussi des stations thermiques et électriques, des stations d'épuration, et de tout ce qui est indispensable à la survie élémentaire de ses concitoyens. Cet ordre ne sera pas respecté. Albert Speer, ministre de l'armement et architecte du Reich, a prétendu devant le tribunal de Nuremberg qu'il avait pris les mesures nécessaires pour que les directives de Hitler ne soient pas accomplies par les gauleiters. Cet ordre est en réalité l'aboutissement de consignes données depuis 1943 : dès le 14 février 1943, il ordonne la destruction de tout ce qui peut être utile à l'ennemi, ainsi que l'évacuation forcée de la population, dans les territoires abandonnés par les troupes allemandes en repli, ordre repris en octobre 1943 lors de l'évacuation de la tête de pont du Kouban. Le 16 octobre 1944, alors que le territoire du Reich est directement menacé, Hitler ordonne de transformer chaque maison de chaque village en forteresse, destinée à être défendue jusqu'à son effondrement.
Au mois de mars, rendu furieux par l'échec de l'offensive en Hongrie, il ordonne à la Leibstandarte de retirer le brassard à son nom, que portent les hommes de cette division.
En avril 1945, le Reich est aux abois : le Rhin a été franchi par les Occidentaux le 23 mars, les villes sont écrasées par des bombardements quotidiens, les réfugiés fuient en masse de l'Est, les Soviétiques s'approchent de Vienne et de Berlin. Dans les rues des villes, les SS pendent encore en public ceux qui parlent de cesser un combat sans espoir. Sur des cadavres de civils pendus à des lampadaires, des pancartes précisent par exemple : « Je pends ici parce que j'ai douté de mon Führer », ou « Je pends ici parce que je suis un traître ». Les dernières images de Hitler filmées, en pleine bataille de Berlin, le montrent décorant ses derniers défenseurs : des enfants et des préadolescents.

#### Dix derniers jours

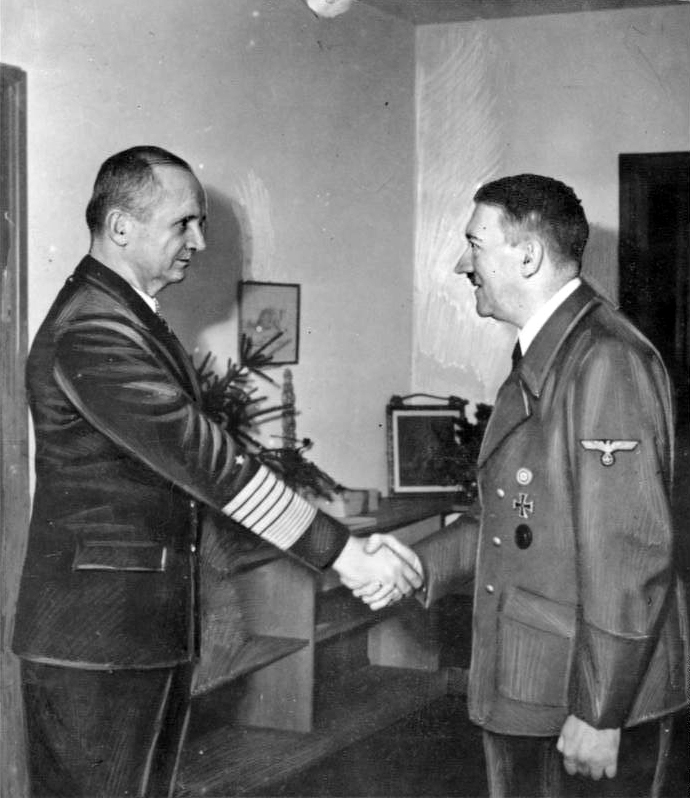
Alors que le Reich s'effondre, Adolf Hitler reçoit le grand-amiral Dönitz au Führerbunker.

Le 20 avril, les hauts dirigeants nazis viennent une dernière fois saluer hâtivement leur maître pour son anniversaire, avant de tous s'enfuir précipitamment loin de Berlin, attaquée par l'Armée rouge. Le même jour, Hitler visite l'exposition présentant les derniers modèles d'armes, organisée dans la cour de la chancellerie du Reich et ordonne que du matériel, stocké dans des wagons de chemins de fer, soit déchargé et donné aux unités combattantes.
Terré au fond de son Führerbunker, Hitler refuse de partir pour la Bavière et choisit de rester à Berlin pour mieux mettre en scène sa mort. Au cours de séances quotidiennes de plus en plus orageuses, tandis qu'au-dehors la plus grande bataille de la guerre fait rage, il continue à ordonner d'impossibles manœuvres pour délivrer la capitale vite encerclée, notamment à Felix Steiner, commandant d'un corps de Panzer et à Walther Wenck, commandant de la 12e armée. Le 22 avril, comprenant la vanité de ces tentatives, il entre dans l'une de ses plus terribles colères, avant de s'effondrer en reconnaissant enfin pour la première fois que « la guerre est perdue » (Der Krieg ist verloren). La décision de rester définitivement à Berlin et de se suicider est prise dans les jours suivants.
Le 23, Albert Speer revient en avion dans Berlin assaillie pour refaire ses adieux à Hitler. Il lui avoue avoir saboté la politique de la terre brûlée, sans que le dictateur réagisse, et s'en va en n'ayant obtenu qu'une molle poignée de main de son idole.
Les dernières crises internes du régime ont lieu quand au soir du 25, Hermann Göring, toujours nominalement héritier de Hitler, lui envoie, sur la foi de ce qui lui avait été rapporté de la crise de désespoir du 22 avril, un télégramme de Bavière (où il se trouve) lui demandant s'il peut prendre la direction du Reich conformément aux dispositions de 1941. Persuadé par Bormann d'y voir à tort un ultimatum et un coup de force du Reichsmarschall, Hitler, furieux, destitue Göring et le fait placer sous la surveillance des SS au Berghof.
Sa fureur redouble le 27 quand la radio alliée lui apprend que son fidèle Himmler a tenté à son insu de négocier avec les Occidentaux. Cependant, certaines recherches récentes émettent l'hypothèse que Himmler aurait négocié avec les Alliés sur ordre de Hitler lui-même. Il fait fusiller dans les jardins de la chancellerie le beau-frère d'Eva Braun, le général SS Hermann Fegelein, agent de liaison de Himmler. Selon Kershaw, la mort de Fegelein serait en réalité un substitut au sort destiné à Himmler si ce dernier était tombé en son pouvoir. En réalité, comme Göring, Himmler a été informé de l'accès de désespoir du 22 avril, et comme ce dernier, il en a déduit qu'il disposait des mains libres pour ses négociations avec les alliés occidentaux. Ce calcul entraîne son exclusion immédiate du NSDAP et son arrestation, son rapatriement à Berlin, prélude à sa condamnation à mort.
Le 28 avril, dans un accès de rage, il limoge le général Heinrici, qui venait de refuser d'exécuter une consigne impossible à accomplir, donnée par Keitel et Jodl.
Dans la nuit du 29 avril, après avoir été marié à Eva Braun par Walter Wagner, Hitler dicte à sa secrétaire Traudl Junge un testament privé puis un testament politique, exercice d'autojustification où il nie sa responsabilité dans le déclenchement de la guerre. Curieusement, le texte ne dit mot du bolchévisme, au moment même où les Soviétiques s'emparent de Berlin. En revanche, l'obsession antisémite de Hitler y apparaît toujours intacte. Il rappelle l'exclusion de Himmler et de Göring du NSDAP, écarte Speer, Ribbentrop et Keitel, récompense les partisans de la lutte acharnée que sont Goebbels, Bormann, Giesler, Hanke, Saur et Schörner, nommant le premier à la Chancellerie, les autres à des postes ministériels et Schörner commandant en chef de la Wehrmacht, puis confie la présidence du Reich au grand-amiral Karl Dönitz.

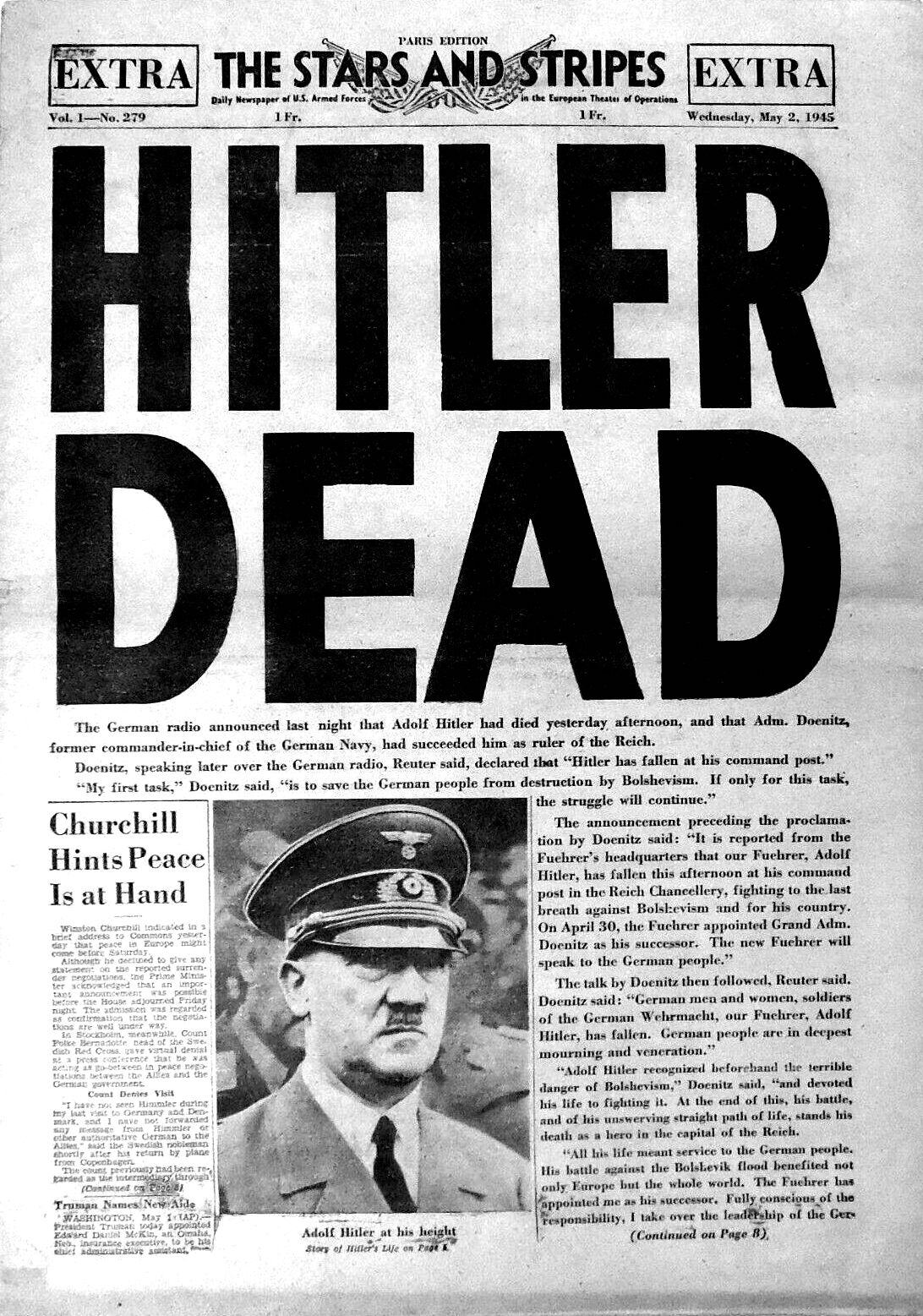
Le Stars and Stripes, journal de l'armée américaine, annonçant la mort de Hitler.

Le 30 avril, vers 14 h 30, alors que l'Armée rouge est à moins de 300 mètres du bunker et s'apprête à investir le Reichstag, Adolf Hitler se suicide en compagnie d'Eva Braun au sein du Führerbunker : il se donne la mort par une balle. Les cadavres sont retrouvés vers 15 h 15.
Une affirmation fréquente précise qu'il aurait mordu une capsule de cyanure juste avant ou presque en même temps qu'il se serait tiré une balle dans la tempe : Ian Kershaw affirme qu'il est impossible de tirer juste après avoir mordu un tel poison et que le corps de Hitler n'a pas dégagé l'odeur d'amande amère caractéristique de l'acide prussique et constatée sur celui d'Eva Braun. Néanmoins, des dépôts bleuâtres présents sur la prothèse dentaire de Hitler, vraisemblablement liés à une réaction chimique entre le cyanure et prothèse, peuvent faire penser que le dictateur a effectivement mordu dans une capsule. De nombreuses autres thèses circulent, impliquant parfois un tiers qui aurait tiré la balle, mais elles sont considérées comme fantaisistes.
Pour ne pas voir son cadavre emporté en trophée par l'ennemi (Mussolini a été fusillé le 28 avril 1945 par les partisans italiens et son corps pendu par les pieds devant la foule à Milan), Hitler a donné l'ordre de l'incinérer. L'incinération est effectuée par son chauffeur Erich Kempka et son aide de camp Otto Günsche, qui brûlent le corps de Hitler et celui d'Eva Braun dans un cratère de bombe près du bunker. La pluie d'obus soviétiques labourant Berlin a presque certainement détruit l'essentiel des deux corps.

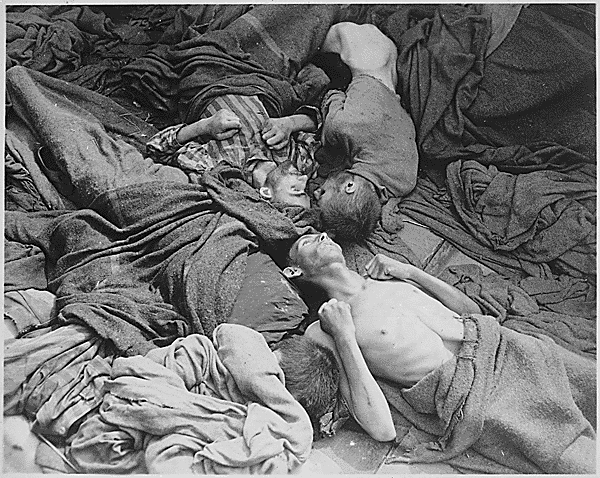
Découverte du camp de Dachau, 29 avril 1945.

Refusant de survivre à son maître malgré ses ordres et considérant qu'il n'y a plus de vie imaginable dans un monde sans national-socialisme, Goebbels se suicide le lendemain avec sa femme Magda, après que cette dernière a empoisonné leurs six enfants.
Ce même 1er mai à 22 h 26, la radio, sur ordre de Karl Dönitz, diffuse le communiqué suivant : « Le QG du Führer annonce que cet après-midi, notre Führer Adolf Hitler est tombé à son poste de commandement dans la chancellerie du Reich en combattant jusqu'à son dernier souffle contre le bolchevisme ». Le 2 mai, après avoir signé la capitulation de Berlin, le général Weidling rétablit la vérité au micro et accuse Adolf Hitler d'avoir abandonné « en plan » (im Stich) soldats et civils. Dans les villes ruinées ou sur les routes, la masse des Allemands d'abord soucieuse de survie restera plutôt indifférente à la fin de Hitler.
Le 4 mai, la 2e DB du général Leclerc s'empare symboliquement du Berghof, la résidence du Führer à Berchtesgaden. Le 8 mai 1945, le Troisième Reich capitule sans condition. Au même moment, l'ouverture des camps de concentration révèle définitivement l'ampleur de l'œuvre de mort hitlérienne. « La guerre de Hitler était finie. Le traumatisme moral, qui était l'œuvre de Hitler, ne faisait que commencer » — Ian Kershaw.

#### Découverte du corps et rumeurs de fuite
Nombre de rumeurs ont circulé sur la possibilité que Hitler ait survécu à la fin de la guerre. Le FBI a mené des enquêtes en ce sens jusqu'en 1956 sur des pistes plus ou moins sérieuses. Mais dès la chute de Berlin, l'unité des services secrets soviétiques chargée de trouver Hitler, le SMERSH, estimait avoir récupéré une grande partie du corps.
Le 2 mai 1945, averti du suicide de Hitler, le SMERSH boucle le jardin de la chancellerie et le Führerbunker. Le personnel encore présent est arrêté puis interrogé, Staline étant tenu au courant par un général du NKVD au moyen d'une ligne codée directe.
Le 5 mai, Ivan Churakov, du 79e corps d'infanterie, auquel le SMERSH est rattaché, découvre le corps de Hitler près de celui d'Eva Braun, dans un cratère d'obus situé dans le jardin de la chancellerie. Conformément aux volontés du Führer, leurs dépouilles ont été brûlées et sont méconnaissables. Le 11 mai, les témoignages concordants de l'assistante du dentiste de Hitler, Hugo Blaschke, et de son technicien, confirment l'identité du corps. La dentition supérieure de Hitler comporte un bridge récent. Dans un premier temps, Staline impose le silence sur la découverte, allant même jusqu'à réprimander Joukov pour avoir échoué à retrouver Hitler, tandis que la Pravda qualifie les rumeurs de découverte de « provocation fasciste ». Les Soviétiques lancent d'autres rumeurs, affirmant notamment que Hitler se cacherait en Bavière, zone sous contrôle de l'armée américaine, accusant implicitement cette dernière de complicité avec les nazis. En juin 1946, les derniers témoins du Führerbunker, détenus par le NKVD, sont amenés sur les lieux du suicide. Dans le jardin de la chancellerie, ils indiquent l'endroit où ils ont brûlé puis enterré les corps des époux Hitler. L'emplacement correspond à l'exhumation réalisée par le SMERSH un an plus tôt. De nouvelles fouilles sont entreprises et quatre fragments de crâne sont mis au jour. Le plus grand est transpercé d'une balle. L'autopsie réalisée fin 1945 sur le corps masculin découvert au même endroit se trouve en partie confirmée : les médecins y notent l'absence d'une pièce du crâne, celle qui devait permettre de conclure que Hitler s'est suicidé par arme à feu.
Les restes d'Adolf Hitler sont alors enterrés dans le plus grand secret, avec ceux d'Eva Braun, de Joseph et Magda Goebbels et de leurs six enfants, du général Hans Krebs et des deux chiens de Hitler, dans une tombe près de Rathenow à Brandenburg.
En 1970, le KGB doit restituer au gouvernement d'Allemagne de l'Est les lieux qu'il occupe à Brandenburg. Craignant que l'existence de la tombe de Hitler ne soit révélée et que le site ne devienne alors un lieu de pèlerinage néo-nazi, Youri Andropov, chef du KGB, donne son autorisation pour que soient détruits les restes du dictateur et les neuf autres dépouilles,. Le 4 avril 1970, une équipe du KGB se charge de la crémation des dix corps et disperse secrètement les cendres dans l'Elbe, à proximité immédiate de Rathenow. Mais le crâne et les dents de Hitler, conservés dans les archives moscovites, échappent à la crémation. On n'en apprend l'existence qu'après la dissolution de l'URSS (1991). Le 26 avril 2000, la partie supérieure du crâne attribué au dictateur devient l'une des curiosités de l'exposition organisée par le Service fédéral des archives russes, marquant le cinquante-cinquième anniversaire de la fin de la guerre.
En 2009, à la demande de la chaîne de télévision History qui réalise un documentaire intitulé Hitler's Escape traitant de l'hypothèse de la fuite du dictateur, l'américain Nick Bellantoni découvre que le crâne que l'on attribuait à Hitler est en réalité celui d'une jeune femme. Des tests ADN réalisés aux États-Unis sur les échantillons ramenés par l'archéologue confirment ses dires. Selon Nick Bellantoni, le crâne ne serait pas non plus celui d'Eva Braun. Les témoignages affirment qu'elle se serait suicidée au cyanure et non par arme à feu. Ce coup de théâtre relance les théories affirmant que Hitler a pu survivre à la chute du Reich. L'historien Antony Beevor regrette ces polémiques, qu'il juge sensationnalistes, rappelant que la dentition, avec son bridge caractéristique, a été formellement reconnue en mai 1945 par Käthe Heusermann, assistante du dentiste de Hitler, et son technicien Fritz Echtmann, arrêtés par les Russes. Mais les archives dentaires de Hitler ayant été détruites sur ordre de Martin Bormann en 1944, donc antérieurement aux investigations russes, le témoignage de Heusermann ne repose que sur sa mémoire, comme le souligne le journaliste britannique Gerrard Williams, qui rappelle qu'il n'existe alors aucune expertise médico-légale attestant qu'il s'agisse bien des dents de Hitler. Ces thèses de la fuite du Führer restent peu crédibles, se heurtant aux témoignages (parfois contradictoires) des dernières heures, qui concluent à la mort du dictateur nazi. En 2009, Rochus Misch, ancien garde du corps de Hitler, qui était avec Günther Schwägermann, l'un des deux derniers survivants du bunker, réaffirme avoir vu les corps sans vie de Hitler et d'Eva Braun.
En 2018, une étude réalisée par des chercheurs français (dont Philippe Charlier) sur un des fragments du crâne détenu à Moscou confirme, elle, que ces fragments appartiennent bien à Hitler, et qu'il est donc bien mort en 1945.

#### Réactions des Allemands à l'annonce de son suicide
Dès l'automne 1944, Hitler avait perdu la confiance d'une majorité des Allemands. Les proclamations de fidélité à sa personne rencontrent peu d'échos ou sont vivement critiquées, comme l'attestent les réactions de la population de Stuttgart, rapportées par le SD, à un article de Goebbels publié dans le journal Das Reich fin décembre 1944 : le génie de Hitler est alors remis en cause par la population et il est jugé responsable du conflit. Cependant, le discrédit qui entoure Hitler n'est pas unanime : les réfugiés, nombreux en Allemagne et à Berlin, affirment que Hitler souhaite ardemment les ramener chez eux, et les jeunes plaignent sincèrement Hitler, perçu comme ayant souhaité le meilleur pour le Reich. Mais même dans le district de Berchtesgaden, à proximité du Berghof, Hitler est considéré comme un malheur pour le Reich à partir du mois de février 1945.
Dans ce contexte, l'annonce du suicide du Führer, le 1er mai 1945, ne cause pas de grandes réactions dans le Reich, dont les villes sont rasées par les bombardements, et qui est en proie à des combats meurtriers qui ne ralentissent pas les envahisseurs. Pour la majorité de la population, occupée à tenter de survivre, comme pour les soldats engagés dans un ultime combat qu'ils savent perdu d'avance, le suicide de Hitler n'entraîne qu'indifférence et apathie ; néanmoins, le sort des Allemands au mois de mai 1945 pousse certains à exprimer leur rejet du personnage. Parmi les soldats, certains, minoritaires, lui rendent un hommage rapide, tandis que les autres restent indifférents à la nouvelle.
Parmi les responsables du Reich, civils ou militaires, les sentiments sont partagés : dans son ordre du jour du 3 mai, Schörner, commandant du groupe d'armées Centre, déployé en Bohême et nazi fanatique, décrit Hitler comme un martyr du combat contre le bolchevisme, tandis que Georg-Hans Reinhardt, ancien commandant de ce même groupe d'armées, semblait s'attendre à ce dénouement depuis quelques semaines. Son successeur à la présidence, Karl Dönitz, attend soigneusement d'obtenir confirmation de la mort du dictateur pour amorcer les négociations de reddition. Mais Dönitz n'est pas le seul responsable nazi auquel la mort de Hitler ouvre des perspectives : Himmler, dépouillé de ses pouvoirs par Hitler dans une crise de rage à la fin du mois d'avril, s'imagine rentré en grâce du nouveau pouvoir, mais est rapidement éconduit par Dönitz.
Le suicide de Hitler, présenté à la population comme une fin héroïque, préférable à une reddition, entraîne dans le Reich une vague de suicides aussi bien parmi les dirigeants du régime que parmi les citoyens ordinaires : en particulier, huit gauleiters, sept chefs suprêmes de la police et des SS, soixante-dix-huit généraux et amiraux se suicident au début du mois de mai. Le suicide le plus spectaculaire est celui de Magda et Joseph Goebbels, pour qui la vie n'a désormais plus aucun sens, et qui n'hésitent pas à entraîner leurs six enfants dans la mort.

## Culte de la personnalité

### Une mise en scène savamment organisée
Dès 1921, la mise en scène du NSDAP laisse une place certaine au Führer, guide du parti et du peuple. Organisé autour de l'idée que le Führer est le grand dirigeant appelé à mener à bien la réalisation du destin allemand, le NSDAP devient rapidement le parti de Hitler. En effet, lors des meetings, tout tourne autour de Hitler, que l'on attend, puis qui suscite non seulement l'enthousiasme, mais aussi l'hystérie des foules chauffées à blanc par de longues attentes du sauveur. Aussitôt clos le scrutin du 5 mai 1933, le ministère de la propagande est confié à Joseph Goebbels, chargé de la propagande au sein du parti nazi depuis 1929.
Dès les premiers jours, le ministère de la propagande structure son action autour de la construction du mythe du Führer, faisant de Hitler l'homme fort devant relever l'Allemagne. Ainsi, laissant accroire que toutes les actions de Hitler étaient guidées par la volonté de faire tout ce qui était bon pour son peuple, Goebbels développe l'idée que la contrepartie de cette action est l'obéissance absolue au Führer et à ses mandataires. Dès juillet 1933, la personne du Führer devient omniprésente dans l'appareil d'État, dans les écoles, dans la vie quotidienne : obligatoire dans le parti depuis 1926, le salut hitlérien est imposé aux fonctionnaires et aux enseignants en juillet 1933.
À partir de 1933, cependant, la tâche des organisations se réclamant de Hitler devient moins évidente : au départ organisé dans une perspective de conquête du pouvoir, le parti doit désormais « servir le Führer » et lui être totalement soumis.
L'une des préoccupations de Hitler, arrivé à la chancellerie à la tête d'un mouvement politique se réclamant d'une forme de socialisme, est de se présenter, et de se faire représenter comme issu de la classe des travailleurs : comme il le martèle lui-même en 1933 lors d'un discours à l'usine Siemens, comme le rappelle un opuscule de propagande publié en 1935, Hitler, le chancelier du peuple, l'ouvrier au service du Reich a été « ouvrier du bâtiment, artiste et étudiant ». Formellement, il se rapproche du peuple allemand : il s'adresse à une foule venue l'écouter en employant la forme familière plurielle du Ihr, il affecte la pauvreté personnelle et la modestie : il ne dispose ni de compte bancaire, ni d'actions, il s'assoit à la droite de son chauffeur, ses fonctions de chancelier l'obligent à évoluer dans des cadres grandioses, comme la nouvelle chancellerie du Reich, s'excuse-t-il en recevant les ouvriers des équipes de construction du bâtiment, tout en précisant qu'il vit modestement en privé.

### Propagande de guerre
Dès le déclenchement du conflit mondial en 1939, Hitler constitue un sujet de choix pour la propagande. Présenté comme le conquérant successeur de Bismarck ou des chevaliers teutoniques par la propagande de Goebbels, il fait l'objet de multiples attaques de la propagande alliée, dès la Drôle de guerre de la part des Français et des Britanniques, puis de l'ensemble de ses adversaires pendant toute la durée du conflit.

#### Propagande allemande
La propagande, animée par Goebbels, doit tenir compte de la volonté de rareté des apparitions de Hitler au fil du conflit. En effet, si l'Anschluss, les Sudètes ont été l'occasion d'apparitions de Hitler en Allemagne, cette propagande doit, à partir de 1941, composer avec la répugnance de Hitler à se montrer en public et son retranchement au sein de son état-major et de son cercle d'intimes.
Le dictateur utilise divers vecteurs pour s'exprimer à destination de tout ou partie de la population : journaux, proclamations, ordres du jour, radio. Au cours du conflit, il écrit peu dans la presse, plutôt utilisée par Goebbels, s'adresse aux Allemands par le biais de la radio et à ses soldats par le biais des ordres du jour.
Durant tout le conflit, cependant, Hitler continue de s'adresser à la population allemande à l'occasion des dates anniversaires marquantes du national-socialisme : le 30 janvier, date anniversaire de sa nomination au poste de chancelier, le 9 novembre, anniversaire du putsch de 1923, et à certaines occasions, soit habituelles, comme le 31 décembre, ou à l'occasion d'événements importants, comme après le débarquement allié près de Naples le 9 septembre 1943, ou le 20 juillet 1944.
Cependant, la propagande exploite progressivement la figure du Führer hors d'Allemagne. Ainsi, en France, la première mention du nom de Hitler date de 1941.
De plus, à partir de 1942, période des premières difficultés de recrutement au sein de la Wehrmacht, la figure de Hitler, défenseur de l'Europe menacée par les Bolcheviks et les Juifs, commence à être mise en avant.
À partir de 1944, la propagande de Goebbels doit affronter la défiance de la population allemande à l'égard de Hitler. En effet, les éditoriaux du ministre de la Propagande dans le journal Das Reich, ainsi que le discours du nouvel an du Führer soulèvent de plus en plus de scepticisme au sein de la population : les réactions de la population de Stuttgart à l'article de Goebbels du 31 décembre 1944, connues par un rapport du service de renseignements de la SS sont plus que mauvaises, le rapport mettant en avant le sentiment que Hitler est, aux yeux de la population, l'un des principaux responsables du conflit.

#### Propagande alliée

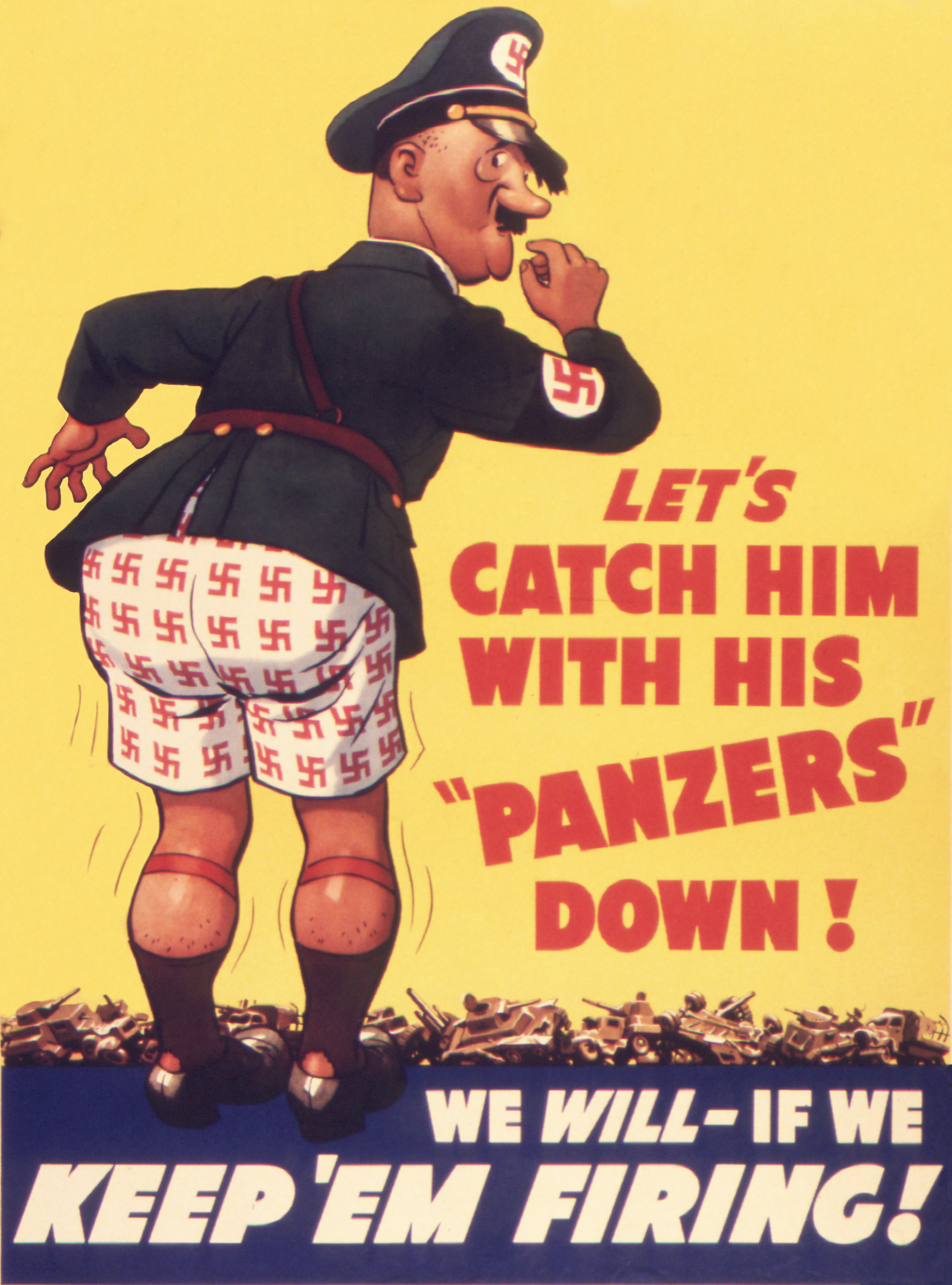
Affiche américaine ridiculisant Hitler ; la phrase Let's catch him with his "Panzers" down ! est un jeu de mots entre "Panzers" et "Pants" (pantalon) et signifie : "Coinçons-le culotte baissée !" mais aussi : "Coinçons-le avec ses chars détruits !" ; la phrase du bandeau inférieur, "we will – if we keep'em firing !", signifie : "nous y arriverons - si nous continuons à leur tirer dessus".

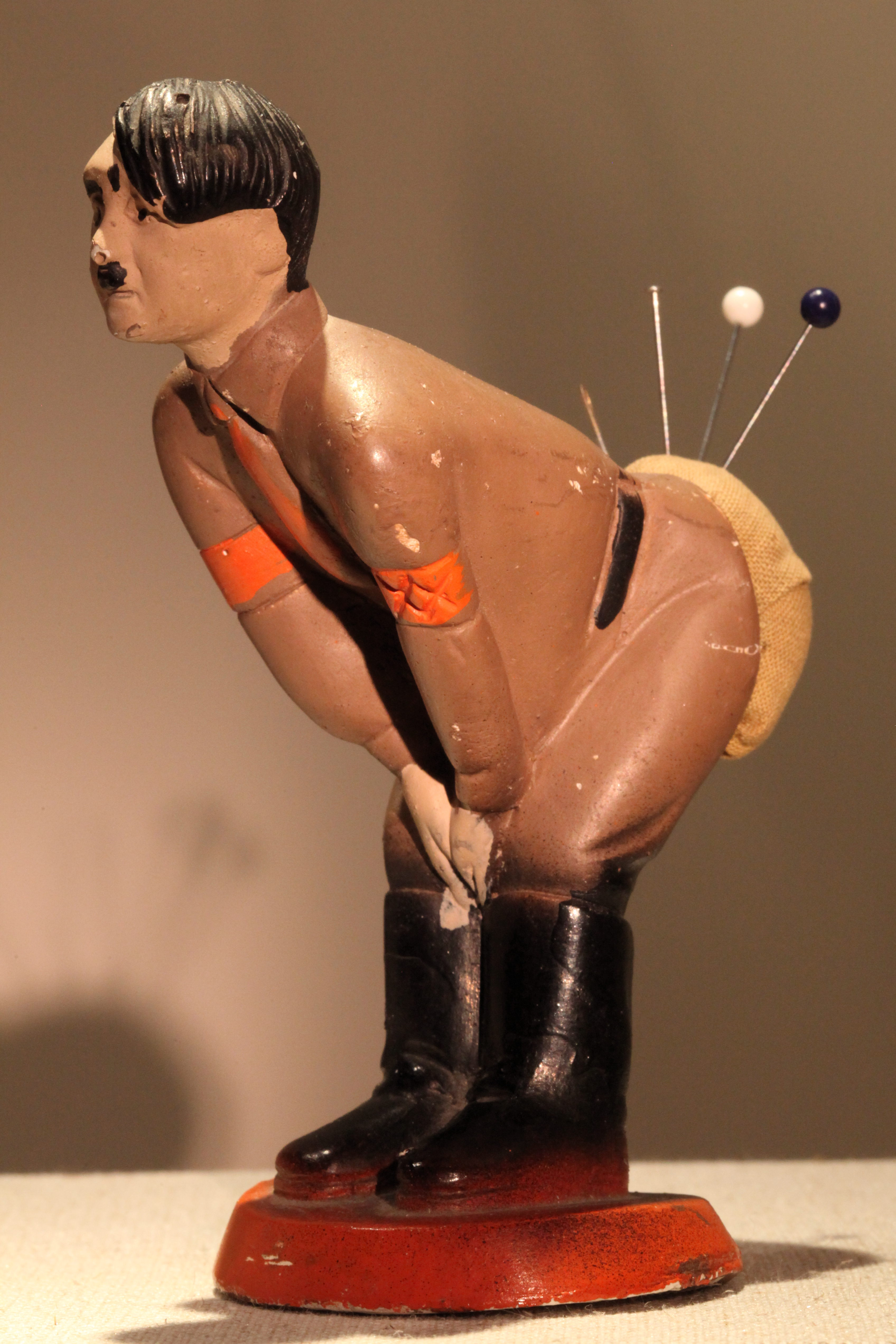
Pelote à épingles représentant Adolf Hitler, États-Unis, vers 1941.

À partir de la déclaration de guerre, les Alliés développent contre le Führer, principal dirigeant du IIIe Reich, différentes approches en matière de propagande. La propagande alliée a beaucoup tourné Hitler en ridicule, caricaturant ses poses habituelles, le présentant comme un personnage manipulateur. À partir de 1944, il est également présenté comme un monstre.
Ainsi Pierre Dac ridiculise abondamment Hitler, dans un premier temps dans l'Os à Moelle, brocardant notamment les célébrations de l'anniversaire du Führer dans un échange de télégrammes avec Mussolini, puis à Londres à partir d'octobre 1943, pour la France libre, en mettant par exemple en avant les choix militaires désastreux de Hitler dans une petite recette culinaire pratique, Le Soufflé Intuitif, à la Manière du Père Adolf, extraite du Manuel de Cuisine Stratégique de Berchtesgaden, dans des chansons reprenant des ritournelles très connues en France avant la guerre. Les volte-face de la Hongrie et l'attentat de Rastenburg fournissent aussi au chansonnier l'occasion de ridiculiser les soutiens de Hitler : des dirigeants d'États satellites de plus en plus dubitatifs, tancés par Hitler qui croit toujours en la victoire finale.
Après la fin de la guerre (après le suicide de Hitler), lorsque, reporter de guerre, Pierre Dac se rend en mai et juillet 1945 en Allemagne et en Autriche occupée par les Alliés, il ridiculise la propension de certains Allemands, des membres de la famille d'Eva Braun par exemple, à ne pas s'étendre sur les liens qu'ils ont entretenus avec Hitler.

## Conceptions historiques et artistiques
Hitler se montre intéressé par les civilisations antiques qui ont laissé des ruines en abondance : à ses yeux les formes d'art monumental antique garantissent à leurs concepteurs une sorte d'éternité. Ainsi, l'architecture était probablement la plus grande passion de Hitler. S'il se voulait un artiste, il n'avait pas de sensibilité aux courants artistiques qui lui étaient contemporains. À Vienne comme à Munich, foyers actifs de l'art moderne, il ne s'intéressait pas aux avant-gardes, réservant son admiration aux monuments néo-classiques du XIXe siècle.

### Des rapports complexes avec l'Histoire
Hitler s'est rapidement intéressé à l'Histoire. Ayant fréquenté l'école dans les années 1890-1900, il en a retiré une vision héroïque, inspirée de l'apprentissage de la vie et de la geste des « grands hommes » et un fort intérêt pour l'Antiquité. Durant ses années viennoises, aux dires de ceux qui l'ont côtoyé, il se passionne pour l'Antiquité, lisant des livres par dizaines sur le sujet, ainsi que des traductions des auteurs grecs et romains. Chancelier, il définit le 23 mars 1933 dans un discours au Reichstag (qui ne fait que développer des conceptions exposées dans Mein Kampf) les grandes orientations de ce que doivent être les programmes d'histoire dans les écoles du Reich, rapidement traduites par Frick en circulaires d'application : l'Histoire doit proposer aux élèves un Panthéon des Grands hommes et de leurs actions.

#### Conception de l'Histoire
Aux yeux de Hitler, l'histoire de l'Humanité, par-delà les évènements, est avant tout l'histoire de la lutte des races. Plusieurs présupposés président au raisonnement qui aboutit à cette conclusion : tout d'abord, il existe des races humaines, croyance largement admise au début du XXe siècle, ensuite ces races ont sans cesse combattu pour le contrôle d'un territoire et pour leur survie, enfin, dans cette lutte, l'arme la plus sournoise que peut employer une race contre une autre est le mélange des sangs. Ainsi, la pureté raciale constitue aux yeux de Hitler le meilleur rempart contre l'influence de l'Asie, c'est-à-dire des peuples asiatiques, influence qu'il juge néfaste, et dont le Judéo-bolchevisme constitue le dernier avatar et, à ses yeux le plus dangereux.
Pour Hitler, une gigantomachie oppose la race aryenne indo-germanique au Juif, au Méditerranéen en général, à l'Est éternel.

#### L'Histoire universelle selon Hitler
Selon Hitler, toute civilisation vient du Nord, berceau d'origine des Aryens. Ainsi, à de nombreuses reprises, il développe l'idée que les Grecs et les Égyptiens sont issus du Nord : en effet, il conteste la thèse de l'arriération des Germains et justifie leur retard de développement, par rapport à Athènes et Rome, par la dureté du climat nordique ; il situe ainsi le Lebensraum des Germains des Grandes Invasions, non vers l'est, mais vers le sud. Appuyé sur Tacite, il décrit en termes péjoratifs la Germanie des origines.
Ainsi, Hitler a tendance à trouver ridicule la germanomanie de Himmler et de la SS et ne se prive pas de le faire savoir à ses convives : il reprend ainsi les préjugés les plus humiliants contre les Germains, magnifiés par Himmler. En effet, Hitler apprécie plus que tout l'Antiquité grecque et romaine : à ses yeux, ce sont les Romains qui ont fait de la Germanie ce qu'elle est devenue : Arminius est certes célébré, mais Hitler rappelle son passage dans les légions romaines, qui fait de lui un intermédiaire culturel entre Rome et la Germanie. Cette fascination pour l'Empire romain est autant fascination pour la puissance que fascination pour les signes matériels de cette puissance : Rome a ainsi non seulement conquis un empire, mais aussi laissé de nombreux indices et traces de son rayonnement impérial, traces permises avant tout par le développement de l'État, autorisé seulement par la présence d'Aryens au sein de ceux qui mettent en place et organisent cet État. Mais Rome a aussi fourni un modèle à Hitler, celui de l'expansion militaire, tout d'abord par l'organisation d'une intendance, comme il le rappelle le 25 avril 1942 devant ses invités, ensuite par le souci constant des généraux romains aussi bien du choix des armements que de connaître l'état d'esprit de leurs troupes, pour être à même, comme César, de l'utiliser au profit de leurs entreprises ; de l'histoire militaire romaine, Hitler a surtout retenu une philosophie de l'usage de la force : lorsque celle-ci s'avère nécessaire, son usage doit être total, pour frapper de manière la plus efficace possible les capacités de résistance de l'adversaire.
Non content d'y trouver un modèle dans l'expansion militaire, Hitler y voit aussi un modèle de gestion des territoires conquis par une élite combattante germanique : à ses yeux, c'est parce que le noyau racial romain était homogène que les Romains ont pu conquérir, d'abord le Latium, puis, alliés, dans le cadre d'une union maintenue par la force, avec des peuples racialement voisins, l'Italie, et enfin, le pourtour méditerranéen. Hitler lie aussi la pérennité de l'Empire romain, et de sa culture, à ses routes, le premier construisant les secondes, les secondes structurant le premier. Dès les années 1930, une analogie est faite par les constructeurs des autoroutes nazies entre les voies romaines et les autoroutes du Reich, prélude à l'essor territorial du Reich millénaire. Hitler définit le rôle de ces routes, dans le cadre de la conquête et de la préservation du Reich, dans le cadre de leur utilisation militaire. Mais Rome est aussi modèle car l'Empire romain disposait selon lui d'une vocation universelle, irréalisable, que n'avait pas, même au pic de puissance le plus haut, atteint le IIIe Reich : modèle, l'Empire romain, à vocation unificatrice doit avoir son pendant, le Reich conquérant, unifié racialement. Ce projet impérial romain, défini comme impossible à réaliser, constitue aux yeux de Hitler une manière d'ancrer dans la réalité son propre projet, lui donne de la crédibilité.
Mais l'attraction romaine opère aussi dans les rapports entretenus par Hitler avec l'Italie contemporaine, fasciste. Ainsi, par rapport à Mussolini, qui professe au début du IIIe Reich un souverain mépris pour le racisme hitlérien, Hitler développe un complexe d'infériorité, lorsqu'il compare le passé de l'Italie romaine et celui de la Germanie antique : il tente donc de favoriser l'annexion des Romains et des Grecs à sa conception de la race indo-germanique, pour glorifier une supposée parenté commune entre Rome et la Germanie.

### L'art selon Hitler
De ces conceptions historiques découlent des considérations artistiques très précisément définies.

#### Des goûts très marqués
Dès son arrivée au pouvoir, il disperse les avant-gardes artistiques et culturelles, fait brûler de nombreuses œuvres des avant-gardes et contraint des milliers d'artistes à s'exiler. Ceux qui demeurent se voient souvent interdire de peindre ou d'écrire, et sont placés sous surveillance policière. En 1937, Hitler fait circuler à travers toute l'Allemagne une exposition d'« art dégénéré » visant à tourner en dérision ce qu'il qualifie de « gribouillages juifs et cosmopolites ». Il encourage un « art nazi » conforme aux canons esthétiques et idéologiques du pouvoir au travers des œuvres de son sculpteur préféré Arno Breker, de Leni Riefenstahl au cinéma, ou de Albert Speer, son seul confident personnel, en architecture. Relevant souvent de la propagande monumentale, comme le stade destiné aux Jeux olympiques de Berlin (1936), ces œuvres au style très néo-classique développent aussi souvent l'exaltation de corps « sains », virils et « aryens ».

#### Rêves d'architecte

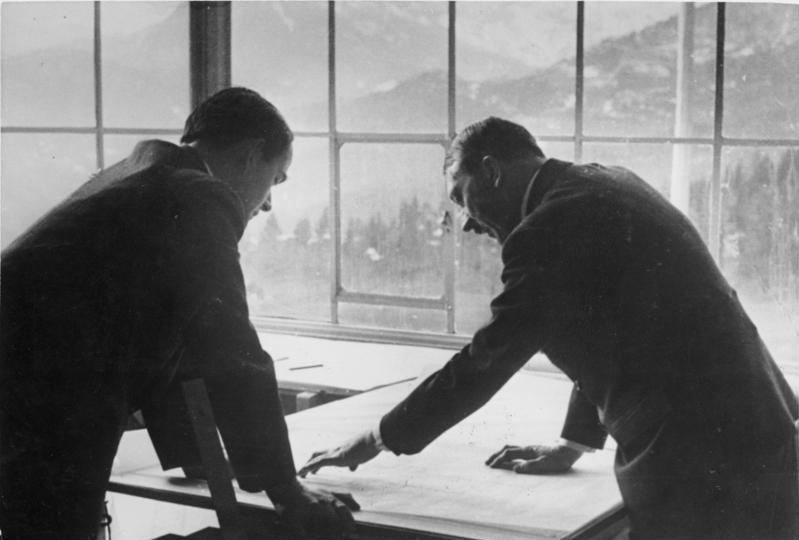
Albert Speer et Adolf Hitler au Berghof en 1938.

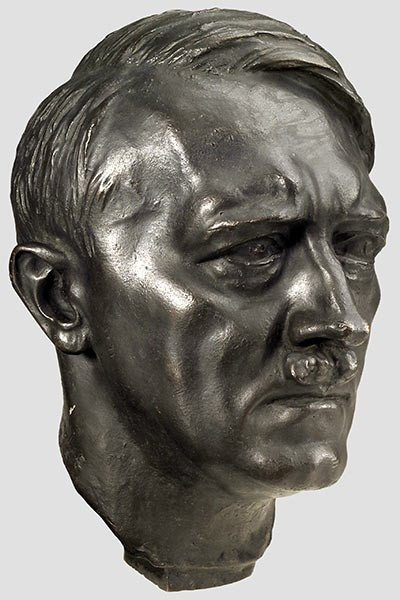
Buste d'Adolf Hitler réalisé par Arno Breker en 1938.

L'une des obsessions de Hitler était la transformation complète de Berlin. Dès son accession au pouvoir, il travaille sur des plans d'urbanisme avec son architecte Albert Speer. Il était ainsi prévu une série de grands travaux monumentaux à l'ambition démesurée, d'inspiration néo-classique, en vue de réaliser le « nouveau Berlin » ou Welthauptstadt Germania. La guerre contrariera ces projets, et seule la nouvelle chancellerie, inaugurée en 1939, fut achevée. La coupole du nouveau Palais du Reichstag aurait été 13 fois plus grande que celle de la basilique Saint-Pierre de Rome, l'avenue triomphale deux fois plus large que les Champs-Élysées et l'arche triomphale aurait pu contenir dans son ouverture l'arc de triomphe parisien (40 m de haut). Le biographe de Speer, Joachim Fest, discerne à travers ces projets mégalomanes une « architecture de mort ».
Hitler exige, pour les constructions dont il ordonne la réalisation, l'utilisation des matériaux les plus nobles, suggérant à ses architectes de passer outre aux réserves du ministre des finances, Lutz Schwerin von Krosigk. Voulant léguer des constructions (et leurs ruines, sur le modèle des ruines romaines) plus que les penser pour un usage contemporain, Hitler, malgré les réserves de son entourage, est enthousiasmé par la théorie de Speer sur la valeur des ruines, théorie inspirée par la vue des ruines d'un dépôt de tramways dynamité pour réaliser le Zeppelinfeld de Nuremberg. Cette théorie est reprise à de nombreuses occasions par Hitler dans ses discours lors de sessions du congrès du parti, ou dans les consignes architecturales qu'il donne pour la conception des plans des édifices dont il commandite la réalisation : ainsi, dès 1924, dans Mein Kampf, sans pour autant que la conception architecturale de Speer soit précisément théorisée, il évoque avec aigreur les ruines possibles du Berlin des années 1920. L'architecture promue par Hitler est conçue, non en fonction de son usage quotidien, mais de sa destruction, comme il le dit lui-même lors de la pose de la première pierre de la Krongresshalle de Nuremberg :
« Si jamais notre mouvement venait à devoir se taire, alors ce témoignage parlerait encore après des millénaires. Au milieu d'un bois sacré de chênes antiques, les hommes admireront avec une terreur sacrée ce premier géant des édifices du IIIe Reich ».
Ainsi, sur le modèle des ruines de Rome, il souhaite que le Reich qu'il édifie laisse derrière lui des indices matériels de sa grandeur passée.
En pleine guerre, Hitler se réjouit que les ravages des bombardements alliés facilitent pour l'après-guerre ses projets grandioses de reconstruction radicale de Berlin, Hambourg, Munich ou Linz.
Dans son bunker, il se fait livrer le 9 février 1945 par l'architecte Hermann Giesler une maquette de Linz, montrant les projets de reconstruction de la ville. Cette maquette fait alors l'objet d'un passage obligé de tous les visiteurs du Bunker, jusqu'à sa destruction, en avril.

#### Hitler et la musique
Arrivé au pouvoir, il fait surtout valoriser dans les cérémonies nazies les musiques de Richard Wagner et d'Anton Bruckner, ses favorites. En 1943, en visite à Linz, il se plaît à évoquer devant ses interlocuteurs, des gauleiters et certains ministres, dont Speer, ses souvenirs lors de sa découverte des œuvres de Wagner à l'opéra de la ville.

## Legs historique

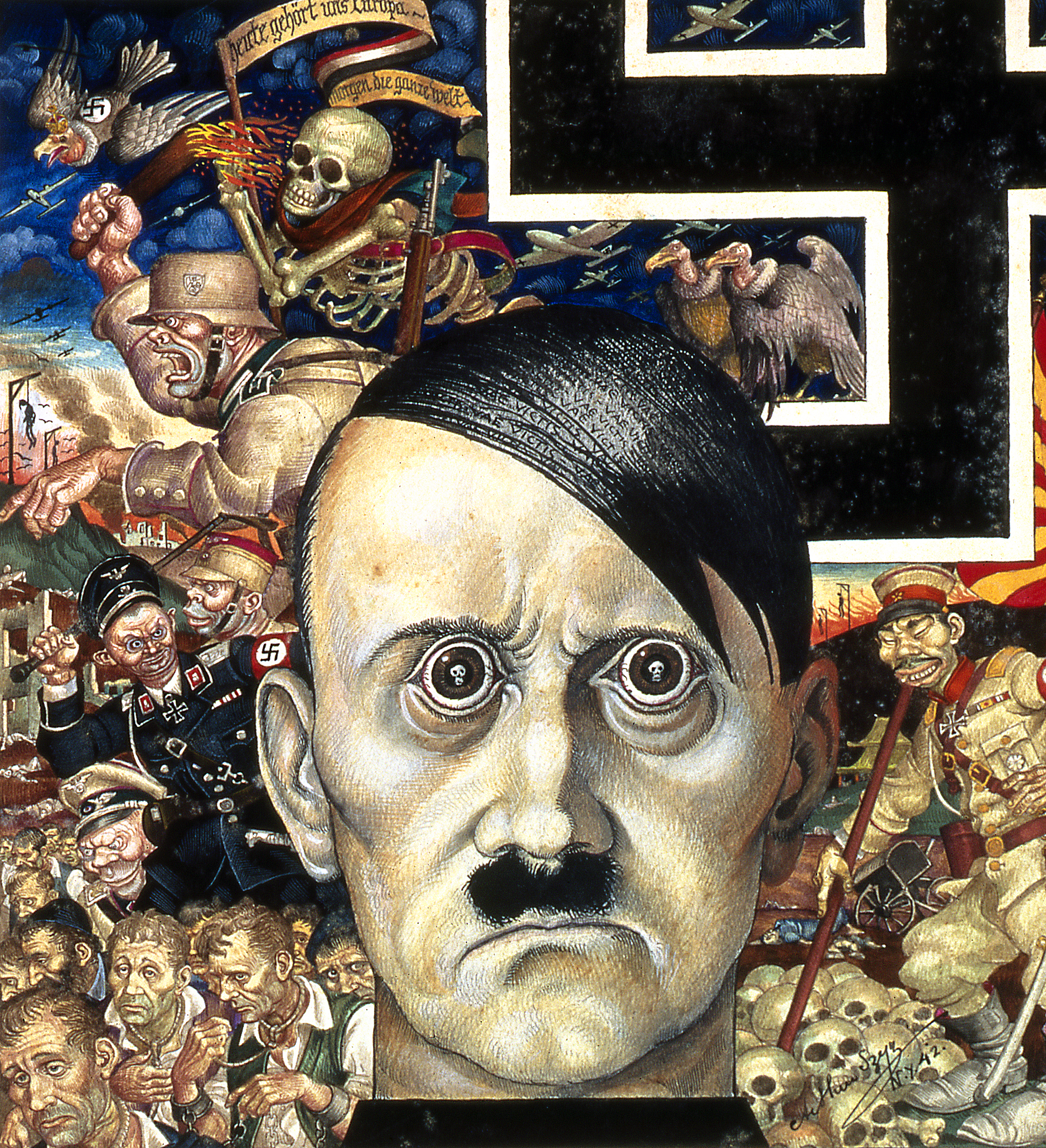
Anti-Christ, caricature d'Adolf Hitler par Arthur Szyk, New York, 1942.

Autocrate impitoyable et déshumanisé, dictateur totalitaire, raciste et eugéniste, Adolf Hitler a été surtout le principal responsable du conflit de loin le plus vaste, le plus destructeur et le plus traumatisant que l'humanité ait jamais connu, à l'origine de près de quarante millions de morts en Europe, dont vingt-six millions de Soviétiques. Environ onze millions de personnes ont été assassinées sur ses ordres, en raison des pratiques criminelles systématiques de son régime et de ses forces armées, ou en application de ses projets exterminateurs prémédités. Parmi elles figurent les trois quarts des Juifs de l'Europe occupée. « Jamais dans l'Histoire, pareille ruine matérielle et morale n'avait été associée au nom d'un seul homme », observe l'historien Ian Kershaw.
L'image de Hitler a été définitivement associée à ces crimes, en particulier avec la découverte des camps de la mort en avril-mai 1945, avec leurs monceaux de cadavres décharnés, leurs survivants squelettiques et hagards, leurs expériences pseudo-médicales, leurs chambres à gaz et leurs fours crématoires. Cette révélation macabre a achevé de trancher les débats antérieurs entre adversaires et partisans du personnage et de son régime. La redécouverte de la Shoah depuis les années 1970, puis du Porajmos depuis les années 1980, a recentré l'attention sur la spécificité des crimes raciaux qu'il a inspirés, tout en confirmant la nature intrinsèquement criminelle de son action et de son système.

### Bilan

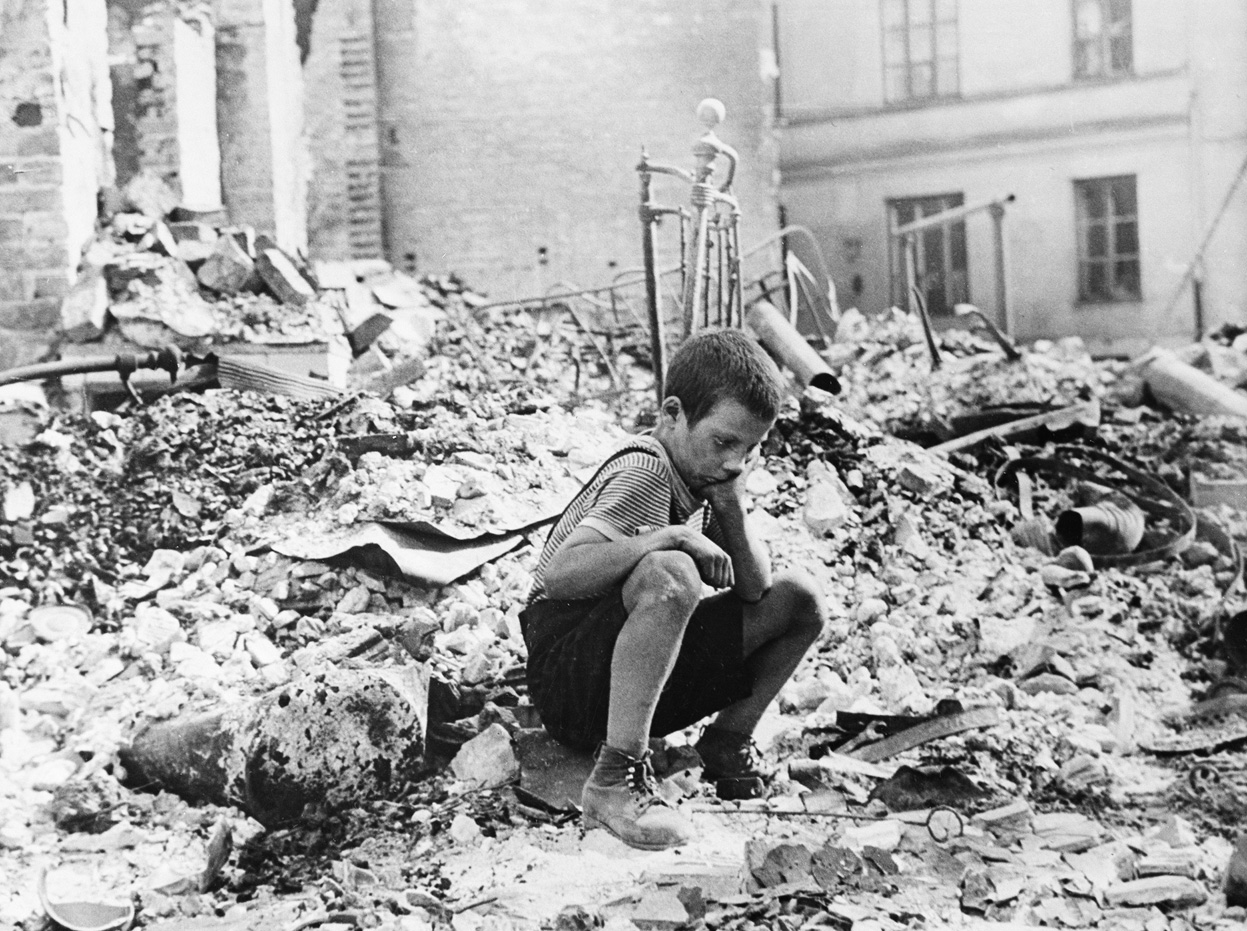
Enfant dans les ruines de Varsovie (septembre 1939).

#### Une catastrophe européenne
Le bilan humain est sans précédent. En trois années d'occupation, la terreur nazie a fait périr près du quart des habitants de la Biélorussie. La Pologne sous Hitler a perdu près de 20 % de sa population totale (dont 97 % de sa communauté juive, jusqu'alors la première du monde). L'URSS, la Grèce et la Yougoslavie ont perdu entre 10 et 15 % de leurs citoyens. À l'Ouest, la terreur et l'exploitation hitlériennes ont été moins barbares mais demeurent éprouvantes.
Entre 1940 et 1944, la France gouvernée par le Régime de Vichy a été le pays proportionnellement le plus pillé d'Europe, 30 000 habitants ont été fusillés sur place, des dizaines de milliers ont été déportés en camps de concentration dont beaucoup ne sont pas revenus et un quart de la population juive a été exterminée. La France a perdu 400 000 soldats tombés au combat, 1,8 million de prisonniers de guerre ont été détenus dans le Reich (dont plus de 200 000 astreints à travailler pour l'Allemagne) et plus de 600 000 civils ont été réquisitionnés pour le travail forcé en Allemagne.

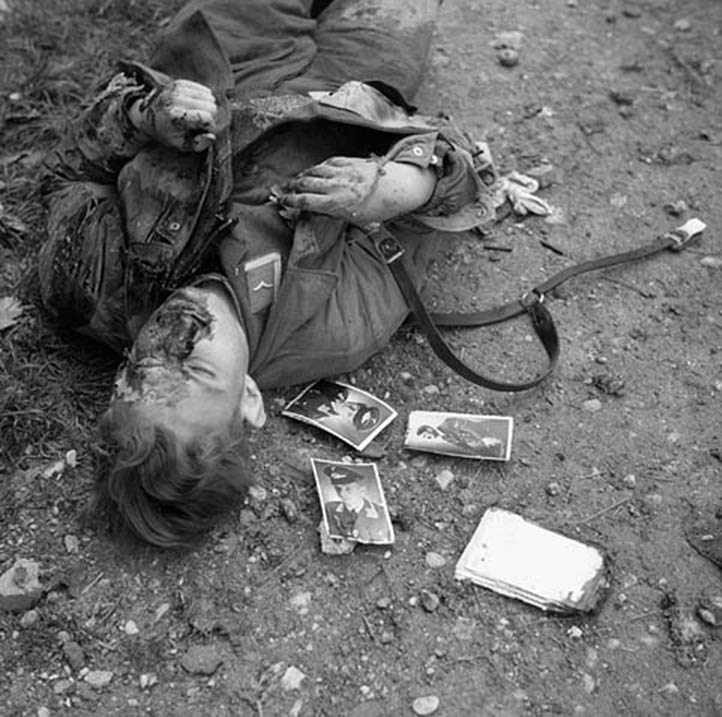
Soldat allemand tué en Italie, fin 1943.

Les pillages, les bombardements, les représailles et la politique de la terre brûlée ordonnés par Hitler ont dans l'immédiat largement aggravé le bilan matériel inégalé de la guerre. Des milliers de villes, de bourgs et de villages ont été détruits par la Wehrmacht et les Waffen-SS dans toute l'Europe. Minsk a été ainsi détruite à 80 %, Varsovie à 90 %. L'URSS compte au moins 25 millions de sans-abris et l'Allemagne 20 millions. Trente millions de réfugiés et « personnes déplacées » errent sur les routes d'Europe en mai 1945, en majorité en Allemagne.
Dans les pays occupés, en engageant la collaboration avec l'Allemagne, généralement sans obtenir aucune contrepartie, bien des responsables européens ont causé à leur pays de graves divisions civiles en raison de compromissions, voire de crimes, qui reviendront hanter durablement les mémoires nationales. De durs combats traumatisants ont opposé ennemis et alliés de Hitler en France occupée, dans l'Italie en guerre ou, à une échelle bien pire, dans l'État indépendant de Croatie, dirigé par les Oustachis. En Pologne, en Grèce et en Yougoslavie, les résistants au maître du Troisième Reich n'ont même pas pu s'entendre entre eux et se sont violemment combattus : la guerre civile grecque de 1946-1949, par exemple, est aussi un héritage de Hitler.

#### La fin d'un monde pour l'Allemagne
Les Allemands ne sont pas les derniers à avoir payé chèrement les ambitions démesurées de leur Führer, auquel ils ont toutefois globalement continué d'obéir jusqu'à la fin. Plus de quatre millions de soldats sont morts au front, laissant encore davantage de veuves et d'orphelins, et condamnant une génération à subir le déséquilibre durable du sex-ratio et de la vie de familles monoparentales. Ainsi, deux tiers des mâles allemands nés en 1918 n'ont-ils pas vu l'issue de la guerre. Toutes les grandes et moyennes villes allemandes ou presque sont en ruines, et 500 000 civils ont été tués par les bombes. Des centaines de milliers de femmes allemandes de tous âges ont été exposées aux viols de l'Armée rouge en 1945.
L'Allemagne même, dont Hitler prétendait faire la raison de son combat politique et de son existence, disparaît en tant qu'État et se retrouve divisée en tant que nation, entre Est pro-soviétique et Ouest pro-Euro-américain, et sa capitale Berlin connaît le même sort. Sous occupation militaire, l'Allemagne de l'Ouest ne recouvre des institutions démocratiques qu'en 1949 (sans la pleine souveraineté au début) et en réaction les Soviétiques instaurent dans leur zone d'occupation un État communiste qui tourne immédiatement à la dictature. Les deux Allemagnes ne sont réunifiées qu'en 1990. C'est seulement à partir de la réunification que Berlin, l'une des villes qui avaient le moins voté pour Hitler et que celui-ci n'avait jamais aimée, retrouvera sa position historique de capitale allemande après une douloureuse division de 40 ans.
En représailles aux crimes du Troisième Reich, plus de huit millions d'Allemands présents depuis des siècles ont été chassés en 1945 des Sudètes, des Balkans et de toute l'Europe centrale et orientale. Les Allemands de la Volga, considérés par Staline comme une cinquième colonne potentielle de Hitler, ont été déportés en Sibérie en 1941.
Le traumatisme hitlérien a aussi valu à l'Allemagne d'importantes amputations 
territoriales (son territoire actuel est inférieur d'un quart à celui du Reich de 1914) et la perte de son statut de grande puissance militaire, ses forces armées restant strictement limitées et interdites d'opération hors de ses frontières au moins jusque dans les années 1990. Sur le plan diplomatique, la division d'après-guerre a fermé jusqu'en 1973 les portes de l'ONU à la RDA et à la RFA (« géant économique et nain politique »). En revanche, sur le plan économique, le fidèle de Hitler Albert Speer avait su protéger le potentiel industriel de l'Allemagne malgré les intenses bombardements. L'industrie allemande est ainsi en grande partie intacte après-guerre, ce qui a permis de se demander si Hitler n'était pas le père inavouable du miracle économique allemand d'après-guerre, malgré les pillages menés notamment par les Soviétiques.

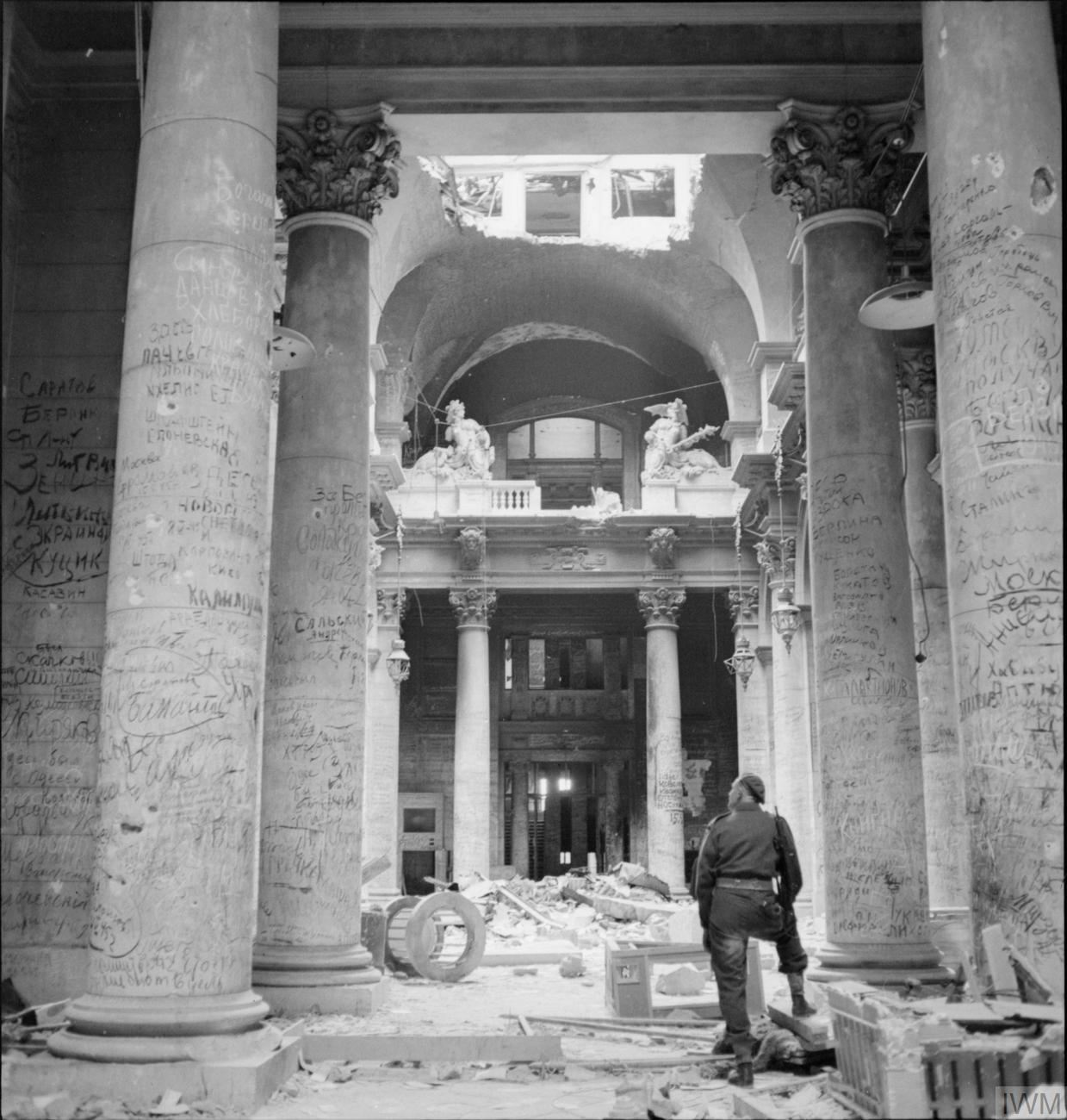
Le 3 juillet 1945, deux mois après la mort d'Adolf Hitler, un soldat britannique regarde les graffiti laissés par l'Armée rouge dans le Reichstag en ruines.

Le combat contre le « bolchevisme », dont Hitler avait fait un fondement de sa mission et un de ses thèmes de propagande les plus porteurs, s'achève sur un fiasco total. Non contents d'avoir chassé les troupes allemandes d'URSS, les Soviétiques sont entrés à Berlin et peuvent imposer leur domination à la moitié de l'Europe pour plus de 40 ans. Devenu le principal vainqueur de son ancien allié Hitler, Staline retire aussi de sa victoire sur ce dernier un immense prestige tant en Union soviétique que dans le monde entier.

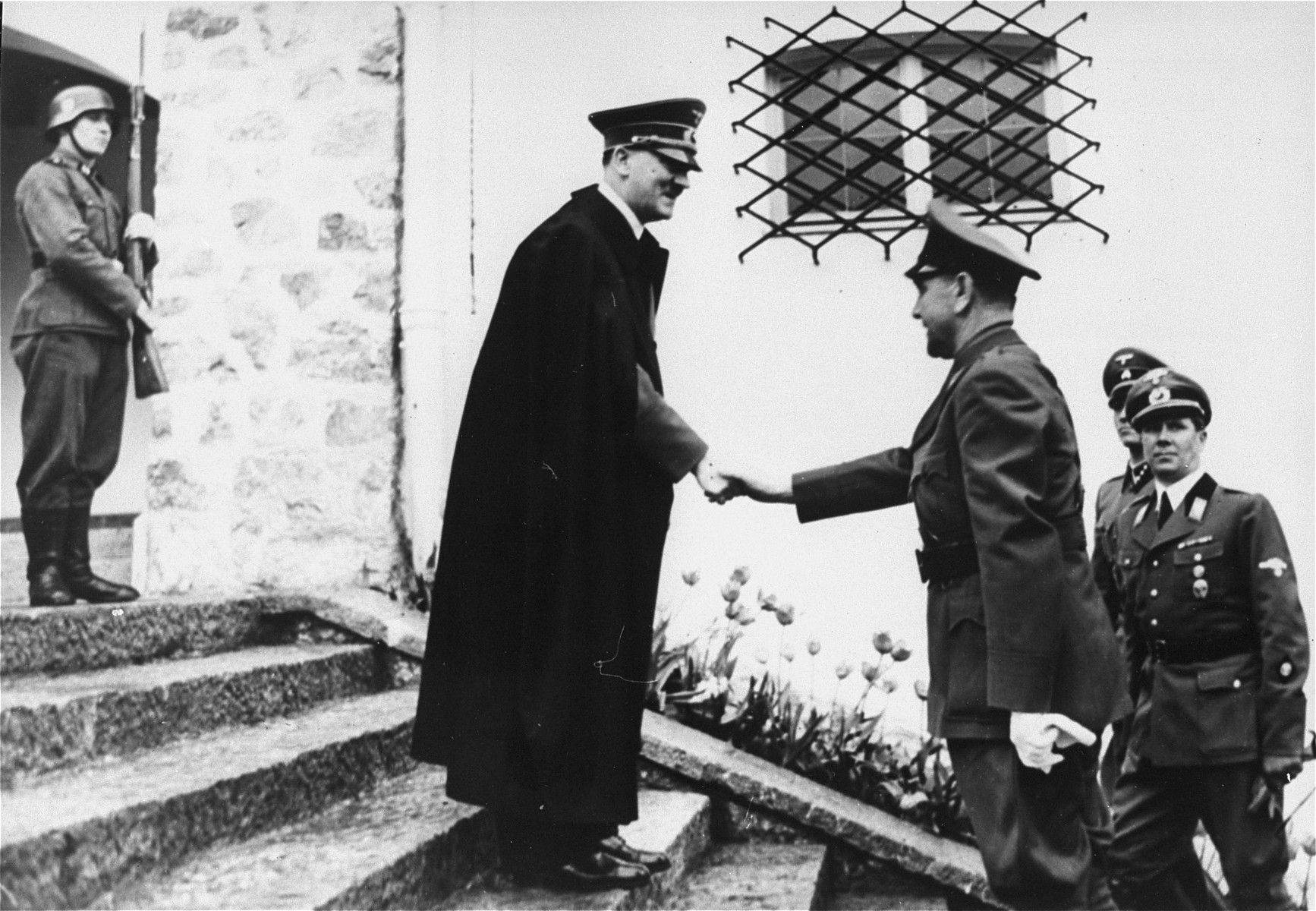
Adolf Hitler reçoit Ante Pavelić, dirigeant de l'État indépendant de Croatie, juin 1941.

#### L'extermination des Européens juifs
Spoliés et exterminés, les Juifs européens ont vu disparaître à jamais les foyers les plus brillants et dynamiques de leur culture, pourtant une composante remarquable des cultures européennes. Les fortes et anciennes communautés de Berlin, Vienne, Amsterdam, Vilnius ou Varsovie sont exterminées et dans l'impossibilité d'être restaurées. Les trois quarts des locuteurs du yiddish ont péri. De nombreuses marques de la culture juive ont disparu des paysages urbains. En Europe de l'Est, les survivants des camps sont souvent insultés, rejetés voire assassinés à leur retour au cours de plusieurs vagues de violence antisémite, en particulier par ceux qui les ont spoliés en leur absence. Il n'est pas rare alors d'entendre des Polonais ou des Tchécoslovaques regretter à haute voix que « Hitler n'a[it] pas fini le travail ». De nombreux juifs dont beaucoup d'orphelins connaissent alors les routes de l'exil et les camps de transit, et beaucoup préfèrent quitter leur foyer européen et leurs racines multiséculaires pour rejoindre la Palestine où un État juif s'efforce de se constituer.

### Mémoire et traumatisme moral

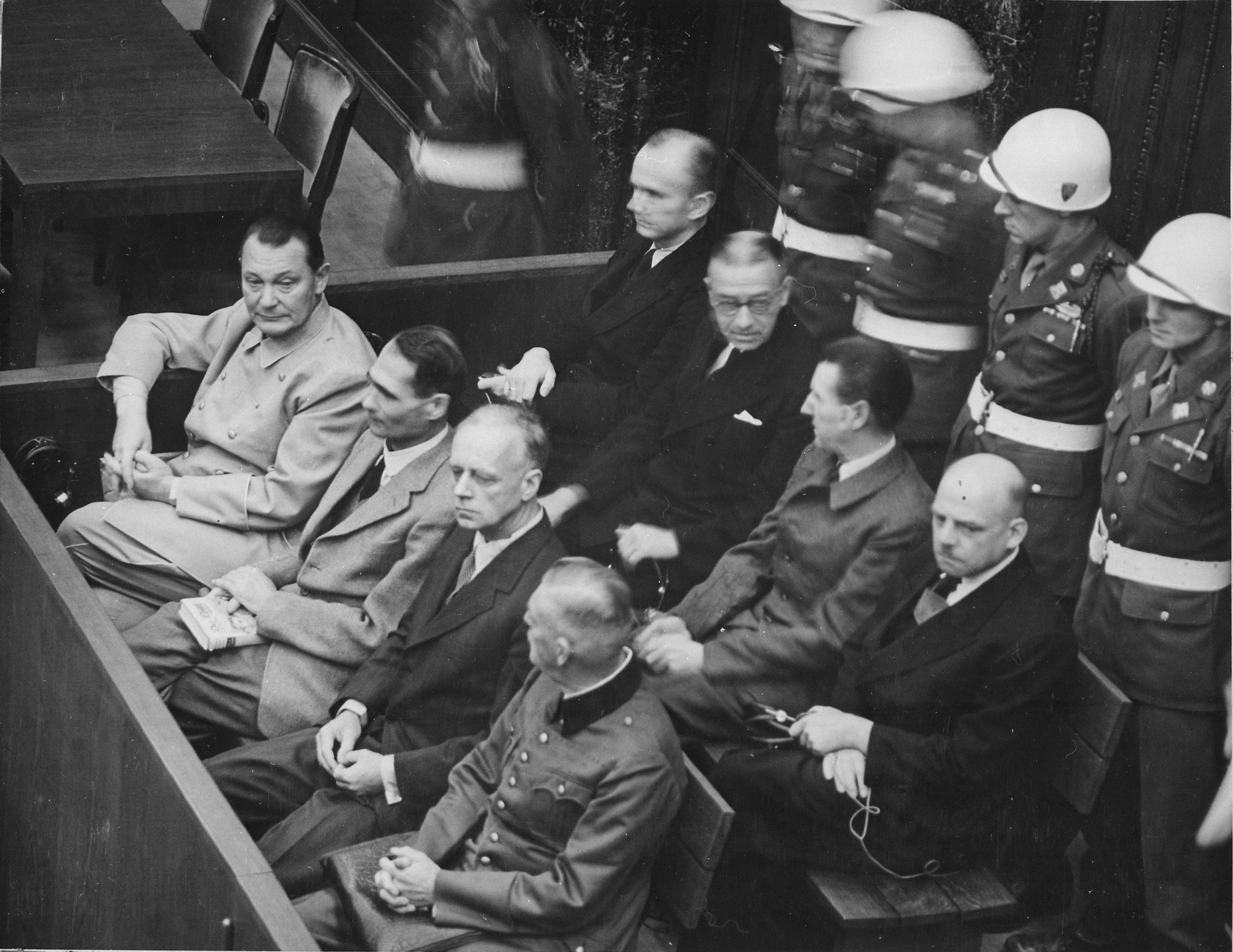
Procès des principaux responsables politiques et militaires du Reich à Nuremberg, 1946. Au premier rang, de gauche à droite : Göring, Hess, Ribbentrop, le maréchal Keitel ; au second rang : les deux amiraux Dönitz et Raeder, Schirach, Sauckel.
D'autres procès ont suivi.

Hitler est le principal absent du procès de Nuremberg mais malgré le mot d'ordre de Göring « Pas un mot contre Hitler », c'est sur lui que la plupart de ses subordonnés ont rejeté, à titre posthume, la responsabilité de leurs actes criminels. La plupart prétendirent n'avoir fait qu'obéir à ses ordres, et avoir ignoré l'essentiel de la réalité de son régime de terreur et de génocides.
La dénazification d'après-guerre n'empêcha pas maints anciens nazis de ne jamais être inquiétés, ou de faire des carrières politiques, économiques ou administratives prospères, en RFA comme en RDA. D'autres se sont réfugiés, via des filières d'exfiltration, en Amérique latine ou dans le monde arabe, continuant d'y entretenir le culte nostalgique du Führer et souvent d'y diffuser antisémitisme et négationnisme, tout en réutilisant les méthodes policières du Troisième Reich au profit de dictatures locales. D'autres furent employés par les services secrets américains, comme Klaus Barbie. Pratiquement aucun ancien responsable nazi n'a jamais fait acte de repentance, ni manifesté le moindre regret d'avoir suivi et servi Hitler.
La seule exception partielle notable est celle d'Albert Speer, ancien confident et ministre du dictateur, mais son complexe de culpabilité, exposé dans ses mémoires sur le Troisième Reich, se mêle à une fascination persistante pour Hitler, qui témoigne que le charisme du personnage faisait encore effet bien au-delà de sa mort et de la découverte de ses forfaits.
Hitler a brisé la continuité de l'histoire allemande. Il a mis en question jusqu'à la permanence et au sens même de la civilisation. Un des peuples les plus cultivés et les plus développés du monde s'est révélé en effet capable d'engendrer un Hitler, et de le suivre jusqu'au bout sans grande résistance, y compris dans des entreprises d'une barbarie à cette heure unique dans l'Histoire. Dès lors, la conscience allemande et européenne n'a cessé d'interroger les responsabilités du passé allemand dans l'avènement de Hitler, celle de la culpabilité des Allemands ayant vécu sous le Führer (Schuldfrage), mais aussi la responsabilité morale qui échoit en héritage aux générations ne l'ayant pas connu. Selon le mot de Tony Judt, « demander à chaque nouvelle génération d'Allemands de vivre à jamais dans l'ombre de Hitler, exiger qu'ils endossent la responsabilité de la mémoire de la culpabilité unique de l'Allemagne et en faire l'aune même de leur identité nationale était le moins qu'on pût exiger… mais c'était attendre beaucoup trop ».

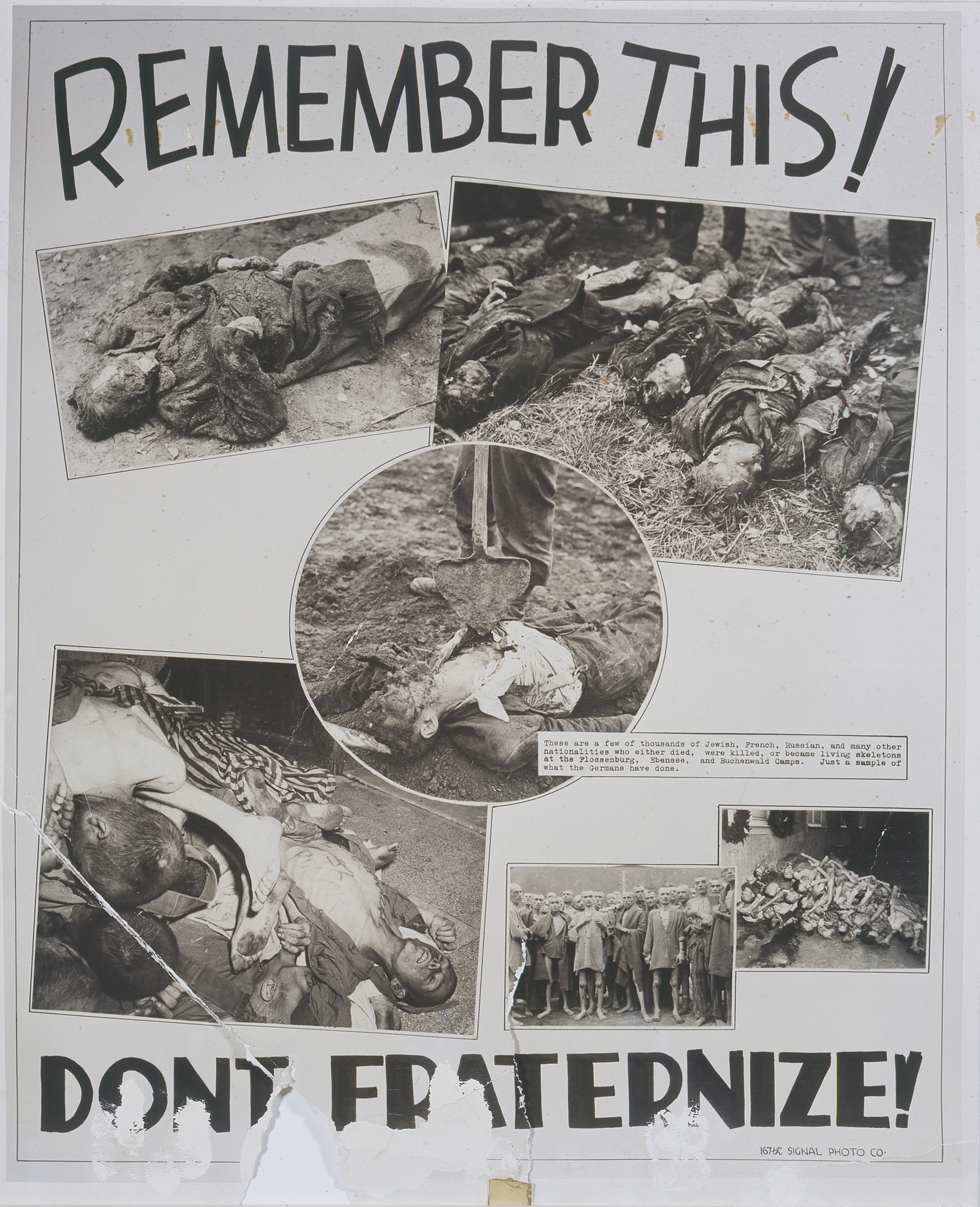
Souviens-toi de cela ! Ne fraternise pas ! stop.

En 1952, 25 % des Allemands sondés avouaient avoir une bonne opinion de Hitler et 37 % trouvaient bon de n'avoir plus aucun Juif sur leur territoire. En 1955, 48 % considéraient encore que Hitler, sans la guerre, resterait l'un des plus grands hommes d'État que leur pays ait jamais connu. Ils étaient encore 32 % à soutenir cette opinion en 1967, surtout parmi les plus âgés. Encore à partir des années 1980, la résurgence de phénomènes néonazis ultraminoritaires mais très violents a pu aussi inquiéter. Ces groupes sont reconnaissables entre autres à leur pratique du salut nazi ou lorsqu'ils commémorent bruyamment l'anniversaire de la naissance et de la mort du Führer.
Le renouvellement des générations, l'affaiblissement à partir des années 1960 des tabous publics et privés empêchant de parler d'une Hitlerzeit (ou Hitlerdiktatur) traumatisante et compromettante, la redécouverte de la singularité du génocide des Juifs à partir des années 1970, la lutte contre le négationnisme, ont permis par la suite d'éradiquer en bonne partie les sympathies ou nostalgies latentes pour Hitler et son régime en Allemagne et en Autriche.
Hitler est aussi revenu hanter périodiquement la mémoire collective des autres pays. Surtout à partir des années 1960-1970, on redécouvre un peu partout qu'un des plus grands criminels de l'histoire a bénéficié jusque chez soi de soutiens indispensables, de relais, de délateurs — ou tout simplement d'indifférences, de passivités et de complaisances plus ou moins lourdes de conséquences humaines et morales. La France ne reconnaîtra qu'en 1995 la responsabilité de l'État pétainiste dans les déportations de Juifs. Même des États neutres tels que la Suisse ou le Vatican ont vu mettre âprement en question les ambiguïtés de leur attitude face à l'Allemagne nazie.
Même à l'Ouest, la guerre contre Hitler n'avait jamais été conçue comme une guerre pour sauver les Juifs. La spécificité raciste et exterminatrice du nazisme avait rarement été perçue des contemporains. Les pouvoirs publics et l'opinion s'étaient plus attachés, dans l'après-guerre, à célébrer les résistants et les soldats qui avaient combattu le dictateur (perçu d'abord comme l'agresseur étranger et l'oppresseur de la nation) qu'à commémorer ses victimes, souvent réduites au silence. Ce n'est qu'après le procès Eichmann en 1961 et avec la redécouverte de l'ampleur et de la nature génocidaire de la Shoah dans les années 1970, que le monde occidental la perçoit comme le principal crime du Führer.
Paradoxalement, l'auteur de Mein Kampf a sans doute été le fossoyeur involontaire du vieil antisémitisme européen : largement répandu avant-guerre comme une opinion parmi d'autres, l'antisémitisme est, après lui, devenu définitivement un tabou dépourvu de tout droit de cité en Occident, ainsi qu'un délit passible de la rigueur des lois.
À travers tout l'Occident, un vaste effort de pédagogie à travers l'école, les médias, les productions littéraires et culturelles, les témoignages de survivants, a permis de familiariser le grand public avec l'ampleur des crimes du Troisième Reich. Aussi le nom de Hitler évoque-t-il spontanément et durablement, dans les masses, l'idée même du criminel absolu.
En 1989, pour marquer le centenaire de sa naissance, un Monument contre la guerre et le fascisme a été érigé devant sa maison natale.

## Antisémitisme
Selon Hitler, les Juifs sont des « parasites » ou une « vermine » dont il faut débarrasser l'Allemagne et le monde. Face à cet ennemi fantasmé et protéiforme, l'« empoisonneur universel de tous les peuples », incarnation du mal absolu et menace mortelle pour le peuple allemand, Hitler, Führer à la volonté inébranlable, se perçoit et est perçu par ses compatriotes comme le plus efficace des remparts, pratiquement jusqu'à la fin de la guerre.

### Fondements
Cette conviction se développe durant ses années de jeunesse, passées dans la Vienne très fortement antisémite de la première décennie du XXe siècle, marquée par l'essor du mouvement chrétien social autour de Karl Lueger et du mouvement pangermaniste, groupé en Autriche autour de Georg Schönerer. Il rend les Juifs responsables des évènements du 9 novembre 1918 et donc de la défaite et de la révolution allemande, ainsi que de ce qu'il considère comme la décadence culturelle, physique et sociale de la prétendue civilisation aryenne.
Durant cette période, la multiplication des brochures et autres textes nationalistes fournit une caisse de résonance appréciable à l'idée que les Juifs sont responsables des évènements de 1917 en Russie et de 1918-1919 en Allemagne, dans un contexte de guerre civile et de troubles révolutionnaires réprimés brutalement par l'alliance de circonstance de certains sociaux-démocrates et de l'extrême-droite : l'ensemble de cette propagande insiste sur la forte présence de Juifs parmi les cadres révolutionnaires ; ces feuilles, qui soulignent également la violence des pratiques révolutionnaires, instillent l'idée que les communistes soit sont manipulés par les Juifs, soit aspirent à asseoir la domination juive, basée sur la terreur, en Europe. Cette domination se matérialiserait par l'exploitation sans limite de l'humanité au profit des Juifs, pour qui le travail serait un châtiment : incapable de travail, le Juif ne pourrait qu'exploiter le travail des autres.
À la base de l'antisémitisme se trouve l'idée que la race est tout, qu'il est inutile de vouloir lutter contre la nature profonde du peuple, de la race à laquelle on appartient : pour Hitler, les Juifs sont donc pris dans leur totalité, le sang définissant la race et l'ensemble des caractères qui en découlent.

### Formation et évolution
Au cours de sa période autrichienne et plus particulièrement à Vienne, Hitler, est fortement influencé par les publications qu'il semble dévorer. Il développe un antisémitisme virulent qui se renforce lors de l'annonce de la défaite de 1918, selon un mécanisme qui affecte l'ensemble des mouvements nationalistes, dans le contexte bavarois de la république des conseils : une partie non négligeable des membres du Conseil central étant d'origine juive, cette expérience révolutionnaire confirme Hitler dans ses choix politiques et son antisémitisme virulent. Il s'y trouve d'ailleurs encouragé par la lecture fréquente des tracts d'extrême-droite qui circulent parmi les troupes encasernées à Munich.

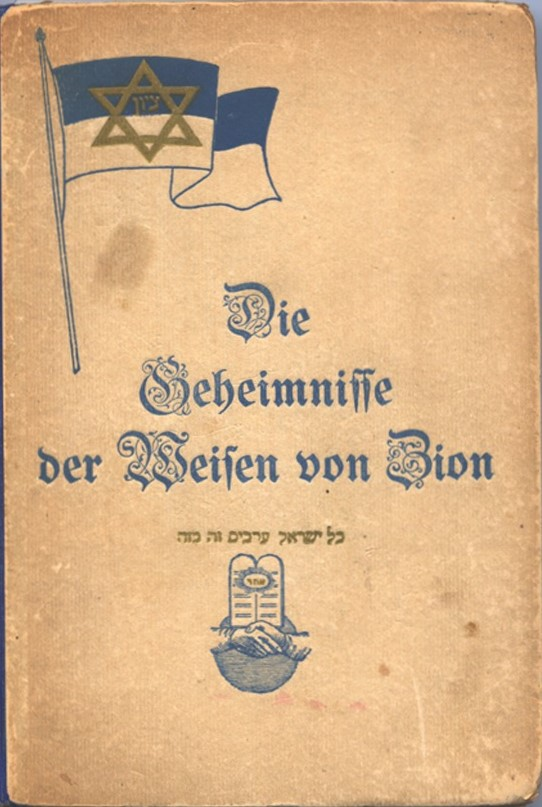
Édition allemande des Protocoles des Sages de Sion, 1920.

À l'automne 1919, encore membre de la section de propagande de l'armée, il adhère à un groupuscule, le DAP, que rien ne distingue des autres partis politiques d'extrême-droite qui pullulent en Bavière : antisémite et pangermaniste, ce parti développe un programme axé sur l'annulation des clauses du traité de Versailles ; sous l'influence de Gottfried Feder qui l'initie à l'économie, son antisémitisme est alors très fortement teinté d'anticapitalisme ; mais la fréquentation d'Allemands de la Baltique, Alfred Rosenberg notamment et du Bavarois Dietrich Eckart oriente cet antisémitisme sur d'autres voies : des premiers, il garde l'idée du caractère juif du bolchevisme russe, de la conspiration juive internationale, et la croyance en l'authenticité des Protocoles des Sages de Sion, du second, le concept du Juif sans âme, opposé à la réalisation du vrai socialisme en Allemagne, lequel serait rendu possible par une révolution authentiquement allemande, qui aboutirait au départ des Juifs d'Allemagne.
Sous l'influence de Rosenberg, il accentue sa réflexion autour des Protocoles des Sages de Sion : pour Hitler, qui ne perçoit pas que le document n'est qu'une mystification, les Protocoles montrent que capitalisme et bolchevisme seraient les deux facettes de la conspiration menée par les Juifs pour imposer au monde une idéologie à laquelle seule l'Allemagne peut s'opposer en prenant la tête d'un combat racial sans pitié. Ce combat est en réalité, selon Hitler, le combat entre l'idéalisme, défendu par l'Allemagne, et le matérialisme, moyen trouvé par les Juifs pour imposer leur domination. Incarnée par la Russie bolchevique, cette conception matérialiste de l'existence, qui doit être combattue avec la plus grande fermeté, se trouve à la base de la réorientation des objectifs de la politique étrangère de l'Allemagne régénérée par le national-socialisme : jusqu'en 1922, les principales revendications visent à annuler l'intégralité des clauses du traité de Versailles ; à partir de 1922, Hitler, aiguillonné par son antisémitisme alors en pleine évolution, souhaite réorienter la politique étrangère allemande pour constituer un empire continental aux dépens de la Russie bolchevique. Ainsi, la conquête de vastes terres à l'est constitue le but issu de la synthèse entre l'antisémitisme et l'antimarxisme de Hitler. À la base de cette réorientation des objectifs expansionnistes se trouve une double influence : tout d'abord l'influence d'Allemands de la Baltique, autour de Rosenberg, qui commence à jouer un rôle non négligeable dans la formation du corpus idéologique du nazisme, et ensuite, une réflexion sur l'Empire colonial allemand et les conséquences de sa création sur les relations germano-britanniques. Cette réorientation entraîne celle de l'antisémitisme hitlérien : le Juif, archétype de la négation de la germanité, devient le Judéo-Bolchevik, incarnation du Juif, archétype racial du parasite corrupteur et dissolvant des races pures, « vampire » prospérant sur les décombres et la misère, comme dans la Russie bolchevique. Pour faire face à cette menace, une guerre des races sans merci doit être livrée au Juif (et à ses alliés) par les Allemands, préalablement renforcés et régénérés par la recherche systématique de la pureté de la race.
Dietrich Eckart, mort à Noël 1923 dans les Alpes bavaroises, joue lui aussi un rôle essentiel dans le développement des idées antisémites de Hitler. Dans son ouvrage, Le Bolchevisme de Moïse à Lénine : dialogue entre Hitler et moi (en réalité, un texte écrit par Eckart seul, mais qui développe des idées proches de celles de Hitler à l'époque), il développe l'idée d'une association entre la révolution en Russie, d'une part, et un fantasmagorique projet juif de domination du monde qui plonge ses racines dans l'histoire la plus ancienne : le Juif est ainsi perçu comme une incarnation du Mal, à la recherche de la domination totale du monde, prélude à sa destruction. Pour lui, ce projet mortifère doit non seulement être révélé à l'opinion, mais aussi combattu avec la dernière énergie. La victoire totale du peuple allemand est donc la seule voie de rédemption pour les peuples qui désirent briser leurs chaînes, et elle suppose l'élimination complète des Juifs d'Europe. Cette issue eschatologique de la lutte suppose un adversaire hors du commun, une négation absolue de l'humanité, que la race aryenne se doit d'affronter non seulement pour la domination du monde, mais aussi pour la sauvegarde de la civilisation : sans quoi,
« il n'y aura plus d'hommes à la surface de la terre », écrit Eckart. La formulation de cet objectif est à mettre en parallèle avec la description que Hitler fait des Juifs dans Mein Kampf : sous-humanité grouillante et menaçante, qui s'insinue partout comme des bacilles et des microbes et cause, chez les peuples qu'elle infecte, l'inconscience de sa présence, ce qui la rend davantage encore menaçante. Dans tous ces cas, Hitler développe de multiples adaptations, dans le contexte de l'essor de la recherche microbienne, du Juif errant, fantomatique, cadavérique, corrupteur et surtout éternel.

### Manifestations
Tout au long de sa carrière politique, Hitler multiplie les prises de positions antisémites, que ce soit devant ses proches, dans ses discours publics, devant ses hôtes étrangers, ou devant des membres de l'appareil d'État allemand.

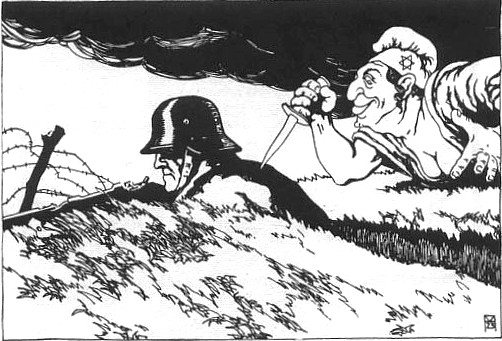
Carte postale autrichienne antisémite illustrant la Dolchstoßlegende, 1919.

Dès l'été 1919, alors qu'Hitler est chargé de la rééducation des prisonniers allemands rapatriés en Bavière, il envoie à l'un de ses supérieurs hiérarchiques, à la demande de celui-ci, un courrier sur le « problème juif » : dans cette lettre, le plus ancien témoignage de l'antisémitisme de Hitler, celui-ci assimile le Juif à une race, qu'il est nécessaire de combattre. Il recommande le retrait des droits civiques et le bannissement du Reich. De plus, dans une rhétorique anticapitaliste, il estime les Juifs âpres au gain, attirés par l'« Or qui brille ».
Ainsi, dès 1919, les Juifs sont pour Hitler responsables à la fois de la défaite (il développe d'ailleurs l'idée qu'il eût été nécessaire d'exterminer 15000 Juifs judicieusement choisis pour gagner la guerre), de la révolution (même si ce rapport est étonnamment muet sur le « complot judéo-bolchevique » : c'est en effet à cette époque qu'il commence à rapprocher marxisme et projet juif de domination du monde) et des conditions dans lesquelles le Reich a traversé le conflit (il requiert d'ailleurs la peine de mort par pendaison pour les profiteurs de guerre juifs).
Peu de temps après, ces thèmes sont repris par Hitler, orateur principal du DAP, lors de réunions dans les brasseries de Munich et dont la presse commence à rendre compte, au vu de l'hystérie qu'elles déchainent. Durant cette période, sous l'influence de Gottfried Feder il développe aussi l'idée d'un socialisme spécifiquement allemand, dans lequel le Juif joue le rôle de repoussoir absolu : en effet, spéculateur par essence, le Juif se sert du capital financier pour accéder à la domination du monde, par opposition aux Allemands, qui s'appuient sur le capital industriel, créateur de richesses.

#### Antisémitisme et antimarxisme

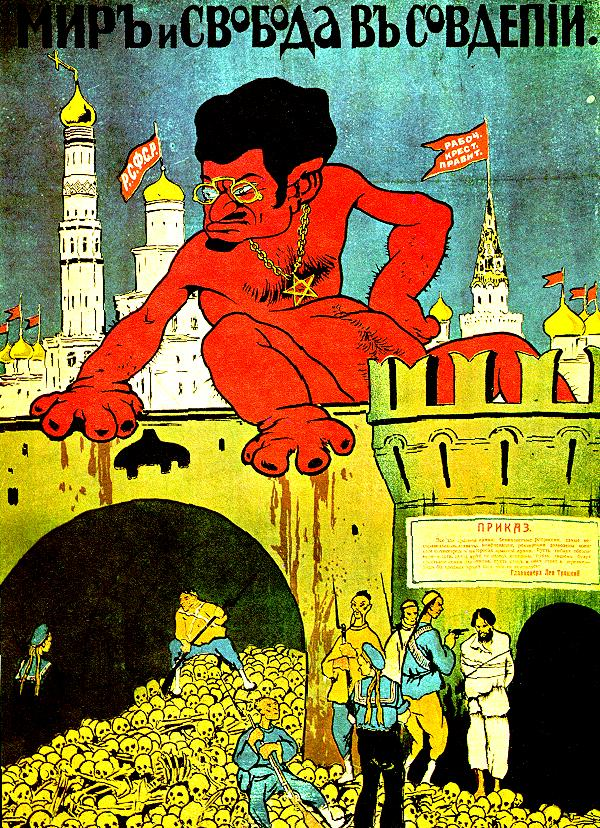
Caricature de Léon Trotski portant une étoile rouge similaire à l'étoile de David.
Affiche de propagande des armées blanches, 1919.

Si la pensée de Hitler est de longue date à la fois antimarxiste et antisémite — bien que ce dernier trait soit plus marqué que le premier —, au début de l'année 1920 les deux courants de pensées vont progressivement se confondre chez lui sous l'influence de Max Erwin von Scheubner-Richter et d'Alfred Rosenberg, « dans l'image catalytique de la Russie Bolchevique ». À partir de la mi-1922, un antimarxisme plus radical apparaît dans ses discours, selon lequel le but du NSDAP est l'« extirpation » et l'« annihilation » de la vision marxiste du monde. Dans ses prises de positions de 1923, Hitler fait même du marxisme « l'unique et mortel ennemi » du parti nazi. Il apparait que cet infléchissement est probablement opportuniste, l'antimarxisme étant plus porteur électoralement que l'antijudaïsme, notamment pour séduire la Bavière.
Ainsi, Mein Kampf est, au-delà de son antisémitisme virulent, un ouvrage également antimarxiste. Il y qualifie le marxisme de « doctrine juive » et de « fléau mondial » à l'éradication de laquelle il appelle. Pourtant, comme Ian Kershaw le souligne, si Hitler affirme avoir lu Marx à Vienne en 1913 et dans sa prison à Landsberg, « rien n'indique qu'il se soit jamais attaqué aux écrits théoriques du marxisme » ; « sa lecture n'avait qu'une fin purement instrumentale […] Il y trouvait ce qu'il cherchait ». Néanmoins, quand des journalistes lui font remarquer l'infléchissement de son discours vers un anti-marxisme plus appuyé, Hitler explique qu'il avait été jusque-là trop clément à ce sujet. Mais il ajoute que la rédaction de Mein Kampf lui a fait réaliser combien la « question juive » était, au-delà du peuple allemand, un « fléau mondial ».

#### Vie politique du Reich
À partir de son adhésion au DAP, Hitler formule les thèmes qu'il exploite jusqu'à la fin de sa vie. Ainsi, dans un discours prononcé en août 1920, il exploite le champ lexical de la biologie pour donner plus de poids à son antisémitisme : le Juif, microbe vecteur et responsable de tuberculose raciale, doit être combattu au sein du peuple ; l'immunisation contre ces germes se fera par l'exil ou la relégation de ces porteurs de germes dans des camps de concentration. Après sa libération, Hitler multiplie les attaques antisémites, malgré sa prudence qui caractérise dans cette période ses prises de position sur les thèmes ayant trait à la politique internationale ; en effet, durant la période 1925-1932, il désigne à la vindicte de son auditoire les Juifs comme les responsables de l'ensemble des maux qui frappent l'Allemagne, mais toujours selon des procédés oratoires extrêmement travaillés, voire inédits.
Parallèlement à la mise en avant de cette obsession, Hitler sait cependant ne pas mettre ce sujet en avant en cas de nécessité : durant toute la période 1925-1933, il alterne calcul froid et fureur mal contenue, mâtinée de fanatisme idéologique dès qu'il est question d'antisémitisme. Le 28 février 1926, devant les membres d'un cercle nationaliste et conservateur de Hambourg, ou encore, lors de son discours de 1932 devant des industriels réunis à Düsseldorf, la question juive est à peine évoquée, à de rares exceptions près, lors d'un discours du 25 juin 1931, notamment dans la période comprise entre les élections de septembre 1930 et le 30 janvier 1933, surtout en présence de représentants de la presse étrangère, qui le croit alors assagi. Mais cette absence (ou quasi-absence) alterne avec des moments d'une rare violence : durant l'été 1932, par exemple, les pourparlers en vue de la constitution d'un gouvernement Schleicher-Hitler qui allaient bon train sont brutalement remis en cause par l'assassinat par des SA d'un militant communiste de Haute-Silésie. Ceci et la condamnation à mort des assassins déclenche chez Hitler une rage antisémite sans mesure, rapportée par ses proches.

#### Arrivée au pouvoir de Hitler

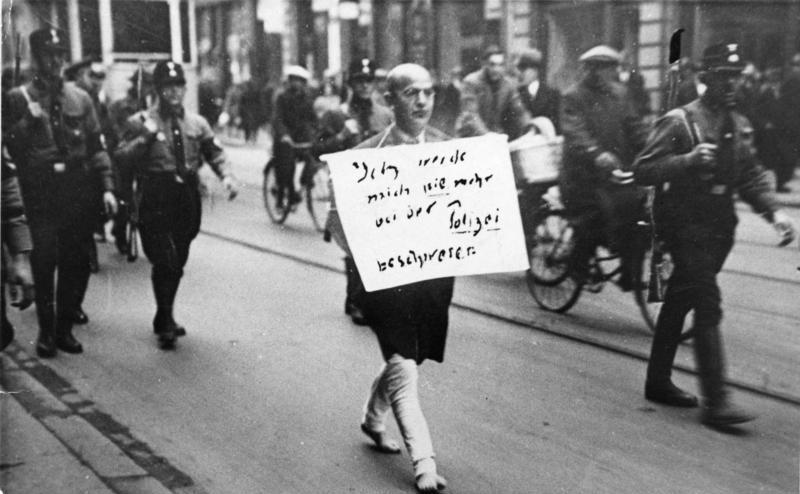
Membres de la SA forçant l'avocat juif Michael Siegel à marcher dans la rue en brandissant une pancarte qui proclame : Je ne porterai plus jamais plainte auprès de la police (mars 1933).

À partir de 1933, le NSDAP est en mesure d'appliquer, sur ce point du moins, une partie de son programme ; l'utopie explicitée durant la période précédente peut alors être progressivement mise en place. Cependant, à toutes les phases de l'application de ce programme, entre 1933 et 1945, Hitler reste publiquement en retrait, n'intervient pratiquement pas lors de leur réalisation pratique, se contentant de menaces générales à des fins de propagande.
Une fois installé au pouvoir, Hitler dispose des moyens de mener à bien les « prophéties » qu'il a multipliées au fil des années 1920, mais il est alors au pied du mur car le parti en attend la mise en œuvre ; certains thuriféraires, groupés notamment autour de Himmler, se proposent alors de réaliser l'utopie du vivant même de son prophète, alors que même que celui-ci n'en avait envisagé la réalisation que sur plusieurs générations.

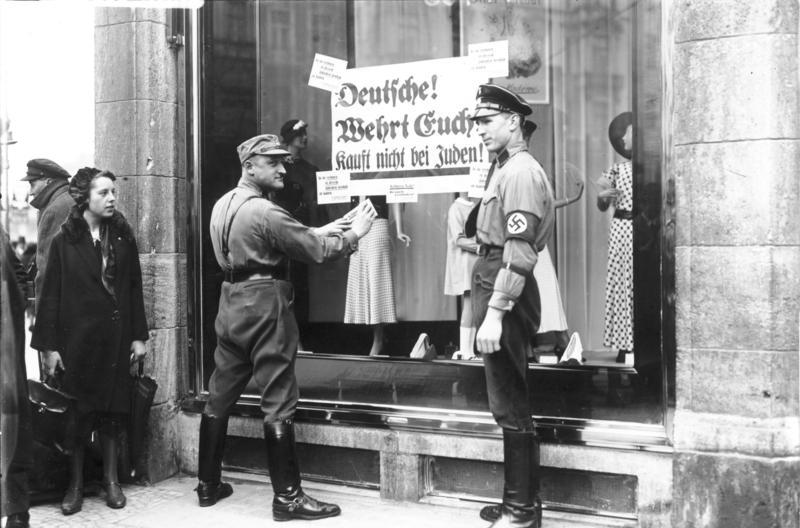
Membres de la SA en avril 1933, apposant sur la vitrine d'un commerce juif des pancartes qui proclament :
Allemands !
Défendez-vous !
N'achetez pas chez les Juifs !

Cependant, dans la période 1933-1936, Hitler reste relativement mesuré sur la question juive : il est en effet sensible aux arguments développés par certains de ses ministres. Schacht, par exemple, dans un memorandum du 3 mai 1935, insiste sur les conséquences sur les exportations de la campagne antisémite de 1935, orchestrée par Streicher et Goebbels. Mais cette mesure est compensée à la fois par sa tendance à ne pas remettre en cause certaines expressions publiques de l'antisémitisme et par l'emploi, par les cadres du parti, du fameux Führerprinzip qui leur laisse toute possibilité de légiférer à partir des idées générales de Hitler ; dès septembre 1935, le Reichstag promulgue, à la demande de Hitler, un nouveau cadre juridique pour les Juifs allemands, les transformant en sujets du Reich, lois qu'il assume devant l'opinion internationale en invoquant le péril bolchevique. Ainsi, ne souhaitant pas revenir sur l'antisémitisme d'État, Hitler, appuyé sur Hess, en atténue la portée par la légalisation du statut des Juifs, de façon à limiter les désordres provoqués par les déchaînements désordonnés des militants du NSDAP. Par exemple, au sujet des placards antisémites dans les rues lors des Jeux olympiques de 1936 et après de nombreux échanges, Hitler tranche en faveur d'une ligne modérée : la disparition des panneaux les plus extrémistes et leur remplacement par des formules du type : « les Juifs sont indésirables ici ». Mais ces mesures de modération sont contrebalancées par l'emploi du Führerprinzip par un certain nombre de cadres nazis, qui s'appuient sur les grandes lignes politiques édictées par Hitler au cours d'entretiens plus ou moins formels avec ses proches et des membres du NSDAP : les cadres du régime, dans le contexte de la polycratie national-socialiste, sont en réalité en compétition constante et sont obligés, s'ils veulent conserver leur poste, d'anticiper constamment les souhaits de Hitler, d'où une constante surenchère, y compris dans les manifestations antisémites, que Hitler, sans les cautionner dans un premier temps, valide a posteriori, par une loi ou un décret.
Conscient de la nécessité d'un accord avec les conservateurs avec lesquels les nazis partagent le pouvoir, Hitler est obligé de donner alternativement dans tous les domaines des gages aux conservateurs d'une part, aux membres du parti de l'autre. La décapitation de la SA ayant donné des gages à l'armée, les lois de 1935 sont en réalité aussi des gages donnés à la base du parti : promulguées par le Reichstag durant sa session de 1935 à Nuremberg (en même temps que le congrès du parti), elles fixent les rapports qui pourront dorénavant exister entre les Juifs du Reich, réduits au rang de sujets, et les citoyens allemands. Ce cadre légal ainsi défini pour les Juifs du Reich a pour conséquence de diriger vers un objectif précis l'enthousiasme antisémite nazi, à la suite du choix par Hitler de l'une des versions du projet de loi rédigées par le ministère de l'intérieur, dont il modifie au crayon la qualité des personnes visées : alors que les projets ont laissé de côté les Juifs issus de couples mixtes et que les extrémistes souhaitent au contraire les placer sous la rigueur de la loi, Hitler suit ces derniers et ajoute les Mischlinge ; par ce choix, il coupe court à toute critique et objection technique, et place ses fonctionnaires devant le fait accompli.

#### Durcissement de la politique antisémite
L'année 1936 marque un tournant dans l'évolution intérieure du régime nazi, avec la montée en puissance de Göring et Himmler à des postes clés de l'appareil d'État allemand. C'est également à partir de ce moment que la politique antisémite menée dans le Reich s'infléchit vers davantage de dureté et de violence. Hitler, à partir de 1936, radicalise ses positions publiques sur la question des Juifs.
Liés au Bolchevisme, les Juifs constituent la menace suprême qui guette le peuple allemand, comme Hitler le précise lors des congrès du parti en 1936 et en 1937 : le Juif est non seulement l'ennemi du peuple allemand mais aussi de l'humanité tout entière, qu'il est nécessaire d'anéantir sous peine d'être anéanti à sa place. Reprenant les thèmes des débuts du nazisme, Hitler participe ainsi à la diffusion dans le Reich d'un nouveau climat antisémite, encore plus brutal que durant la période précédente. Le 12 février 1936, lors des funérailles de Wilhelm Gustloff (représentant du NSDAP en Suisse, assassiné par un étudiant juif), et malgré la trêve des Jeux Olympiques, Hitler appelle à supprimer totalement la « peste juive ». Lors de la préparation du congrès de 1936, il laisse la bride sur le cou à Goebbels et Rosenberg afin de leur permettre de multiplier les mesures antisémites.
Les interventions de Hitler en 1937, et pas seulement lors du congrès du parti, renforcent cette tendance. Lors du congrès du NSDAP, son discours reprend les thèmes du dialogue de 1923 avec Eckart : le Juif fauteur de révolution, doit être combattu pour la défense de la civilisation. Ainsi, il indique la vraie portée du combat qui se prépare, à savoir la défense de la civilisation, tout en prétendant que le parti bolchevique est composé à 80 % de Juifs, ce qui lui permet d'illustrer le thème du Judéo-bolchevisme. Mais il doit également composer avec la base du parti, plus vindicative que lui et poussant à des mesures extrémistes, notamment en ce qui concerne le marquage des magasins détenus par des Juifs : de crainte d'être débordé, non seulement il permet le marquage par les commerçants allemands de leurs magasins, mais aussi, il calme ses troupes en réaffirmant sa volonté d'anéantir les Juifs d'Europe.
Au printemps 1938, Hitler donne une impulsion supplémentaire à la législation antijuive en ordonnant à ses services de la chancellerie du Reich une enquête sur les couples mixtes et les ascendants des fonctionnaires de l'État, car la loi sur la fonction publique est durant cette période de plus en plus sévèrement appliquée.

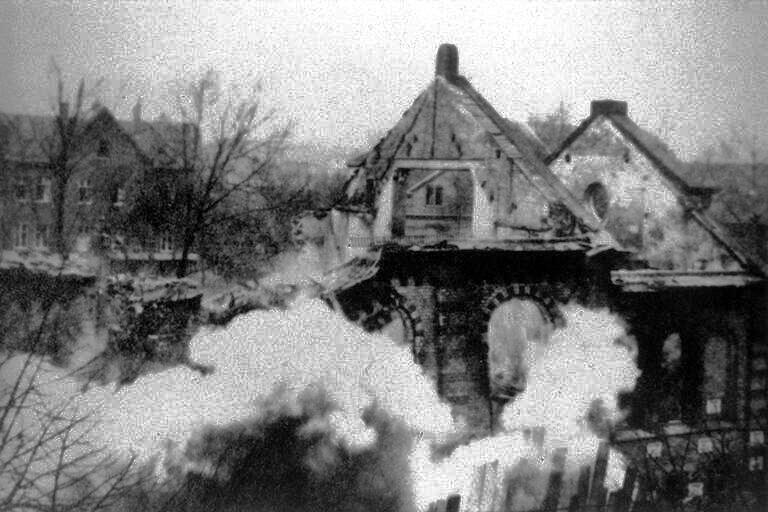
La synagogue d'Eisenach en flammes durant la nuit de Cristal, 8 novembre 1938.

La nuit de Cristal ne fournit pas à Hitler l'occasion de revenir sur le sort des Juifs : il a laissé l'initiative des opérations à Goebbels, qui, pour la circonstance, a supplanté Himmler dans cette affaire, avec la bénédiction du Führer. Hitler s'est contenté de diriger l'affaire dans la coulisse, sans l'évoquer à aucun moment, même devant des membres du parti dans lesquels il avait confiance. Mais les critiques formulées par Himmler et Göring au sujet de l'organisation du pogrom par Goebbels poussent Hitler à avoir une approche plus rationnelle de la question juive dans le Reich : au bout de quelques mois de tergiversations, entre interdits, ghettos et insignes, Hitler finit par trancher en faveur d'interdits supplémentaires à l'été 1939, et sous l'influence de Göring, en faveur non seulement de la confiscation des biens, mais aussi de l'indemnisation des Mischlinge, en raison de possibles réactions au sein de la population.

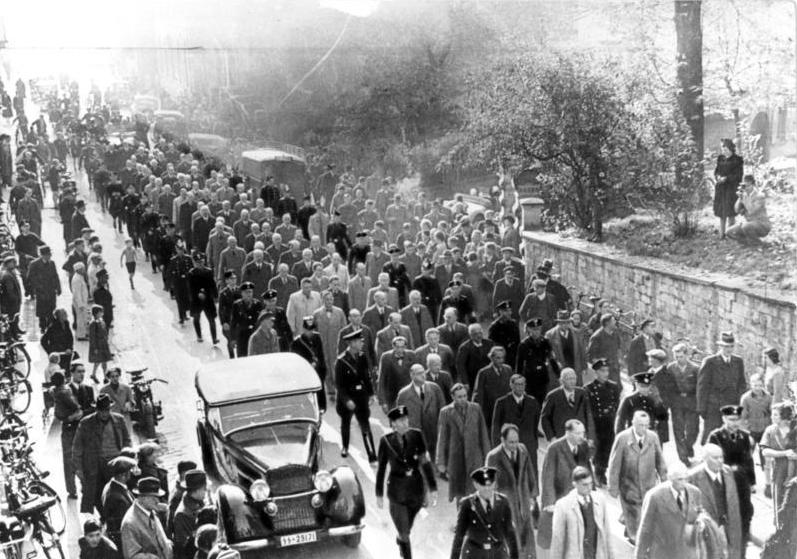
Arrestation de Juifs à Baden-Baden à l'issue du pogrom de la nuit de Cristal, 1938.

Après la nuit de Cristal, Hitler évoque à de nombreuses reprises devant des représentants étrangers, polonais, sud-africains, tchèques le sort qu'il souhaiterait réserver aux Juifs : l'exil dans une colonie extra-européenne (Madagascar a été un temps envisagée) et l'élimination, qu'il évoque en termes ambigus ; mais Hitler, informé par un mémorandum du ministère de la guerre du 25 janvier 1939, appuyé sur la croyance que les États-Unis sont un État « manipulé par le judaïsme mondial », semble réorienter ses diatribes contre le capitalisme, autre vecteur de domination du monde. Cette réorientation est aussi sensible dans l'ensemble de la presse national-socialiste, comme le Schwarze Korps, le journal de la SS.
Lors de son discours annuel au Reichstag, le 30 janvier 1939, Hitler expose aux députés sa vision des dangers qui pèsent sur le peuple allemand ; pour lui, l'« ennemi juif mondial », vaincu dans le Reich, constituerait une menace depuis l'étranger : c'est en effet depuis les pays voisins du Reich que la « Juiverie Internationale » préparait sa vengeance contre le peuple allemand, sous la forme d'une guerre d'extermination. Cette menace prendrait la forme d'un complot, le complot juif, que seuls le Reich et l'Italie fasciste auraient été en mesure de mettre aU jour et de dénoncer.. Lors de ce discours, il insiste, « se faisant prophète », sur les mesures de rétorsion que le Reich serait amené à prendre contre la « Juiverie » en cas de conflit, forcément suscité par la politique menée par les grandes puissances, qu'il considère comme des « laquais » des Juifs lorsqu'elles s'opposent au Reich et à ses prétentions. À deux autres reprises, lors de deux discours lus le 15 février 1942 et le 24 février 1943 aux cadres du NSDAP, Hitler reprend les thèmes qu'il avait développés dans son discours du 30 janvier 1939..
Malgré certaines réserves, basées notamment sur l'idée que l'existence des Juifs constitue un problème d'ampleur mondiale, Hitler se montre intéressé par les projets d'émigration des Juifs hors d'Europe ; il s'informe donc régulièrement des tractations au sein de la commission d'Évian, réunie en vue de la préparation de cette émigration : seuls 200 000 Juifs, les plus âgés, seraient autorisés à rester dans le Reich, tandis que le reste de la population juive du Reich serait réimplanté dans une colonie d'un État européen.

#### Antisémitisme durant le conflit
Durant le conflit mondial, Hitler confie sa haine des Juifs à l'ensemble de ses visiteurs, chefs d'État, premiers ministres ou ministres, plénipotentiaires, collaborateurs, militaires ou civils proches ou non, fonctionnaires de l'État ou du parti, étrangers comme allemands : toutes ces confidences ne traitent pas des Juifs, mais du Juif, ennemi tentaculaire et puissant, « corps étranger » en Europe, contre lequel un « combat à mort » est engagé.
Durant toute la période de la drôle de guerre, entre septembre 1939 et mai 1940, et au-delà, jusqu'à la fin de l'année 1940, Hitler est peu disert en public sur son antisémitisme, espérant un arrangement avec les Alliés, même si les évènements de septembre 1939 fournissent à Hitler l'occasion de revenir sur la question des Juifs dans ses quatre proclamations du 3 septembre 1939, au peuple allemand, aux forces armées et au parti national-socialiste. L'invasion de la Pologne et la déclaration de guerre britannique en septembre 1939 fournissent à Hitler une occasion de dénoncer l'ennemi « judéo-démocratique » qui a si bien manipulé les Anglais engagés ainsi dans une guerre conte-nature contre le Reich. Dans le même ordre d'idées, son discours de nouvel an à la nation, le 1er janvier 1940, rappelle sa vision du conflit qui vient de se déclencher : un lien existe entre le conflit et un plan juif pour exterminer les Allemands, ce qui explique, à ses yeux, le rejet systématique de la part des Alliés de ses offres de négociations.
La défaite de la France réactive chez Hitler, comme chez ses proches, l'hypothétique évacuation des Juifs d'Europe vers Madagascar, qu'il partage avec de nombreux dirigeants de pays alliés du Reich. Mais au cours de l'été 1940, devant la résistance britannique, ce projet est abandonné.
La préparation de la guerre à l'Est occupe à partir de l'automne 1940 les pensées de Hitler : il souhaite reprendre la lutte contre le judéo-bolchevisme, mise un temps de côté, lutte devant mettre un terme au « rôle de la juiverie en Europe ». À la suite du déclenchement de l'invasion, devant ses proches, officiers généraux, Hitler mentionne l'action de Robert Koch, dans ses recherches contre la tuberculose, pour se comparer à lui : en effet, il déclare devant cet auditoire avoir découvert le bacille de la tuberculose raciale, puis, se mettant de côté, donne pour consigne à Goebbels, venu à Rastenburg le 8 juillet 1941, de mener une campagne exacerbée contre le judéo-bolchevisme, responsable du sort de la Russie, selon lui réduit à ses derniers retranchements (cette ligne idéologique ne variera plus jusqu'à la fin du conflit).
À la suite de la défaite de Stalingrad, Hitler donne pour consigne au ministère de la propagande de mettre plus que jamais en avant une propagande antisémite renforcée, appuyée sur un substrat très fortement présent, qu'il s'agit, selon Goebbels, de chauffer à blanc dans l'ensemble de l'Europe occupée. Dans ses entretiens avec Goebbels du printemps 1943, il développe également l'idée que le peuple juif dispose, non d'un plan, mais d'un but, la domination du monde, qu'il se contente de réaliser d'instinct ; Hitler serait donc le fossoyeur de ce plan, et, d'après son auditeur, réaliserait donc, au profit du peuple germanique, l'objectif poursuivi par les Juifs.
À partir de 1944, jusqu'aux derniers bombardements de la guerre, les Juifs sont, aux yeux de Hitler, dans une confidence à Walter Hewel le 19 janvier 1944, les instigateurs des bombardements qui frappent l'Allemagne, ses alliés et les régions qu'elle occupe ; cette responsabilité des Juifs constitue dans la dernière année du conflit, un argument souvent utilisé devant ses visiteurs.
Lors de ses rares interventions publiques, en 1945, Hitler a fait preuve de constance, et tout en voyant les fronts et les alliances s'écrouler les uns après les autres, a continué à exposer dans une rhétorique agressive et menaçante un antisémitisme depuis longtemps libéré de toute contrainte : ainsi, l'allocution radiodiffusée du nouvel an, les discours du 30 janvier et du 24 février, commémorant respectivement la prise du pouvoir de 1933 et la proclamation du programme du parti fournissent l'occasion de traiter encore du rôle des Juifs dans le sort qui s'acharne sur le Reich. Réfugié au mois de février 1945 dans le bunker souterrain de la chancellerie à Berlin, il continue à émettre des courriers et des avis sur la question juive : le 12 avril, alors qu'il apprend la mort de Roosevelt, épouvantail des Juifs en Amérique, selon un mot de 1941, il voit cet évènement comme un tournant dans le conflit, analyse qu'il partage avec les soldats du front de l'Est, dans son ordre du jour (le dernier) du 16 avril 1945.
De même, le 21 avril 1945, dans un télégramme de remerciements aux vœux d'anniversaire que lui a fait parvenir Mussolini, il dénonce les Juifs comme le véritable cœur de la coalition qui est sur le point de l'emporter sur une Wehrmacht exsangue. Dans ses testaments (privé et politique) dictés à ses secrétaires le 29 avril 1945, la veille de sa mort, alors qu'il prend conscience que tout, alliances, armée, fidélités, s'écroule autour de lui, il continue à rendre les Juifs responsables de l'ensemble des malheurs qui ont frappé le peuple allemand depuis 1914 : la capitulation de 1918, la guerre et la débâcle, à laquelle il assiste dans son bunker, directement menacé par l'Armée rouge ; il y instille également l'idée qu'il aurait proposé en 1939 un accord avec les Alliés, refusé par les Juifs de l'entourage des responsables français et britanniques.

## Doctrines raciales et crimes contre l'humanité
Parmi les auteurs qui ont le plus influencé Hitler en particulier et le régime nazi en général en matière de doctrines raciales, on trouve l'Américain Madison Grant, dont les idées eurent une grande influence sur sa politique raciale, ensuite l'Allemand Hans Günther. Leurs ouvrages furent inclus par Hitler dans la liste des ouvrages recommandés aux nazis.
Hitler avait présenté ses thèses raciales et antisémites dans son livre Mein Kampf (Mon combat), rédigé en 1924, lors de son incarcération dans la forteresse de Landsberg, après son putsch raté de Munich. Si son succès fut modeste dans un premier temps, il fut tiré à plus de dix millions d'exemplaires et traduit en seize langues jusqu'en 1945 ; il constitue la référence de l'orthodoxie nazie du Troisième Reich.
Rien dans sa biographie connue ne permet d'affirmer qu'Adolf Hitler ait, personnellement, jamais tué ou torturé quelqu'un de ses mains. Il n'a jamais visité un seul de ses camps de concentration, ni assisté à aucun des bombardements ou des fusillades de masse dont lui ou ses subordonnés donnaient l'ordre. Mais chaque exécutant, au premier chef desquels son fidèle Himmler, savait qu'en mettant en pratique les conséquences logiques de la doctrine nazie, il accomplissait loyalement les directives du Führer.

### Théories racistes

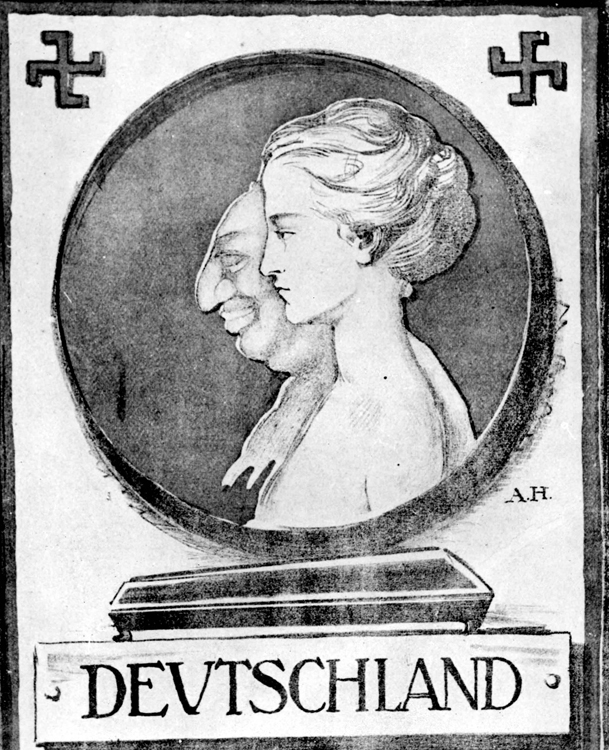
Affiche antisémite allemande contre les mariages mixtes, années 1920.

Dans ce livre, Hitler expose ses théories racistes, impliquant une inégalité et une hiérarchie des races, et son aversion particulière pour les Slaves, les Tsiganes, et surtout les Juifs. Présentés comme de races inférieures, ils sont qualifiés d'Untermenschen (« sous-hommes »).
Selon Hitler, les Juifs sont une race de « parasites » ou de « vermine » dont il faut débarrasser l'Allemagne. Il les rend responsables des évènements du 9 novembre 1918 et donc de la défaite et de la révolution allemandes, ainsi que de ce qu'il considère comme la décadence culturelle, physique et sociale de la prétendue civilisation aryenne.
Mein Kampf recycle la théorie du complot juif déjà développée dans Les Protocoles des Sages de Sion. Hitler nourrit son antisémitisme et ses théories raciales en se référant à des idéologies en vogue en son temps. À Vienne, durant sa jeunesse, les Juifs, bien intégrés dans l'élite, sont souvent accusés de la décomposition de l'empire d'Autriche-Hongrie. La haine des Juifs est exacerbée par la défaite de la Première Guerre mondiale. Quant à ses idées sur les races humaines, Hitler les tient essentiellement de Die Grundlagen des neunzehnten Jahrhunderts (« Genèse du XIXe siècle », 1899) du Britannique d'expression allemande Houston Stewart Chamberlain, dont les thèses reprenaient elles-mêmes celles de l'Essai sur l'inégalité des races humaines (1853) du racialiste français Gobineau. Hitler s'inspire également du darwinisme social de Herbert Spencer tel que le prônait la « Ligue moniste allemande (de) » fondée par Ernst Haeckel.
Hitler reprend aussi dans Mein Kampf les vieilles doctrines pangermanistes visant à regrouper dans un seul État les populations allemandes dispersées, mais il y ajoute, notamment sous l'influence du théoricien nazi Alfred Rosenberg, la revendication d'un « espace vital » (Lebensraum) en Europe de l'Est. Selon ces doctrines, les territoires allemands doivent être indéfiniment élargis, surtout en Europe centrale et en Ukraine, territoires déjà convoités par les couches dirigeantes allemandes au temps du Kaiser Guillaume II. Les territoires allemands de l'époque sont, toujours selon cette doctrine jugés trop étroits au regard des besoins matériels de leurs populations et dans une position stratégique inconfortable entre des puissances hostiles à l'ouest et à l'est.
Hitler cible enfin deux adversaires fondamentaux : les communistes et la France, considérée comme dégénérescente car dirigée par les Juifs et créant un empire colonial multiethnique, et contre qui l'Allemagne doit se venger de l'humiliant traité de Versailles.
Adolf Hitler est obsédé par l'idée de pureté d'une prétendue race aryenne, la « race supérieure » dont les Allemands sont censés être les dignes représentants, au même titre que les autres peuples nordiques (Norvégiens, Danois, Suédois). Dans le but d'asseoir scientifiquement cette notion de race aryenne, des recherches pseudo-anthropologiques sont entreprises et des cours d'université dispensés. Himmler crée à cette fin un institut scientifique, l'Ahnenerbe. En réalité, les Aryens formaient un groupe de peuplades nomades vivant en Asie centrale au IIIe millénaire av. J.-C. et sans liens aucun avec les Allemands. Toujours est-il que la notion d'« aryen » devient avec Hitler un ensemble de valeurs fantasmagoriques que les scientifiques nazis ont tenté de justifier par de prétendues données objectives.
La « race aryenne » est assimilée aux canons esthétiques de l'homme germanique : grand, blond et athlétique, tel que le représente Arno Breker, le sculpteur favori de Hitler.

### Euthanasie

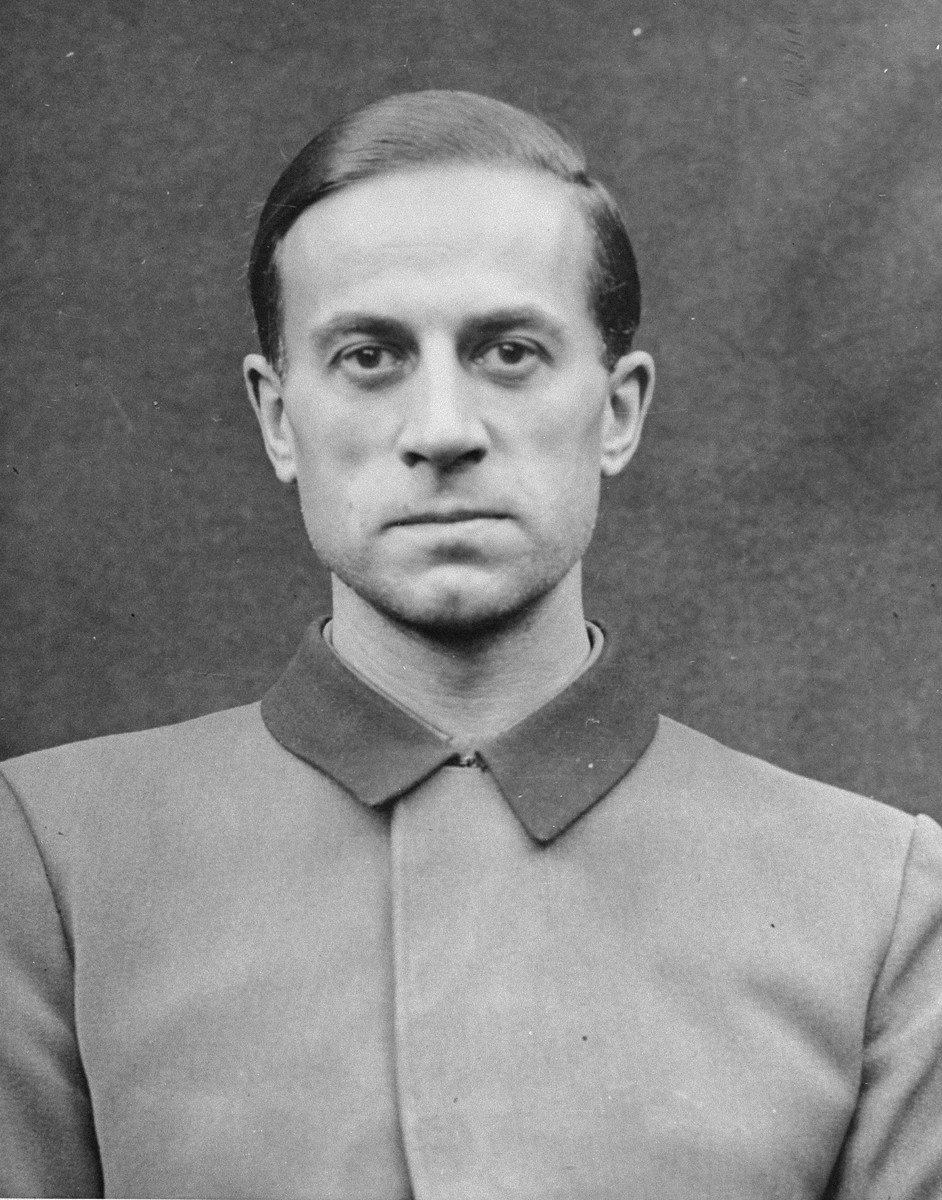
Médecin de la mort : Karl Brandt, médecin SS d'Adolf Hitler et principal maître-d'œuvre de l'Aktion T4.

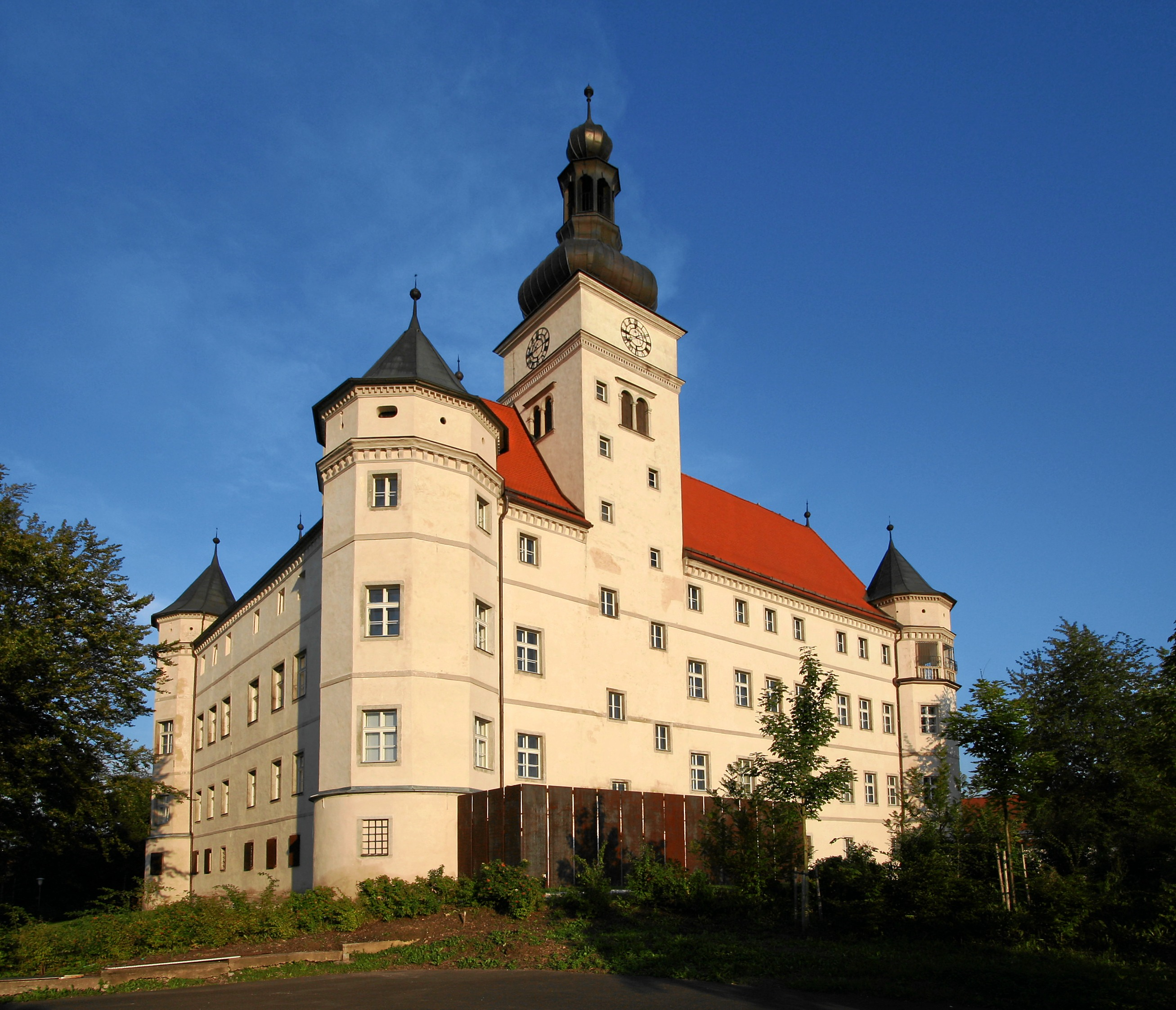
Le château de Hartheim en Bavière, où furent gazés 18269 malades incurables et 5000 détenus politiques.

Les doctrines raciales nazies impliquaient également d'« améliorer le sang allemand ». Des stérilisations massives, appliquées avec le concours des médecins, furent ainsi entreprises dès 1934, portant sur près de 400 000 « asociaux » et malades héréditaires. Par ailleurs, 5 000 enfants trisomiques, hydrocéphales ou handicapés moteurs disparaissent.
Avec la guerre, un vaste programme d'euthanasie des malades mentaux est lancé sous le nom de code « Aktion T4 », sous la responsabilité directe de la chancellerie du Reich et de Karl Brandt, médecin personnel de Hitler. Par quelques lignes manuscrites, Hitler assure en septembre 1939 l'impunité totale aux médecins sélectionnant les personnes envoyées à la mort, libérant ainsi des places dans les hôpitaux pour les blessés de guerre. Comme pour les Juifs, les victimes sont gazées dans de fausses salles de douche. Malgré le secret entourant ces opérations, l'euthanasie est condamnée publiquement par l'évêque de Münster en août 1941. Elle cesse officiellement, mais continue en fait dans les camps de concentration. Environ 200 000 schizophrènes, épileptiques, séniles, paralytiques ont ainsi été exécutés. Par ailleurs, les forces nazies ont systématiquement fusillé les handicapés mentaux trouvés dans les hôpitaux de Pologne et d'Union soviétique envahies.
De nombreux spécialistes de l'euthanasie sont ensuite réaffectés au gazage massif des Juifs : l'Aktion T4 aura donc à la fois préparé et précédé chronologiquement la Solution finale.

### Persécution des Juifs

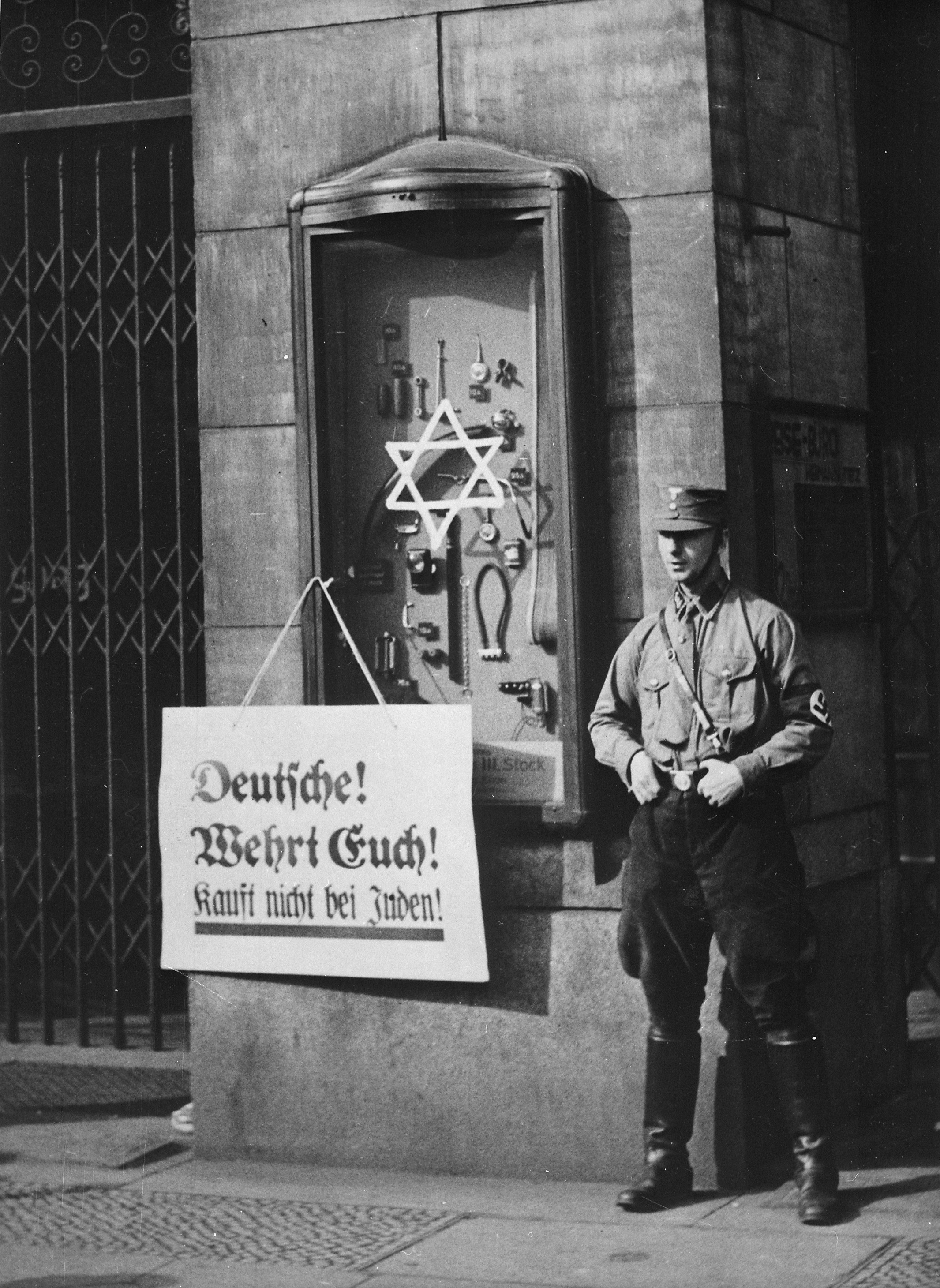
Un SA à côté d'une affiche proclamant : Allemands ! Défendez-vous ! N'achetez pas chez les Juifs ! (Berlin, 1933).

Dans l'Allemagne nazie, les Juifs étaient exclus de la communauté du peuple allemand (Volksgemeinschaft). Le 1er avril 1933, les docteurs, avocats et commerçants juifs sont l'objet d'une vaste campagne de boycott, mise en œuvre notamment par les SA. Ces milices créées par Hitler avaient déjà perpétré, dès le début des années 1920, des actes de violences contre les Juifs. Le 7 avril, deux mois après l'arrivée de Hitler au pouvoir, la loi « pour le rétablissement d'une fonction publique professionnelle » exclut les Juifs de tout emploi dans les gouvernements (sauf les anciens combattants et ceux qui étaient en service depuis plus de dix ans).
Le 15 septembre 1935, Hitler, officialisant et radicalisant l'antisémitisme d'État, proclame les lois de Nuremberg, comprenant les lois « pour la protection du sang et de l'honneur allemand » et « sur la citoyenneté du Reich ». Celles-ci interdisent aux Juifs l'accès aux emplois de la fonction publique et aux postes dans les universités, l'enrôlement dans l'armée ou la pratique de professions libérales. Ils ne peuvent plus avoir de permis de conduire. Les Juifs sont déchus de leur nationalité allemande. Les mariages mixtes ou les relations sexuelles entre Juifs et Allemands sont également proscrits. L'objectif est la ségrégation complète entre le peuple allemand et les Juifs, ce qui est valable également pour les écoles, le logement ou les transports en commun. En 1937, une « loi d'aryanisation » vise à déposséder les Juifs des entreprises qu'ils possèdent.
Lourdement frappés par ces mesures discriminatoires, les Juifs allemands émigrent massivement : environ 400 000 départs en 1933-1939 en comptant les Autrichiens (sur environ 660 000), vers les Amériques, la Palestine ou l'Europe de l'Ouest. En général, ces émigrants sont mal accueillis, et parfois internés en tant que ressortissants d'un pays ennemi, ou refoulés par divers pays d'Europe et d'Amérique.
Dans la nuit du 9 au 10 novembre 1938, Joseph Goebbels organise avec l'approbation du chancelier un vaste pogrom : la nuit de Cristal, prenant comme prétexte l'assassinat d'un diplomate du Reich à Paris par un Juif allemand. Goebbels semble utiliser cet évènement pour regagner la faveur d'Adolf Hitler, qu'il a partiellement perdue lorsque sa liaison avec une actrice a failli conduire son couple au divorce public. Au cours de cette nuit, des centaines de magasins juifs sont saccagés et la plupart des synagogues d'Allemagne incendiées. Le bilan est de 91 morts et près de 30 000 Juifs sont internés dans des camps de concentration (Dachau, Buchenwald, Sachsenhausen). À la suite de ces évènements, la communauté juive, tenue pour responsable des violences, est sommée de payer une amende de un milliard de marks : les biens des Juifs sont massivement spoliés.
La population allemande, embrigadée par la propagande de Hitler, Goebbels ou Streicher, était convaincue de l'existence d'une « question juive ». Ce conditionnement favorise la participation de nombre d'entre eux à l'extermination des Juifs.

### Shoah
Le 2 avril 1945, dans son bunker, Hitler dicte dans son testament politique : « […] on sera éternellement reconnaissant au national-socialisme de ce que j'ai éliminé les Juifs d'Allemagne et d'Europe centrale ». L'allusion à l'extermination physique des Juifs dans Mein Kampf fait encore l'objet d'un débat d'historiens. Pour une partie d'entre eux, ce projet n'a pas été explicitement décrit dans ce livre, tandis que l'autre partie estime que l'antisémitisme qui s'y exprime est non seulement alarmant, mais s'appuie sur une terminologie Ausrottung (en) significative. Le projet d'extermination totale des Juifs a pu germer dans l'esprit de Hitler et de ses séides assez tôt, mais il ne semble pas qu'il ait établi de plan précis ou de méthodologie pour passer à l'acte avant la guerre. Rien ne semble indiquer, qu'initialement, les dirigeants nazis aient prévu que les premières mesures antisémites devaient conduire à une conclusion homicide et a fortiori génocidaire.
Cependant, d'après les mots du procureur général américain Robert Jackson lors du procès de Nuremberg, « la détermination à détruire les Juifs a été une force qui, à chaque moment, a cimenté les éléments de la conspiration (nazie) ». De fait, les déclarations d'Adolf Hitler sur les Juifs montrent que, dès le début, il nourrissait le projet de destruction physique des Juifs et que la guerre fut pour lui l'occasion d'annoncer cette destruction, puis d'en commenter la mise en œuvre.
Le 12 novembre 1938, après la nuit de Cristal, Göring convoqua une grande conférence au ministère de l'Air avec le but d'uniformiser les mesures antijuives. Un représentant du ministère des Affaires étrangères nota le résumé de Göring : « Si, dans un proche avenir, le Reich allemand se trouve engagé dans un conflit avec des puissances étrangères, il va sans dire que nous, en Allemagne, nous penserons en tout premier lieu à régler nos comptes avec les Juifs ».
Hitler radicalisa pareillement sa rhétorique antisémite. Le 30 janvier 1939, dans un discours retentissant au Reichstag, Hitler a « prophétisé » qu'en cas de guerre, le résultat serait « l'anéantissement de la race juive en Europe ». À cette « prophétie » décisive, lui-même ou Goebbels feront de nombreuses allusions en privé au cours de la guerre : son accomplissement une fois la guerre commencée sera l'une des préoccupations prioritaires.
Hitler n'a toutefois nul besoin de s'investir personnellement beaucoup dans la destruction des Juifs, déléguée à Himmler, qui se contente de lui faire des rapports réguliers. Si divers documents secrets nazis planifiant l'extermination font souvent allusion à « l'ordre du Führer », aucune note manuscrite de lui sur la « Solution finale » n'a jamais été retrouvée ni n'a sans doute jamais existé. C'est signe que son pouvoir absolu lui a permis de déclencher l'un des plus grands crimes de l'Histoire sans même besoin d'un ordre écrit.
Les dirigeants nazis ont longtemps envisagé, parmi d'autres « solutions » comme la création de zones de relégation, d'expulser l'ensemble de la communauté juive allemande sans l'exterminer, mais aucune phase de réalisation concrète n'a été enclenchée. Des projets d'installation des Juifs en Afrique (Plan Madagascar) ont notamment été envisagés. Le déclenchement de la guerre radicalise les persécutions antisémites au sein du Troisième Reich. La prolongation de la guerre contre le Royaume-Uni ne permet plus d'envisager ces déportations, de même qu'est abandonnée l'idée d'un déplacement des Juifs d'Europe en Sibérie — qui aurait déjà suffi en lui-même à provoquer une hécatombe en leur sein.

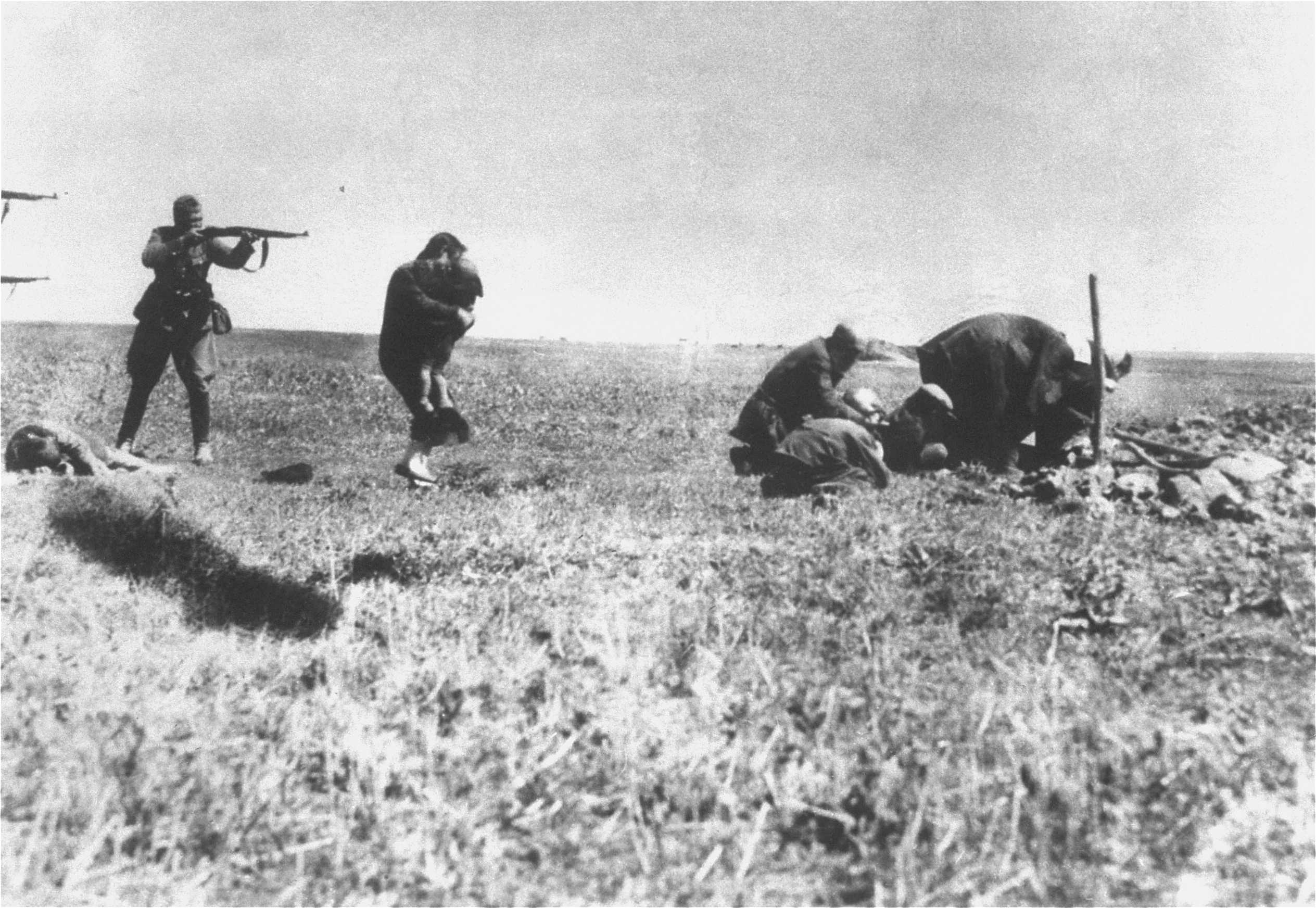
Une femme juive et son enfant fusillés par les Einsatzgruppen à Ivanhorod, Ukraine, 1942.

L'occupation de la Pologne en septembre 1939 a placé sous contrôle allemand plus de 3 000 000 de Juifs. Ceux-ci sont rapidement parqués dans des ghettos, dans les principales villes polonaises, où ils sont spoliés et affamés, et réduits à une misère inimaginable. L'attaque contre l'Union soviétique, à partir du 22 juin 1941, place sur un même plan la conquête du Lebensraum et l'éradication du « judéo-bolchévisme ». Des unités de la SS, les Einsatzgruppen, souvent secondées par des unités de la Wehrmacht et de la police, aidées parfois d'habitants et de collaborateurs locaux, fusilleront sommairement de un et demi à près de deux millions de Juifs, femmes, bébés, enfants et vieillards compris, sur le front de l'Est.
Le 18 septembre 1941, une circulaire secrète de Himmler annonce que le Führer a décidé de déporter tous les Juifs d'Europe occupée à l'Est, et que l'émigration forcée n'est plus à l'ordre du jour. C'est le premier pas vers un génocide à l'échelle cette fois du continent entier. Fin 1941, les premiers « camions à gaz » sont utilisés à l'est, tandis que les centres d'extermination de Chelmno et de Belzec sont déjà construits et commencent leur œuvre d'assassinat de masse.
La date exacte de la décision prise par Hitler n'a jamais été cernée de façon précise puisqu'il n'a jamais formellement écrit un ordre, mais il l'a élaborée au cours de l'automne 1941. En septembre 1941 des conversations personnelles cruciales se tenaient entre Hitler et Himmler, Himmler et Ribbentrop, Ribbentrop et Hitler. Ils discutaient de l'avenir des Juifs en Europe tout en considérant l'entrée en guerre des États-Unis. La radicalisation immédiate et préméditée de la violence nazie avec l'invasion de l'Union soviétique, le ralentissement puis l'échec des opérations en URSS, la perspective bientôt concrétisée de l'entrée en guerre contre les États-Unis, ont sans doute précipité la décision de Hitler de réaliser sa « prophétie » de 1939.
Le 20 janvier 1942, lors de la conférence de Wannsee, 15 responsables du Troisième Reich, sous la présidence du chef du RSHA Reinhard Heydrich, entérinent la « solution finale au problème juif » (Endlösung der Judenfrage). L'extermination totale des Juifs en Europe va revêtir un caractère bureaucratique, industriel et systématique qui la rendra sans équivalent à cette heure dans l'histoire humaine. Hitler n'est pas là en personne, mais les mesures prises respectent ses objectifs généraux. En été 1942, Himmler a déclaré : « Les secteurs occupés deviennent judenfrei. Le chef a mis cet ordre très lourd sur mes épaules ».
Au sommet de l'État, immédiatement après Hitler, ce sont Himmler, Heydrich et Göring qui ont pris la part la plus importante dans la mise en place administrative de la Solution finale. Sur le terrain, l'extermination des Juifs a été souvent le fait d'initiatives locales, allant parfois au-devant des attentes et des décisions du Führer. Elles ont été notamment l'œuvre d'officiers de la SS et de gauleiters fanatiques pressés de plaire à tout prix au Führer en liquidant au plus tôt les éléments indésirables dans leurs fiefs. Les gauleiters Albert Forster à Dantzig, Arthur Greiser dans le Warthegau ou Erich Koch en Ukraine ont ainsi particulièrement rivalisé de cruauté et de brutalité, les deux premiers concourant entre eux pour être chacun le premier à tenir leur promesse verbale faite à Hitler de germaniser intégralement leur territoire sous dix ans. Deux proches collaborateurs de Hitler, Hans Frank, gouverneur général de la Pologne, et Alfred Rosenberg, ministre des Territoires de l'Est, ont également pris une part active à la « destruction des Juifs d'Europe ».
Beaucoup d'« Allemands ordinaires » ont été à peine moins compromis que les SS dans les massacres sur le front de l'Est. Plus d'un policier de réserve, plus d'un jeune soldat ou d'un officier avaient intégré le discours nazi, sans parler des généraux de Hitler. Des milliers donnèrent libre cours à leur violence et à leur sadisme dès qu'ils furent autorisés et encouragés à humilier et à tuer au nom du Führer. À travers toute l'Europe, d'innombrables « criminels de bureaux », à l'image du bureaucrate Adolf Eichmann, exécutèrent sans état d'âme particulier les desseins de leur Führer ou de gouvernements collaborateurs. Dans les centres d'extermination, ainsi que le rappellent les mémoires du commandant d'Auschwitz Rudolf Höss, responsable de la mort de près d'un million de Juifs, il était impensable à quiconque, du simple garde SS au chef du camp, de désobéir à l'ordre du Führer (Führersbefehl), ou de s'interroger un seul instant sur la justesse de ses ordres. A fortiori, il était hors de question d'éprouver le moindre scrupule moral. Aucun des « bourreaux volontaires de Hitler » (Daniel Goldhagen) n'a jamais été contraint de participer à la Solution Finale : un soldat ou un SS dont les nerfs craquaient se laissait persuader de continuer, ou il obtenait facilement sa mutation.
Personne au sein de son système ne découragea donc Adolf Hitler de procéder à la « Solution finale ». En 1943, l'épouse de son ancien ministre Konstantin von Neurath, choquée de ce qu'elle avait vu du camp juif de Westerbork en Hollande occupée, osa exceptionnellement s'en ouvrir au Führer : ce dernier la rabroua que l'Allemagne avait assez perdu de soldats pour qu'il soit obligé de se soucier de la vie des Juifs, et la bannit à l'avenir du cercle de ses invités.
Dans l'ensemble, les chefs et opinions alliés, ou une partie de la Résistance européenne ne prirent pas conscience de la gravité spécifique du sort des Juifs, et gardèrent plutôt le silence sur leur sort, tout comme le pape Pie XII, ce qui aida sans doute indirectement Hitler. De même que la non-résistance d'une partie importante des Juifs affamés, désorientés et ignorants du destin qu'il leur réservait, facilita la réalisation de son projet criminel. En avril-mai 1943, en revanche, la révolte du ghetto de Varsovie plongea Hitler dans une colère prolongée, mais ses ordres furieux et répétés n'empêchèrent pas une poignée de combattants juifs de faire échec plusieurs semaines à la reconquête SS.
Après l'été 1941, Himmler retint le procédé d'exécution massive par les chambres à gaz testé à Auschwitz. Au total, près de 1 700 000 Juifs, surtout d'Europe centrale et orientale, ont été gazés à Sobibór, Treblinka, Bełżec, Chełmno et Majdanek. Dans le seul camp de concentration et d'extermination d'Auschwitz-Birkenau, 1 000 000 de Juifs ont péri.
Les trois quarts des Juifs de l'Europe occupée — 5 à 6 millions d'êtres humains dont 1,5 million d'enfants, tous n'ayant commis que le crime d'être né Juif et ne représentant aucune menace sinon imaginaire — ont donc péri dans une entreprise de nature sans précédent. Sur les 189 000 Juifs qui vivaient à Vienne avant Hitler, un millier survivent en 1945, tout comme seulement une poignée des Juifs restés en Allemagne en 1940. Les Pays-Bas ont perdu 80 % de leurs Juifs, la Pologne et les pays baltes plus de 95 %. En deux ou trois ans à peine, l'extermination a fait disparaître des familles entières. Dans une large part de l'Europe, c'est en fait toute une culture, tout un univers qu'Adolf Hitler a fait assassiner sans retour.

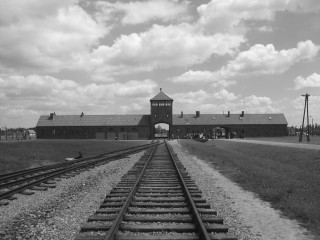
Une des entrées du camp de concentration et d'extermination d'Auschwitz.
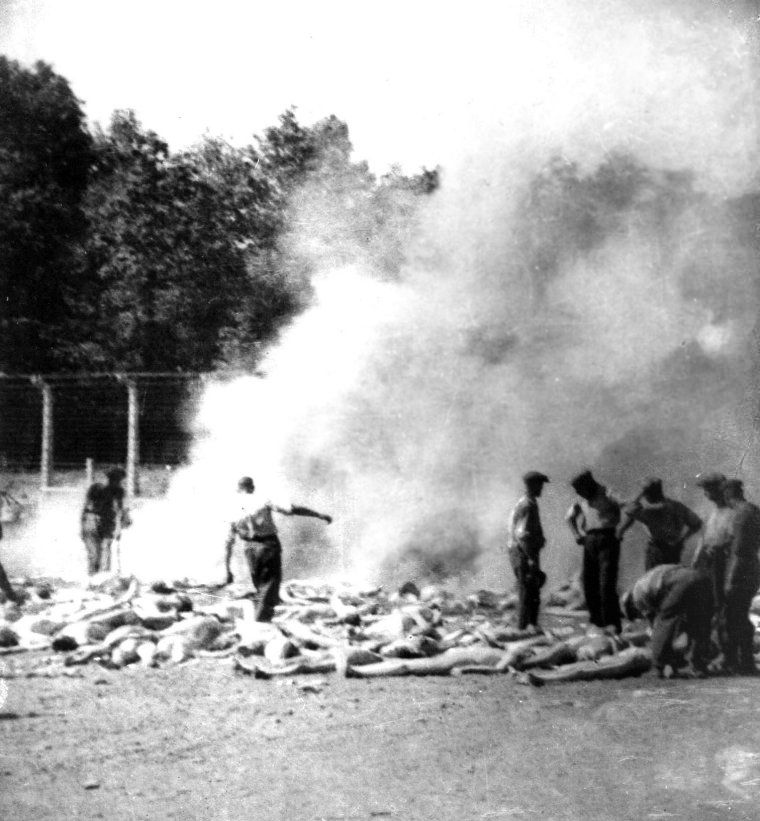
Photographie clandestine montrant les membres d'un Sonderkommando d'Auschwitz en train de brûler les corps de victimes dans des fossés à ciel ouvert.
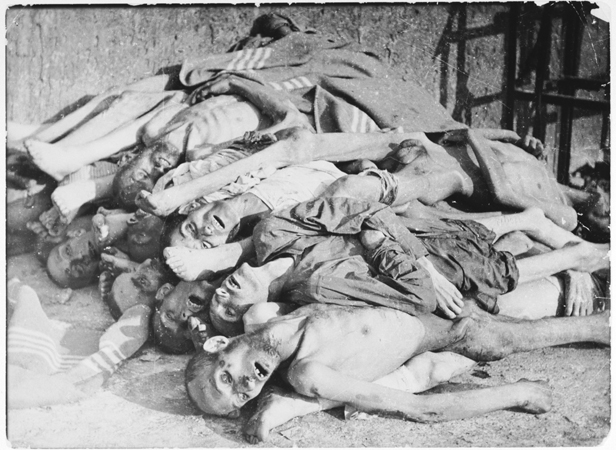
Cadavres à Buchenwald.

### Extermination des Tsiganes
Hitler n'a pas dit un mot des Tsiganes dans Mein Kampf et en tout état de cause, il ne nourrit pas à leur égard l'obsession haineuse qu'il manifeste pour les Juifs. Néanmoins, son régime persécute et interne les 34 000 Tsiganes du Reich dès les années 1930, et les prive de leur citoyenneté allemande, mais moins au nom de raisons raciales (les Tsiganes sont originaires des mêmes régions que le berceau supposé de la race « aryenne ») qu'en tant qu'« asociaux ». Ceci n'empêcha d'ailleurs pas les nazis de s'en prendre aussi à ceux qui étaient parfaitement intégrés à la société allemande, dans laquelle beaucoup étaient des travailleurs sédentaires, ou des anciens combattants de 14-18, titulaires de décorations. L'« Office central pour la lutte contre le péril tsigane » fut l'instrument de cette répression. La tribu des Sinti, pourtant censée ne pas s'être « abâtardie », ne fut pourtant pas épargnée, tout comme les sang-mêlés en partie nés de non-Tsiganes « aryens ».
L'extermination d'environ un tiers des Tsiganes européens, que ceux-ci appellent Porajmos a été moins systématique et générale que le génocide des Juifs. Elle a néanmoins provoqué la disparition presque complète de certaines communautés.
En Belgique et aux Pays-Bas, les nazis attendirent 1944 pour déporter plusieurs centaines de Gitans à Auschwitz — ce qui fut suffisant toutefois pour décimer sans retour leur communauté. La terreur et les déportations furent plus fortes à l'Est, où beaucoup furent fusillés sur place par les Einsatzgruppen, la Wehrmacht ou par leurs collaborateurs locaux (les Oustachis croates se chargèrent de liquider 99 % des 28 700 Tsiganes du pays). Mais s'il a donné le 16 décembre 1942 l'ordre général de déportation des Tsiganes européens à Auschwitz, Himmler s'en est désintéressé presque aussitôt, et Hitler ne semble pas avoir accordé une attention particulière à la question.
Dans la section spéciale qui leur était réservée à Auschwitz-Birkenau, les familles tsiganes n'étaient pas séparées, ni exposées aux sélections régulières pour la chambre à gaz ni soumises au travail forcé, quelques-unes purent même être libérées en échange de leur stérilisation forcée. Mais le médecin SS de leur camp, Josef Mengele, surnommé l'« Ange de la Mort », pratiqua des expériences pseudo-médicales sur un certain nombre d'enfants tsiganes, notamment des jumeaux.
Après avoir longtemps hésité, puis fait mettre à part plusieurs milliers d'hommes valides pour le travail forcé concentrationnaire, Himmler donna finalement l'ordre au commandant du camp, Rudolf Höss, d'exterminer ce qui restait du « camp des familles ». Du 1er au 3 août 1944, des milliers de Tsiganes, hommes, femmes, enfants et vieillards, furent ainsi conduits à la chambre à gaz dans des scènes dramatiques.
L'estimation du nombre de Tsiganes victimes des nazis reste l'objet de controverses. Pour les Tsiganes allemands et autrichiens, le chiffre des personnes envoyées dans les camps de concentration, déportées à l'Est et gazées, oscille entre 15 000 et 20 000 sur une population de 29 000 Tsiganes en 1942 ; quant au nombre des Tsiganes européens assassinés par les nazis, il a été successivement estimé à 219 000 victimes par rapport à une population totale de 1 000 000, à 196 000 morts sur 831 000 personnes, voire à un demi million de victimes, cette dernière estimation n'étant pas étayée par une source ou une ventilation par pays. La reconnaissance de leur tragédie fut tardive, et dans l'immédiat, elle ne modifia guère les préjugés et les pratiques publiques courantes à leur encontre.

### «Sous-hommes»slaves
L'extension du Lebensraum allemand devait fatalement se réaliser aux dépens des populations slaves repoussées vers l'Est. Pour Hitler, la Pologne, les Pays baltes, la Biélorussie et l'Ukraine devaient être traités comme des colonies. À ce sujet, Hitler aurait dit, selon Hermann Rauschning, en 1934 : « ainsi s'impose à nous le devoir de dépeupler, comme nous avons celui de cultiver méthodiquement l'accroissement de la population allemande. Vous allez me demander ce que signifie « dépeuplement », et si j'ai l'intention de supprimer des nations entières ? Eh bien, oui, c'est à peu près cela. La nature est cruelle, nous avons donc le droit de l'être aussi ».
Les populations non germaniques sont expulsées des territoires annexés par le IIIe Reich après 1939, et dirigées vers le Gouvernement général de Pologne, entité totalement vassalisée et placée par Hitler sous le joug de Hans Frank, le juriste du parti nazi. Dès octobre 1939, le RSHA programme la « liquidation physique de tous les éléments polonais qui ont occupé une quelconque responsabilité en Pologne (ou) qui pourront prendre la tête d'une résistance polonaise ». Sont visés les prêtres, les enseignants, les médecins, les officiers, les fonctionnaires et les commerçants importants, les grands propriétaires fonciers, les écrivains, les journalistes, et de manière générale, toute personne ayant effectué des études supérieures. Des commandos SS sont chargés de cette besogne. Ce traitement extrêmement dur aura causé la mort de près de 2 200 000 Polonais, dont 50 000 membres des élites. C'est ainsi que 30 % des professeurs de l'enseignement supérieur polonais ont péri, et des milliers d'hommes d'Église, d'aristocrates et d'officiers. En comptant les 3 000 000 de Juifs polonais, exterminés à plus de 90 %, c'est 15 à 20 % de la population civile polonaise qui a disparu.
Les nazis firent aussi fermer les théâtres, les journaux, les séminaires, l'enseignement secondaire, technique et supérieur. Du 1er août au 2 octobre 1944, avec l'accord de Hitler, Himmler orchestra la répression de l'insurrection de Varsovie, avec pour but la destruction totale de la capitale, foyer le plus actif de la résistance polonaise. Avec la complicité passive de l'Armée rouge qui, stoppée par les Allemands aux portes de la ville, ne parachuta aucune aide aux insurgés, les nazis détruisirent la ville à 90 %, et la vidèrent de ses derniers civils après avoir causé la mort d'environ 200 000 personnes.
Avec l'agression de l'URSS, Hitler a prémédité une guerre d'anéantissement contre les populations soviétiques, des experts réunis par Göring ayant notamment prévu que « nos projets devraient entraîner la mort d'environ 10 millions de personnes ». Le but est de piller toutes les ressources du pays, de démanteler toute l'économie, de raser les villes, et de réduire les populations à l'état d'esclavage et de famine (Hungerplan). La répression contre les Slaves prend donc une tournure encore plus massive, bien que certaines populations, notamment les nationalistes baltes et ukrainiens aient été initialement disposées à collaborer contre le régime stalinien.
Le traitement des prisonniers soviétiques capturés par les Allemands a été particulièrement inhumain : 3 700 000 d'entre eux sur 5 500 000 meurent de faim, d'épuisement ou de maladie, parfois après avoir été torturés ou suppliciés ; des milliers d'autres sont conduits dans les camps de concentration du Reich pour y être abattus au cours de fusillades massives. Les commissaires politiques sont systématiquement abattus au nom du « décret des commissaires » (Kommissarbefehl) signé par Keitel dès avant l'invasion. Des millions de femmes et d'hommes, parfois des enfants et des adolescents, sont raflés au cours de chasses à l'homme dramatiques pour être transférés dans le Reich comme main-d'œuvre servile.
Les actions des partisans sont l'occasion de représailles impitoyables sur les populations civiles, aussi bien en URSS qu'en Pologne, en Grèce et en Yougoslavie. Environ 11 500 000 civils soviétiques meurent ainsi pendant la Seconde Guerre mondiale.
À l'automne 1944, après l'échec de la première offensive soviétique en Prusse Orientale, visionnant les images des petites villes prussiennes reprises aux soviétiques rapportées par des unités de la police militaire, il entre dans une fureur noire et assimile les soldats de l'Armée rouge, les Slaves et les populations soviétiques, non à des hommes mais à des animaux, définissant ainsi la guerre comme un conflit pour la défense de l'humanité européenne, menacée par les steppes asiatiques ; dans cette perspective, il ordonne que ces images soient largement diffusées pour susciter la haine contre les Slaves.
L'obsession personnelle de Hitler à réduire ces peuples à l'état de sous-hommes a privé la Wehrmacht de nombreuses aides potentielles parmi les populations soumises au joug soviétique. Elle a également eu un rôle mortifère direct, comme lorsque Hitler interdit de prendre d'assaut la ville de Leningrad, qu'il soumet délibérément à un blocus meurtrier responsable, en mille jours de siège, de plus de 700 000 morts de civils. À ses yeux, la ville qui avait vu naître la révolution de 1917 devait être affamée puis rasée au sol. Mais il est difficile de supputer sur les conséquences d'une « attitude plus modérée, acceptable pour la majorité de la population, russe ou allogène. Le fait est qu'une telle politique était exclue car les nazis n'auraient plus été des nazis, et la Seconde Guerre mondiale n'aurait pas eu lieu ». De même, Hitler a cautionné les expériences pseudo-médicales visant à mettre au point un programme de stérilisation massive des femmes slaves, perpétré sur des milliers de cobayes humains de Ravensbrück et d'Auschwitz. Et les premières victimes de gazages au Zyklon B à Auschwitz furent des prisonniers soviétiques.

### Persécution des homosexuels

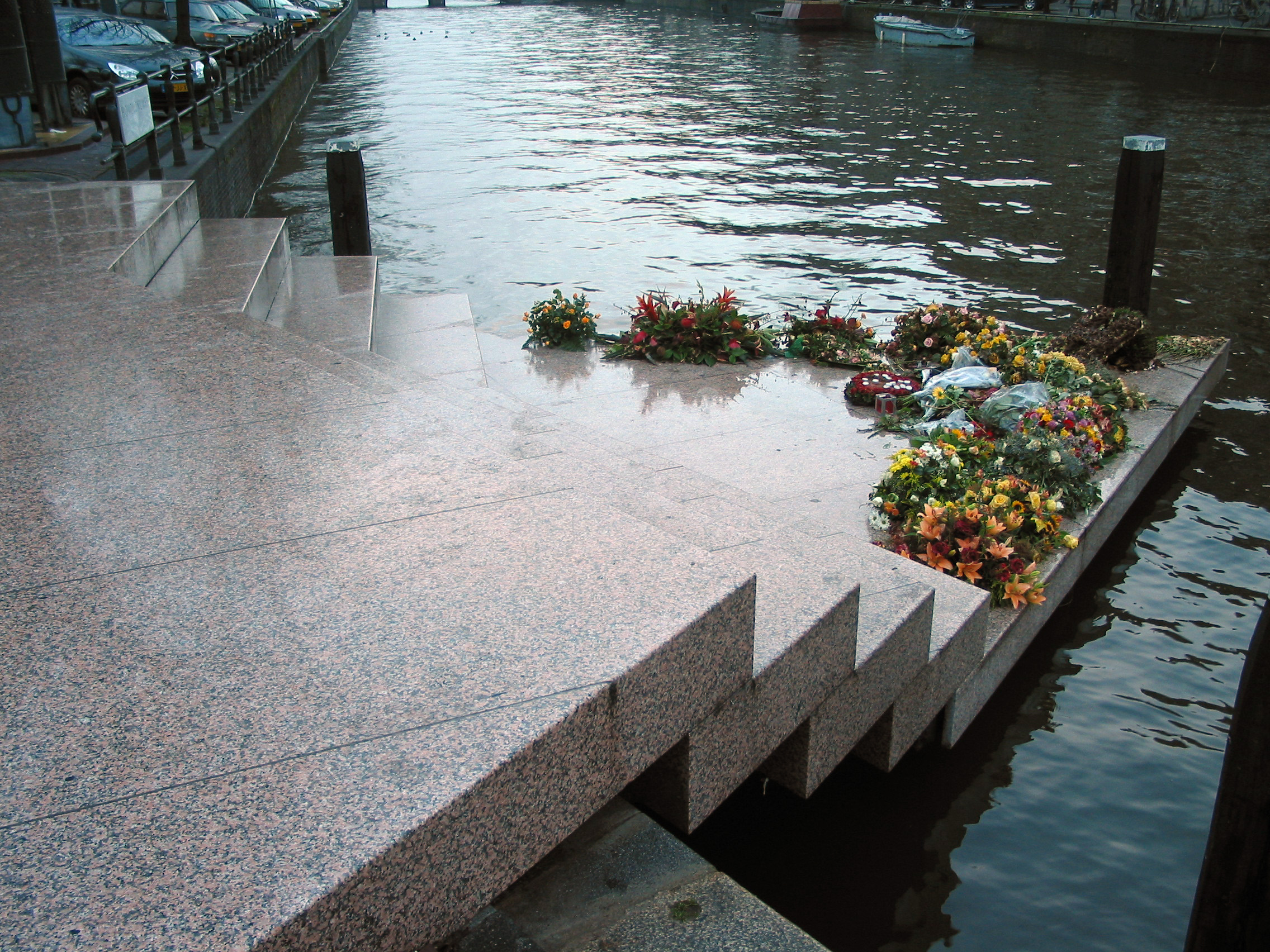
Monument dédié aux victimes homosexuelles du nazisme, à Amsterdam.

Hitler semble avoir été essentiellement pragmatique dans ce domaine : il toléra un temps l'homosexualité au sein du parti nazi, mais sut user de l'homophobie populaire lorsqu'il pouvait en tirer profit, en particulier lors de la Nuit des longs couteaux et de l'élimination d'Ernst Röhm, ainsi que lors de l'affaire Blomberg-Fritsch. Il ne développa pas de doctrine spécifique à cet égard,, au contraire de Himmler.
Entre 5 000 et 15 000 homosexuels ont été déportés en camp de concentration entre 1933 et 1945, sur environ 50 000 poursuivis au titre du paragraphe 175 criminalisant les actes sexuels entre deux hommes (l'homosexualité féminine n'ayant pas été criminalisée). Représentant moins de 1 % des effectifs des camps, ils sont en revanche le plus souvent affectés aux commandos de travail les plus durs et, comparés à d'autres groupes, connaissent une mortalité particulièrement élevée.

## Conceptions religieuses

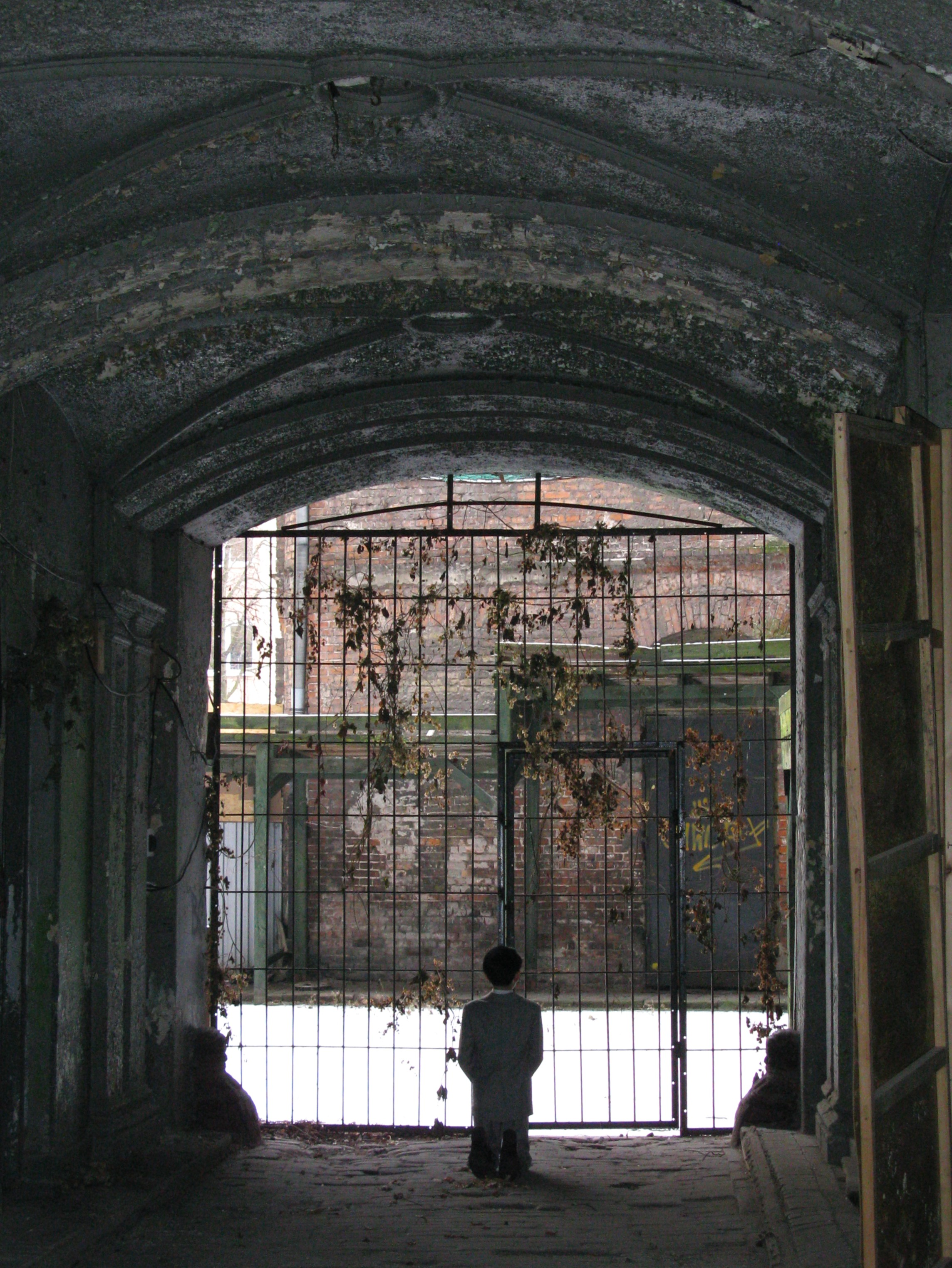
« HIM » : sculpture par Maurizio Cattelan présentant Adolf Hitler à genoux et priant, exposée dans le hall d'un des bâtiments de l'ancien ghetto de Varsovie en 2013.

Hitler a été élevé par une mère catholique très croyante et fut fasciné dans son enfance par les cérémonies religieuses et le faste de l'Église catholique. Bien que, enfant, il fût baptisé puis confirmé à l'âge de quinze ans, il cessa d'aller à la messe après avoir définitivement quitté le foyer familial.
En 1914, lors de son engagement dans un régiment bavarois, il se déclara officiellement Gottgläubig, qui peut être traduit par « déiste sans affiliation à une Église reconnue ». Plus tard, développant sa propre vision du monde, il s'éloigne encore plus du christianisme et y devient très hostile, le tenant pour une religion hébraïque dont les préceptes de charité et d'amour du prochain lui semblaient contraires à la volonté de puissance et aux vertus guerrières qu'il souhaitait insuffler au peuple allemand. Hitler percevait le christianisme comme une religion antinaturelle et mortifère : « Le christianisme est une rébellion contre la loi naturelle, une protestation contre la nature. Poussé à sa logique extrême, le christianisme signifierait la culture systématique de l'échec humain ». Il détestait son origine juive : « Le coup le plus dur qui ait jamais frappé l'humanité fut l'avènement du christianisme. Le bolchevisme est un enfant illégitime du christianisme. Tous deux sont des inventions du Juif. C'est par le christianisme que le mensonge délibéré en matière de religion a été introduit dans le monde. Le bolchevisme pratique un mensonge de même nature quand il prétend apporter la liberté aux hommes, alors qu'en réalité il ne veut faire d'eux que des esclaves. Dans le monde antique, les relations entre les hommes et les dieux étaient fondées sur un respect instinctif. C'était un monde éclairé par l'idée de tolérance ».

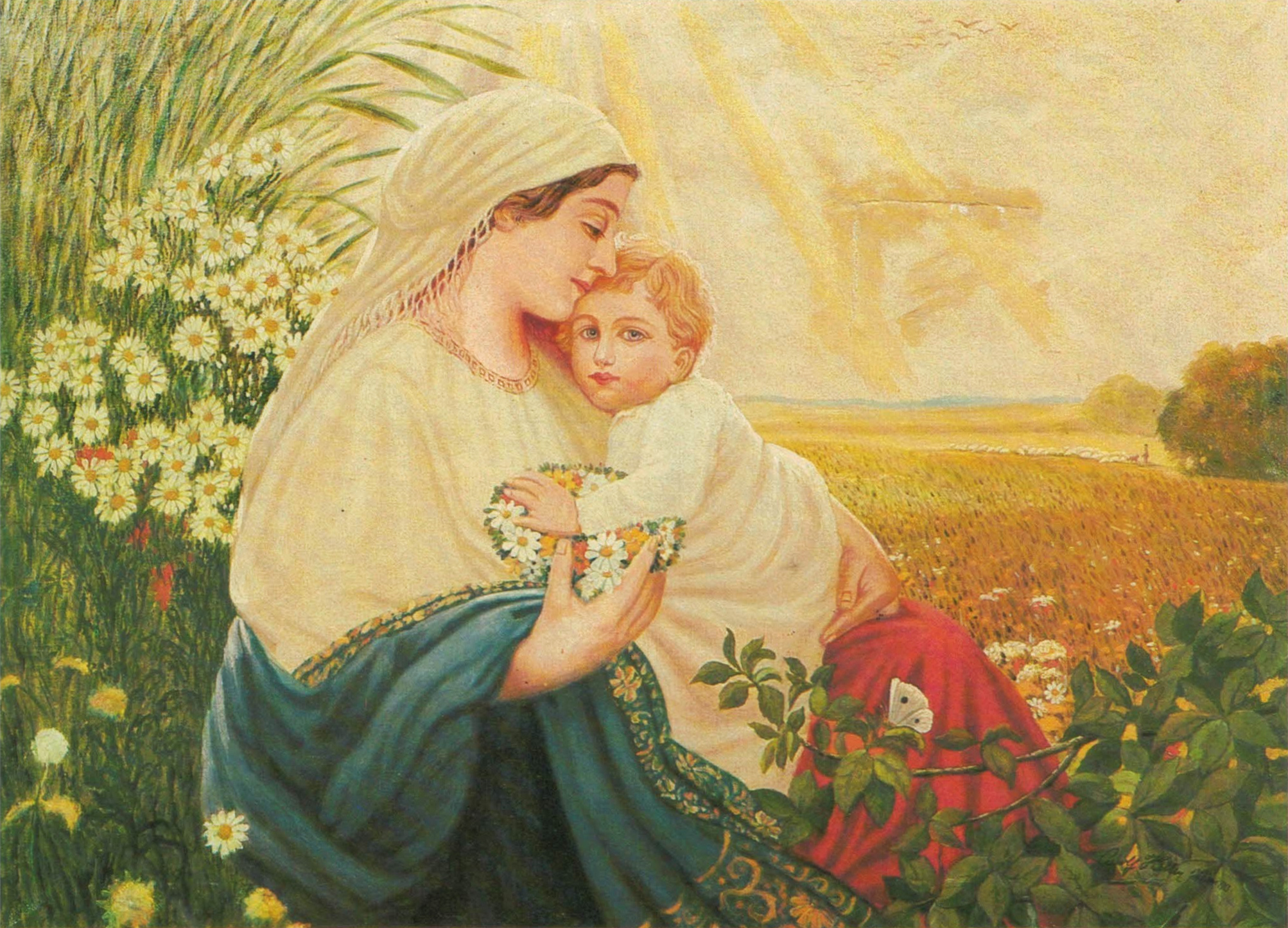
Peinture d'Adolf Hitler représentant Jésus de Nazareth et la Vierge Marie (1913).

Par ailleurs, Hitler ne partage pas les conceptions d'Himmler vis-à-vis du paganisme. Le chef de la SS célèbre ainsi le culte des Germains et vilipende Charlemagne en raison des persécutions commises contre les Saxons, peuple dont la christianisation représente un véritable « péché originel » à ses yeux. À l'inverse, le Führer considère l'empereur carolingien comme « l'unificateur historique » de l'Empire romain d'Occident restauré et cimenté par le christianisme médiéval. Loin d'être favorable à la recréation d'un culte wotanique, Hitler se félicite de vivre à une époque « libérée de toute mystique ». Selon ses propres dires : « Il me semble que rien ne serait plus insensé que de rétablir le culte de Wotan. Notre vieille mythologie avait cessé d'être viable lorsque le christianisme s'est implanté. Ne meurt que ce qui est prêt à mourir. À cette époque le monde antique était partagé entre les systèmes philosophiques et le culte des idoles. Or il n'est pas souhaitable que l'humanité entière s'abêtisse — et le seul moyen de se débarrasser du christianisme est de le laisser mourir petit à petit ». Toutefois, Hitler laisse Himmler et les SS remplacer les références chrétiennes de la société allemande par des références à un « monde teutonique » pré-chrétien, soi-disant noyau exemplaire d'une mythique identité germanique raciale.
Ses attaques contre le christianisme, notamment celles que rapporte Martin Bormann dans ses propos de table, étaient plus inspirées par un matérialisme à prétention scientifique que par des références à une mystique païenne. Hitler affirma également dans les Propos de table : « Mais il n'est pas question que le national-socialisme se mette un jour à singer la religion en établissant une forme de culte. Sa seule ambition doit être de construire scientifiquement une doctrine qui ne soit rien de plus qu'un hommage à la raison ».
Hitler admirait l'islam et il regrettait que les Germains ne fussent pas devenus musulmans ; il percevait avec sympathie l'islam parce qu'il trouvait cette religion fanatique et guerrière. Hitler affirma : « Si à Poitiers, Charles Martel avait été battu, la face du monde eût changé. Puisque le monde était déjà voué à l'influence judaïque (et son produit, le christianisme, est une chose si fade !) il eût beaucoup mieux valu que le mahométisme triomphât. Cette religion récompense l'héroïsme, elle promet aux guerriers les joies du septième ciel… Animés par un tel esprit, les Germains eussent conquis le monde. C'est le christianisme qui les en a empêchés ». Il affirma aussi : « Je conçois que l'on puisse s'enthousiasmer pour le paradis de Mahomet, mais le fade paradis des chrétiens ! ».
Hitler admirait également le shintoïsme d'État de l'Empire du Japon : « Nous avons la malchance de ne pas posséder la bonne religion. Pourquoi n'avons-nous pas la religion des Japonais, pour qui se sacrifier à sa patrie est le bien suprême ? La religion musulmane aussi serait bien plus appropriée que ce christianisme, avec sa tolérance amollissante ». Il voyait dans cette tradition spirituelle l'une des raisons de la puissance du Japon : « Cette philosophie [japonaise], qui est une des raisons principales de leur succès, n'a pu se maintenir comme principe d'existence du peuple que parce que celui-ci est resté protégé contre le poison du christianisme ».
Cependant, pour ménager l'opinion allemande, il n'a jamais fait acte d'apostasie et continuait à payer ses impôts d'Église ; il affirma vouloir attendre la fin de la guerre pour régler leur compte aux Églises chrétiennes, ce qui le conduisit à réfréner certaines ardeurs antichrétiennes et mystiques du chef des SS. Dans ses discours, Hitler se contentait de références vagues à un dieu abstrait sans attache avec le christianisme, prônant de fait une position déiste.
Malgré des tracasseries et des surveillances, il a toujours eu l'habileté de ménager globalement les Églises allemandes, évitant un conflit ouvert dangereux pour l'adhésion des populations à sa personne. Ni lui ni ses partisans n'ont jamais été excommuniés et l'encyclique antinazie du pape Pie XI, Mit brennender Sorge (1937), évite prudemment de mentionner le nom de Hitler.

## Vie privée et personnalité

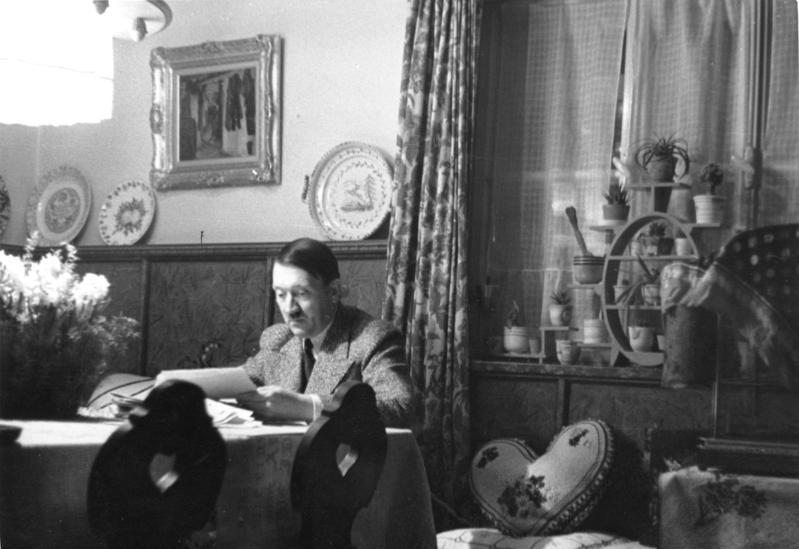
Adolf Hitler au Berghof, 1936.

### Mode de vie
Surtout pendant la guerre, Hitler vivait en reclus et en décalage temporel, menant dans ses divers QG une vie morne, monotone et essentiellement nocturne, dont il imposait l'ennui à tout son entourage.
Avant de se terrer après 1941, notamment au Wolfsschanze (le « Retranchement du Loup ») à côté de Rastenburg en Prusse-Orientale après le lancement de l'invasion de l'Union soviétique, il est toujours officiellement domicilié à Munich (il boudera Berlin toute sa vie) et plus encore, il aime à satisfaire son goût romantique pour les montagnes au Berghof, sa résidence des Alpes bavaroises, à Obersalzberg, un quartier de Berchtesgaden (résidence surplombée à quelques kilomètres par le Nid d'Aigle, où il se rend peu). Près du Berghof, viennent aussi habiter quelques-uns de ses principaux courtisans et intimes.
Selon certaines sources, Hitler ne buvait ni ne fumait (le tabac était rigoureusement proscrit en sa présence), mangeait végétarien,,, au moins depuis 1932 ou la fin des années 1930. Cependant, comme il était d'usage chez les soldats de la Wehrmacht pour augmenter leurs capacités combatives — notamment chez les pilotes —, Hitler était probablement consommateur de méthamphétamine (commercialisée alors en Allemagne sous la marque Pervitin). Le livre de l'écrivain allemand Norman Ohler (de) Der totale Rausch: Drogen im Dritten Reich, paru en septembre 2015 et traitant de l'usage des « drogues dans le Troisième Reich », apporte ainsi des informations sur, entre autres, cette addiction de Hitler et ses répercussions sur son état de santé et sa psychopathologie.

### Sexualité
La vie sentimentale et surtout sexuelle de Hitler, bien que peu discernable et surtout sans portée connue sur son rôle historique, a été l'objet de nombreuses spéculations de toutes sortes depuis au moins 1945, dans une littérature de qualité variable aux sources pour le moins controversées. Ces spéculations revêtent des formes multiples et parfois contradictoires : une homosexualité hypothétique remontant aux années de jeunesse à Vienne ou à celles de la Première Guerre mondiale, un goût trouble et intéressé pour les riches femmes mûres dans les années 1920, des relations incestueuses avec sa jeune nièce Geli Raubal, d'éventuelles pratiques ondinistes, ou coprophiles, une supposée impuissance,, voire le nombre de ses testicules.

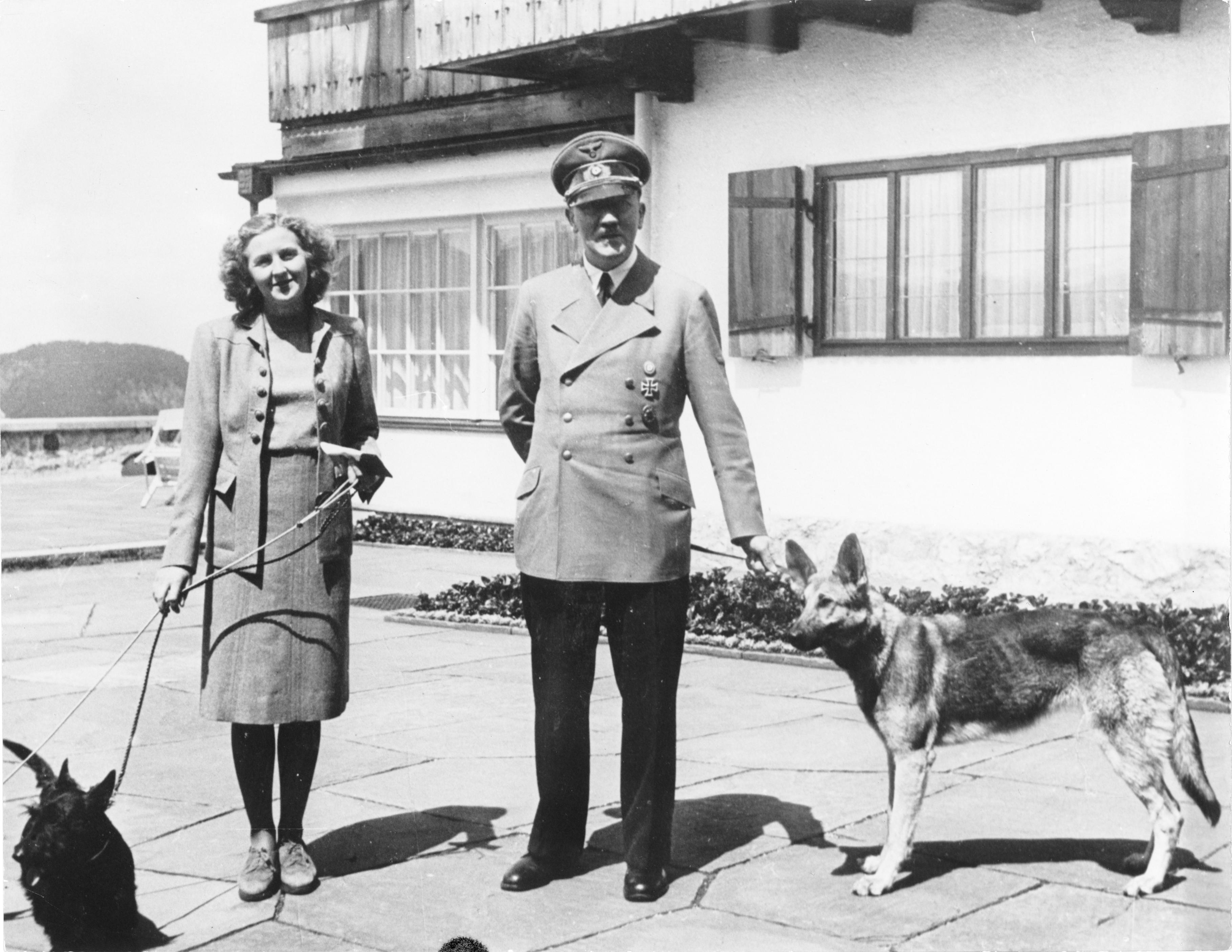
Adolf Hitler en compagnie d'Eva Braun et de sa chienne berger allemand Blondi (à droite) en laisse.

Le seul fait certain est que, se présentant à son peuple comme mystiquement marié à l'Allemagne, pour justifier et instrumentaliser son célibat, Hitler a caché aux Allemands l'existence d'Eva Braun jusqu'à la dernière minute puisque le couple se suicide le lendemain du mariage. Hitler négligeait souvent Eva Braun, lui interdisait de paraître en public ou de venir à Berlin et la confinait le plus possible en Bavière. Pour Ian Kershaw, en choisissant des femmes nettement plus jeunes que lui (vingt-trois ans de moins dans le cas d'Eva Braun) et en gardant ses distances (sa future épouse d'un jour ne devait l'appeler que « mein Führer »), Hitler s'assurait de pouvoir garder intacte sa domination narcissique et égoïste sur elles.

### Un égoïste charismatique
Solitaire et presque sans amis, Hitler réservait ses quelques accès de tendresse à sa chienne Blondi, un berger allemand. Cependant le jeune Hitler adorait sa mère, fut amoureux au cours de son adolescence et vécut une réelle amitié avec August Kubizek. Son égoïsme sans complexe, sa conviction d'être infaillible et sa soif de domination se traduisaient au quotidien par le refus de toute critique et par ses interminables monologues, au cours desquels il ressassait éternellement les mêmes thèmes des heures durant et épuisait son entourage jusque très tard dans la nuit.
Cela ne l'empêchait pas de régner sur son entourage et sur les masses par son charisme et son indéniable pouvoir de séduction, et d'inspirer des dévouements aveugles allant jusqu'au fanatisme. Les célèbres colères effroyables qu'il pouvait piquer, contre ses généraux notamment, n'étaient en réalité pas très fréquentes et survenaient surtout quand la situation échappait à son contrôle.

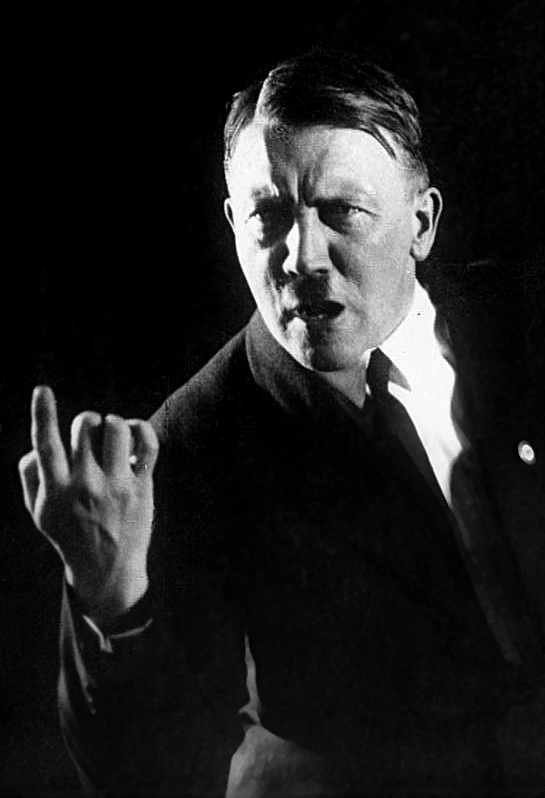
Hitler vociférant, photo d'Heinrich Hoffmann.

Les images célèbres de l'orateur Hitler en train de vociférer avec force gestes frénétiques ne doivent pas non plus donner une idée réductrice de ses talents propagandistes. En réalité, avant d'en arriver à ces points d'orgue fameux qui électrisaient l'assistance, Hitler savait varier les tons, construire sa progression et doser son débit, lequel ne s'accélérait que graduellement.

### Un«dictateur paresseux»
Étant essentiellement autodidacte, il ne dispose que d'une instruction scolaire et sa formation a toujours laissé à désirer. Ses bibliothèques à Munich, Berlin et Berchtesgaden contenaient plus de seize mille volumes, dont peu d'ouvrages authentiquement scientifiques ou philosophiques. Il a persécuté Freud (et décimé sa famille)[réf. nécessaire] et a déformé grossièrement la pensée de Friedrich Nietzsche afin de mieux faire cadrer ses lectures avec son idéologie personnelle. Il ne connaissait aucune langue étrangère, son interprète attitré Paul-Otto Schmidt se chargeant de lui traduire la presse extérieure ou l'accompagnant dans toutes les rencontres internationales.
Des employés devaient lui proposer des lunettes partout dans la chancellerie du Reich, afin que Hitler en ait rapidement une paire disponible.
Prompt à exalter et à embrigader le sport, il ne faisait jamais le moindre exercice de culture physique. Incapable de se contraindre à un travail régulier et suivi depuis sa jeunesse bohème de Vienne, le « dictateur paresseux » (selon Martin Broszat) n'avait pas d'horaires de travail fixes, négligeait souvent de réunir ou de présider le conseil des ministres, était parfois longuement introuvable même par ses secrétaires et ne faisait le plus souvent que survoler les dossiers et les rapports. Au contraire du très bureaucratique Staline, Hitler détestait la paperasserie et n'a de sa vie rédigé qu'un seul mémoire, celui sur le Plan de Quatre Ans (1936), qu'il n'a d'ailleurs fait lire qu'à deux ou trois personnes dont Göring et le chef de l'armée, le maréchal von Blomberg. Ses directives étaient souvent purement verbales ou rédigées en termes généraux, ce qui laissait à ses subordonnés une assez grande marge de manœuvre.

### Santé
Sa santé n'a cessé de se dégrader dans les dernières années de la guerre. Déprimé et insomniaque, vieillissant, voûté et tremblant (probablement atteint de la maladie de Parkinson, dont les symptômes, les jambes et surtout le bras gauche agités de tremblements rapides, apparaissent en août 1941 selon le docteur Ellen Gibbels (de)), bourré de médicaments par son médecin le Dr Theodor Morell, Hitler était surtout absorbé par les opérations militaires et hanté en son sommeil, de son propre aveu, par la position de chacune des unités détruites sur le front de l'Est. C'est bien avant de passer à l'acte qu'il évoquait devant ses proches le suicide comme la solution de facilité qui permettrait d'en finir en un instant avec ses ennuis. Il a déjà été prêt à passer à l'acte après deux échecs politiques en 1923 et 1932. Le 22 avril 1945, lorsque les Russes encerclent Berlin, il fait savoir à son entourage qu'il a décidé de se donner la mort.
Selon plusieurs chercheurs, il souffrait de maladies diverses : du syndrome de l'intestin irritable, de lésions cutanées, d'un trouble du rythme cardiaque, de sclérose coronaire, de syphilis, de la maladie de Parkinson et d'acouphène, entre autres. Dans un rapport établi en 1943 par Walter Charles Langer de l'université Harvard pour l'Office of Strategic Services (OSS), il est qualifié de psychopathe. Dans son ouvrage sur Hitler, l'historien Robert G. L. Waite (en) soutient qu'il souffrait d'un trouble de la personnalité limite.

### Cinéphilie
Passionné de cinéma, il regardait régulièrement des films (parfois trois dans la même soirée), imposait à ses invités après un dîner officiel le visionnage d'un film et pouvait même annuler des réunions pour cela. Il a vu au moins une vingtaine de fois le Siegfried de Fritz Lang, qu'il avait même envisagé de nommer à la direction de l'industrie cinématographique allemande, malgré ses origines juives. Alors que ces films étaient boycottés officiellement par l'Allemagne nazie à partir de 1935, il se plaisait à regarder des dessins animés américains comme Blanche-Neige et les Sept Nains ou des Mickey Mouse.

### Analyse psychologique
Fondateur d'un État totalitaire, doctrinaire, raciste et antisémite, responsable de la partie européenne de la Seconde Guerre mondiale ayant fait entre quarante et soixante millions de morts, et inspirateur du génocide des Juifs et de crimes contre l'humanité sans précédent ni équivalent à ce jour dans l'histoire humaine, le personnage de Hitler a cristallisé une telle animosité qu'il est devenu aux yeux des Occidentaux la figure archétypale du criminel, sinon la figure même du « mal absolu ». Aussi les interprétations de son comportement revêtent-elles nécessairement un enjeu considérable, et aussi est-il nécessaire de les considérer avec beaucoup de recul.
Le psychanalyste Walter Charles Langer a été nommé par l'OSS en 1943 pour analyser le cas Hitler, son rapport a donné lieu a une publication. Le psychiatre Douglas Kelley connu pour ses analyses des personnalités jugées au procès de Nuremberg a lui aussi étudié la personnalité de Hitler en mettant les troubles gastriques de ce dernier, probablement d'origine psychologique, comme une des clés d'explication de sa « névrose d'angoisse » et de son hypocondrie délirante (1943). La psychologue Alice Miller analyse les liens entre son éducation « répressive » et la suite de sa biographie et avance l'explication que les comportements violents de Hitler trouveraient leur origine dans ses traumatismes infantiles. Sa mère avait épousé un homme plus âgé qu'elle de 23 ans, et qu'elle appelait « oncle Aloïs » ; ses trois enfants moururent en quelques années autour de la naissance d'Adolf, amenant ce dernier à être surprotégé. Il aurait été régulièrement battu et ridiculisé par son père ; après une tentative de fugue, il aurait été presque battu à mort. Adolf haït son père durant toute sa vie et on a rapporté qu'il faisait des cauchemars à son sujet à la fin de son existence. Toutes ces explications sont controversées car elles ne parviennent pas plus que celles des philosophes (Hannah Arendt notamment) à rendre compte de ce qui a pu constituer une telle personnalité.
Lorsque l'Allemagne nazie annexa l'Autriche, Hitler fit transformer le village paternel, Döllersheim, et plusieurs villages alentour, en terrain d'entrainement pour la Wehrmacht, entrainant l'évacuation de la population. Dans le cadre des exercices de l'armée, les maisons du village seront plus tard détruites. Le village abritait la tombe de sa grand-mère paternelle. Les raisons ayant poussé Hitler à ce choix ne sont pas historiquement établies.

## Représentations médiatiques

### Filmographie
La figure d'Adolf Hitler a été portée à l'écran à la fois par lui-même dans des longs métrages créés sous le nazisme, puis par de nombreux acteurs d'abord dans des films de propagande antinazis et ensuite après la guerre, dans des films historiques et mémoriels, voire des comédies ou des œuvres de science-fiction,,.

### Littérature
Deux romanciers ont fait d'Hitler un personnage de fiction dans le cadre imaginaire de sa survie en Amérique du Sud.
Dans "Son dernier combat", nouvelle insérée dans le recueil Quia Absurdum Paris, 1970, Pierre Boulle imagine que Hitler vit au Pérou avec Eva Braun à la tête d'une hacienda. La chienne Blondi a également survécu. Ils reçoivent Martin Bormann.
Dans Le Transport de A. H., Paris, Julliard, 1981, George Steiner imagine qu'en Amazonie, des Israéliens chasseurs de nazis découvrent par hasard un vieillard de 90 ans en qui ils reconnaissent Adolf Hitler.
Hitler apparait par ailleurs dans de nombreux romans uchroniques, par exemple dans Le Maître du Haut Château (où l'Allemagne et le Japon ont gagné la guerre) ou dans Rêve de fer (où il est devenu un auteur d'heroic fantasy à succès).

## Décorations
- Croix de fer (1re et 2e classe)[514]
- Insigne des blessés (noir)